# Olympische Geschichte der Volksrepublik China
| Gelbes Symbol für Goldmedaillen mit stilisierten Olympischen Ringen | Graues Symbol für Silbermedaillen mit stilisierten Olympischen Ringen | Braundes Symbol für Bronzemedaillen mit stilisierten Olympischen Ringen |
| ------------------------------------------------------------------- | --------------------------------------------------------------------- | ----------------------------------------------------------------------- |
| 246                                                                 | 199                                                                   | 178                                                                     |

Die Volksrepublik China nahm erstmals 1952 an Olympischen Sommerspielen teil.
Zwischen 1956 und 1980 fand keine Teilnahme an Sommerspielen statt, bei Winterspielen ist die Volksrepublik seit 1980 vertreten. Zu allen bislang ausgetragenen Olympischen Jugendspielen wurden jugendliche Athleten geschickt.
Die Volksrepublik China richtete bislang einmal Sommerspiele, einmal Winterspiele und einmal Jugend-Sommerspiele aus. 2008 fanden die Sommerspiele in Peking statt, die Jugend-Sommerspiele 2014 in Nanjing. 2022 wurden die Winterspiele in Peking durchgeführt, womit Peking die erste Stadt ist, die sowohl Sommer- als auch Winterspiele ausrichtete.

## Allgemeines

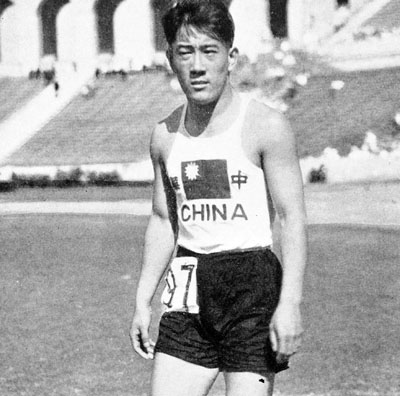
Liu Changchun, 1932 der erste Chinese bei Olympischen Spielen

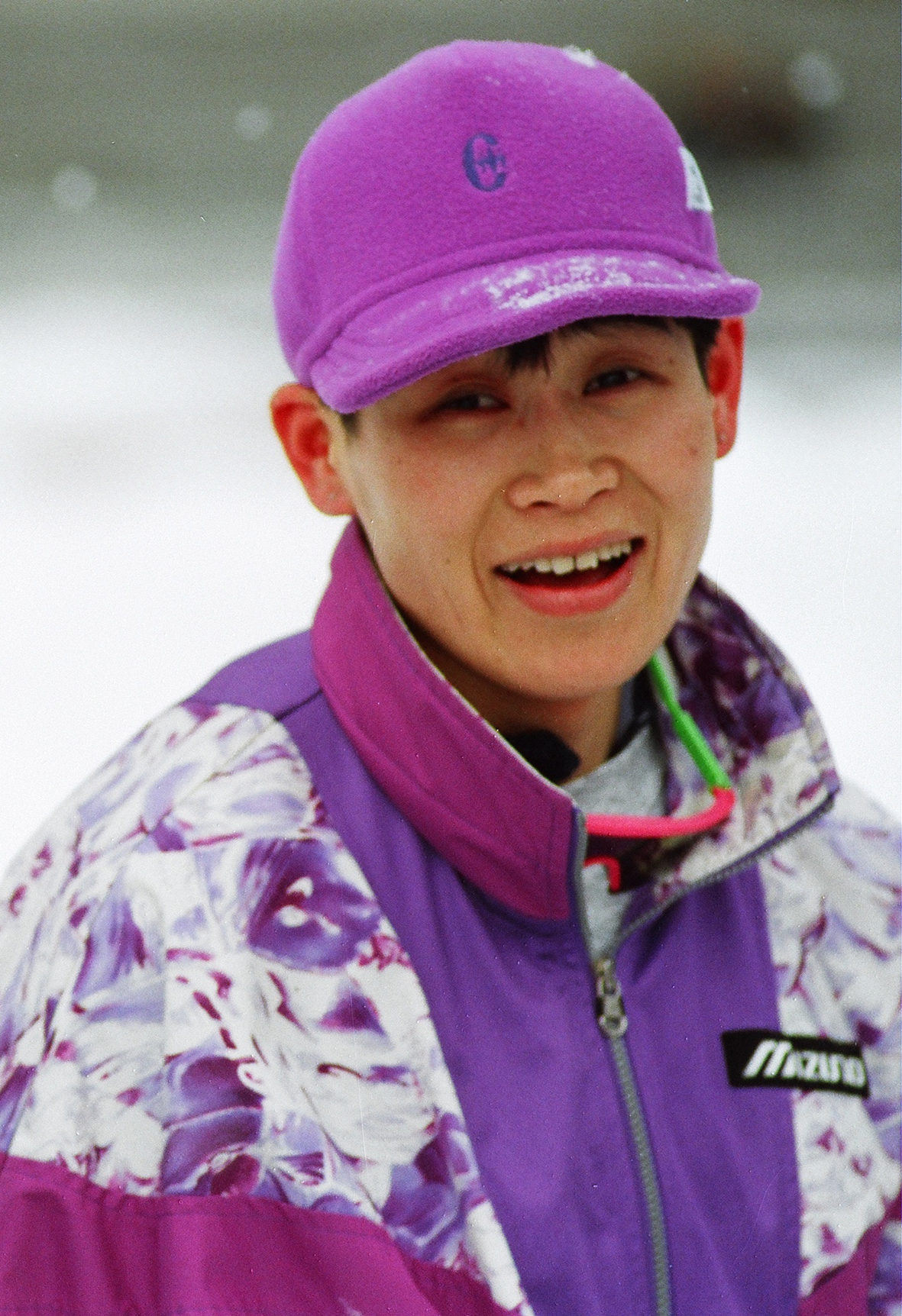
Ye Qiaobo gewann 1992 die erste chinesische Wintersportmedaille

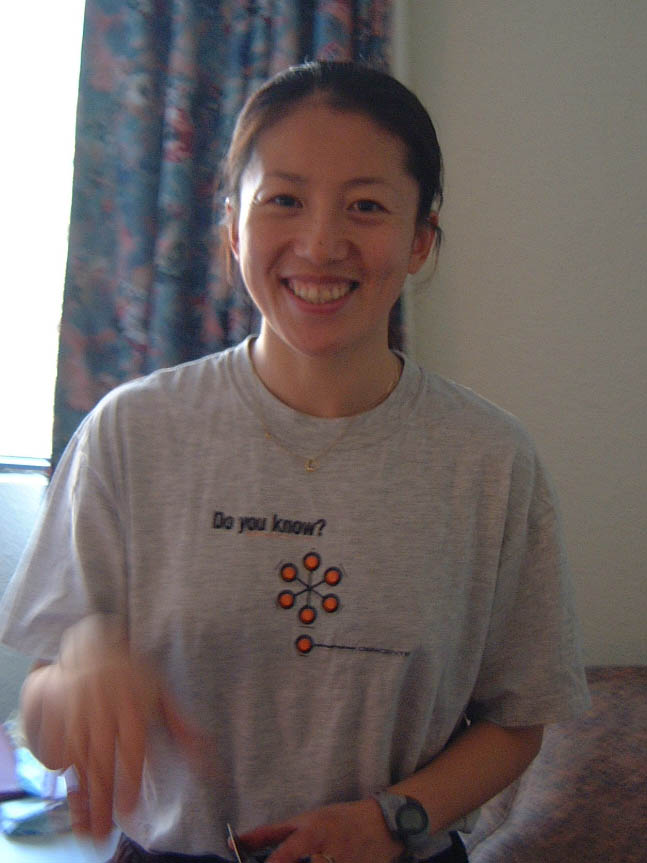
Erste Winterolympiasiegerin Chinas: Yang Yang (A)

Das chinesische NOK wurde 1910 gegründet und vertrat die olympischen Interessen der Republik China. 1922 wurde das NOK vom IOC anerkannt. 1932 in Los Angeles trat mit dem Leichtathleten Liu Changchun erstmals ein chinesischer Sportler bei Olympischen Spielen an. Er war der einzige Chinese in Los Angeles. In Berlin 1936 gingen 54 Chinesen an den Start, darunter zwei Frauen. Die Leichtathletin Li Sen war die erste Frau aus China bei Olympischen Spielen. 1948 in London waren es immer noch 27 Teilnehmer.
Die Volksrepublik China wurde am 1. Oktober 1949 gegründet. Die Regierung und die Armee der Republik China zogen sich auf die Insel Taiwan zurück. 1952 wurde das NOK der Volksrepublik China, das Zhongguo Aolinpike Weiyuanhui, gegründet. Für die Sommerspiele von Helsinki 1952 erhielt die Volksrepublik eine Einladung des IOC, die auch angenommen wurde. Der Schwimmer Wu Chuanyu war der erste olympische Sportler der Volksrepublik China. 1954 wurde das NOK der Volksrepublik vom IOC anerkannt. Eine Einladung zu den Spielen von Melbourne 1956 wurde angenommen, jedoch aus Protest auf Grund der Ein-China-Politik wieder abgewiesen. 1958 trat die Volksrepublik China wieder aus dem IOC aus. Das IOC-Mitglied Professor Tung Huyi gab seine Ämter zurück.
Erst 1979 beschloss das IOC, dass die Volksrepublik China alleine „China“ repräsentiere. Damit wurde das NOK der Volksrepublik China wieder Mitglied des IOC. Das NOK der bisherigen Republik China wurde zum Chinese Taipei Olympic Committee umbenannt. Bei den Winterspielen von 1980 gingen nach 28 Jahren Unterbrechung wieder Sportler aus der Volksrepublik an den Start. Die Eisschnellläuferinnen Kong Meiyu, Chen Shuhua und Shen Guogin sind die ersten Winterolympioniken. Die ersten männlichen Wintersportler sind die Eisschnellläufer Wang Nianchun, Zhao Weichang und Su He sowie die Skilangläufer Lin Guanghao und Ren Guiping. Die ersten Frauen der Volksrepublik bei Sommerspielen sind die Schützinnen Lui Haiying und Wen Zhifeng, die Schwimmerinnen Ding Jilian und Yan Hong sowie die Radrennfahrerinnen Lu Suyan, Wang Li und Lu Yue.
Obwohl erst seit 1984 regelmäßig bei den Olympischen Spielen dabei gehört die Volksrepublik China zu den erfolgreichsten Nationen. Im Ewigen Medaillenspiegel belegt sie Platz 7, im Ewigen Medaillenspiegel der Sommerspiele Platz 5 und im Ewigen Medaillenspiegel der Winterspiele Platz 14.
In zwei Sportarten ist die Volksrepublik China die führende Nation. Im Tischtennis wurden bislang 53 Medaillen, 28 Gold-, 17 Silber- und acht Bronzemedaillen gewonnen, im Badminton 41 Medaillen, davon 18 Gold-, 8 Silber- und 15 Bronzemedaillen. Im Wasserspringen, Gewichtheben, Schießen und Taekwondo liegt die Volksrepublik auf Platz 2. Die meisten Olympiasiege wurden im Wasserspringen gewonnen (40). Die meisten Medaillen (73) gewannen die Geräteturner. Im Wintersport liegt die Volksrepublik im Shorttrack auf Platz 2. 30 Medaillen wurden gewonnen, davon 9 Gold-, 13 Silber- und 8 Bronzemedaillen.
Die erste Medaille für die Volksrepublik China wurde 1984 in Los Angeles gewonnen. Am 29. Juli gab es bei den Schützen gleich mehrere Medaillengewinner und Olympiasieger zu feiern. Mit der freien Pistole wurde Xu Haifeng erster Olympiasieger der Volksrepublik China. Auch bei den Frauen wurde die erste Medaillengewinnerin gleich Olympiasiegerin. Ma Yanhong gewann am 30. Juli Gold am Stufenbarren.
Bei Winterspielen gab es die ersten Medaillen 1992 in Albertville. Die Eisschnellläuferin Ye Qiaobo gewann am 10. Februar Silber über 500 Meter. Der erste Mann mit einer Medaille bei Winterspielen war am 17. Februar 1998 in Nagano der Shorttracker Li Jiajun mit Silber über 1000 Meter. Den ersten Olympiasieg im Winter gab es am 16. Februar 2002 in Salt Lake City, als die Shorttrackerin Yang Yang (A) den Wettbewerb über 500 Meter gewann. Bei den Männern wurde der Freestyle-Skifahrer Han Xiaopeng, der am 23. Februar 2006 in Turin das Springen gewann, der erste männliche Winterolympiasieger.
Drei Athleten sind mit fünf Olympiasiegen die erfolgreichsten Chinesen bei Olympischen Spielen. Wu Minxia und Chen Ruolin wurden fünfmal Olympiasiegerinnen im Wasserspringen, Zou Kai fünfmal im Geräteturnen. Wu Minxia ist mit sieben Medaillen insgesamt die erfolgreichste Teilnehmerin in der Anzahl der Medaillen.
1952 in Helsinki nahm nur ein Sportler teil, 1984 in Los waren es 215 Athleten. Die größte Olympiamannschaft mit 599 Aktiven trat 2008 in Peking an. Die erste Wintersportmannschaft umfasste 1980 in Lake Placid 24 Athleten. Die meisten Wintersportler gingen 2010 in Vancouver mit 86 Teilnehmern an den Start. Die erfolgreichsten Olympischen Spiele waren die heimischen Spiele in Peking 2008. Insgesamt wurden 100 Medaillen gewonnen, davon 48 Gold-, 22 Silber- und 30 Bronzemedaillen. Damit war die Volksrepublik die erfolgreichste Mannschaft. Die erfolgreichsten Winterspiele waren die Spiele 2010 in Vancouver. Hier gewannen die Athleten die meisten Goldmedaillen (5) und die meisten Medaillen insgesamt mit fünf Gold-, zwei Silber- und vier Bronzemedaillen.
Die Volksrepublik China hat drei IOC-Mitglieder. 2000 wurde der Politiker Yu Zaiqing zum IOC-Mitglied gewählt. Von 2008 bis 2012 und wieder seit 2014 ist er einer der IOC-Vizepräsidenten. Er ist Mitglied in der Kommission für Mitgliederwahl, der Kommission für den Olympic Channel und der Marketingkommission. 2010 folgte die Shorttrackerin Yang Yang (A), die erste Winterolympiasiegerin der Volksrepublik. Sie ist Mitglied der Athletenkommission sowie Mitglied der Kommission für das olympische Programm. Schließlich wurde 2012 die ehemalige Badmintonspielerin Li Lingwei Mitglied des IOC. Sie ist Mitglied der Kommission für olympische Solidarität und der Kommission für das olympische Programm.

## Bewerbungen und Ausrichtungen der Olympischen Spiele

### Bewerbungen

#### Sommerspiele
Peking bewarb sich für die Ausrichtung der 27. Olympischen Spiele 2000. Peking lag in den ersten drei Wahlgängen in Führung und ging im vierten Wahlgang in ein Stechen mit Sydney. Hier unterlag man mit 43:45 Stimmen.
Die nächste Bewerbung erfolgte für die Ausrichtung der 29. Olympischen Spiele 2008. Schon im zweiten Wahlgang konnte sich Peking gegen Toronto, Paris und Istanbul durchsetzen.

#### Winterspiele
Harbin bewarb sich um die Ausrichtung der 21. Olympischen Winterspiele 2010, jedoch wurde die Bewerbung vom IOC nicht akzeptiert.
Für die Ausrichtung der 24. Olympischen Winterspiele 2022 bewarb sich Peking. Gleich im ersten Wahlgang konnte man sich gegen Almaty durchsetzen. Damit ist Peking die erste Stadt in der olympischen Geschichte, die sowohl Sommer- als auch Winterspiele ausrichtet.

### Ausrichtung
Die ersten Olympischen Spiele auf chinesischem Boden waren die Sommerspiele von 2008 in Peking. 11126 Athleten aus 204 Ländern nahmen teil Die Wettkämpfe fanden vom 8. bis zum 24. August 2008 statt. Die Segelwettbewerbe wurden vor Qingdao ausgerichtet. Das olympische Fußballturnier wurden auch in Stadien in Qinhuangdao, Shanghai, Shenyang und Tianjin durchgeführt. Das NOK Hongkongs war Mitausrichter der Spiele, hier wurden die Reitwettbewerbe durchgeführt.
Eröffnet wurden die Spiele durch den Staatspräsidenten Hu Jintao. Das olympische Feuer wurde durch den ehemaligen Kunstturner Li Ning entzündet, den olympischen Eid sprachen die Tischtennisspielerin Zhang Yining für die Aktiven und der ehemalige Turner Huang Liping für die Wettkampfrichter.
2022 werden die Olympischen Winterspiele ebenfalls in Peking stattfinden.

## Übersicht der Teilnahmen

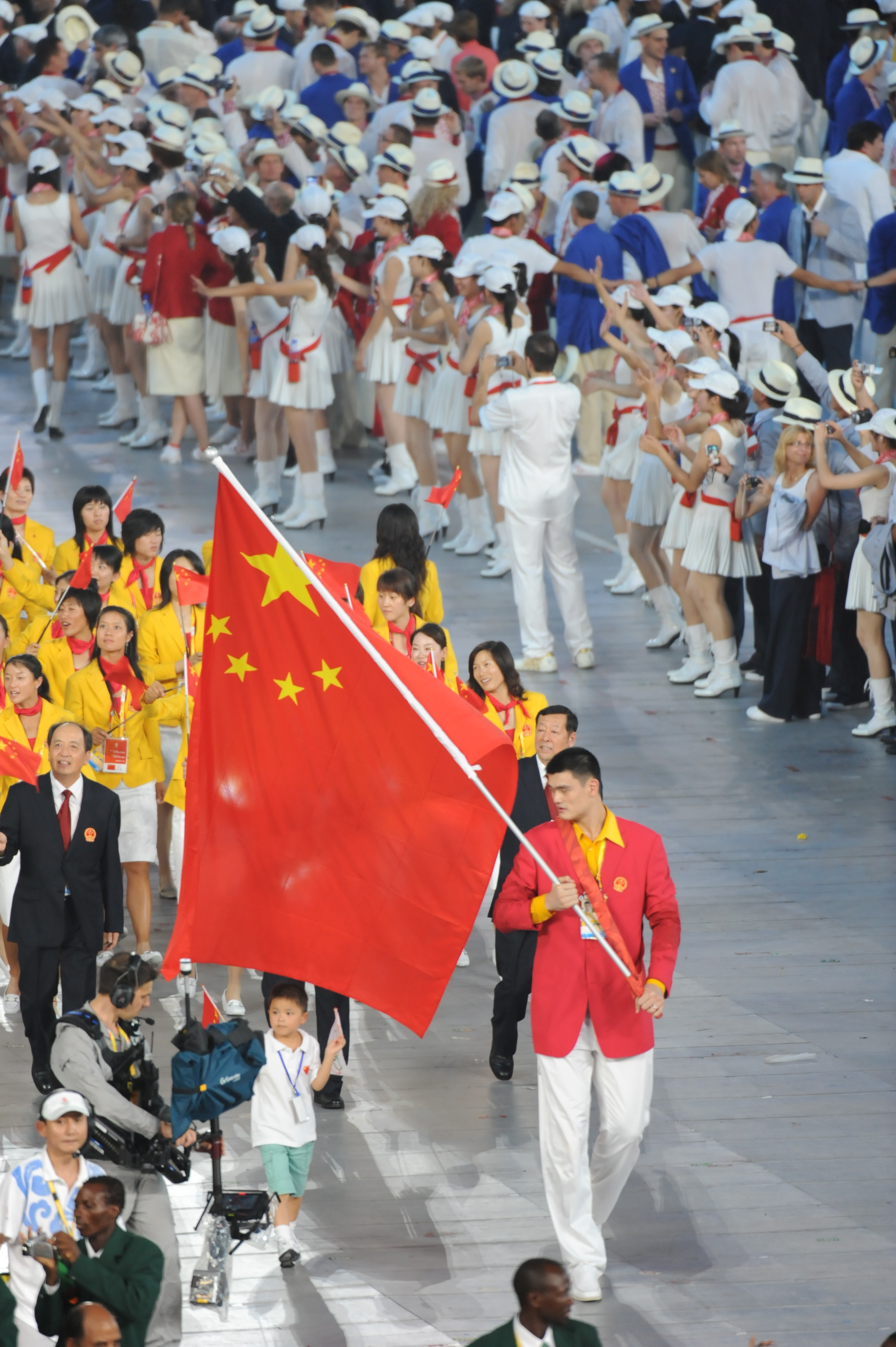
Einmarsch der chinesischen Athleten 2008

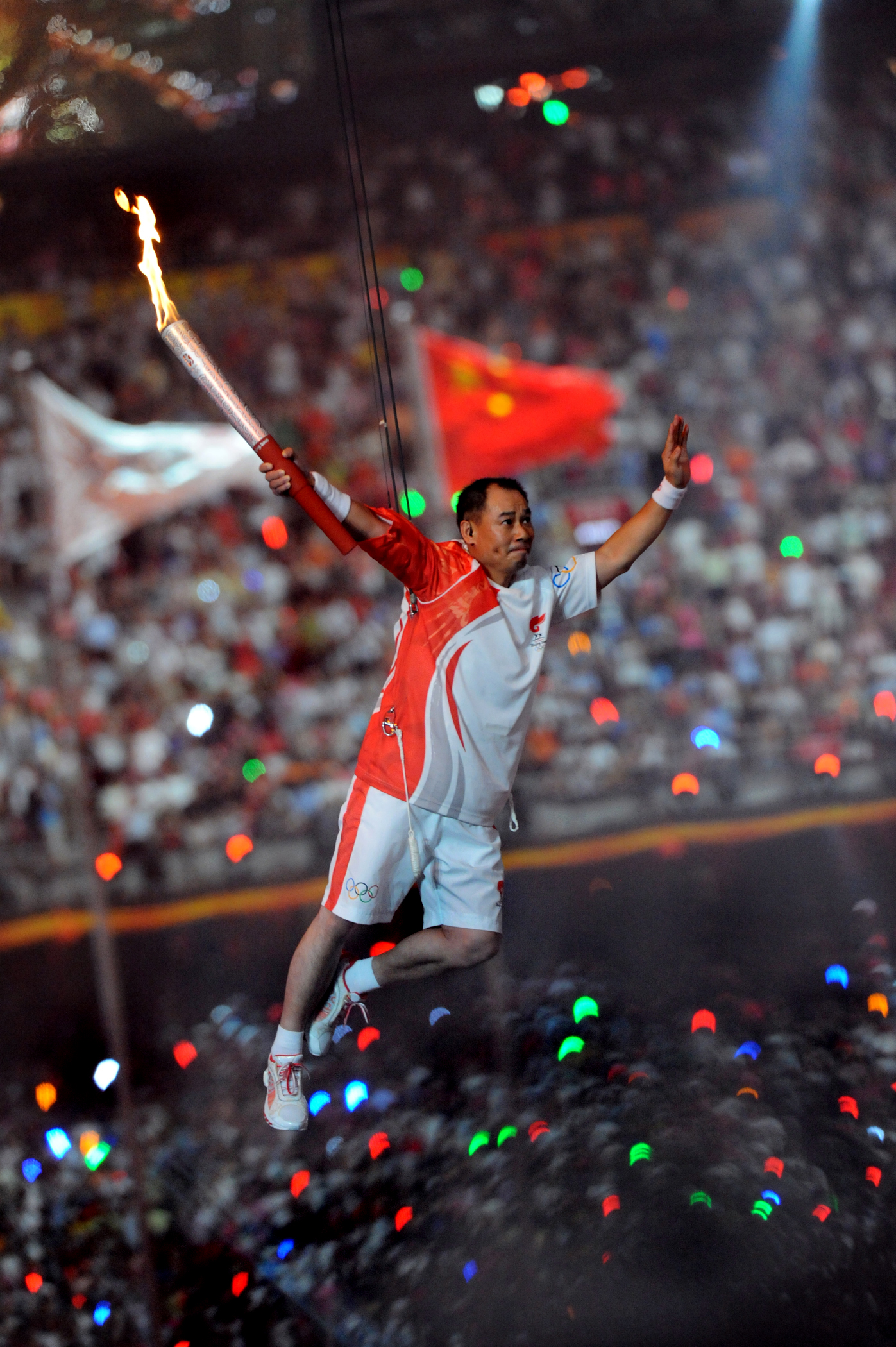
Li Ning entzündet das olympische Feuer 2008

### Sommerspiele
| Jahr      | Athleten                                       | Athleten                                       | Athleten                                       | Flaggenträger                                  | Medaillen                                      | Medaillen                                      | Medaillen                                      | Medaillen                                      | Medaillen                                      |
| Jahr      | Gesamt                                         | m                                              | w                                              | Flaggenträger                                  |                                                |                                                |                                                | Gesamt                                         | Rang                                           |
| --------- | ---------------------------------------------- | ---------------------------------------------- | ---------------------------------------------- | ---------------------------------------------- | ---------------------------------------------- | ---------------------------------------------- | ---------------------------------------------- | ---------------------------------------------- | ---------------------------------------------- |
| 1896–1928 | nicht teilgenommen                             | nicht teilgenommen                             | nicht teilgenommen                             | nicht teilgenommen                             | nicht teilgenommen                             | nicht teilgenommen                             | nicht teilgenommen                             | nicht teilgenommen                             | nicht teilgenommen                             |
| 1932–1948 | Teilnahme in der Mannschaft der Republik China | Teilnahme in der Mannschaft der Republik China | Teilnahme in der Mannschaft der Republik China | Teilnahme in der Mannschaft der Republik China | Teilnahme in der Mannschaft der Republik China | Teilnahme in der Mannschaft der Republik China | Teilnahme in der Mannschaft der Republik China | Teilnahme in der Mannschaft der Republik China | Teilnahme in der Mannschaft der Republik China |
| 1952      | 1                                              | 1                                              | 0                                              |                                                |                                                |                                                |                                                |                                                |                                                |
| 1956–1980 | nicht teilgenommen                             | nicht teilgenommen                             | nicht teilgenommen                             | nicht teilgenommen                             | nicht teilgenommen                             | nicht teilgenommen                             | nicht teilgenommen                             | nicht teilgenommen                             | nicht teilgenommen                             |
| 1984      | 215                                            | 132                                            | 83                                             | Wang Libin                                     | 15                                             | 8                                              | 9                                              | 32                                             | 4                                              |
| 1988      | 273                                            | 149                                            | 124                                            | Song Tao                                       | 5                                              | 11                                             | 12                                             | 28                                             | 11                                             |
| 1992      | 244                                            | 117                                            | 127                                            | Song Ligang                                    | 16                                             | 22                                             | 16                                             | 54                                             | 4                                              |
| 1996      | 294                                            | 111                                            | 183                                            | Liu Yudong                                     | 16                                             | 22                                             | 12                                             | 50                                             | 4                                              |
| 2000      | 271                                            | 91                                             | 180                                            | Liu Yudong                                     | 28                                             | 16                                             | 14                                             | 58                                             | 3                                              |
| 2004      | 384                                            | 136                                            | 248                                            | Yao Ming                                       | 32                                             | 17                                             | 14                                             | 63                                             | 2                                              |
| 2008      | 599                                            | 310                                            | 289                                            | Yao Ming                                       | 48                                             | 22                                             | 30                                             | 100                                            | 1                                              |
| 2012      | 375                                            | 160                                            | 215                                            | Yi Jianlian                                    | 39                                             | 31                                             | 22                                             | 92                                             | 2                                              |
| 2016      | 392                                            | 151                                            | 241                                            | Lei Sheng                                      | 26                                             | 18                                             | 26                                             | 70                                             | 3                                              |
| 2020      | 406                                            | 125                                            | 281                                            | Zhu Ting/Zhao Shuai                            | 38                                             | 32                                             | 18                                             | 88                                             | 2                                              |

### Winterspiele
| Jahr      | Athleten           | Athleten           | Athleten           | Flaggenträger       | Medaillen          | Medaillen          | Medaillen          | Medaillen          | Medaillen          |
| Jahr      | Gesamt             | m                  | w                  | Flaggenträger       |                    |                    |                    | Gesamt             | Rang               |
| --------- | ------------------ | ------------------ | ------------------ | ------------------- | ------------------ | ------------------ | ------------------ | ------------------ | ------------------ |
| 1924–1976 | nicht teilgenommen | nicht teilgenommen | nicht teilgenommen | nicht teilgenommen  | nicht teilgenommen | nicht teilgenommen | nicht teilgenommen | nicht teilgenommen | nicht teilgenommen |
| 1980      | 24                 | 13                 | 11                 | Zhao Weichang       |                    |                    |                    |                    |                    |
| 1984      | 37                 | 21                 | 16                 | Zhao Shijian        |                    |                    |                    |                    |                    |
| 1988      | 13                 | 6                  | 7                  | Zhang Zhubin        |                    |                    |                    |                    |                    |
| 1992      | 32                 | 12                 | 20                 | Song Chen           |                    | 3                  |                    | 3                  | 15                 |
| 1994      | 24                 | 7                  | 17                 | Liu Yanfei          |                    | 1                  | 2                  | 3                  | 19                 |
| 1998      | 57                 | 15                 | 42                 | Zhao Hongbo         |                    | 6                  | 2                  | 8                  | 16                 |
| 2002      | 66                 | 21                 | 45                 | Zhang Min           | 2                  | 2                  | 4                  | 8                  | 13                 |
| 2006      | 73                 | 35                 | 38                 | Yang Yang (A)       | 2                  | 4                  | 5                  | 11                 | 14                 |
| 2010      | 86                 | 30                 | 56                 | Han Xiaopeng        | 5                  | 2                  | 4                  | 11                 | 7                  |
| 2014      | 62                 | 26                 | 36                 | Tong Jian           | 3                  | 4                  | 2                  | 9                  | 12                 |
| 2018      | 81                 | 35                 | 46                 | Zhou Yang           | 1                  | 6                  | 2                  | 9                  | 16                 |
| 2022      | 176                | 89                 | 87                 | Zhao Dan/Gao Tingyu | 9                  | 4                  | 2                  | 15                 | 3                  |

## Übersicht der Sportarten

### Sommerspiele

#### Badminton
| Gelbes Symbol für Goldmedaillen mit stilisierten Olympischen Ringen | Graues Symbol für Silbermedaillen mit stilisierten Olympischen Ringen | Braundes Symbol für Bronzemedaillen mit stilisierten Olympischen Ringen |
| ------------------------------------------------------------------- | --------------------------------------------------------------------- | ----------------------------------------------------------------------- |
| 18                                                                  | 8                                                                     | 15                                                                      |

Im Badminton ist die Volksrepublik China seit 1992 vertreten. Mit 41 gewonnenen Medaillen ist sie die führende Nation in dieser Sportart. Li Yongbo und Tian Bingyi gewannen Bronze im Männerdoppel. Bei den Frauen gewannen Guan Weizhen und Nong Qunhua Silber sowie Lin Yanfen und Yao Fen Bronze im Frauendoppel. Ebenfalls Bronze gewannen im Fraueneinzel Huang Hua und Tang Jiuhong.
Den ersten Olympiasieg im Badminton schafften 1996 Ge Fei und Gu Jun im Frauendoppel. Hier gewannen Qin Yiyuan und Tang Yongshu Bronze. Auch das Mixed-Doppel Sun Man und Liu Jianjun gewann Bronze. Im Männereinzel gewann Dong Jiong Silber. 2000 in Sydney gewannen chinesische Badmintonspieler in vier von fünf Wettbewerben Gold. Ji Xinpeng wurde Olympiasieger im Männereinzel, Xia Xuanze gewann Bronze. Im Fraueneinzel gewannen Gong Zhichao Gold und Ye Zhaoying Bronze. Das gemischte Doppel Gao Ling und Zhang Jun schafften ebenfalls den Olympiasieg. Im Frauendoppel gingen alle Medaillen nach China. Ge Fei und Gu Jun konnten ihren Olympiasieg von 1996 wiederholen. Silber gewannen Huang Nanyan und Yang Wei, Bronze ging an Gao Ling und Qin Yiyuan.
In Athen 2004 gewann das gemischte Doppel Gao Ling und Zhang Jun erneut Gold. Im Fraueneinzel wurde Zhang Ning Olympiasiegerin, Zhou Mi gewann Bronze. Im Frauendoppel gewannen Zhang Jiewen und Yang Wei Gold, Silber ging an Huang Sui und Gao Ling.
2008 in Peking wurde Lin Dan Olympiasieger im Männereinzel, Chen Jin gewann Bronze. Das Männerdoppel Cai Yun und Fu Haifeng gewann Silber, das gemischte Doppel He Hanbin und Yu Yang Bronze. Bei den Frauen konnte Zhang Ning ihren Olympiasieg wiederholen, sie schlug im Finale ihre Landsfrau Xie Xingfan. Im Frauendoppel siegten Du Jing und Yu Yang, das Duo Wei Yili und Zhang Yawen holte Bronze.
In London 2012 stellten Chinesen alle Olympiasieger. Lin Dan wiederholte seinen Sieg von Peking, Chen Long gewann Bronze. Im Männerdoppel gewann das Duo Cai Yan und Fu Haifeng. Das gemischte Doppel wurde von Zhang Nan und Zhao Yunlei gewonnen, die im Finale das Duo Xu Chen und Ma Jin schlugen. Das Einzel der Frauen gewann Li Xuerui nach einem Finalsieg über ihre Mannschaftskameradin Wang Yihan. Das Frauendoppel gewannen Tian Qing und Zhao Yunlei. Das Doppel Wang Xiaoli und Yu Yang wurde wegen Spielmanipulation disqualifiziert. Sie verloren absichtlich ihr letztes Gruppenspiel, um nicht auf vermeintlich stärkere Gegner zu treffen.
2016 in Rio de Janeiro gab es zwei Olympiasiege. Chen Long gewann im Männereinzel, Fu Haifeng und Zhang Nan gewannen das Männerdoppel. Zhang Nan und Zhao Yunlei gewannen Bronze im gemischten Doppel.
| Name                  | Spiele              | Disziplin    | Anmerkung |
| --------------------- | ------------------- | ------------ | --------- |
| Ge Fei Gu Jun         | 1996 Atlanta        | Frauendoppel |           |
| Ji Xinpeng            | 2000 Sydney         | Männereinzel |           |
| Gao Ling Zhang Jun    | 2000 Sydney         | Mixed        |           |
| Gong Zhichao          | 2000 Sydney         | Fraueneinzel |           |
| Ge Fei Gu Jun         | 2000 Sydney         | Frauendoppel |           |
| Gao Ling Zhang Jun    | 2004 Athen          | Mixed        |           |
| Zhang Ning            | 2004 Athen          | Fraueneinzel |           |
| Zhang Jiewen Yang Wei | 2004 Athen          | Mixed        |           |
| Lin Dan               | 2008 Peking         | Männereinzel |           |
| Zhang Ning            | 2008 Peking         | Fraueneinzel |           |
| Du Jing Yu Yang       | 2008 Peking         | Frauendoppel |           |
| Lin Dan               | 2012 London         | Männereinzel |           |
| Cai Yun Fu Haifeng    | 2012 London         | Männerdoppel |           |
| Zhang Nan Zhao Yunlei | 2012 London         | Mixed        |           |
| Li Xuerui             | 2012 London         | Fraueneinzel |           |
| Tian Qing Zhao Yunlei | 2012 London         | Frauendoppel |           |
| Chen Long             | 2016 Rio de Janeiro | Männereinzel |           |
| Fu Haifeng Zhang Nan  | 2016 Rio de Janeiro | Männerdoppel |           |

| Name                     | Spiele         | Disziplin    | Anmerkung |
| ------------------------ | -------------- | ------------ | --------- |
| Guan Weizhen Nong Qunhua | 1992 Barcelona | Frauendoppel |           |
| Dong Jiong               | 1996 Atlanta   | Männereinzel |           |
| Huang Nanyan Yang Wei    | 2000 Sydney    | Frauendoppel |           |
| Huang Sui Gao Ling       | 2004 Athen     | Frauendoppel |           |
| Cai Yun Fu Haifeng       | 2008 Peking    | Männerdoppel |           |
| Xie Xingfan              | 2008 Peking    | Fraueneinzel |           |
| Xu Chen Ma Jin           | 2012 London    | Mixed        |           |
| Wang Yihan               | 2012 London    | Fraueneinzel |           |

| Name                    | Spiele              | Disziplin    | Anmerkung |
| ----------------------- | ------------------- | ------------ | --------- |
| Li Yongbo Tian Bingyi   | 1992 Barcelona      | Männerdoppel |           |
| Huang Hua               | 1992 Barcelona      | Fraueneinzel |           |
| Tang Jiuhong            | 1992 Barcelona      | Fraueneinzel |           |
| Lin Yanfen Yao Fen      | 1992 Barcelona      | Frauendoppel |           |
| Qin Yiyuan Tang Yongshu | 1996 Atlanta        | Frauendoppel |           |
| Sun Man Liu Jianjun     | 1996 Atlanta        | Mixed        |           |
| Xia Xuanze              | 2000 Sydney         | Männereinzel |           |
| Ye Zhaoying             | 2000 Sydney         | Fraueneinzel |           |
| Gao Ling Qin Yiyuan     | 2000 Sydney         | Frauendoppel |           |
| Zhou Mi                 | 2004 Athen          | Fraueneinzel |           |
| Chen Jin                | 2008 Peking         | Männereinzel |           |
| He Hanbin Yu Yang       | 2008 Peking         | Mixed        |           |
| Wei Yili Zhang Yawen    | 2008 Peking         | Frauendoppel |           |
| Chen Long               | 2012 London         | Männereinzel |           |
| Zhao Yunlei Zhang Nan   | 2016 Rio de Janeiro | Mixed        |           |

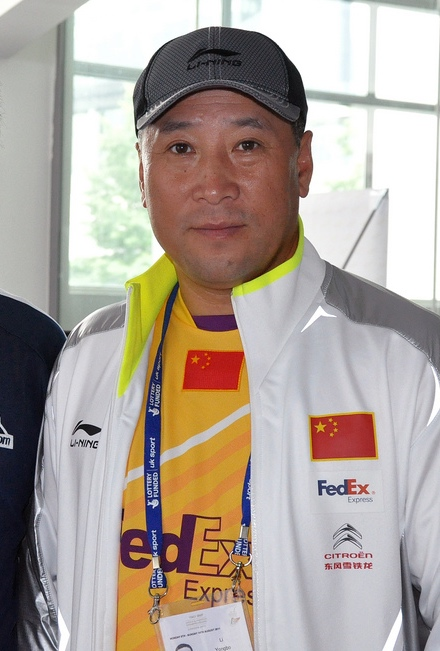
Li Yongbo (2011), Bronze 1992
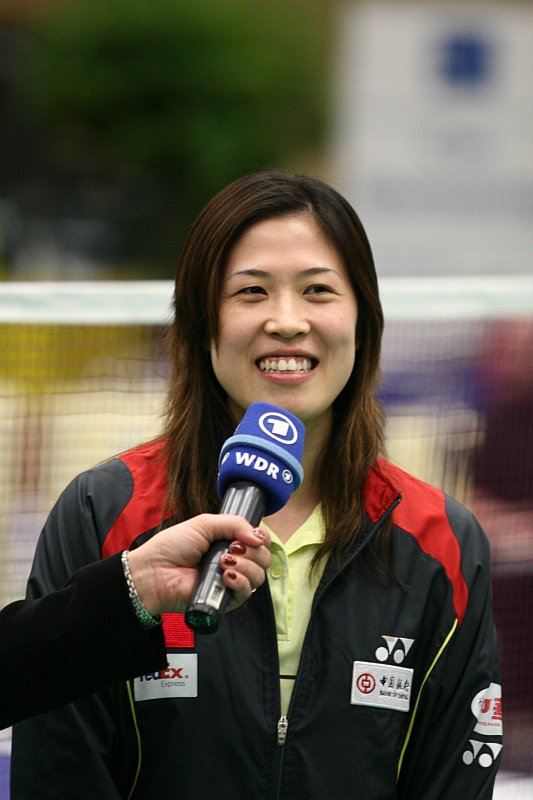
Gao Ling (2011), Gold 2000 und 2004, Silber 2004, Bronze 2000
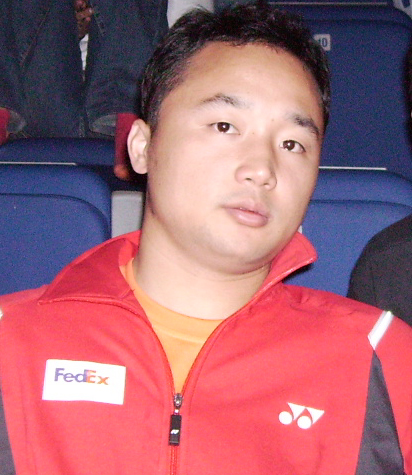
Zhang Jun, Gold 2000 und 2004
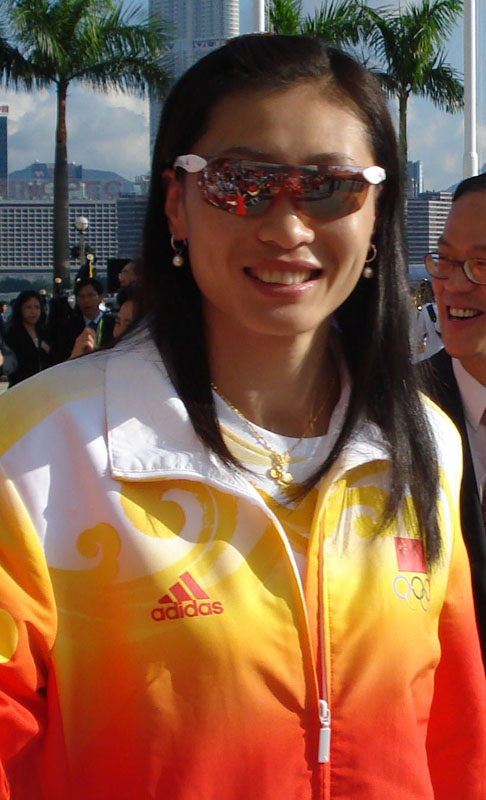
Zhang Ning, Gold 2004, 2008
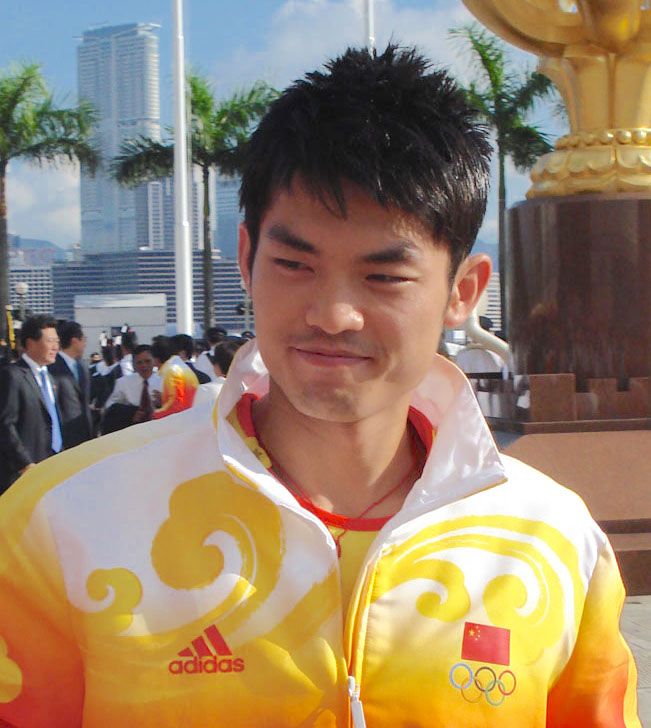
Lin Dan, Gold 2008 und 2012
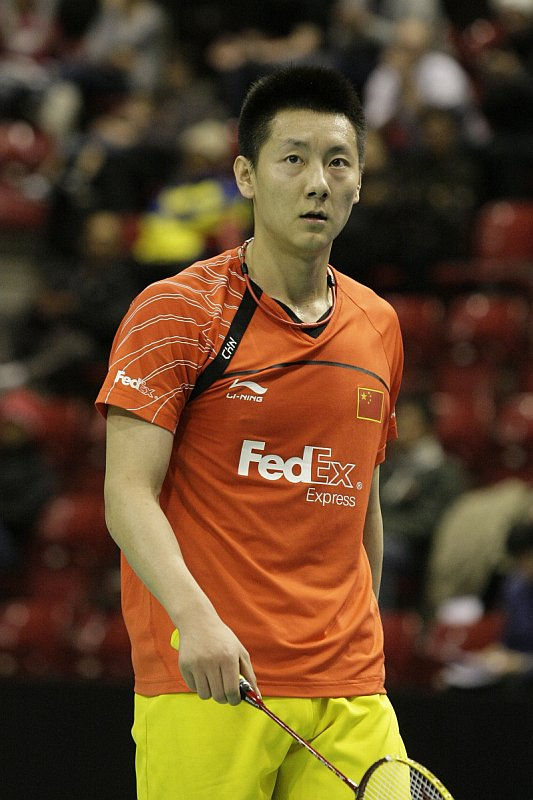
Chen Jin, Bronze 2008
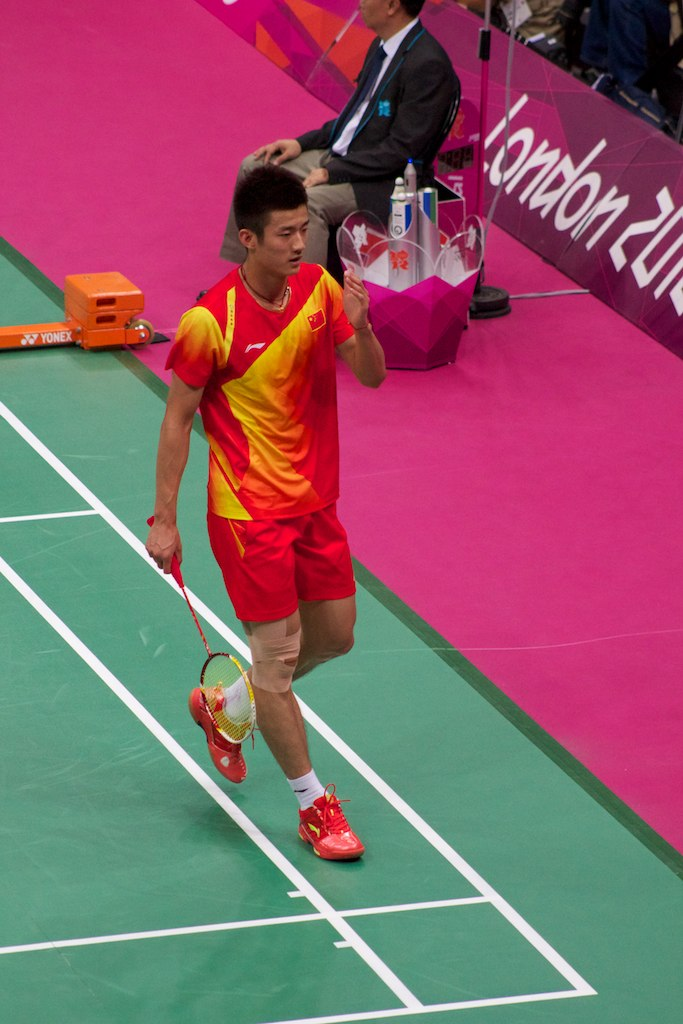
Chen Long, Bronze 2012, Gold 2016
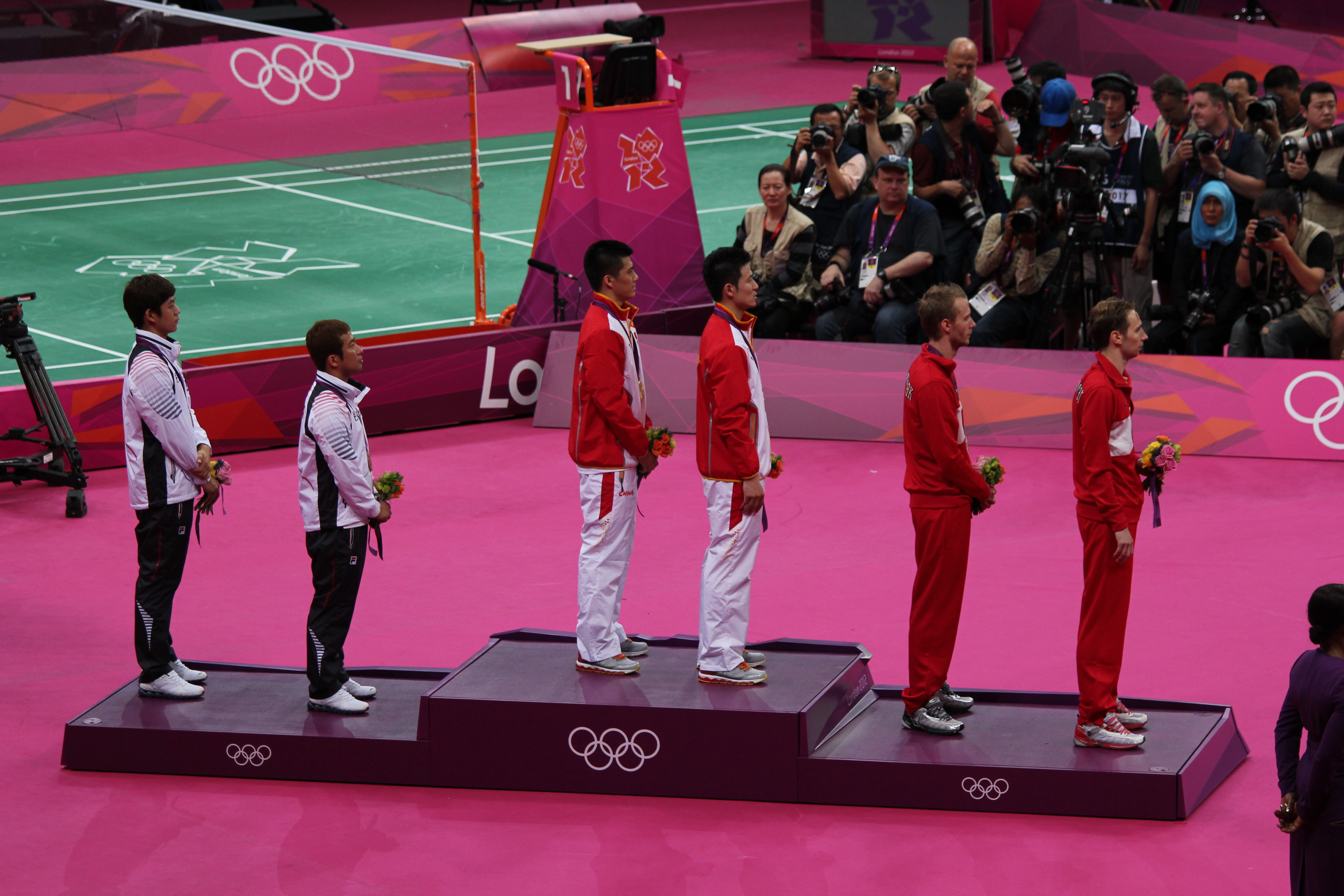
Siegerehrung 2012 im Männerdoppel: In der Mitte Cai Yun und Fu Haifeng
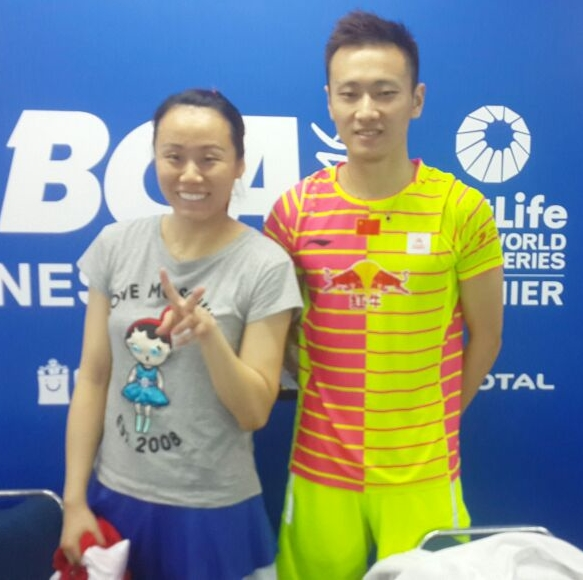
Zhao Yunlei (l.) und Zhang Nan (2016), Gold 2012
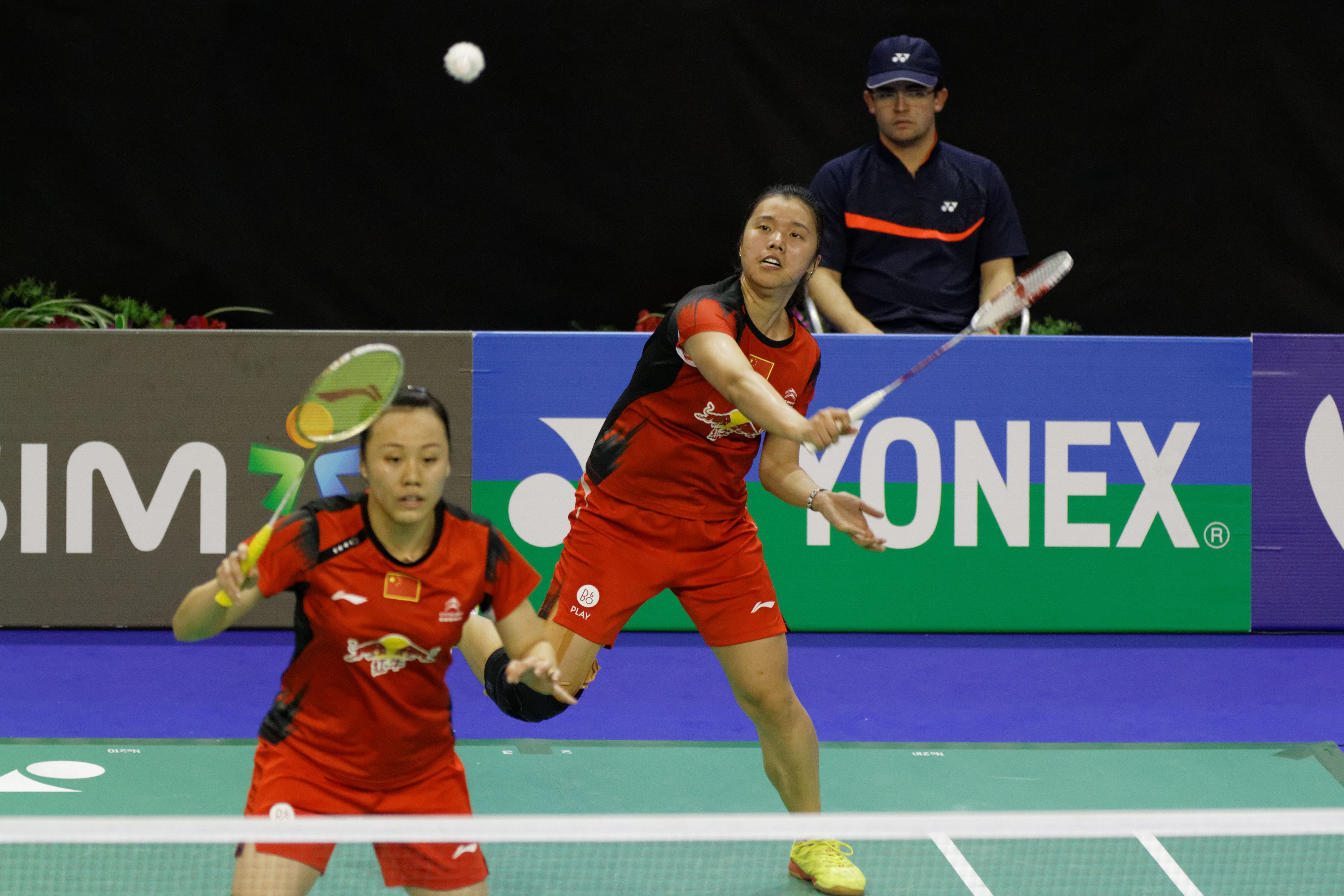
Tian Qing (vorne) und Zhao Yunlei (2013), Gold 2012
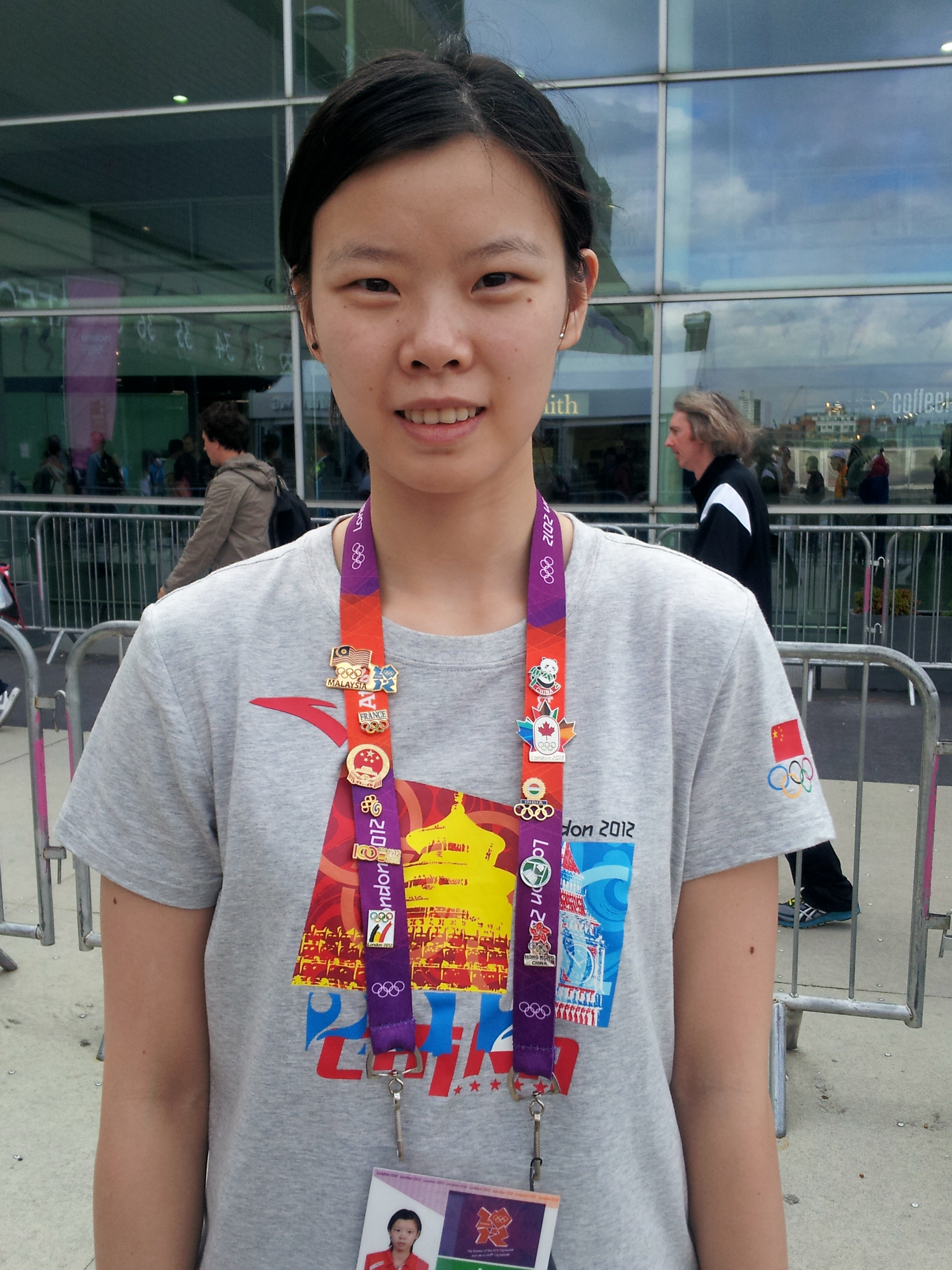
Li Xuerui, Gold 2012
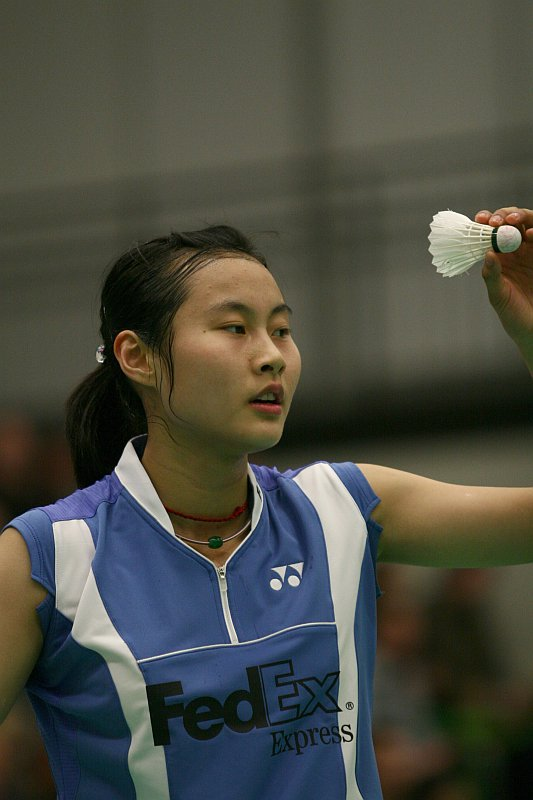
Wang Yihan, Silber 2012

#### Baseball
| Gelbes Symbol für Goldmedaillen mit stilisierten Olympischen Ringen | Graues Symbol für Silbermedaillen mit stilisierten Olympischen Ringen | Braundes Symbol für Bronzemedaillen mit stilisierten Olympischen Ringen |
| ------------------------------------------------------------------- | --------------------------------------------------------------------- | ----------------------------------------------------------------------- |
| —                                                                   | —                                                                     | —                                                                       |

Baseball war seit 1992 olympische Sportart. Als Gastgeber nahm China das erste und einzige Mal 2008 am olympischen Baseballturnier teil. Mit nur einem Sieg aus sieben Vorrundenspielen, ausgerechnet gegen Taiwan, belegte man gemeinsam mit den Niederlanden einen geteilten siebten und letzten Platz.

#### Basketball
| Gelbes Symbol für Goldmedaillen mit stilisierten Olympischen Ringen | Graues Symbol für Silbermedaillen mit stilisierten Olympischen Ringen | Braundes Symbol für Bronzemedaillen mit stilisierten Olympischen Ringen |
| ------------------------------------------------------------------- | --------------------------------------------------------------------- | ----------------------------------------------------------------------- |
| —                                                                   | 1                                                                     | 1                                                                       |

Gleich bei der ersten Teilnahme 1984 in Los Angeles schaffte es die Frauenmannschaft als Vierte der Vorrunde in das Spiel um die Bronzemedaille. Gegner Kanada wurde mit 63:57 geschlagen, damit war die erste olympische Basketballmedaille gewonnen. Die Männer scheiterten mit nur einem Sieg in der Vorrunde und belegten nach den Platzierungsspielen Platz 10. Auch 1988 in Seoul scheiterte die Männermannschaft in der Vorrunde. Am Ende reichte es zu Platz 11. Auch die Frauen scheiterten nach der Vorrunde. In den Platzierungsrunden schafften sie Platz 6.
1992 konnten die Männer kein einziges Spiel gewinnen und belegten den letzten Platz. Die Frauen erreichten als Zweite ihrer Vorrundengruppe das Halbfinale, in dem sie Kuba mit 109:70 schlugen. Im Finale unterlag man dem Vereinten Team der ehemaligen Sowjetrepubliken mit 66:76. 1996 erreichten die Männer das Viertelfinale, in dem sie Jugoslawien mit 61:128 unterlagen. Beide Platzierungsspiele gingen verloren, die Mannschaft belegte damit Platz 8. Die Frauen scheiterten in der Vorrunde, konnten jedoch beide Platzierungsspiele gewinnen und belegten somit Platz 9.
2000 waren nur die Männer qualifiziert. Wieder scheiterten sie in der Vorrunde und verloren auch das Spiel um Platz 9. Das Turnier von 2004 lief genau wie das Turnier von 1996. Die Männer kamen ins Viertelfinale, unterlagen dort Litauen mit 75:95 und verloren auch ihre Platzierungsspiele. Wieder belegten sie Platz 8. Die Frauen scheiterten in der Vorrunde und gewannen ihr Platzierungsspiel, was Platz 9 bedeutete.
Bei den heimischen Sommerspielen 2008 erreichte die Männermannschaft u. a. mit einem 59:55-Sieg über Deutschland das Viertelfinale. Wieder traf man auf Litauen, wieder verlor man, diesmal mit 68:94. Auch die Frauen erreichten das Viertelfinale. Hier schlug man Weißrussland mit 77:62. Im Halbfinale verlor man gegen Australien mit 56:90. Auch das Spiel um Bronze gegen Russland ging mit 81:94 verloren.
2012 schieden die Männer sieglos nach der Vorrunde aus. Die Frauen erreichten das Viertelfinale, scheiterten hier jedoch an Australien. Wie schon vier Jahre zuvor blieben die Männer auch 2016 sieglos und schieden nach der Vorrunde aus. Auch die Frauen mussten nach der Vorrunde abreisen.
| Name                          | Spiele         | Disziplin     | Anmerkung |
| ----------------------------- | -------------- | ------------- | --------- |
| Nationalmannschaft der Frauen | 1992 Barcelona | Frauenturnier |           |

| Name                          | Spiele           | Disziplin     | Anmerkung              |
| ----------------------------- | ---------------- | ------------- | ---------------------- |
| Nationalmannschaft der Frauen | 1984 Los Angeles | Frauenturnier | erster Medaillengewinn |

#### Beach-Volleyball
| Gelbes Symbol für Goldmedaillen mit stilisierten Olympischen Ringen | Graues Symbol für Silbermedaillen mit stilisierten Olympischen Ringen | Braundes Symbol für Bronzemedaillen mit stilisierten Olympischen Ringen |
| ------------------------------------------------------------------- | --------------------------------------------------------------------- | ----------------------------------------------------------------------- |
| —                                                                   | 1                                                                     | 1                                                                       |

Beach-Volleyball wurde 1996 in Atlanta erstmals ausgetragen. Chinesische Athleten nahmen erst 2000 an einem olympischen Turnier teil. 2008 konnten sich beide Frauenteams bis ins Halbfinale vorarbeiten. Hier trafen sie im ersten Halbfinale aufeinander. Das Duo Tian Jia und Wang Jie besiegten ihre Landsfrauen Xue Chen und Zhang Xi, die in der Vorrunde das deutsche Duo Sara Goller und Laura Ludwig besiegten. Das Spiel um Bronze gewannen Xue und Zhang, während Tian und Wang das Finalspiel in zwei Sätzen verloren.
2012 erreichten Xue und Zhang wieder das Halbfinale, scheiterten jedoch dort. Im Viertelfinale hatten sie das österreichische Geschwisterpaar Doris und Stefanie Schwaiger besiegt.
| Name              | Spiele      | Disziplin     | Anmerkung |
| ----------------- | ----------- | ------------- | --------- |
| Tian Jia Wang Jie | 2008 Peking | Frauenturnier |           |

| Name              | Spiele      | Disziplin     | Anmerkung |
| ----------------- | ----------- | ------------- | --------- |
| Xue Chen Zhang Xi | 2008 Peking | Frauenturnier |           |

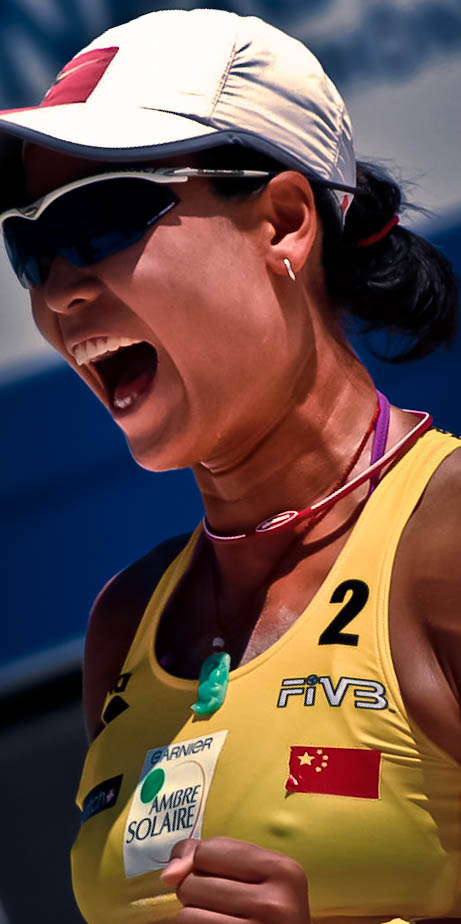
Tian Jia, Silber 2008
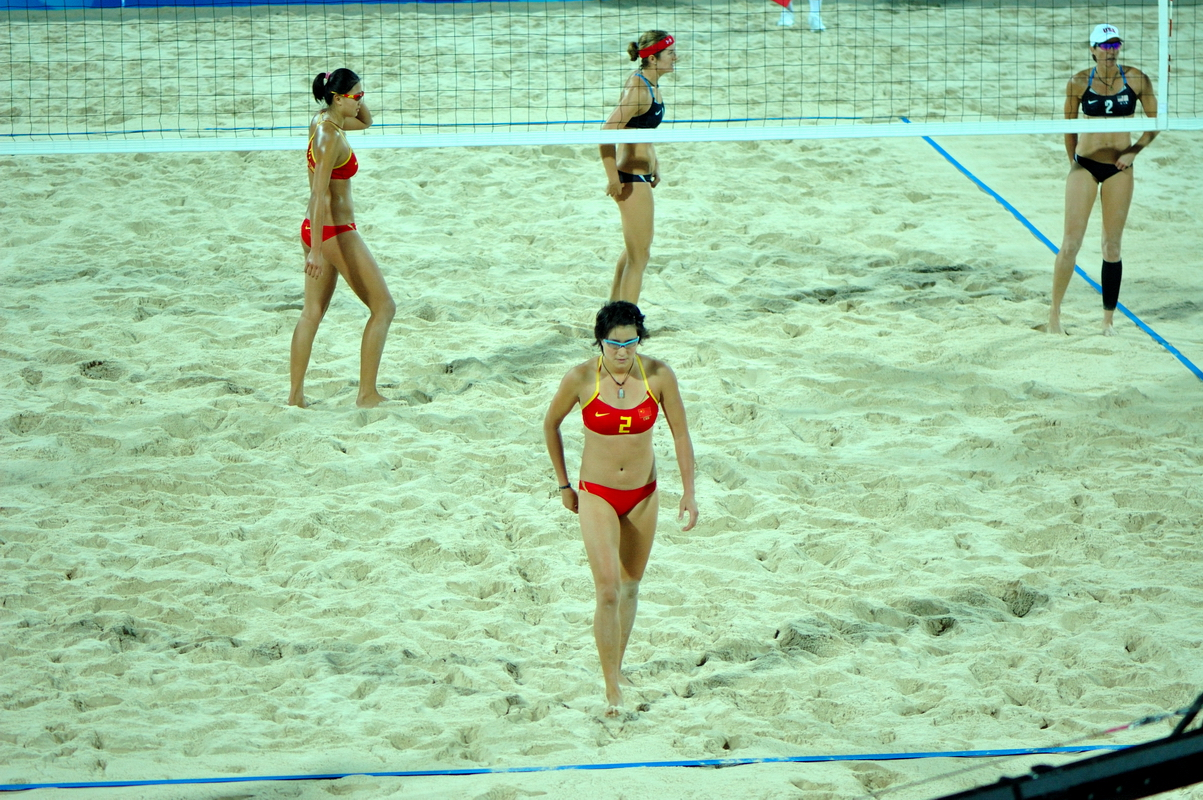
Zhang Xi (vorne) und Xue Chen im Viertelfinalspiel gegen die US-Amerikanerinnen Nicole Branagh (r.) und Elaine Youngs (l.)

#### Bogenschießen
| Gelbes Symbol für Goldmedaillen mit stilisierten Olympischen Ringen | Graues Symbol für Silbermedaillen mit stilisierten Olympischen Ringen | Braundes Symbol für Bronzemedaillen mit stilisierten Olympischen Ringen |
| ------------------------------------------------------------------- | --------------------------------------------------------------------- | ----------------------------------------------------------------------- |
| 1                                                                   | 6                                                                     | 2                                                                       |

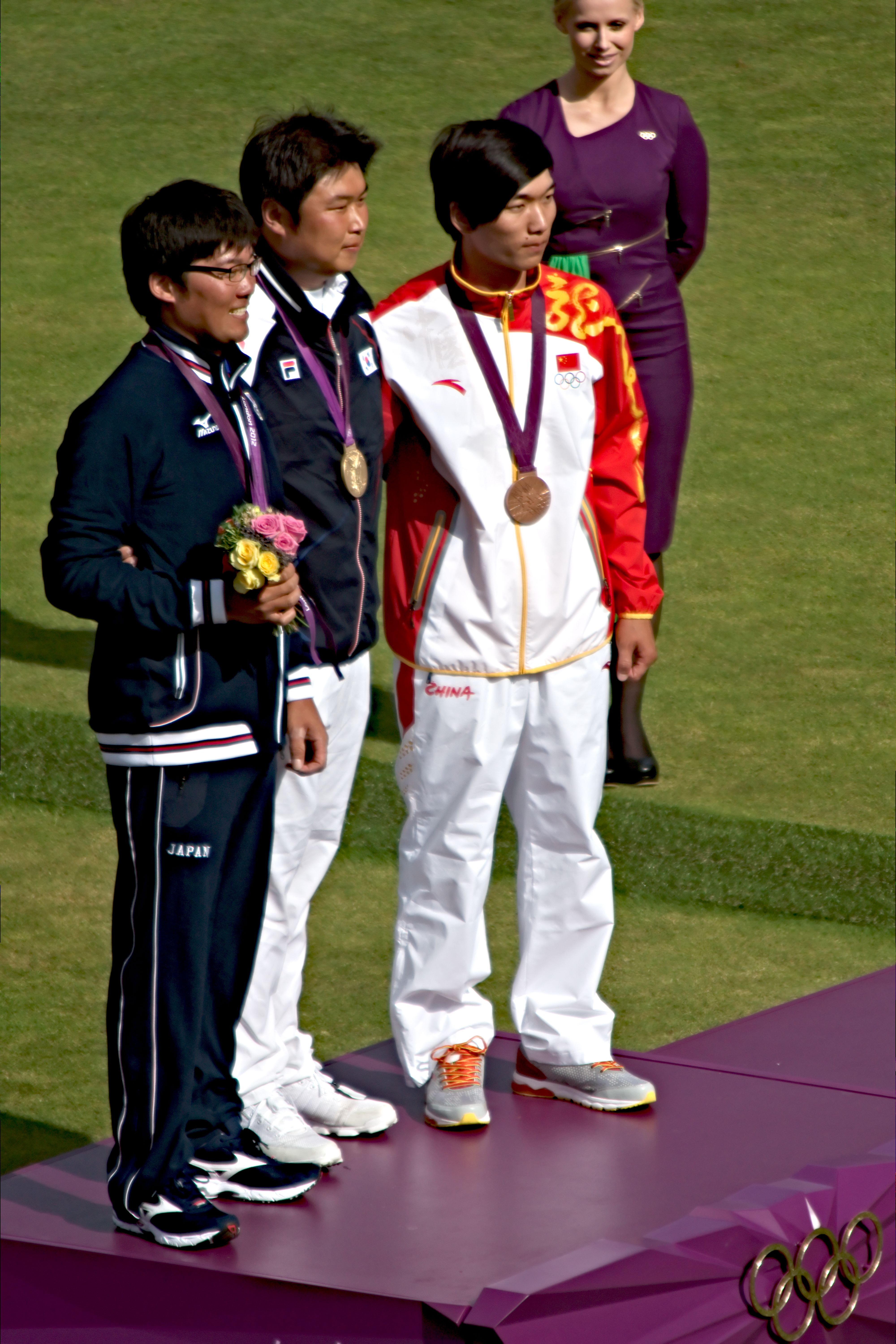
Siegerehrung 2012 im Männereinzel: Dai Xiaoxiang mit Bronze ganz rechts

1984 nahmen Chinesen erstmals am olympischen Bogenschießen teil. Bei den Frauen gewann Li Lingjuan in der Einzelwertung Silber. Ebenfalls Silber gewann 1992 die Frauenmannschaft. Im Einzel belegte Wang Xiaozhou Platz 4. Auch 1996 wurde eine Silbermedaille gewonnen, diesmal von He Ying im Einzel.
2004 in Athen gewann die Mannschaft, wieder mit He Ying, die vierte Silbermedaille für China. Zhang Juanjuan, Mitglied der Frauenmannschaft von 2004, wurde 2008 Olympiasiegerin im Einzel und gewann mit der Mannschaft Silber. Die Mannschaft der Männer gewann Bronze. Die Frauenmannschaft gewann 2012 zum dritten Mal in Folge Silber. Dai Xiaoxiang gewann im Einzel Bronze. 2016 unterlag die Männermannschaft im Match um Bronze der australischen Mannschaft.
| Name           | Spiele      | Disziplin | Anmerkung          |
| -------------- | ----------- | --------- | ------------------ |
| Zhang Juanjuan | 2008 Peking | Einzel    | erster Olympiasieg |

| Name                               | Spiele           | Disziplin  | Anmerkung              |
| ---------------------------------- | ---------------- | ---------- | ---------------------- |
| Li Lingjuan                        | 1984 Los Angeles | Einzel     | erster Medaillengewinn |
| Wang Xiaozhu Wang Hong Ma Xiangjun | 1992 Barcelona   | Mannschaft |                        |
| He Ying                            | 1996 Sydney      | Einzel     |                        |
| He Ying Lin Sang Zhang Juanjuan    | 2004 Athen       | Mannschaft |                        |
| Chen Ling Guo Dan Zhang Juanjuan   | 2008 Peking      | Mannschaft |                        |
| Cheng Ming Fang Yuting Xu Jing     | 2012 London      | Mannschaft |                        |

| Name                             | Spiele      | Disziplin  | Anmerkung |
| -------------------------------- | ----------- | ---------- | --------- |
| Jiang Lin Li Wenquan Xue Haifeng | 2008 Peking | Mannschaft |           |
| Dai Xiaoxiang                    | 2012 London | Einzel     |           |

#### Boxen
| Gelbes Symbol für Goldmedaillen mit stilisierten Olympischen Ringen | Graues Symbol für Silbermedaillen mit stilisierten Olympischen Ringen | Braundes Symbol für Bronzemedaillen mit stilisierten Olympischen Ringen |
| ------------------------------------------------------------------- | --------------------------------------------------------------------- | ----------------------------------------------------------------------- |
| 3                                                                   | 3                                                                     | 6                                                                       |

Im olympischen Boxen ist die Volksrepublik China seit 1988 vertreten. Der erste Erfolg stellte sich 2004 in Athen ein. Im Halbfliegengewicht gewann Zou Shiming die Bronzemedaille. 2008 folgten zwei Olympiasiege sowie jeweils eine Silber- und Bronzemedaille. Gold gewannen Zhou Shiming im Halbfliegengewicht und Zhang Xiaoping im Halbschwergewicht. Silber ging an Zhang Zhilei im Superschwergewicht, Bronze an Qanat Ïsläm im Weltergewicht.
2012 konnte Zhou Shiming seinen Sieg im Halbfliegengewicht von 2008 verteidigen. Bei den Frauen gewann Ren Cancan Silber im Fliegengewicht und Li Jinzi Bronze im Mittelgewicht. 2016 gewannen chinesische Boxerinnen drei Medaillen. Yin Junhua holte Silber im Leichtgewicht, Ren Cancan Bronze im Fliegengewicht und Li Qian Bronze im Mittelgewicht. Bei den Männern gewann Hu Jianguan Bronze im Fliegengewicht.
| Name           | Spiele      | Disziplin          | Anmerkung          |
| -------------- | ----------- | ------------------ | ------------------ |
| Zhou Shiming   | 2008 Peking | Halbfliegengewicht | erster Olympiasieg |
| Zhang Xiaoping | 2008 Peking | Halbschwergewicht  |                    |
| Zhou Shiming   | 2012 London | Halbfliegengewicht |                    |

| Name         | Spiele              | Disziplin          | Anmerkung |
| ------------ | ------------------- | ------------------ | --------- |
| Zhang Zhilei | 2008 Peking         | Superschwergewicht |           |
| Ren Cancan   | 2012 London         | Fliegengewicht     |           |
| Yin Junhua   | 2016 Rio de Janeiro | Leichtgewicht      |           |

| Name         | Spiele              | Disziplin          | Anmerkung |
| ------------ | ------------------- | ------------------ | --------- |
| Zhou Shiming | 2004 Athen          | Halbfliegengewicht |           |
| Qanat Ïsläm  | 2008 Peking         | Weltergewicht      |           |
| Li Jinzi     | 2012 London         | Mittelgewicht      |           |
| Hu Jianguan  | 2016 Rio de Janeiro | Fliegengewicht     |           |
| Ren Cancan   | 2016 Rio de Janeiro | Fliegengewicht     |           |
| Li Qian      | 2016 Rio de Janeiro | Mittelgewicht      |           |

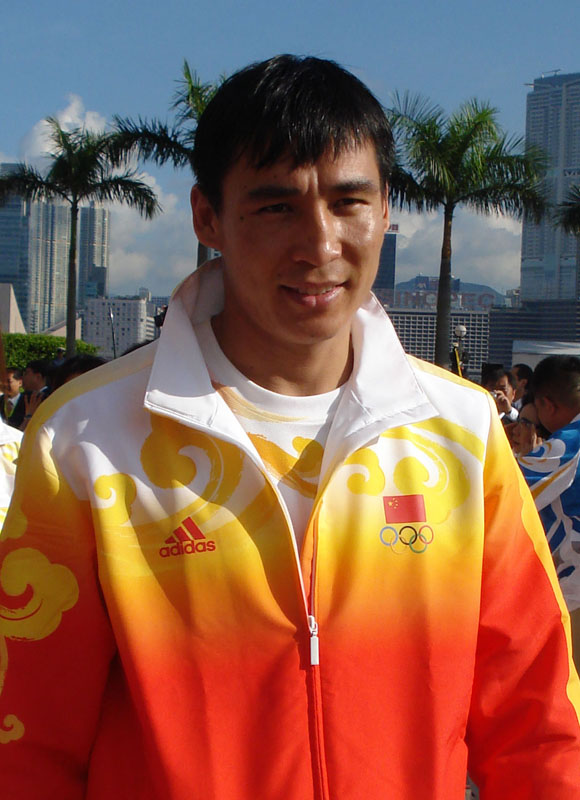
Zhang Xiaoping, Olympiasieger 2008

#### Fechten
| Gelbes Symbol für Goldmedaillen mit stilisierten Olympischen Ringen | Graues Symbol für Silbermedaillen mit stilisierten Olympischen Ringen | Braundes Symbol für Bronzemedaillen mit stilisierten Olympischen Ringen |
| ------------------------------------------------------------------- | --------------------------------------------------------------------- | ----------------------------------------------------------------------- |
| 4                                                                   | 7                                                                     | 3                                                                       |

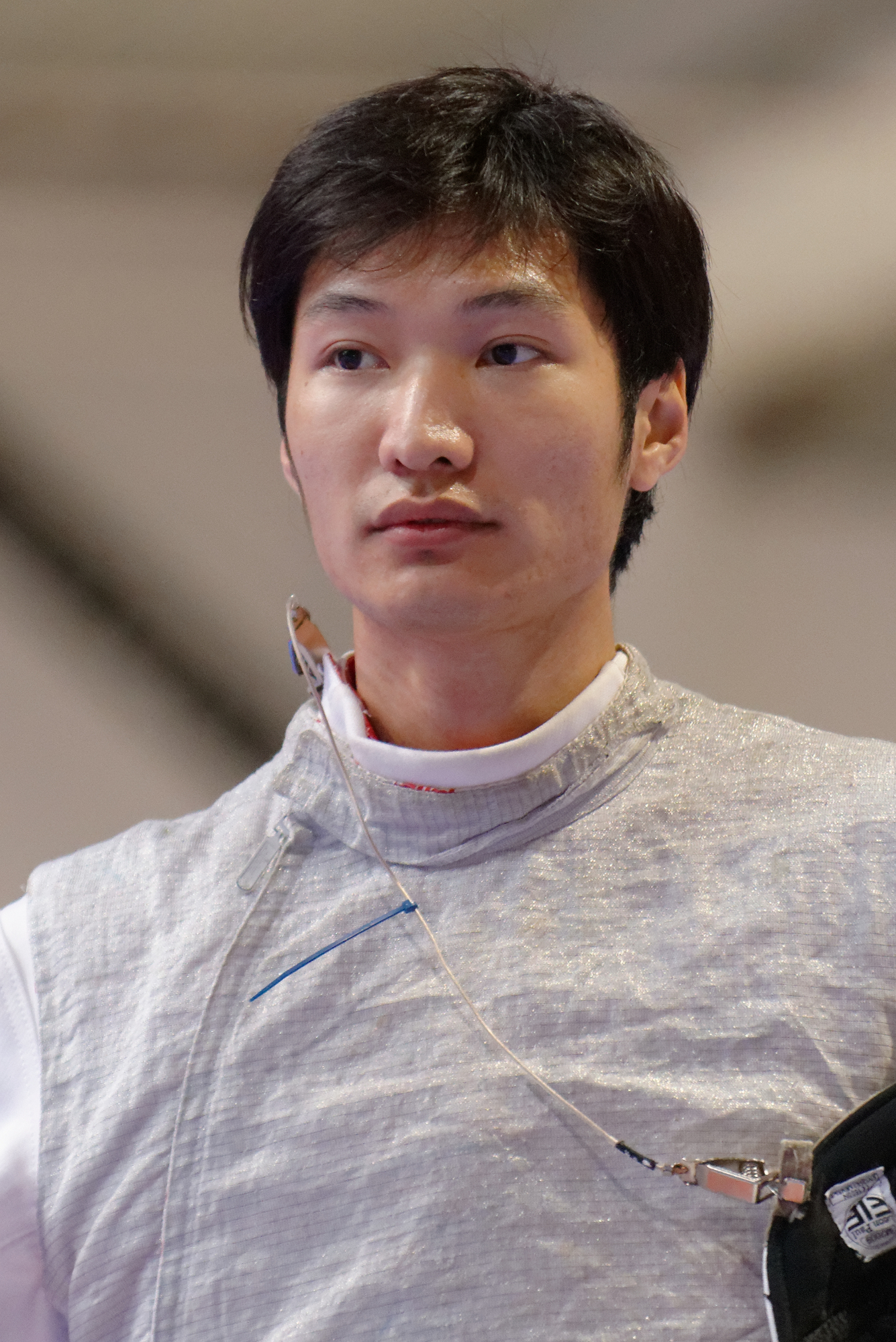
Lei Sheng, Olympiasieger 2012

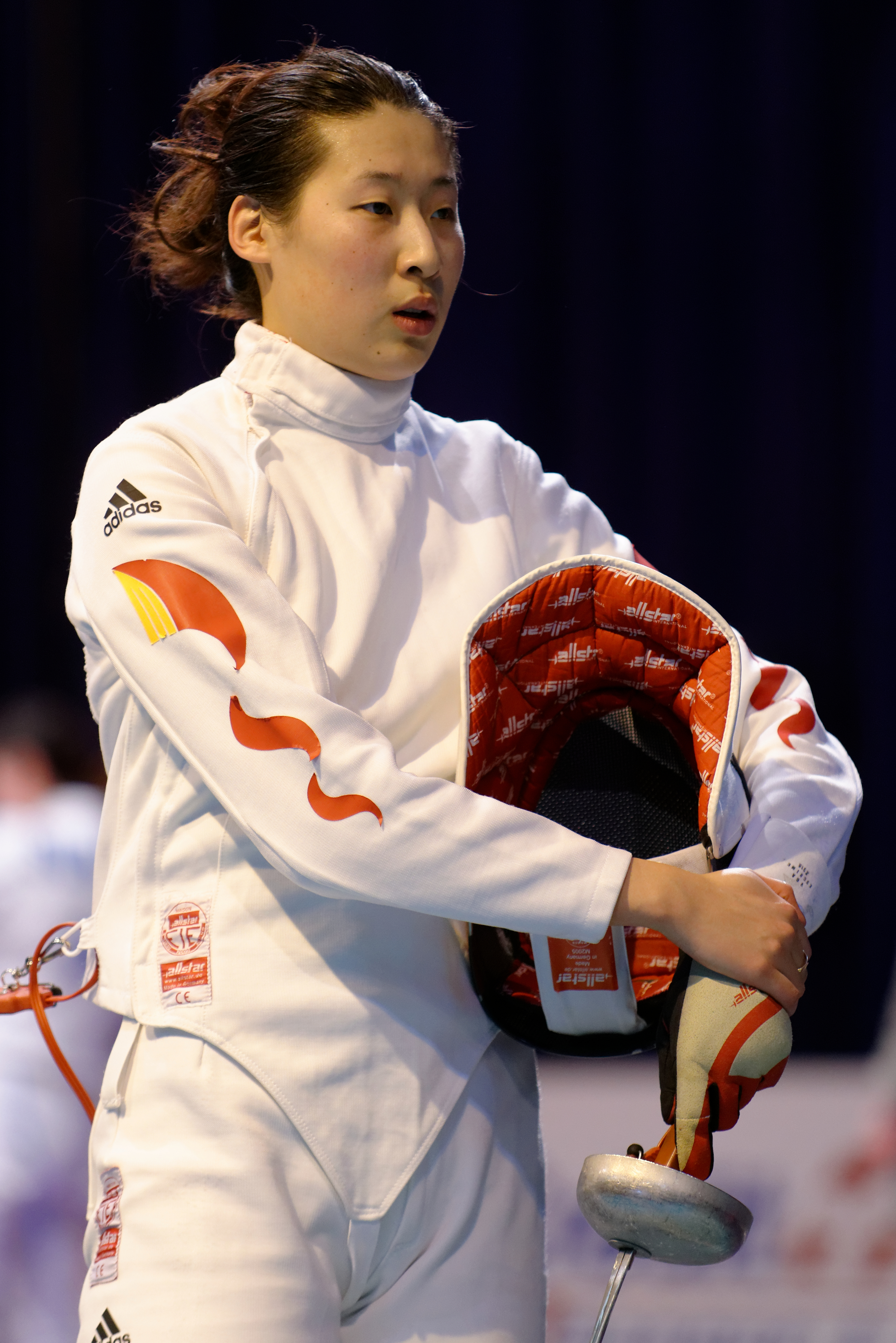
Sun Yujie, Gold und Bronze 2012, Silber 2016

Im Fechten nimmt die Volksrepublik China seit 1984 teil. Und gleich bei der ersten Teilnahme konnte der erste Olympiasieg gefeiert werden. Jujie Luan gewann die Einzelwertung im Florettfechten der Frauen. 1992 konnte Wang Huifeng in dieser Disziplin Silber gewinnen. Die Florettmannschaft der Männer gewann 2000 die Silbermedaille, die Degenmannschaft der Frauen die Bronzemedaille. 2004 folgten drei Silbermedaillen durch die Florettmannschaft der Männer, Wang Lei im Degeneinzel der Männer und Tan Xue im Säbelfechten der Frauen.
2008 schaffte der Säbelfechter Zhong Man den zweiten chinesischen Olympiasieg, als er die Einzelwertung gewinnen konnte. Die Degenmannschaft der Männer erreichte Platz 4, ebenso der Florettfechter Zhu Jun. Bei den Frauen gewann das Säbelteam Silber. Degenfechterin Li Na wurde Vierte, Säbelfechterin Tayn Xue Fünfte.
2012 erkämpften sich chinesische Fechter zwei Olympiasiege und eine Bronzemedaille. Olympiasieger wurde der Florettfechter Lei Sheng und die Degenmannschaft der Frauen. Bronze gewann die Säbelfechterin Sun Yujie. 2016 folgte eine Silbermedaille durch das Degenteam der Frauen sowie eine Bronzemedaille durch die Degenfechterin Sun Yiwen.
| Name                                 | Spiele           | Disziplin        | Anmerkung                              |
| ------------------------------------ | ---------------- | ---------------- | -------------------------------------- |
| Jujie Luan                           | 1984 Los Angeles | Florett Einzel   | erster Olympiasieg und Medaillengewinn |
| Zhong Man                            | 2008 Peking      | Säbel Einzel     |                                        |
| Lei Sheng                            | 2012 London      | Florett Einzel   |                                        |
| Luo Xiaojuan Xu Anqi Sun Yujie Li Na | 2012 London      | Degen Mannschaft |                                        |

| Name                                          | Spiele              | Disziplin          | Anmerkung |
| --------------------------------------------- | ------------------- | ------------------ | --------- |
| Wang Huifeng                                  | 1992 Barcelona      | Florett Einzel     |           |
| Dong Zhaozhi Wang Haibin Ye Chong             | 2000 Sydney         | Florett Mannschaft |           |
| Wang Lei                                      | 2004 Athen          | Degen Einzel       |           |
| Dong Zhaozhi Wang Haibin Ye Chong Wu Hanxiong | 2004 Athen          | Florett Mannschaft |           |
| Tan Xue                                       | 2004 Athen          | Säbel Einzel       |           |
| Bao Yingying Huang Haiyang Ni Hong Tan Xue    | 2008 Peking         | Säbel Mannschaft   |           |
| Sun Yiwen Xu Anqi Sun Yujie Hao Jialu         | 2016 Rio de Janeiro | Degen Mannschaft   |           |

| Name                        | Spiele              | Disziplin        | Anmerkung |
| --------------------------- | ------------------- | ---------------- | --------- |
| Li Na Liang Qin Yang Shaoqi | 2000 Sydney         | Degen Mannschaft |           |
| Sun Yujie                   | 2012 London         | Degen Einzel     |           |
| Sun Yiwen                   | 2016 Rio de Janeiro | Degen Einzel     |           |

#### Fußball
| Gelbes Symbol für Goldmedaillen mit stilisierten Olympischen Ringen | Graues Symbol für Silbermedaillen mit stilisierten Olympischen Ringen | Braundes Symbol für Bronzemedaillen mit stilisierten Olympischen Ringen |
| ------------------------------------------------------------------- | --------------------------------------------------------------------- | ----------------------------------------------------------------------- |
| 1                                                                   | —                                                                     | 2                                                                       |

Erstmals nahm eine chinesische Fußballmannschaft 1988 am olympischen Turnier teil. Die Männermannschaft schied mit nur einem Unentschieden nach der Vorrunde aus. U. a. hatte man gegen die Mannschaft der Bundesrepublik Deutschland mit 0:3 verloren.
Erst 1996 konnte sich wieder eine Fußballmannschaft qualifizieren. Das Frauenteam erreichte das Halbfinale und gewann dort mit 3:2 gegen Brasilien. Im Finale unterlag man der USA mit 1:2. 2000 scheiterten die Frauen als Gruppendritte in der Vorrunde. Auch 2004 war nach der Vorrunde Schluss. Gegen Deutschland kassierte die Mannschaft eine herbe 0:8-Niederlage.
2008 waren sowohl die Frauen als auch die Männer dabei. Die Männer schafften nur ein Unentschieden und schieden nach der Vorrunde aus. Die Frauen qualifizierten sich für das Viertelfinale, schieden dort jedoch nach einem 0:2 gegen Japan aus. Erst 2016 waren die Frauen wieder dabei. Auch diesmal gelang die Qualifikation für das Viertelfinale. Hier traf man auf Deutschland und unterlag gegen den späteren Olympiasieger mit 0:1.
| Name                          | Spiele       | Disziplin     | Anmerkung              |
| ----------------------------- | ------------ | ------------- | ---------------------- |
| Nationalmannschaft der Frauen | 1996 Atlanta | Frauenturnier | erster Medaillengewinn |

#### Gewichtheben
| Gelbes Symbol für Goldmedaillen mit stilisierten Olympischen Ringen | Graues Symbol für Silbermedaillen mit stilisierten Olympischen Ringen | Braundes Symbol für Bronzemedaillen mit stilisierten Olympischen Ringen |
| ------------------------------------------------------------------- | --------------------------------------------------------------------- | ----------------------------------------------------------------------- |
| 34                                                                  | 15                                                                    | 8                                                                       |

Gleich bei der ersten Teilnahme Chinas am olympischen Gewichtheben 1984 gab es vier Olympiasiege und zwei Silbermedaillen. Olympiasieger wurden Zeng Guoqiang im Fliegengewicht, der somit die erste Gewichthebermedaille holte, Wu Shude im Bantamgewicht, Chen Weiqiang im Federgewicht und Yao Jingyuan im Leichtgewicht. Silber gewannen Zhou Peishun im Fliegengewicht und Lai Runming im Bantamgewicht.

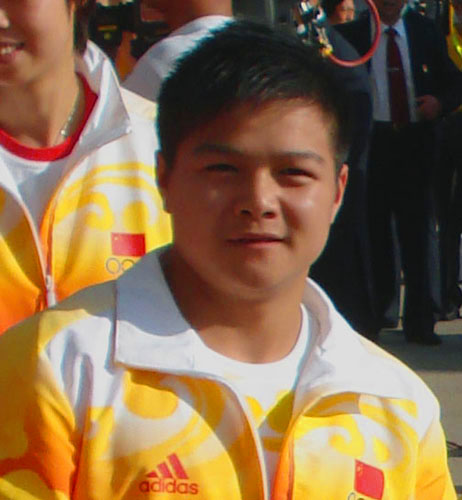
Long Qingquan, Olympiasieger 2008 und 2016

Eine Silber- und vier Bronzemedaillen gewannen die chinesischen Gewichtheber 1988. Silber gewann He Yingqiang im Bantamgewicht, Bronze ging an He Zhuoqiang im Fliegengewicht, Liu Shoubin im Bantamgewicht, Ye Huanmin im Federgewicht und Li Jinhe im Leichtgewicht. Zhang Shoulie im Fliegengewicht und Cai Yanshu im Mittelgewicht erreichten Platz 4. Jeweils zwei Silber- und Bronzemedaillen wurden 1992 erreicht. Silber gewannen Lin Qisheng im Fliegengewicht und Liu Shoubin im Bantamgewicht, Bronze gewannen Luo Jianming im Bantamgewicht und He Yingqiang im Federgewicht.
1996 wurden zwei Olympiasiege erzielt, hinzu kamen eine Silber- und eine Bronzemedaille. Olympiasieger wurden Tang Lingsheng im Bantamgewicht und Zhan Xugang im Leichtgewicht. Silber gewann Zhang Xiangsen im Fliegengewicht, sein Landsmann Lan Shizhang erreichte Platz 4. Bronze gewann Xiao Jianqang im Federgewicht.
2000 nahmen auch erstmals weibliche Gewichtheberinnen aus China teil. Alle vier angetretenen Frauen wurden Olympiasieger. Einen weiteren Olympiasieg sowie eine Silber- und eine Bronzemedaille steuerten die Männer bei. Olympiasieger wurden bei den Frauen Yang Xia im Federgewicht, Chen Xiaomin im Mittelgewicht, Lin Weining im Halbschwergewicht und Ding Meiyuan im Superschwergewicht. Bei den Männern wurde Zhan Xugang zum zweiten Mal Olympiasieger, diesmal im Mittelgewicht. Im Bantamgewicht gab es Silber für Wu Wenxiong und Bronze für Zhang Xiangxiang. Platz 4 erreichten Le Maosheng im Federgewicht und Zhang Guozheng im Leichtgewicht.
Fünf Gold- und drei Silbermedaillen erreichte man 2004 in Athen. Olympiasieger bei den Männern wurden Shi Zhiyong im Federgewicht und Zhang Guozheng im Leichtgewicht. Bei den Frauen gewannen Chen Yanqing im Leichtgewicht, Liu Chunhong im Halbschwergewicht und Tang Gonghong im Superschwergewicht. Silber gewannen bei den Männern Wu Meijin im Bantamgewicht und Le Maosheng im Federgewicht, bei den Frauen Li Zhuo im Fliegengewicht.
Mit acht Olympiasiegen waren die heimischen Spiele 2008 in Peking die erfolgreichsten für die chinesischen Gewichtheber. Mit einer weiteren Silbermedaille konnten in allen neun Gewichtsklassen, in denen chinesische Gewichtheber antraten, Medaillen gewonnen werden. Olympiasieger bei den Männern wurden Long Qingquan im Bantamgewicht, Zhang Xiangxiang im Federgewicht, Liao Hui im Leichtgewicht und Lu Yong im Halbschwergewicht. Li Hongli gewann Silber im Mittelgewicht. Bei den Frauen siegten Chen Xiexia im Fliegengewicht, Chen Yanqing, die ihren Olympiasieg im Leichtgewicht verteidigen konnte, Liu Chunhong, auch sie mit einer Titelverteidigung im Halbschwergewicht, und Cao Lei im Schwergewicht.
Fünf Gold- und zwei Silbermedaillen kamen 2012 in London hinzu. Bei den Männern wurden Lin Qingfeng im Leichtgewicht und Lü Xiaojun im Mittelgewicht Olympiasieger. Wu Jingbiao gewann Silber im Bantamgewicht, ebenso Lu Haojie im Mittelgewicht. Zhang Jie erreichte im Federgewicht Platz 4. Bei den Frauen wurden Wang Mingjuan im Fliegengewicht, Li Xueying im Leichtgewicht und Zhou Lulu im Superschwergewicht Olympiasieger.
Die exakt gleiche Medaillenausbeute verzeichneten chinesische Gewichtheber 2016 in Rio de Janeiro. Long Qingquan wurde nach 2008 wieder Olympiasieger im Bantamgewicht. Ebenfalls Gold gewann Shi Zhiyong im Mittelgewicht, der nicht verwandt ist mit dem Olympiasieger von 2004 im Federgewicht. Silber gewannen Li Xiaojun im Mittelgewicht und Tian Tao im Halbschwergewicht. Yang Zhe wurde im Schwergewicht Vierter. Bei den Frauen wurden Deng Wei im Mittelgewicht, Xiang Yanmei im Halbschwergewicht und Meng Suping im Superschwergewicht Olympiasieger.
| Name             | Spiele              | Disziplin          | Anmerkung                              |
| ---------------- | ------------------- | ------------------ | -------------------------------------- |
| Zeng Guoqiang    | 1984 Los Angeles    | Fliegengewicht     | erster Medaillengewinn und Olympiasieg |
| Wu Shude         | 1984 Los Angeles    | Bantamgewicht      |                                        |
| Chen Weiqiang    | 1984 Los Angeles    | Federgewicht       |                                        |
| Yao Jingyuan     | 1984 Los Angeles    | Leichtgewicht      |                                        |
| Tang Lingsheng   | 1996 Atlanta        | Bantamgewicht      |                                        |
| Zhan Xugang      | 1996 Atlanta        | Leichtgewicht      |                                        |
| Zhan Xugang      | 2000 Sydney         | Mittelgewicht      |                                        |
| Yang Xia         | 2000 Sydney         | Federgewicht       |                                        |
| Chen Xiaomin     | 2000 Sydney         | Mittelgewicht      |                                        |
| Lin Weining      | 2000 Sydney         | Halbschwergewicht  |                                        |
| Ding Meiyuan     | 2000 Sydney         | Superschwergewicht |                                        |
| Shi Zhiyong      | 2004 Athen          | Federgewicht       |                                        |
| Zhang Guozheng   | 2004 Athen          | Leichtgewicht      |                                        |
| Chen Yanqing     | 2004 Athen          | Leichtgewicht      |                                        |
| Liu Chunhong     | 2004 Athen          | Halbschwergewicht  |                                        |
| Tang Gonghong    | 2004 Athen          | Superschwergewicht |                                        |
| Long Qingquan    | 2008 Peking         | Bantamgewicht      |                                        |
| Zhang Xiangxiang | 2008 Peking         | Federgewicht       |                                        |
| Liao Hui         | 2008 Peking         | Leichtgewicht      |                                        |
| Lu Yong          | 2008 Peking         | Halbschwergewicht  |                                        |
| Chen Xiexia      | 2008 Peking         | Fliegengewicht     |                                        |
| Chen Yanqing     | 2008 Peking         | Leichtgewicht      |                                        |
| Liu Chunhong     | 2008 Peking         | Halbschwergewicht  |                                        |
| Cao Lei          | 2008 Peking         | Schwergewicht      |                                        |
| Lin Qingfeng     | 2012 London         | Leichtgewicht      |                                        |
| Lü Xiaojun       | 2012 London         | Mittelgewicht      |                                        |
| Wang Mingjuan    | 2012 London         | Fliegengewicht     |                                        |
| Li Xueying       | 2012 London         | Leichtgewicht      |                                        |
| Zhou Lulu        | 2012 London         | Superschwergewicht |                                        |
| Long Qingquan    | 2016 Rio de Janeiro | Bantamgewicht      |                                        |
| Shi Zhiyong      | 2016 Rio de Janeiro | Leichtgewicht      |                                        |
| Deng Wei         | 2016 Rio de Janeiro | Mittelgewicht      |                                        |
| Xiang Yanmei     | 2016 Rio de Janeiro | Halbschwergewicht  |                                        |
| Meng Suping      | 2016 Rio de Janeiro | Superschwergewicht |                                        |

| Name           | Spiele              | Disziplin         | Anmerkung |
| -------------- | ------------------- | ----------------- | --------- |
| Zhou Peishun   | 1984 Los Angeles    | Fliegengewicht    |           |
| Lai Runming    | 1984 Los Angeles    | Bantamgewicht     |           |
| He Yingqiang   | 1988 Seoul          | Bantamgewicht     |           |
| Lin Qisheng    | 1992 Barcelona      | Fliegengewicht    |           |
| Liu Shoubin    | 1992 Barcelona      | Bantamgewicht     |           |
| Zhang Xiangsen | 1996 Atlanta        | Fliegengewicht    |           |
| Wu Wenxiong    | 2000 Sydney         | Bantamgewicht     |           |
| Wu Meijin      | 2004 Athen          | Bantamgewicht     |           |
| Le Maosheng    | 2004 Athen          | Federgewicht      |           |
| Li Zhuo        | 2004 Athen          | Leichtgewicht     |           |
| Li Hongli      | 2008 Peking         | Mittelgewicht     |           |
| Wu Jingbiao    | 2012 London         | Bantamgewicht     |           |
| Lu Haojie      | 2012 London         | Mittelgewicht     |           |
| Lu Xiaojun     | 2016 Rio de Janeiro | Mittelgewicht     |           |
| Tian Tao       | 2016 Rio de Janeiro | Halbschwergewicht |           |

| Name             | Spiele         | Disziplin      | Anmerkung |
| ---------------- | -------------- | -------------- | --------- |
| He Zhuoqiang     | 1988 Seoul     | Fliegengewicht |           |
| Liu Shoubin      | 1988 Seoul     | Bantamgewicht  |           |
| Ye Huanmin       | 1988 Seoul     | Federgewicht   |           |
| Li Jinhe         | 1988 Seoul     | Leichtgewicht  |           |
| Luo Jianming     | 1992 Barcelona | Bantamgewicht  |           |
| He Yingqiang     | 1992 Barcelona | Federgewicht   |           |
| Xiao Jiangang    | 1996 Atlanta   | Federgewicht   |           |
| Zhang Xiangxiang | 2000 Sydney    | Bantamgewicht  |           |

#### Golf
| Gelbes Symbol für Goldmedaillen mit stilisierten Olympischen Ringen | Graues Symbol für Silbermedaillen mit stilisierten Olympischen Ringen | Braundes Symbol für Bronzemedaillen mit stilisierten Olympischen Ringen |
| ------------------------------------------------------------------- | --------------------------------------------------------------------- | ----------------------------------------------------------------------- |
| —                                                                   | —                                                                     | 1                                                                       |

2016 wurde Golf wieder in das olympische Programm aufgenommen. Feng Shanshan gewann bei den Frauen die Bronzemedaille.
| Name          | Spiele              | Disziplin | Anmerkung              |
| ------------- | ------------------- | --------- | ---------------------- |
| Feng Shanshan | 2016 Rio de Janeiro | Einzel    | erster Medaillengewinn |

#### Handball
| Gelbes Symbol für Goldmedaillen mit stilisierten Olympischen Ringen | Graues Symbol für Silbermedaillen mit stilisierten Olympischen Ringen | Braundes Symbol für Bronzemedaillen mit stilisierten Olympischen Ringen |
| ------------------------------------------------------------------- | --------------------------------------------------------------------- | ----------------------------------------------------------------------- |
| —                                                                   | —                                                                     | 1                                                                       |

China nimmt seit 1984 an olympischen Handballturnieren teil. In Los Angeles trat eine Frauenmannschaft an. Gegen die Mannschaft der Bundesrepublik Deutschland gab es einen 20:19-Sieg, gegen Österreich einen 21:16-Sieg. Ein Unentschieden gegen Südkorea bedeutete für das Team Platz 3 und damit gleich bei der ersten Teilnahme eine Bronzemedaille. 1988 scheiterte die Mannschaft in der Vorrunde und belegte nach der Platzierungsrunde Platz 6.
Erst 1996 war die Frauenmannschaft wieder dabei. Wieder wurde man nur Gruppendritter. Das Spiel um Platz 5 gegen Deutschland wurde mit 28:26 gewonnen. 2004 qualifizierten sich die Frauen für das Viertelfinale, unterlagen hier dem späteren Olympiasieger Dänemark mit 28:32. Beide Spiele der Platzierungsrunde gingen verloren, damit belegte man schließlich Platz 8.
2008 in Peking waren als Gastgeber sowohl die Männer- als auch die Frauenmannschaft qualifiziert. Die Männer konnten keines ihrer Vorrundenspiele gewinnen und schieden als Gruppenletzte aus. Die Frauen erreichten das Viertelfinale, unterlagen jedoch Südkorea mit 23:31. Das Spiel um Platz 5 gegen Frankreich ging mit 23:31 verloren.
| Name                          | Spiele           | Disziplin     | Anmerkung              |
| ----------------------------- | ---------------- | ------------- | ---------------------- |
| Nationalmannschaft der Frauen | 1984 Los Angeles | Frauenturnier | erster Medaillengewinn |

#### Hockey
| Gelbes Symbol für Goldmedaillen mit stilisierten Olympischen Ringen | Graues Symbol für Silbermedaillen mit stilisierten Olympischen Ringen | Braundes Symbol für Bronzemedaillen mit stilisierten Olympischen Ringen |
| ------------------------------------------------------------------- | --------------------------------------------------------------------- | ----------------------------------------------------------------------- |
| —                                                                   | 1                                                                     | —                                                                       |

Mit der Frauenmannschaft nahm 2000 erstmals eine chinesische Mannschaft am olympischen Hockeyturnier teil. Als Zweiter der Vorrundengruppe, u. a. mit einem 2:1-Sieg über Deutschland, qualifizierte sich das Team für die Medaillengruppe mit sechs Mannschaften. In der Endabrechnung belegte China Platz 5.
2004 wurden die Frauen Erste ihrer Vorrundengruppe. Im Halbfinale trafen die Chinesinnen auf die deutsche Mannschaft und unterlagen erst im Siebenmeterschießen mit 3:4. Nach der regulären Spielzeit inklusive Verlängerung hatte es 0:0 gestanden. Im Spiel um Bronze gegen Argentinien unterlag China mit 0:1.
Als Gastgeber waren 2008 auch die Männer qualifiziert. Ihnen gelang jedoch nur ein Unentschieden gegen Neuseeland. Gegen Deutschland verlor man mit 1:4. Die Männer wurden Gruppenletzte und spielten gegen Südafrika um Platz 11. China gewann mit 4:3 nach Verlängerung. Die Frauen waren erfolgreicher, sie belegten in ihrer Vorrundengruppe Platz 2. Im Halbfinale besiegte man Deutschland mit 3:2. Das Finale gegen die Niederlande ging mit 0:2 verloren. Damit hatten die Frauen die erste Hockeymedaille gewonnen.
2012 waren wieder nur die Frauen qualifiziert. Diesmal wurden sie Dritte ihrer Gruppe. Das Platzierungsspiel um Platz 5 gegen Australien ging mit 0:2 verloren. 2016 reichte ein Unentschieden gegen Deutschland und ein Sieg über Spanien nur zu Platz 5 der Vorrundengruppe. Damit schied die Mannschaft aus und belegte in der Endabrechnung Platz 9.
| Name                          | Spiele      | Disziplin     | Anmerkung              |
| ----------------------------- | ----------- | ------------- | ---------------------- |
| Nationalmannschaft der Frauen | 2008 Peking | Frauenturnier | erster Medaillengewinn |

#### Judo
| Gelbes Symbol für Goldmedaillen mit stilisierten Olympischen Ringen | Graues Symbol für Silbermedaillen mit stilisierten Olympischen Ringen | Braundes Symbol für Bronzemedaillen mit stilisierten Olympischen Ringen |
| ------------------------------------------------------------------- | --------------------------------------------------------------------- | ----------------------------------------------------------------------- |
| 8                                                                   | 3                                                                     | 11                                                                      |

Chinesische Athleten nehmen seit 1984 am Judoturnier teil. Frauen sorgten 1992 für die ersten Medaillen und den ersten Olympiasieg. Zhuang Xiaoyan wurde mit ihrem Sieg im Schwergewicht erste Medaillengewinnerin und Olympiasiegerin Chinas im Judo. Zwei Bronzemedaillen kamen durch Li Zhongyun im Halbleichtgewicht und Zhang Di im Halbmittelgewicht hinzu.

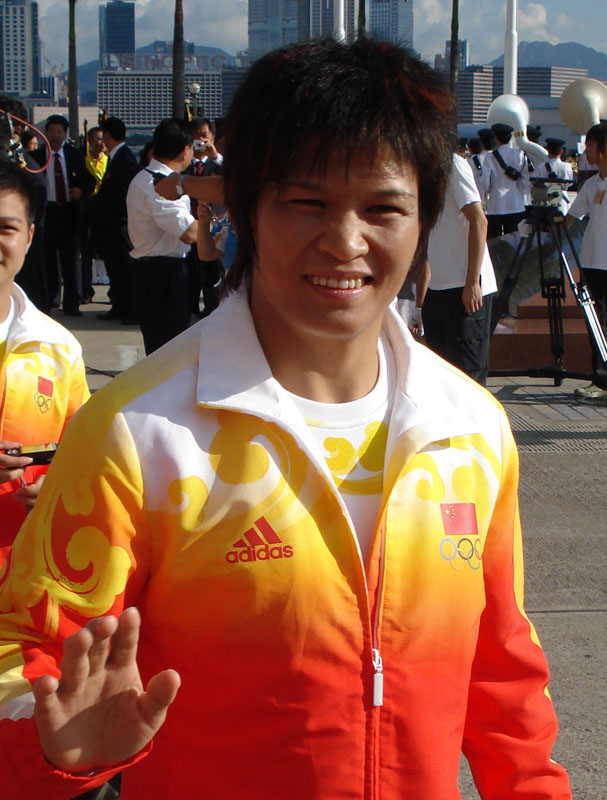
Xian Dongmei, Olympiasiegerin 2004 und 2008

1996 wurde Sun Fuming Olympiasiegerin im Schwergewicht. Wang Xianbo gewann im Mittelgewicht Bronze. Zwei Olympiasiege sowie eine Silber- und eine Bronzemedaille kamen 2000 hinzu. Gold gewannen Tang Lin im Halbschwergewicht und Yuan Hua im Schwergewicht. Silber ging an Li Shufang im Halbmittelgewicht, Bronze an Liu Yuxiang im Halbleichtgewicht. Auch 2004 blieben die Frauen erfolgreich. Ein Olympiasieg, eine Silber- und vier Bronzemedaillen standen zu Buche. Olympiasiegerin wurde Xian Dongmei im Halbleichtgewicht. Silber gewann Liu Xia im Halbschwergewicht. Bronze ging an Gao Feng im Extraleichtgewicht, Qin Dongya im Mittelgewicht und Sun Fuming im Schwergewicht.
Bei den Sommerspielen im eigenen Land 2008 erkämpften sich die Chinesinnen drei Olympiasiege und eine Bronzemedaille. Gold gewannen Xian Dongmei im Halbleichtgewicht, die damit ihren Olympiasieg von 2004 wiederholen konnte, Yang Xiuli im Halbschwergewicht und Tong Wen im Schwergewicht. Bronze ging an Xu Yan im Leichtgewicht.
2012 in London konnte erstmals nach 1988 kein Olympiasieg gefeiert werden. Xu Lili erkämpfte Silber im Halbmittelgewicht, Tong Wen Bronze im Schwergewicht. 2016 gab es zwei Bronzemedaillen durch Yu Song im Schwergewicht und Cheng Xunzhao im Mittelgewicht, der damit der erste chinesische Mann war, der im Judo eine Medaille gewinnen konnte.
| Name           | Spiele         | Disziplin         | Anmerkung                              |
| -------------- | -------------- | ----------------- | -------------------------------------- |
| Zhuang Xiaoyan | 1992 Barcelona | Schwergewicht     | erster Medaillengewinn und Olympiasieg |
| Sun Fuming     | 1996 Atlanta   | Schwergewicht     |                                        |
| Tang Lin       | 2000 Sydney    | Halbschwergewicht |                                        |
| Yuan Hua       | 2000 Sydney    | Schwergewicht     |                                        |
| Xian Dongmei   | 2004 Athen     | Halbleichtgewicht |                                        |
| Xian Dongmei   | 2008 Peking    | Halbleichtgewicht |                                        |
| Yang Xiuli     | 2008 Peking    | Halbschwergewicht |                                        |
| Tong Wen       | 2008 Peking    | Schwergewicht     |                                        |

| Name       | Spiele      | Disziplin         | Anmerkung |
| ---------- | ----------- | ----------------- | --------- |
| Li Shufang | 2000 Sydney | Halbmittelgewicht |           |
| Liu Xia    | 2004 Athen  | Halbschwergewicht |           |
| Xu Lili    | 2012 London | Halbschwergewicht |           |

| Name          | Spiele              | Disziplin          | Anmerkung |
| ------------- | ------------------- | ------------------ | --------- |
| Li Zhongyun   | 1992 Barcelona      | Halbleichtgewicht  |           |
| Zhang Di      | 1992 Barcelona      | Halbmittelgewicht  |           |
| Wang Xianbo   | 1996 Atlanta        | Mittelgewicht      |           |
| Liu Yuxiang   | 2000 Sydney         | Halbleichtgewicht  |           |
| Gao Feng      | 2004 Athen          | Extraleichtgewicht |           |
| Qin Dongya    | 2004 Athen          | Mittelgewicht      |           |
| Sun Fuming    | 2004 Athen          | Schwergewicht      |           |
| Xu Yan        | 2008 Peking         | Leichtgewicht      |           |
| Tong Wen      | 2012 London         | Schwergewicht      |           |
| Cheng Xunzhao | 2016 Rio de Janeiro | Mittelgewicht      |           |
| Yu Song       | 2016 Rio de Janeiro | Schwergewicht      |           |

#### Kanusport
| Gelbes Symbol für Goldmedaillen mit stilisierten Olympischen Ringen | Graues Symbol für Silbermedaillen mit stilisierten Olympischen Ringen | Braundes Symbol für Bronzemedaillen mit stilisierten Olympischen Ringen |
| ------------------------------------------------------------------- | --------------------------------------------------------------------- | ----------------------------------------------------------------------- |
| 2                                                                   | —                                                                     | —                                                                       |

1984 in Los Angeles nahmen erstmals chinesische Kanuten teil. Der erste Erfolg stellte sich 1992 ein, als der Kajak-Vierer der Frauen im Finale Platz 5 erreichte. 1996 kam er als Vierter ins Ziel. 2004 in Athen wurden Meng Guanlian und Yang Wenjun Olympiasieger im Zweier-Kanadier über 500 Meter. Der Zweier-Kajak der Frauen wurde über 500 Meter Vierter. 2008 in Peking konnten Meng und Yang ihren Olympiasieg wiederholen. Über 1000 Meter erreichten Chen Zhongyun und Zhang Zhiwu Platz 5, ebenso wie Zhong Hongyan im Einer-Kajak der Frauen über 500 Meter.
2012 in London wurde der Zweier-Kajak der Frauen über 500 Meter Vierter, der Zweier-Canadier der Männer im Slalom Sechster. 2016 in Rio de Janeiro erreichte Zhou Yu im Einer-Kajak über 500 Meter als Sechste das Ziel.
| Name                       | Spiele      | Disziplin | Anmerkung                              |
| -------------------------- | ----------- | --------- | -------------------------------------- |
| Meng Guanliang Yang Wenjun | 2004 Athen  | C 2 500 m | erster Olympiasieg und Medaillengewinn |
| Meng Guanliang Yang Wenjun | 2008 Peking | C 2 500 m |                                        |

#### Leichtathletik
| Gelbes Symbol für Goldmedaillen mit stilisierten Olympischen Ringen | Graues Symbol für Silbermedaillen mit stilisierten Olympischen Ringen | Braundes Symbol für Bronzemedaillen mit stilisierten Olympischen Ringen |
| ------------------------------------------------------------------- | --------------------------------------------------------------------- | ----------------------------------------------------------------------- |
| 9                                                                   | 10                                                                    | 14                                                                      |

Die ersten Leichtathleten der Volksrepublik China gingen 1984 in Los Angeles an den Start. Die erste Medaille gewann mit Bronze der Hochspringer Zhu Jianhua. Ebenfalls im Finale dabei waren Liu Yunpeng, der Siebter wurde und Cai Shu auf Platz 8. Im Dreisprung erreichte Zou Zhenxiang Platz 4, Liu Yuhuang wurde im Weitsprung Fünfter. Bei den Frauen wurde Kugelstoßerin Li Meisu Fünfte, die Hochspringerin Zheng Dazhen Siebte.
1988 in Seoul sorgten die Frauen für die Topergebnisse. Li Meisu gewann Bronze im Kugelstoßen. Zhao Youfeng belegte im Marathon Platz 5, Wang Xiuting über 10.000 Meter Platz 7. 1992 in Barcelona wurde Chen Yueling erste Leichtathletikolympiasiegerin Chinas nach ihrem Sieg im Gehen über 10 Kilometer. Hier gewann Li Chunxiu zudem Bronze, Cui Yingxi wurde Fünfte. Diese Disziplin wurde erstmals ausgetragen, somit war Chen die erste Olympiasiegerin dieser Disziplin. Im Kugelstoßen gewann Huang Zhihong Bronze, Zhou Tianhua wurde Fünfte. Eine weitere Bronzemedaille gewann Qu Yunxia im 1500-Meter-Lauf. Liu Li wurde Fünfte. Über 10.000 Meter kamen Zhong Huandi als Vierte und Wang Xiuting als Sechste ins Ziel. Bei den Männern wurde Chen Shaoguo Fünfter im Gehen über 20 Kilometer. Huang Geng im Weitsprung und Zou Sixin im Dreisprung belegten jeweils Rang 8.
Wang Junxia wurde 1996 in Atlanta Olympiasiegerin über 5000 Meter. Sie war die erste Olympiasiegerin in dieser Disziplin, die erstmals ausgetragen wurde. Über 10.000 Meter gewann sie zudem Silber. Ebenfalls Silber gewann Sui Xinmei im Kugelstoßen. Über 10 Kilometer Gehen gewann Wang Yan Bronze, Gu Yan kam als Vierte ins Ziel. Xiao Yanling wurde Fünfte im Diskuswurf, Ren Ruiping Sechste im Dreisprung und Li Lei Achte im Speerwurf. 2000 in Sydney gelang ein Olympiasieg durch Wang Liping im Gehen über 20 Kilometer. Li Ji erreichte im 10.000-Meter-Lauf Platz 7, die 100-Meter-Staffel der Frauen qualifizierte sich für das Finale und wurde Achte.
2004 in Athen konnte der erste männliche Athlet aus China einen Olympiasieg verbuchen. Liu Xiang gewann Gold über 110 Meter Hürden. Bei den Gehern erreichte Zhu Hongjun Platz 6 über 20 Kilometer und Yu Chaohong Platz 4 über 50 Kilometer. Bei den Frauen wurde Xing Huina Olympiasiegerin über 10.000 Meter, Sun Yingjie wurde Sechste. Wang Liping erreichte im 20-Kilometer-Gehen Platz 8, die Hammerwerferin Zhang Wenxiu wurde Siebte.
Bei den heimischen Sommerspielen 2008 in Peking gewannen chinesische Leichtathletinnen eine Silber- und drei Bronzemedaillen. Zhang Wenxiu gewann Silber im Hammerwurf, nachdem die ursprüngliche Olympiasiegerin Aksana Mjankowa aus Weißrussland des Dopings überführt und disqualifiziert worden war. Zhou Chunxiu gewann Bronze im Marathon. Gong Lijiao gewann Bronze im Kugelstoßen, ebenfalls erst nachträglich, nachdem die Zweitplatzierte Natallja Michnewitsch und die Dritte Nadseja Astaptschuk, beide aus Weißrussland, wegen Dopings disqualifiziert worden waren. Gong hatte im Finale Platz 5 erreicht. Im Diskuswurf wurde die Kubanerin Yarelis Barrios wegen Dopings disqualifiziert und ihre Silbermedaille aberkannt. Song Aimin rückte damit auf den Bronzeplatz vor. Zhu Xiaolin belegte im Marathon Platz 4, die gleiche Platzierung erreichten Liu Hong im Gehen über 20 Kilometer sowie ihr Teamkamerad Wang Hao über die gleiche Distanz. Im Kugelstoßen rückte Li Meiju auf Platz 6 vor.
Die erfolgreichsten Leichtathleten 2012 in London waren die Geher. Bei den Männern wurde Chen Ding Olympiasieger über 20 Kilometer, Wang Zhen gewann Bronze, Cai Zelin wurde Vierter. Über 50 Kilometer wurde Si Tianfeng, der ursprünglich Dritter wurde, die Silbermedaille zugesprochen, nachdem der Sieger, der Russe Sergei Kirdjapin, des Dopings überführt und disqualifiziert wurde. Da auch der ursprünglich auf Platz 4 ins Ziel gekommene Russe Igor Jarochin disqualifiziert wurde, rückte Li Jiangbo auf Platz 4 vor. Auch bei den Frauen waren die Geherinnen erfolgreich. Im Wettkampf über 20 Kilometer wurde die auf Platz 2 liegende Russin Olga Kaniskina wegen Dopings disqualifiziert. Dadurch rückte die drittplatzierte Qoijing Gyi auf den Silbermedaillenrang vor. Liu Hong erhielt nachträglich die Bronzemedaille, Lü Xiuzhi rückte auf Platz 5 vor. Auch im Kugelstoßen gab es Silber und Bronze nach Disqualifikationen. Die Belarussin Nadseja Astaptschuk, ursprünglich Olympiasiegerin, und die auf Platz 3 liegende Russin Jewgenija Kolodko wurden des Dopings überführt und disqualifiziert. Die auf Platz 4 und 5 geführten Gong Lijiao und Li Ling erhielten nun Silber bzw. Bronze. Liu Xiangrong rückte auf Platz 5 vor. Im Diskuswurf erreichte Li Yanfeng Platz 3. Nach der Disqualifikation der auf Platz 2 liegenden Russin Darja Pischtschalnikowa wurde Li nachträglich die Silbermedaille zugesprochen. Im Hammerwurf kam es zu mehreren Änderungen des Klassements. Zuerst wurde die Chinesin Zhang Wenxiu als Bronzemedaillistin geführt. Durch einen Softwarefehler wurde jedoch der fünfte Versuch der Deutschen Betty Heidler mit einer um fast fünf Meter zu niedrigen Weite falsch angegeben. Heidlers Versuch wurde nach dem Wettkampf korrigiert, damit fiel Zhang aus den Medaillenrängen. 2016 wurde die Siegerin Tatjana Lyssenko aus Russland nachträglich disqualifiziert. Zhang erhielt damit doch noch die Bronzemedaille. Im Speerwurf belegte Lü Huihui Rang 5. Im Marathon wurde Zhu Xiaolin Sechste.
Sowohl die Männer als auch die Frauen konnten 2016 in Rio de Janeiro einen Medaillensatz gewinnen. Bei den Männern wurde Wang Zhen Olympiasieger über 20 Kilometer Gehen, Cai Zelin gewann Silber. Über 50 Kilometer erreichte Yu Wei Platz 5. Dong Bin gewann im Dreisprung Bronze, sein Teamkamerad Cao Shuo wurde Vierter. Im Weitsprung wurde Wang Jianan Fünfter, Xue Changrui erreichte im Stabhochsprung Platz 6. Die 100-Meter-Staffel der Männer verpasste mit Rang 4 eine Medaille nur um 0,26 Sekunden. Bei den Frauen wurde Liu Hong Olympiasiegerin im Gehen über 20 Kilometer, Lü Xiuzhi gewann Bronze, Qoijing Gyi erreichte Platz 5. Zhang Wenxiu gewann im Hammerwurf die Silbermedaille. Im Kugelstoßen wurde Gong Lijiao Vierte, Su Xinyue erreichte im Diskuswurf Platz 5.
| Name         | Spiele              | Disziplin          | Anmerkung          |
| ------------ | ------------------- | ------------------ | ------------------ |
| Chen Yueling | 1992 Barcelona      | 10 Kilometer Gehen | erster Olympiasieg |
| Wang Junxia  | 1996 Atlanta        | 5000 Meter         |                    |
| Wang Liping  | 2000 Sydney         | 20 Kilometer Gehen |                    |
| Liu Xiang    | 2004 Athen          | 110 Meter Hürden   |                    |
| Xing Huina   | 2004 Athen          | 10.000 Meter       |                    |
| Chen Ding    | 2012 London         | 20 Kilometer Gehen |                    |
| Qoijing Gyi  | 2012 London         | 20 Kilometer Gehen |                    |
| Wang Zhen    | 2016 Rio de Janeiro | 20 Kilometer Gehen |                    |
| Liu Hong     | 2016 Rio de Janeiro | 20 Kilometer Gehen |                    |

| Name          | Spiele              | Disziplin          | Anmerkung |
| ------------- | ------------------- | ------------------ | --------- |
| Huang Zhihong | 1992 Barcelona      | Kugelstoßen        |           |
| Wang Junxia   | 1996 Atlanta        | 10.000 Meter       |           |
| Sui Xinmei    | 1996 Atlanta        | Kugelstoßen        |           |
| Zhang Wenxiu  | 2008 Peking         | Hammerwurf         |           |
| Si Tianfeng   | 2012 London         | 50 Kilometer Gehen |           |
| Gong Lijiao   | 2012 London         | Kugelstoßen        |           |
| Li Yanfeng    | 2012 London         | Diskuswurf         |           |
| Liu Hong      | 2012 London         | 20 Kilometer Gehen |           |
| Cai Zelin     | 2016 Rio de Janeiro | 20 Kilometer Gehen |           |
| Zhang Wenxiu  | 2016 Rio de Janeiro | Hammerwurf         |           |

| Name         | Spiele              | Disziplin          | Anmerkung              |
| ------------ | ------------------- | ------------------ | ---------------------- |
| Zhu Jianhua  | 1984 Los Angeles    | Hochsprung         | erster Medaillengewinn |
| Li Meisu     | 1988 Seoul          | Kugelstoßen        |                        |
| Li Chunxiu   | 1992 Barcelona      | 10 Kilometer Gehen |                        |
| Qu Yunxia    | 1992 Barcelona      | 1500 Meter         |                        |
| Wang Yan     | 1996 Atlanta        | 10 Kilometer Gehen |                        |
| Zhou Chunxiu | 2008 Peking         | Marathon           |                        |
| Gong Lijiao  | 2008 Peking         | Kugelstoßen        |                        |
| Song Aimin   | 2008 Peking         | Diskuswurf         |                        |
| Wang Zhen    | 2012 London         | 20 Kilometer Gehen |                        |
| Lü Xiuzhi    | 2012 London         | 20 Kilometer Gehen |                        |
| Li Ling      | 2012 London         | Kugelstoßen        |                        |
| Zhang Wenxiu | 2012 London         | Hammerwurf         |                        |
| Dong Bin     | 2016 Rio de Janeiro | Dreisprung         |                        |
| Lü Xiuzhi    | 2016 Rio de Janeiro | 20 Kilometer Gehen |                        |

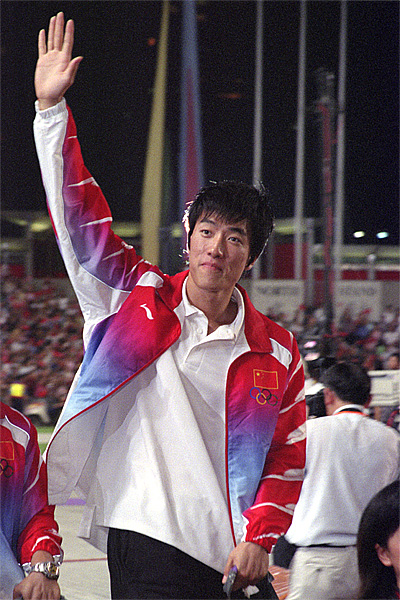
Liu Xiang, Olympiasieger 2004
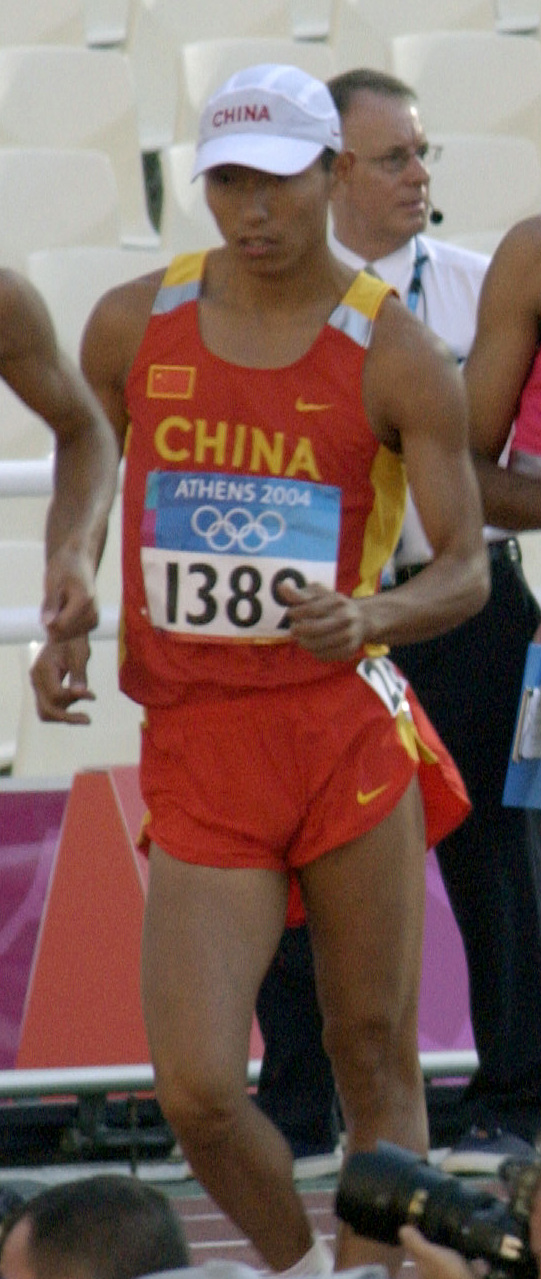
Zhu Hongjun beim Gehwettbewerb über 20 km 2004
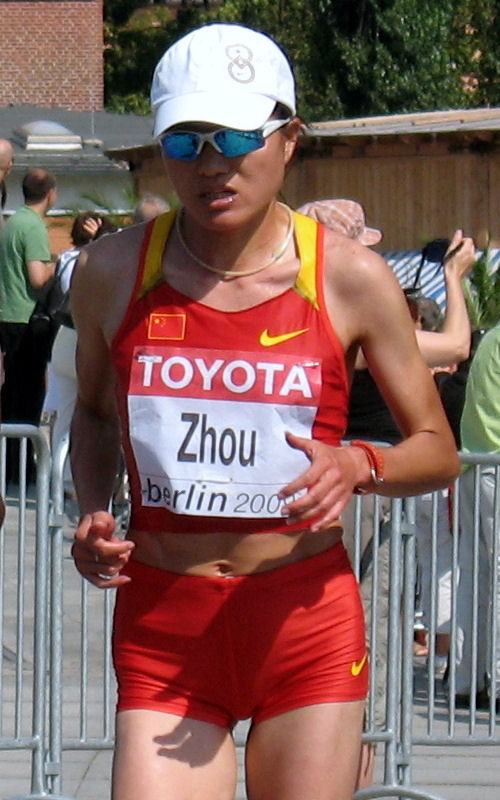
Zhou Chunxiu, Bronze 2008
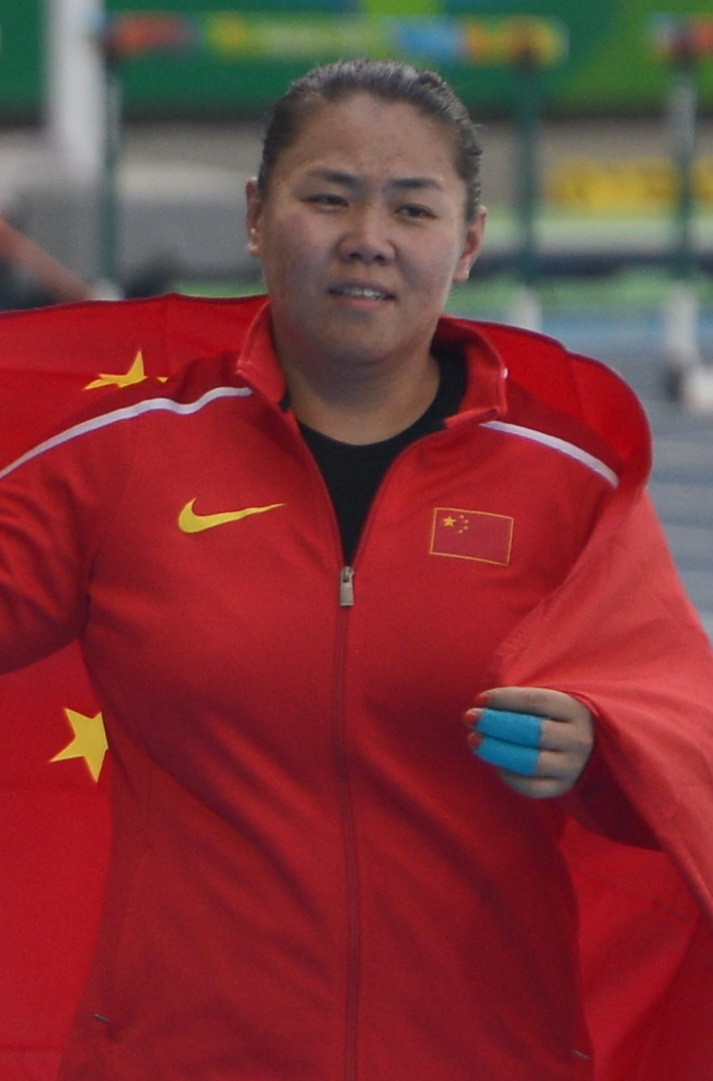
Zhang Wenxiu, Silber 2008, Bronze 2012, Silber 2016
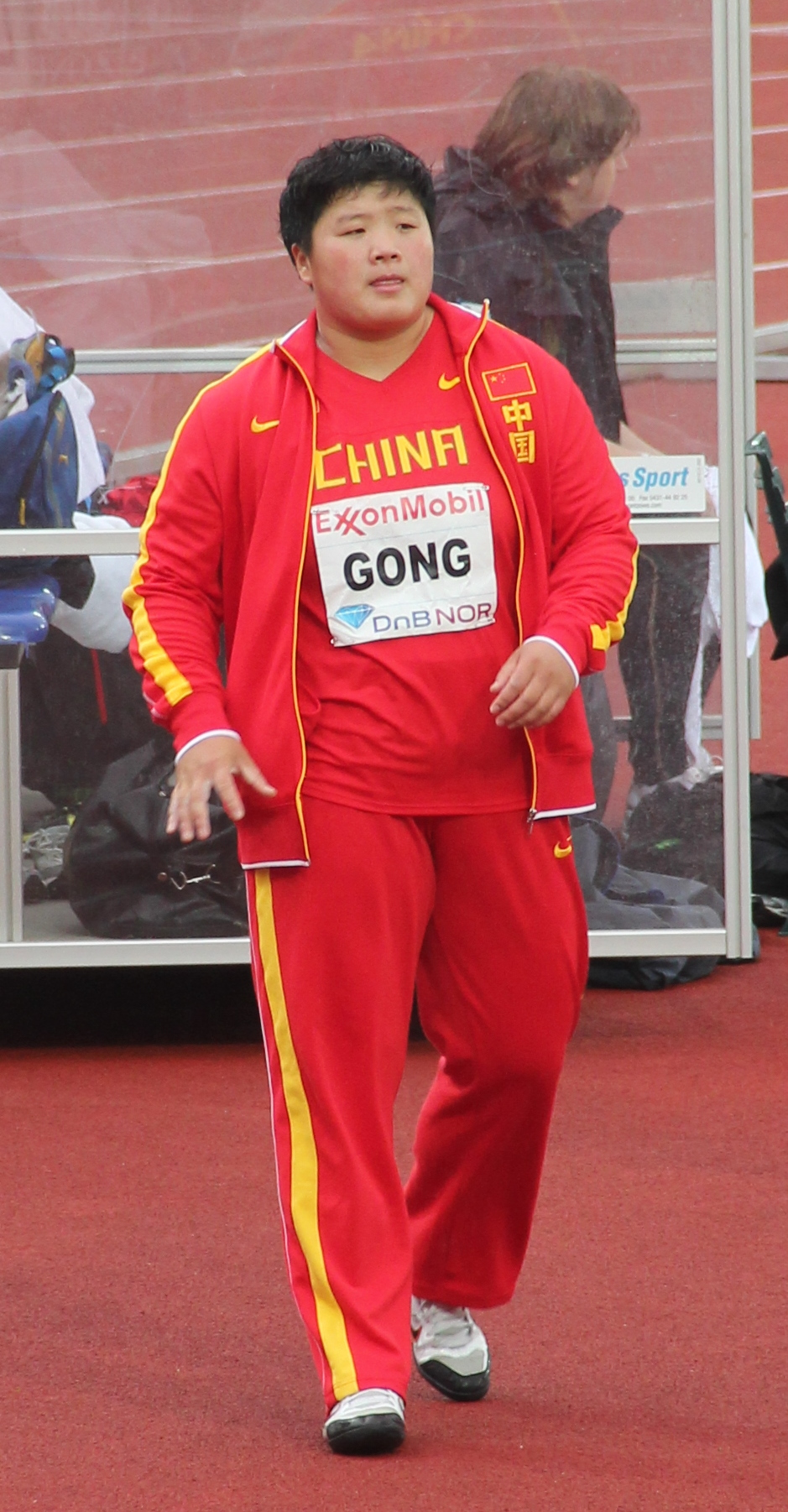
Gong Lijia, Bronze 2008, Silber 2012
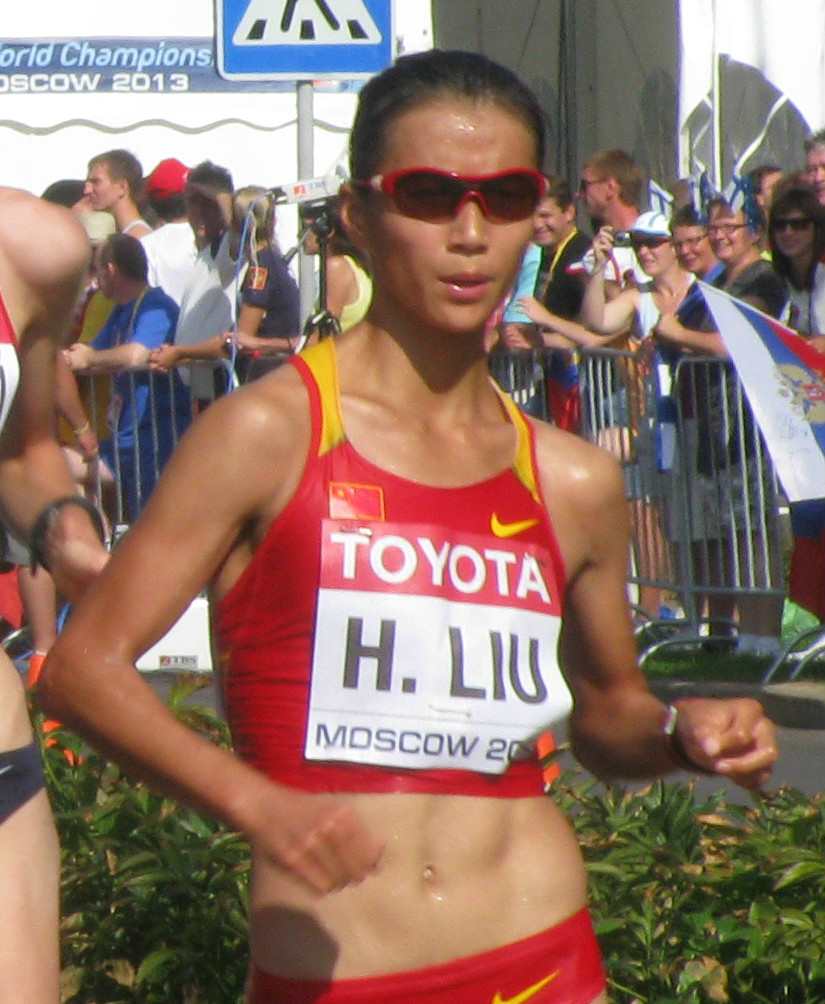
Liu Hong, Silber 2012, Olympiasieg 2016
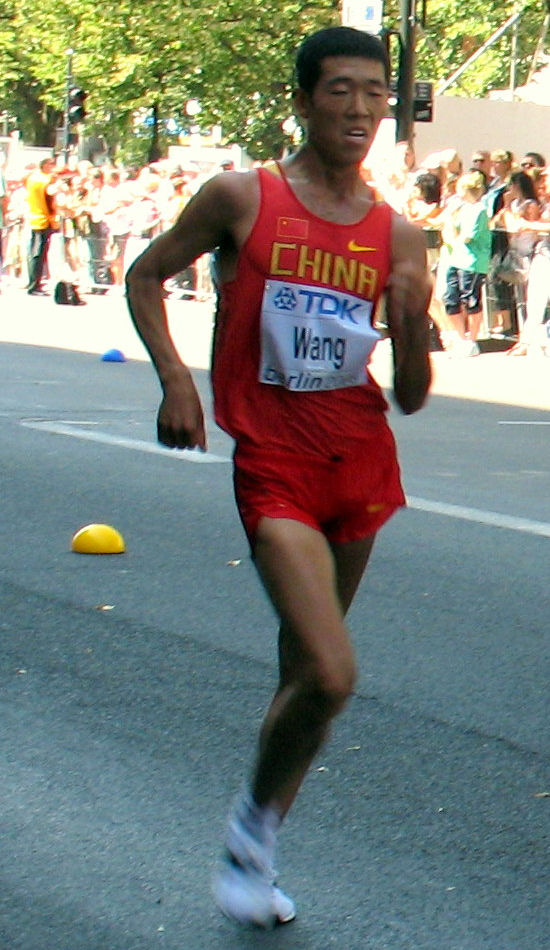
Wang Hao
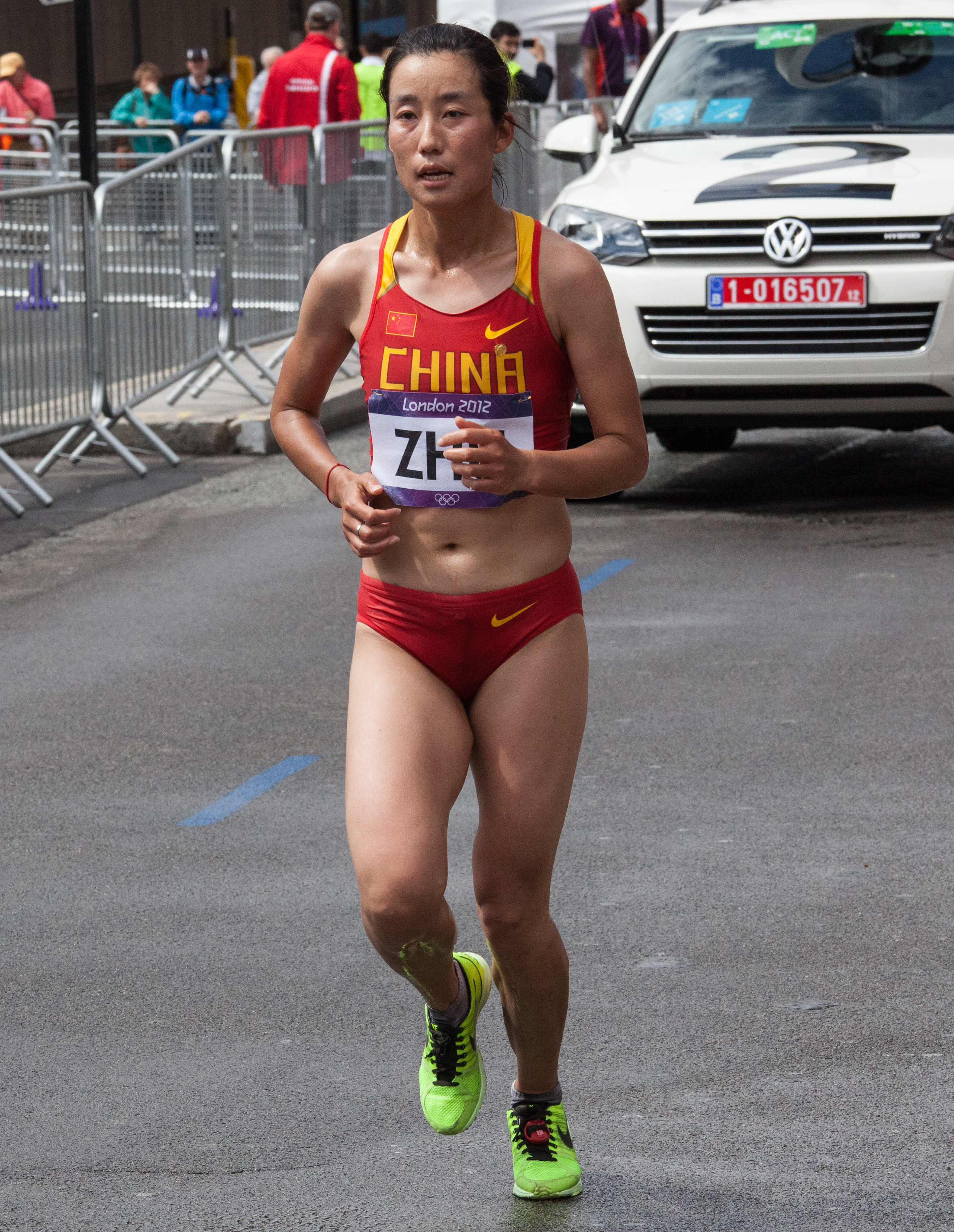
Zhu Xiaolin
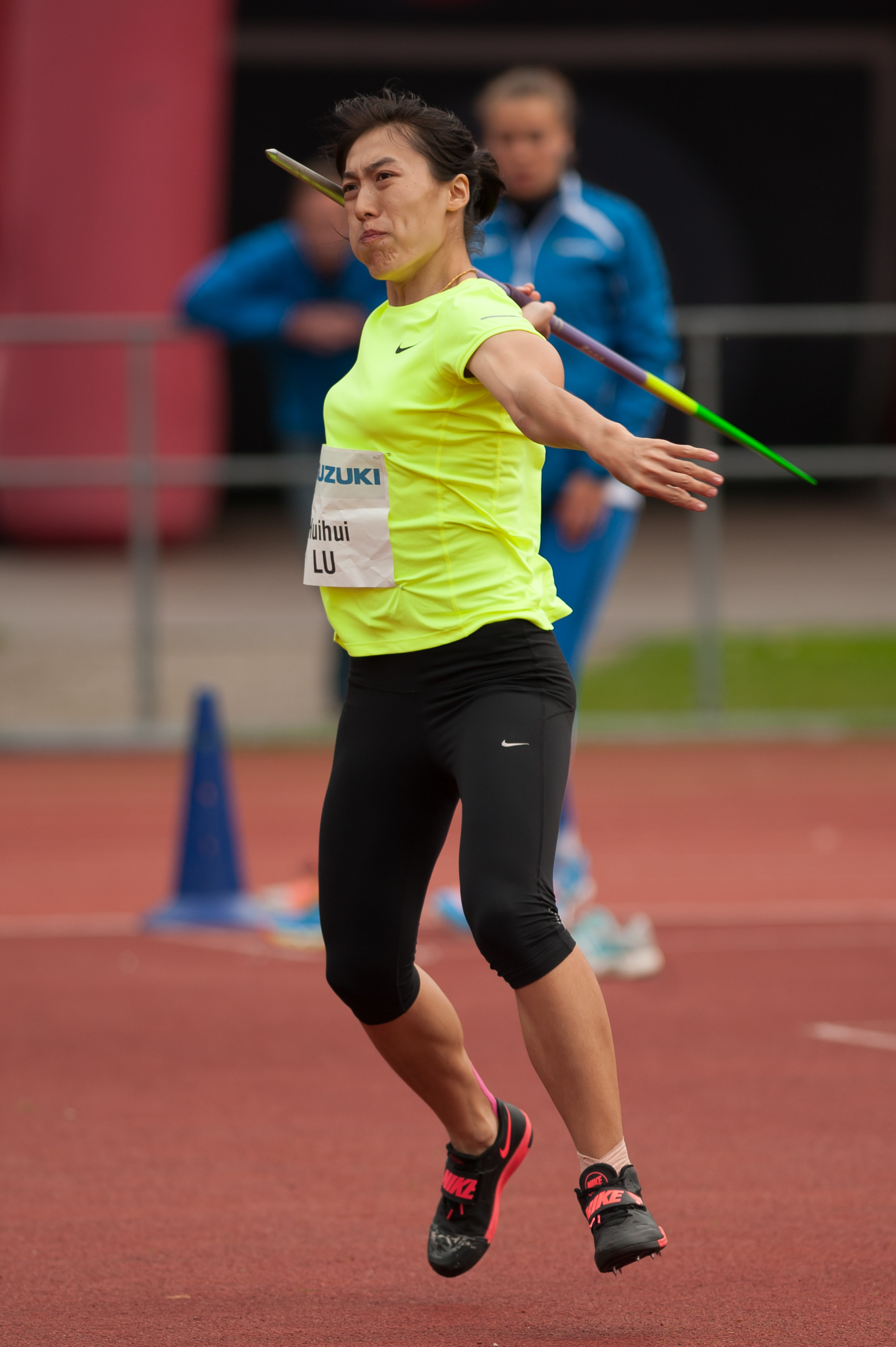
Lü Huihui
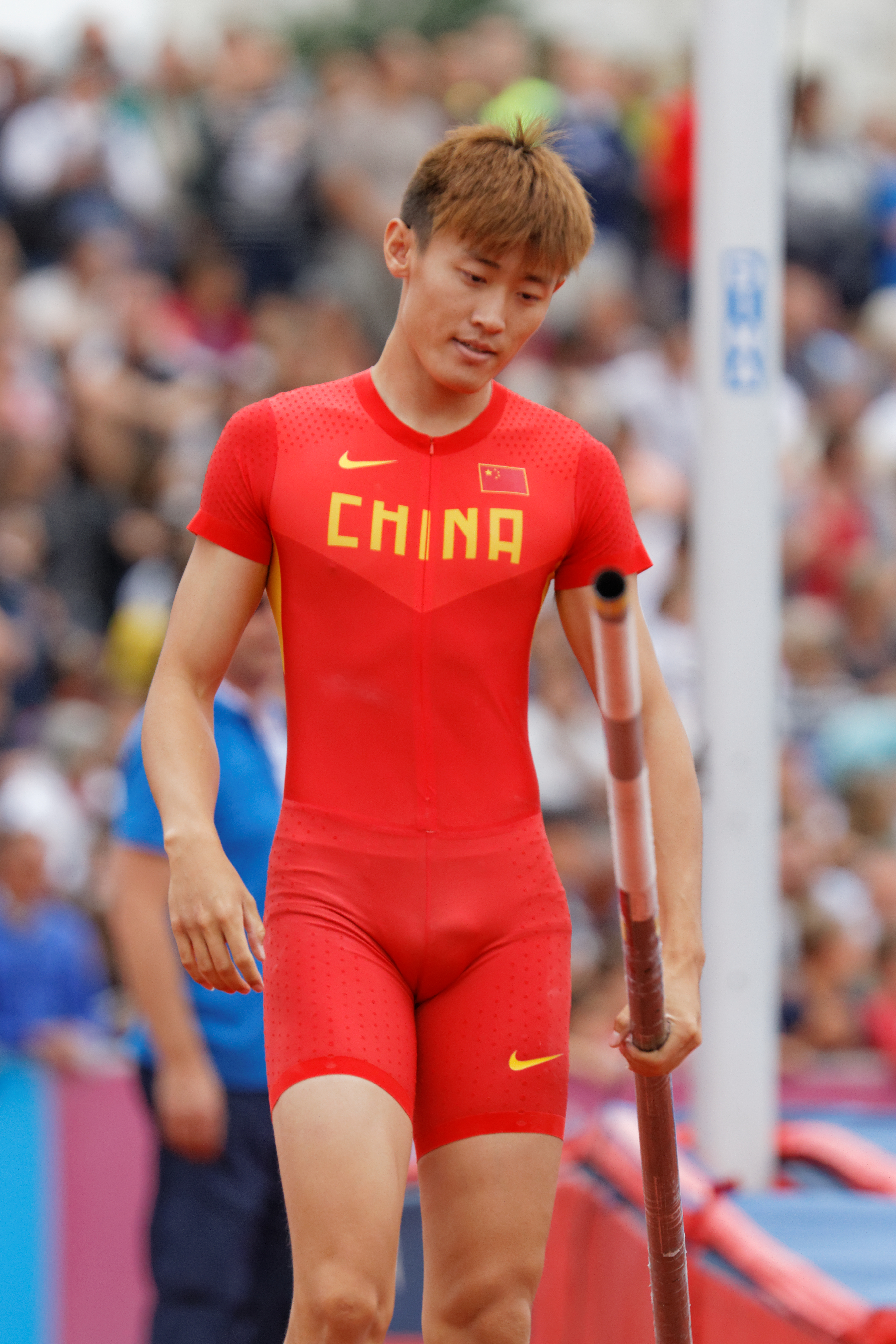
Xue Changrui

#### Moderner Fünfkampf
| Gelbes Symbol für Goldmedaillen mit stilisierten Olympischen Ringen | Graues Symbol für Silbermedaillen mit stilisierten Olympischen Ringen | Braundes Symbol für Bronzemedaillen mit stilisierten Olympischen Ringen |
| ------------------------------------------------------------------- | --------------------------------------------------------------------- | ----------------------------------------------------------------------- |
| —                                                                   | 1                                                                     | —                                                                       |

Der erste chinesische Fünfkämpfer bei Olympischen Spielen trat 1988 in Seoul an. Die Resultate der einzelnen Athleten verbesserten sich immer mehr. 2008 in Peking erreichte Qian Zhenhua Platz 4 bei den Männern und Chen Qian Platz 5 bei den Frauen. Diese Platzierung konnte sie 2012 in London wiederholen. In London gewann Cao Zhongrong mit Silber die erste Medaille Chinas in dieser Sportart bei Olympischen Spielen.
| Name          | Spiele      | Disziplin | Anmerkung              |
| ------------- | ----------- | --------- | ---------------------- |
| Cao Zhongrong | 2012 London | Einzel    | erster Medaillengewinn |

#### Radsport
| Gelbes Symbol für Goldmedaillen mit stilisierten Olympischen Ringen | Graues Symbol für Silbermedaillen mit stilisierten Olympischen Ringen | Braundes Symbol für Bronzemedaillen mit stilisierten Olympischen Ringen |
| ------------------------------------------------------------------- | --------------------------------------------------------------------- | ----------------------------------------------------------------------- |
| 1                                                                   | 3                                                                     | 3                                                                       |

Im olympischen Radsport ist die Volksrepublik China seit 1984 vertreten. Ein erster Erfolg wurde 1988 in Seoul erzielt. Im Sprint der Frauen erreichte Zhou Suying Platz 6. In dieser Disziplin wurde Wang Yan 1996 Siebte. Die erste Medaille wurde 2000 in Sydney eingefahren. Im 500-Meter-Zeitfahren gewann Jiang Cuihua Bronze vor ihrer Mannschaftskameradin Wang Yan. 2004 folgte in dieser Disziplin eine Silbermedaille durch Jiang Yonghua.
2008 in Peking gewann Guo Shuang Bronze im Sprint der Frauen. Auf dem Mountainbike wurde Ren Chengyuan Fünfte. 2012 konnte Guo Shuang ihren Medaillengewinn wiederholen. Im Keirin holte sie zudem Silber und mit Gong Jinjie zusammen Silber im Teamsprint. In Rio de Janeiro 2016 wurden Gong Jinjie und Zhong Tianshi die ersten chinesischen Radsportolympiasiegerinnen. Zhong belegte zudem im Sprint Platz 5.
| Name                      | Spiele              | Disziplin  | Anmerkung          |
| ------------------------- | ------------------- | ---------- | ------------------ |
| Gong Jinjie Zhong Tianshi | 2012 Rio de Janeiro | Teamsprint | erster Olympiasieg |

| Name                   | Spiele      | Disziplin            | Anmerkung |
| ---------------------- | ----------- | -------------------- | --------- |
| Jiang Yonghua          | 2004 Athen  | 500-Meter-Zeitfahren |           |
| Guo Shuang             | 2012 London | Keirin               |           |
| Guo Shuang Gong Jinjie | 2012 London | Teamsprint           |           |

| Name         | Spiele      | Disziplin            | Anmerkung              |
| ------------ | ----------- | -------------------- | ---------------------- |
| Jiang Cuihua | 2000 Sydney | 500-Meter-Zeitfahren | erster Medaillengewinn |
| Guo Shuang   | 2008 Peking | Sprint               |                        |
| Guo Shuang   | 2012 London | Sprint               |                        |

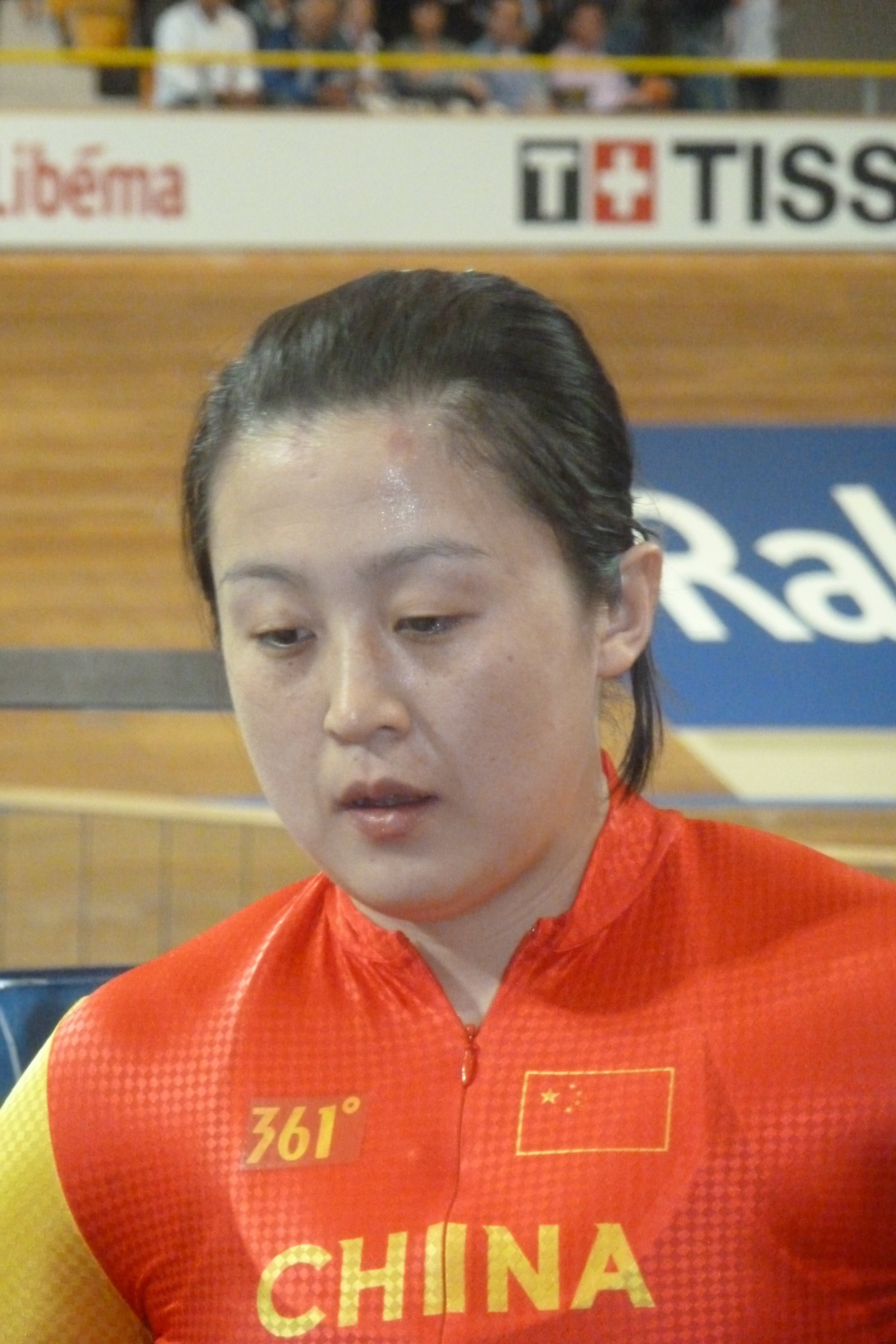
Guo Shuang, Bronze 2008 und 2012, Silber 2012
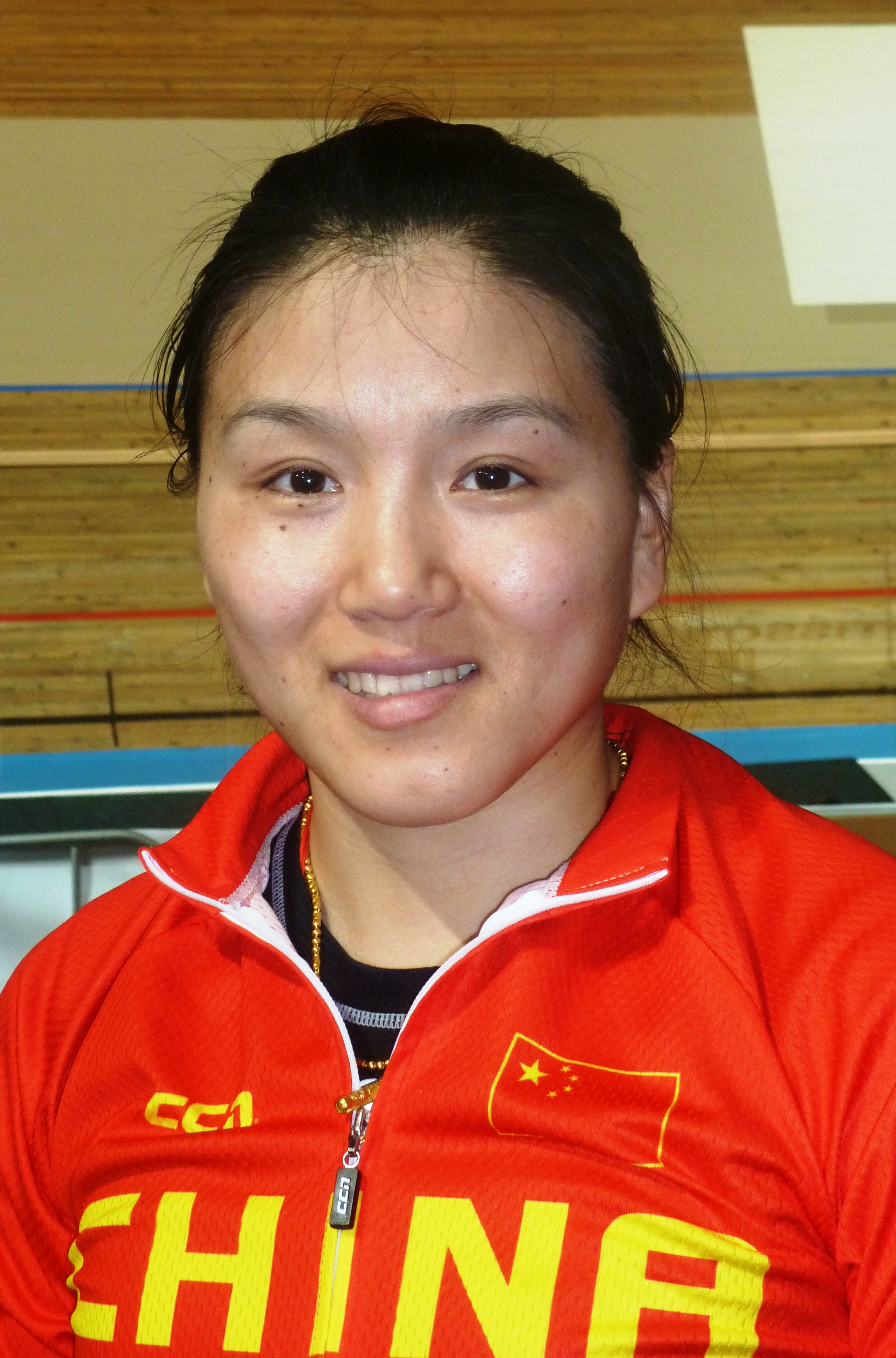
Gong Jinjie, Silber 2012, Olympiasieg 2016
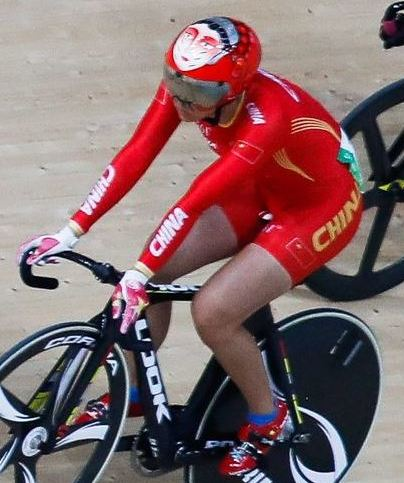
Zhong Tianshi, Olympiasieg 2016

#### Reiten
| Gelbes Symbol für Goldmedaillen mit stilisierten Olympischen Ringen | Graues Symbol für Silbermedaillen mit stilisierten Olympischen Ringen | Braundes Symbol für Bronzemedaillen mit stilisierten Olympischen Ringen |
| ------------------------------------------------------------------- | --------------------------------------------------------------------- | ----------------------------------------------------------------------- |
| —                                                                   | —                                                                     | —                                                                       |

Die ersten Reitermannschaften aus der Volksrepublik China nahmen 2008 bei den heimischen Sommerspielen teil, die in Hongkong stattfanden. Der einzige Reiter 2016 in Rio de Janeiro, der Vielseitigkeitsreiter Hua Tian, sorgte mit Platz 8 in der Einzelwertung für das beste Abschneiden eines Olympiareiters aus China.

#### Ringen
| Gelbes Symbol für Goldmedaillen mit stilisierten Olympischen Ringen | Graues Symbol für Silbermedaillen mit stilisierten Olympischen Ringen | Braundes Symbol für Bronzemedaillen mit stilisierten Olympischen Ringen |
| ------------------------------------------------------------------- | --------------------------------------------------------------------- | ----------------------------------------------------------------------- |
| 2                                                                   | 3                                                                     | 6                                                                       |

Chinesische Ringer nahmen erstmals 1984 in Los Angeles teil. Hier erreichten der Freistilringer Gao Wenhe im Halbfliegengewicht und der griechisch-römische Ringer Hu Richa im Fliegengewicht jeweils Platz 4. 1988 in Seoul folgte ein weiterer vierter Platz durch Yang Changcen im Bantamgewicht des griechisch-römischen Stils.
Sheng Zetian gewann 1992 in Barcelona die erste olympische Medaille Chinas im Ringen. Im Bantamgewicht des griechisch-römischen Stils gewann er Bronze. 1996 in Atlanta konnte er diese Platzierung wiederholen. Auch 2000 in Sydney gewann er wieder Bronze, diesmal im Federgewicht.
2004 in Athen nahmen auch Ringerinnen teil. Im Schwergewicht des Freistils erzielte Wang Xu den ersten chinesischen Olympiasieg im Ringen. Wang Jiao wurde in dieser Gewichtsklasse des Freistils dann 2008 in Peking Olympiasiegerin. Xu Li gewann im Leichtgewicht des Freistils Silber. Ebenfalls Silber gewann bei den Männern Chang Yongxian im Mittelgewicht des griechisch-römischen Stils.
In London 2012 gewann Jing Ruixue Silber im Mittelgewicht der Frauen im Freistil. 2016 in Rio de Janeiro folgten zwei Bronzemedaillen bei den Frauen durch Sun Yanan im Fliegengewicht und Zhang Fengliu im Schwergewicht, beide im Freistil.
| Name      | Spiele      | Disziplin               | Anmerkung          |
| --------- | ----------- | ----------------------- | ------------------ |
| Wang Xu   | 2004 Athen  | Schwergewicht, Freistil | erster Olympiasieg |
| Wang Jiao | 2008 Peking | Schwergewicht, Freistil |                    |

| Name            | Spiele      | Disziplin                         | Anmerkung |
| --------------- | ----------- | --------------------------------- | --------- |
| Chang Yongxiang | 2008 Peking | Mittelgewicht, griechisch-römisch |           |
| Xu Li           | 2008 Peking | Leichtgewicht, Freistil           |           |
| Jing Ruixue     | 2012 London | Mittelgewicht, Freistil           |           |

| Name            | Spiele              | Disziplin                         | Anmerkung              |
| --------------- | ------------------- | --------------------------------- | ---------------------- |
| Sheng Zetian    | 1992 Barcelona      | Bantamgewicht, griechisch-römisch | erster Medaillengewinn |
| Sheng Zetian    | 1996 Atlanta        | Bantamgewicht, griechisch-römisch |                        |
| Sheng Zetian    | 2000 Sydney         | Federgewicht, griechisch-römisch  |                        |
| Chang Yongxiang | 2008 Peking         | Mittelgewicht, griechisch-römisch |                        |
| Sun Yanan       | 2016 Rio de Janeiro | Fliegengewicht, Freistil          |                        |
| Zhang Fengliu   | 2016 Rio de Janeiro | Schwergewicht, Freistil           |                        |

#### Rudern
| Gelbes Symbol für Goldmedaillen mit stilisierten Olympischen Ringen | Graues Symbol für Silbermedaillen mit stilisierten Olympischen Ringen | Braundes Symbol für Bronzemedaillen mit stilisierten Olympischen Ringen |
| ------------------------------------------------------------------- | --------------------------------------------------------------------- | ----------------------------------------------------------------------- |
| 1                                                                   | 4                                                                     | 4                                                                       |

Chinesische Ruderer nahmen erstmals an der olympischen Regatta von 1984 teil. Die ersten Medaillen folgten 1988. Der Vierer mit Steuerfrau gewann Silber, der Achter der Frauen Bronze. Der Doppelzweier der Frauen belegte im Finale Platz 5. 1992 folgte eine Bronzemedaille im Doppelzweier der Frauen. Der Vierer ohne Steuerfrau wurde Vierter, der Achter der Frauen Fünfter. In einer anderen Besetzung fuhr der Doppelzweier der Frauen 1996 auf den Silbermedaillenrang. Der Doppelvierer der Frauen belegte Platz 5.
Die Regatten von 2000 blieben erfolglos. 2004 wurde der Achter der Frauen Vierter, der Leichtgewichts-Doppelzweier der Frauen kam auf Platz 5. In Peking 2008 ruderte der Doppelvierer der Frauen zum ersten chinesischen Ruderolympiasieg. Der Zweier ohne Steuerfrau gewann Silber. Auf Platz 4 kamen der Doppelzweier der Frauen und Zhang Xiuyun im Einer der Frauen ins Ziel. Beide Leichtgewichts-Doppelzweier belegten Platz 5.
Der Leichtgewichts-Doppelzweier der Frauen gewann 2012 in London Silber. Der Doppelzweier der Frauen belegte Platz 5, der Doppelvierer Platz 5. Zhang Xiuyun wurde im Einer Sechste. Zwei Bronzemedaillen wurden 2016 durch den Leichtgewichts-Doppelzweier der Frauen und durch Duan Jingli im Einer gewonnen.
| Name                                       | Spiele      | Disziplin    | Anmerkung          |
| ------------------------------------------ | ----------- | ------------ | ------------------ |
| Tang Bin Jin Ziwei Xi Aihua Zhang Yangyang | 2008 Peking | Doppelvierer | erster Olympiasieg |
| Kanada-Achter der Männer                   | 2008 Peking | Achter       |                    |

| Name                                                        | Spiele       | Disziplin                   | Anmerkung              |
| ----------------------------------------------------------- | ------------ | --------------------------- | ---------------------- |
| Zhang Xianghua Hu Yadong Yang Xiao Zhou Shouying Li Ronghua | 1988 Seoul   | Vierer mit Steuerfrau       | erster Medaillengewinn |
| Cao Mianying Zhang Xiuyun                                   | 1996 Atlanta | Doppelzweier                |                        |
| Wu You Gao Yulan                                            | 2008 Peking  | Zweier ohne Steuerfrau      |                        |
| Xu Dongxiang Huang Wenyi                                    | 2012 London  | Doppelzweier, Leichtgewicht |                        |

| Name                     | Spiele              | Disziplin                   | Anmerkung |
| ------------------------ | ------------------- | --------------------------- | --------- |
| Achter der Frauen        | 1988 Achter         | Achter                      |           |
| Gu Xiaoli Lu Huali       | 1992 Barcelona      | Doppelzweier                |           |
| Dong Jingli              | 2016 Rio de Janeiro | Einer                       |           |
| Pan Feinhong Huang Wenyi | 2016 Rio de Janeiro | Doppelzweier, Leichtgewicht |           |

#### Schießen
| Gelbes Symbol für Goldmedaillen mit stilisierten Olympischen Ringen | Graues Symbol für Silbermedaillen mit stilisierten Olympischen Ringen | Braundes Symbol für Bronzemedaillen mit stilisierten Olympischen Ringen |
| ------------------------------------------------------------------- | --------------------------------------------------------------------- | ----------------------------------------------------------------------- |
| 22                                                                  | 15                                                                    | 19                                                                      |

Gleich bei der ersten Teilnahme an olympischen Schießwettbewerben konnte die chinesische Mannschaft drei Olympiasiege feiern. Die ersten chinesischen Medaillen gewannen Xu Haifeng und Wang Yifu im Wettbewerb mit der freien Pistole. Xu wurde Olympiasieger, Wang holte Bronze. Im Wettbewerb auf die laufende Scheibe wurde Li Yuwei Olympiasieger, Huang Shiping gewann Bronze. Den dritten Olympiasieg holte Wu Xiaoxuan im Dreistellungskampf mit dem Kleinkalibergewehr. Jin Dongxiang wurde hier Sechste. Eine weitere Bronzemedaille gewann Wu mit dem Luftgewehr. Im Wettbewerb mit der Sportpistole belegten Liu Haiying Platz 4 und Wen Zhifang Platz 6.
1988 in Seoul gewann Huang Shiping Silber an der laufenden Scheibe. Mit der Luftpistole gewann Xu Haifeng Bronze. Im Liegendanschlag mit dem Kleinkalibergewehr erreichte Xu Xiaoquang Platz 6. Diese Platzierung erreichte auch Liu Haiying mit der Luftpistole. Im Skeetschießen wurde Zhang Weigang Fünfter, Zhang Qiuping mit dem Luftgewehr Vierte.
1992 in Barcelona wurde Wang Yifu Olympiasieger mit der Luftpistole. Xu Haifeng, der Sieger von 1984, wurde Vierter. Mit der freien Pistole gewann Wang zudem Silber. Hier wurde Xu Siebter. Im Skeetschießen wurde Zhang Shan Olympiasiegerin. Li Duihong gewann mit der Sportpistole Silber. Knapp an einer Medaille vorbei schoss Wang Lina, die mit der Luftpistole Rang 4 belegte.
Einen chinesischen Doppelsieg gab es 1996 in Atlanta im Wettbewerb auf die laufende Scheibe. Yang Ling gewann vor seinem Landsmann Xiao Jun. Wang Yifu gewann wieder mit der Luftpistole Silber, sein Teamkamerad Tan Zongliang belegte Platz 6. Im Doppeltrap holte Zhang Bing Bronze, im Trap wurde er Fünfter. Ebenfalls Platz 5 erreichte Meng Gang mit der Schnellfeuerpistole, während Wang Yifu mit der freien Pistole Sechster wurde. Bei den Frauen wurde Li Duihong Olympiasiegerin mit der Sportpistole.
In Sydney 2000 konnte Yang Ling seinen Olympiasieg von 1996 auf die laufende Scheibe wiederholen. Niu Zhiyuan gewann Bronze. Cai Yalin siegte mit dem Luftgewehr, Wang Yifu gewann Silber mit der Luftpistole. Wie schon 1996 wurde er mit der freien Pistole wieder Sechster. Bei den Frauen wurde Tao Luna Olympiasiegerin mit der Luftpistole und gewann Silber mit der Sportpistole. Bronze gewannen Gao Jing mit dem Luftgewehr und Gao E im Trapschießen. Shan Hong wurde im Dreistellungskampf mit dem Kleinkalibergewehr Fünfte.
Bei seiner sechsten Olympiateilnahme 2004 in Athen wurde Wang Yifu mit der Luftpistole zum zweiten Mal nach 1992 Olympiasieger. Im Alter von 43 Jahren hatte er sich damit seine sechste Medaille erkämpft. Von 1984 an gewann er zwei Gold-, drei Silber- und eine Bronzemedaille und ist damit der erfolgreichste Sportschütze der Volksrepublik China. Einen chinesischen Doppelsieg erzielten die Schüzten mit dem Luftgewehr. Zhu Qinan gewann vor Li Jie, der im Wettbewerb auf die laufende Scheibe Platz 6 erreichte. Im Dreistellungskampf mit dem Kleinkalibergewehr wurde Jia Zhanbo Olympiasieger, im Liegendanschlag wurde er Achter. Eine weitere Bronzemedaille bei den Männern schaffte Wang Zheng im Doppeltrap, sein Landsmann Hu Binyuan wurde Vierter. Bei den Frauen wurde Du Li Olympiasiegerin mit dem Luftgewehr, Zhao Yinghui wurde Vierte. Im Skeetschießen gewann Wei Ning Silber, Gao E gewann wieder Bronze, diesmal im Doppeltrap. Hier wurde Li Qingnian Vierte. Wang Chengyi gewann Bronze im Dreistellungskampf mit dem Kleinkalibergewehr. Die Pistolenschützinnen erzielten zwei vierte Plätze durch Ren Jie mit der Luftpistole sowie Chen Ying mit der Sportpistole.
Bei den heimischen Sommerspielen 2008 in Peking konnten chinesische Schützen fünf Olympiasieger stellen. Pang Wei gewann mit der Luftpistole, Qiu Jian im Dreistellungskampf mit dem Kleinkalibergewehr, Guo Wenjun mit der Luftpistole bei den Frauen und Chen Ying mit der Sportpistole, hier wurde Fei Fengji Vierte. Du Li wurde abermals Olympiasiegerin, diesmal im Dreistellungskampf mit dem Kleinkalibergewehr. Mit dem Luftgewehr wurde sie Fünfte. Silber gewannen Tan Zongliang mit der freien Pistole und Zhu Qinan mit dem Luftgewehr. Hu Binyuan gewann Bronze im Doppeltrap. Im Skeetschießen gab es zwei sechste Plätze durch Qu Ridong bei den Männern und Wei Ning bei den Frauen.
Die weiblichen Teammitglieder sorgten 2012 in London für fünf von sieben Medaillengewinnen. Guo Wenjun wiederholte ihren Olympiasieg von Peking mit der Luftpistole, Yi Siling siegte mit dem Luftgewehr. Hier gewann Yu Dan Bronze. Wei Ning gewann Silber im Skeetschießen und Chen Ying mit der Sportpistole. Die Männer steuerten zwei Bronzemedaillen durch Ding Feng mit der Schnellfeuerpistole und Wang Zhiwei mit der freien Pistole bei. Pang Wei mit der Luftpistole und Wang Tao mit dem Luftgewehr erreichten Platz 4. Mit der Schnellfeuerpistole wurde Zhang Jian Fünfter, ebenso wie Zhu Qinan im Dreistellungskampf mit dem Kleinkalibergewehr.
2016 in Rio de Janeiro reichte es nur zu einem Olympiasieg, dafür jedoch zu zwei Silber- und vier Bronzemedaillen. Olympiasiegerin wurde Zhang Mengxue mit der Luftpistole. Mit der Sportpistole erreichte Zhang Jingjing Platz 4. Mit dem Luftgewehr gewannen Du Li Silber und Yi Siling Bronze. Du Li gewann mit Bronze im Dreistellungskampf mit dem Kleinkalibergewehr eine weitere Medaille. Hier gewann Zhang Binbin Silber. Im Skeetschießen wurde Wei Meng Vierte und Wei Ning Neunte. Bei den Männern gewann Pang Wei Bronze mit der Luftpistole. Li Yuehong holte Bronze mit der Schnellfeuerpistole, Zhang Fusheng wurde Vierter. Im Wettbewerb mit der freien Pistole erreichte Wang Zhiwei Platz 5, Pang Wei Platz 8. Zhu Qinan wurde im Dreistellungskampf mit dem Kleinkalibergewehr Sechster.
| Name          | Spiele              | Disziplin                             | Anmerkung                              |
| ------------- | ------------------- | ------------------------------------- | -------------------------------------- |
| Xu Haifeng    | 1984 Los Angeles    | freie Pistole                         | erster Medaillengewinn und Olympiasieg |
| Li Yuwei      | 1984 Los Angeles    | laufende Scheibe                      |                                        |
| Wu Xiaoxuan   | 1984 Los Angeles    | Kleinkalibergewehr Dreistellungskampf |                                        |
| Wang Yifu     | 1992 Barcelona      | Luftpistole                           |                                        |
| Zhang Shan    | 1992 Barcelona      | Skeet                                 |                                        |
| Yang Ling     | 1996 Atlanta        | laufende Scheibe                      |                                        |
| Li Duihong    | 1996 Atlanta        | Sportpistole                          |                                        |
| Cai Yalin     | 2000 Sydney         | Luftgewehr                            |                                        |
| Yang Ling     | 2000 Sydney         | laufende Scheibe                      |                                        |
| Tao Luna      | 2000 Sydney         | Luftpistole                           |                                        |
| Wang Yifu     | 2004 Athen          | Luftpistole                           |                                        |
| Zhu Qinan     | 2004 Athen          | Luftgewehr                            |                                        |
| Jia Zhanbo    | 2004 Athen          | Kleinkalibergewehr Dreistellungskampf |                                        |
| Du Li         | 2004 Athen          | Luftgewehr                            |                                        |
| Pang Wei      | 2008 Peking         | Luftpistole                           |                                        |
| Qiu Jian      | 2008 Peking         | Kleinkalibergewehr Dreistellungskampf |                                        |
| Guo Wenjun    | 2008 Peking         | Luftpistole                           |                                        |
| Chen Ying     | 2008 Peking         | Sportpistole                          |                                        |
| Du Li         | 2008 Peking         | Kleinkalibergewehr Dreistellungskampf |                                        |
| Guo Wenjun    | 2012 London         | Luftpistole                           |                                        |
| Yi Siling     | 2012 London         | Luftgewehr                            |                                        |
| Zhang Mengxue | 2016 Rio de Janeiro | Luftpistole                           |                                        |

| Name          | Spiele              | Disziplin                             | Anmerkung |
| ------------- | ------------------- | ------------------------------------- | --------- |
| Huang Shiping | 1988 Seoul          | laufende Scheibe                      |           |
| Wang Yifu     | 1992 Barcelona      | freie Pistole                         |           |
| Li Duihong    | 1992 Barcelona      | Sportpistole                          |           |
| Wang Yifu     | 1996 Atlanta        | Luftpistole                           |           |
| Xiao Jun      | 1996 Atlanta        | laufende Scheibe                      |           |
| Wang Yifu     | 2000 Sydney         | Luftpistole                           |           |
| Tao Luna      | 2000 Sydney         | Sportpistole                          |           |
| Li Jie        | 2004 Athen          | Luftgewehr                            |           |
| Wei Ning      | 2004 Athen          | Skeet                                 |           |
| Tan Zongliang | 2008 Peking         | freie Pistole                         |           |
| Zhu Qinan     | 2008 Peking         | Luftgewehr                            |           |
| Chen Ying     | 2012 London         | Sportpistole                          |           |
| Wei Ning      | 2012 London         | Skeet                                 |           |
| Du Li         | 2016 Rio de Janeiro | Luftgewehr                            |           |
| Zhang Binbin  | 2016 Rio de Janeiro | Kleinkalibergewehr Dreistellungskampf |           |

| Name          | Spiele              | Disziplin                             | Anmerkung |
| ------------- | ------------------- | ------------------------------------- | --------- |
| Wang Yifu     | 1984 Los Angeles    | freie Pistole                         |           |
| Huang Shiping | 1984 Los Angeles    | laufende Scheibe                      |           |
| Wu Xiaoxuan   | 1984 Los Angeles    | Luftgewehr                            |           |
| Xu Haifeng    | 1988 Seoul          | Luftpistole                           |           |
| Zhang Bing    | 1996 Atlanta        | Doppeltrap                            |           |
| Niu Zhiyuan   | 2000 Sydney         | laufende Scheibe                      |           |
| Gao Jing      | 2000 Sydney         | Luftgewehr                            |           |
| Gao E         | 2000 Sydney         | Trap                                  |           |
| Wang Zheng    | 2004 Athen          | Doppeltrap                            |           |
| Wang Chengyi  | 2004 Athen          | Kleinkalibergewehr Dreistellungskampf |           |
| Gao E         | 2004 Athen          | Doppeltrap                            |           |
| Hu Binyuan    | 2008 Peking         | Doppeltrap                            |           |
| Ding Feng     | 2012 London         | Schnellfeuerpistole                   |           |
| Wang Zhiwei   | 2012 London         | freie Pistole                         |           |
| Yu Dan        | 2012 London         | Luftgewehr                            |           |
| Pang Wei      | 2016 Rio de Janeiro | Luftpistole                           |           |
| Li Yuehong    | 2016 Rio de Janeiro | Schnellfeuerpistole                   |           |
| Yi Siling     | 2016 Rio de Janeiro | Luftgewehr                            |           |
| Du Li         | 2016 Rio de Janeiro | Kleinkalibergewehr Dreistellungskampf |           |

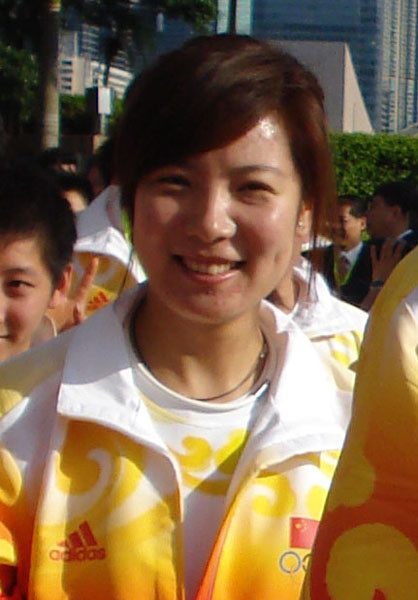
Du Li, Olympiasieg 2004 und 2008, Silber und Bronze 2016
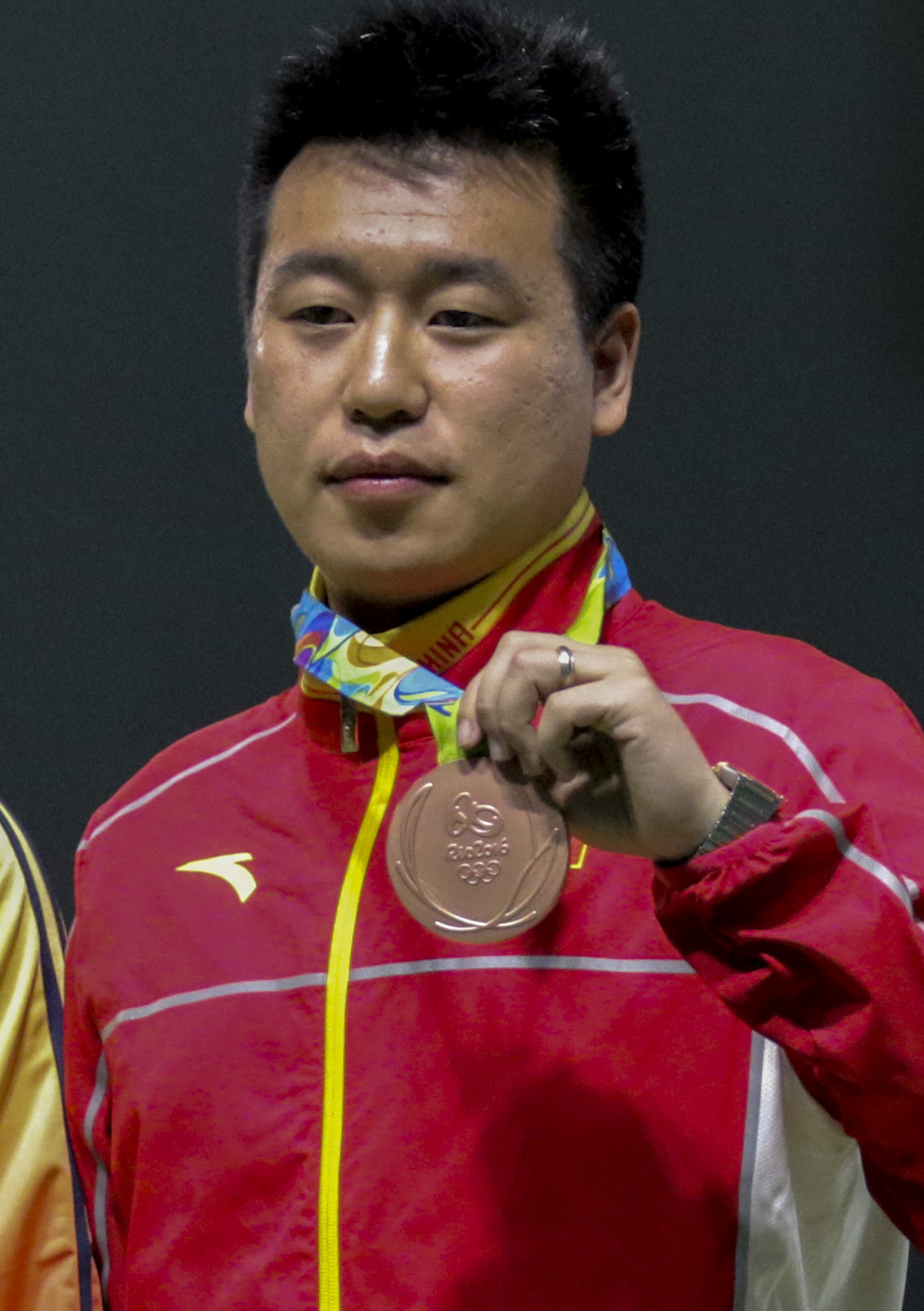
Olympiasieg 2008, Bronze 2016
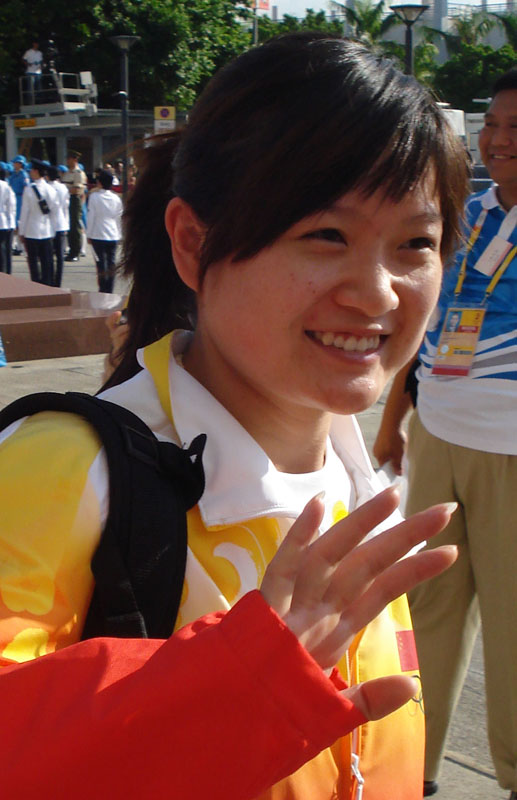
Guo Wenjun, Olympiasieg 2008 und 2012

#### Schwimmen
| Gelbes Symbol für Goldmedaillen mit stilisierten Olympischen Ringen | Graues Symbol für Silbermedaillen mit stilisierten Olympischen Ringen | Braundes Symbol für Bronzemedaillen mit stilisierten Olympischen Ringen |
| ------------------------------------------------------------------- | --------------------------------------------------------------------- | ----------------------------------------------------------------------- |
| 13                                                                  | 22                                                                    | 13                                                                      |

Wu Chuanyu war 1952 in Helsinki der erste Sportler der Volksrepublik China überhaupt, der bei Olympischen Spielen antrat. Da China danach für 32 Jahre nicht mehr antrat, gingen die nächsten chinesischen Schwimmer erst 1984 in Los Angeles an den Start. Für die ersten Erfolge sorgten 1988 in Seoul die Frauen der Schwimmmannschaft. Zhuang Yong gewann Silber über 100 Meter Freistil und war damit die erste chinesische Medaillengewinnerin im Schwimmen. Wenig später gewann sie über 50 Meter Freistil eine weitere Silbermedaille. Eine weitere Silbermedaille gewann Huang Xiaomin über 200 Meter Brust, Bronze holte Qian Hong über 100 Meter Delphin. Die 100-Meter-Freistilstaffel der Frauen belegte Platz 4.

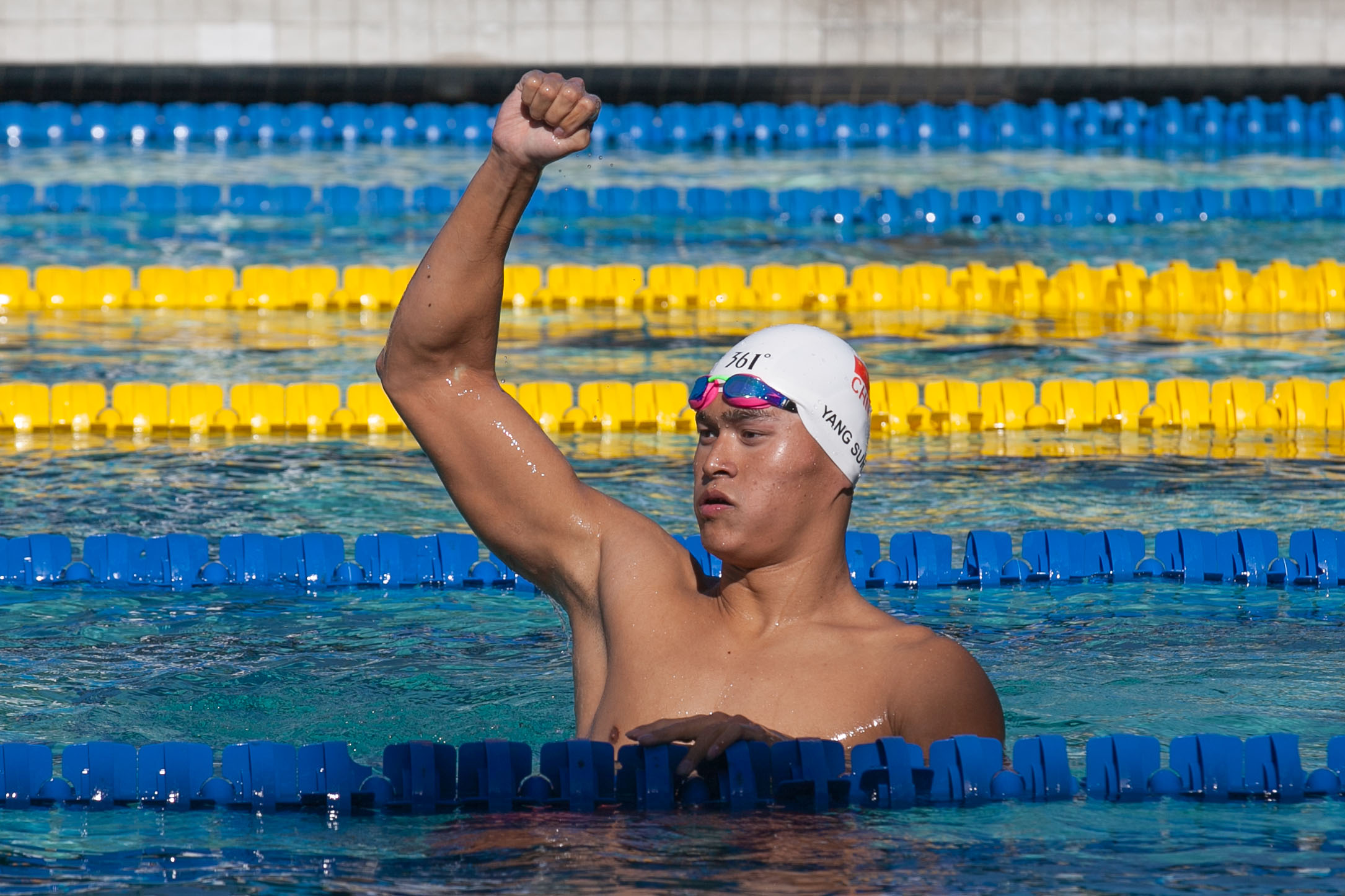
Sun Yang, dreifacher Olympiasieger 2012 und 2016

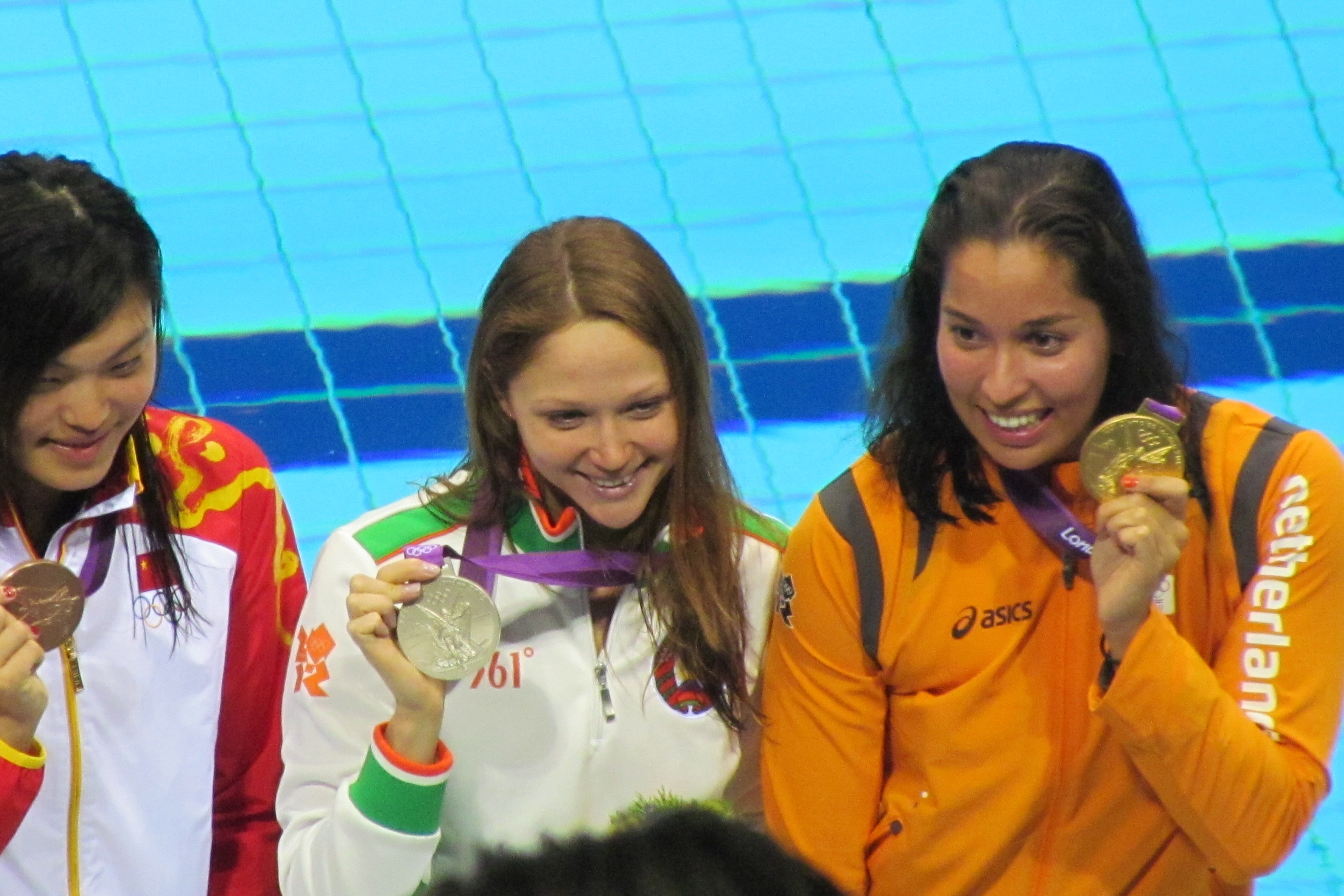
Siegerehrung 100 Meter Freistil der Frauen 2012: ganz links Tang Yi mit Bronze

1992 in Barcelona wurde Zhuang Yong dann mit ihrem Sieg über 100 Meter Freistil die erste chinesische Schwimmolympiasiegerin. Über 50 Meter holte sie Silber hinter ihrer Mannschaftskameradin Yang Wenyi. Qian Hong siegte über 100 Meter Delphin, Wang Xiaohong belegte Platz 4. Den vierten Olympiasieg schaffte Lin Li über 200 Meter Lagen. Über 400 Meter Lagen und 200 Meter Brust gewann sie zudem Silber. Ebenfalls Silber gewannen Wang Xiaohong über 200 Meter Delphin und die 100-Meter-Freistilstaffel der Frauen. Die Lagenstaffel belegte Platz 4.
In Atlanta 1996 schwamm Le Jingyi zum Olympiasieg über 100 Meter Freistil. Über die 50-Meter-Distanz gewann sie Silber. Die 100-Meter-Freistilstaffel der Frauen gewann wieder Silber, die Lagenstaffel Bronze. Liu Limin gewann Silber über 100 Meter Delphin, Lin Li Bronze über 200 Meter Lagen. Über 200 Meter Delphin erreichten Qu Yun Platz 4 und Liu Liming Platz 5. Bei den Männern wurde Jiang Chengji Vierter über 50 Meter Freistil und über 100 Meter Delphin.
2000 in Sydney blieb die chinesische Mannschaft medaillenlos. Qi Hui erreichte Platz 4 über 200 Meter Brust, Chen Hua Platz 6 über 800 Meter Freistil. 2004 in Athen wurde Luo Xuejuan Olympiasiegerin über 100 Meter Brust. Die 200-Meter-Freistilstaffel der Frauen gewann Silber, die Lagenstaffel wurde Vierte. Qi Hui kam über 200 Meter Brust als Sechste ins Ziel. Die gleiche Platzierung erzielte bei den Männern Wu Penk über 200 Meter Delphin.
Über 200 Meter Delphin gab es bei den heimischen Sommerspielen 2008 in Peking einen chinesischen Doppelsieg. Liu Zige gewann vor Jiao Liuyang. Über die 100-Meter-Distanz wurde Zhou Yafei Vierte. Die 200-Meter-Freistilstaffel der Frauen wiederholte ihre Silbermedaille, die 100-Meter-Freistilstaffel wurde Vierte, die Lagenstaffel gewann Bronze. Ebenfalls Bronze gewann Pang Jiaying über 200 Meter Freistil. Über 800 Meter wurde Li Xuanxu Fünfte. Bei den Männern gewann Zhang Lin Silber über 400 Meter Freistil. Im Synchronschwimmen gewann das Team Bronze. Im Duett wurde das Zwillingsschwesternpaar Jiang Tingting und Jiang Wenwen, die auch in der Mannschaft antraten, Vierte.
2012 in London wurde Sun Yang mit seinen Siegen über 400 und 1500 Meter Freistil Doppelolympiasieger. Über 200 Meter holte er zudem Silber und mit der 200-Meter-Freistilstaffel Bronze. Ebenfalls einen Doppelolympiasieg schaffte bei den Frauen Ye Shiwen, die über 200 und 400 Meter Lagen siegte. Über 400 Meter kam eine Bronzemedaille durch Li Xuanxu hinzu. Jiao Liuyang wurde Olympiasiegerin über 200 Meter Delphin, über 100 Meter schwamm Lu Ying zur Silbermedaille. Tang Yi gewann über 100 Meter Freistil Bronze. Die Frauenstaffel über 100 Meter Freistil wurde Vierte, über 200 Meter Freistil Sechste und die Lagenstaffel Fünfte. Im Synchronschwimmen gewann die Mannschaft Silber. Das Duett Huang Xuechen und Liu Qu gewann Bronze.
In Rio de Janeiro 2016 gewann Sun Yang Gold über 200 Meter Freistil, über 400 Meter gewann er Silber. Ebenfalls Silber gewann Xu Jiayu über 100 Meter Rücken, über 200 Meter belegte er Platz 4, Li Guangyuan Platz 6. Wang Shun schwamm über 200 Meter Lagen zur Bronzemedaille. Über 100 Meter Delphin erreichte Li Zhuhao Platz 5, im Freiwasserschwimmen kam Zu Lijun als Vierter ins Ziel. Bei den Frauen gewannen Fu Yuanhui über 100 Meter Rücken und Shi Jinglin über 200 Meter Brust jeweils Bronze. Sowohl die 200-Meter-Freistilstaffel als auch die Lagenstaffel der Frauen wurden Vierte. Auf Platz 4 landeten ebenfalls Shi Jinglin über 100 Meter Brust, Lu Ying über 100 Meter Delphin und Xin Xin im Freiwasserschwimmen. Über 200 Meter Delphin kamen Zhou Yilin als Fünfte und Zhang Yufei als Sechste ins Ziel. Im Synchronschwimmen gewann die Mannschaft Silber, auch das Duett Huang Xuechen und Sun Wenyan gewann Silber.
| Name         | Spiele              | Disziplin           | Anmerkung          |
| ------------ | ------------------- | ------------------- | ------------------ |
| Zhuang Yong  | 1992 Barcelona      | 100 Meter Freistil  | erster Olympiasieg |
| Yang Wenyi   | 1992 Barcelona      | 50 Meter Freistil   |                    |
| Qian Hong    | 1992 Barcelona      | 100 Meter Delphin   |                    |
| Lin Li       | 1992 Barcelona      | 200 Meter Lagen     |                    |
| Le Jingyi    | 1996 Atlanta        | 100 Meter Freistil  |                    |
| Luo Xuejuan  | 2004 Athen          | 100 Meter Brust     |                    |
| Liu Zige     | 2008 Peking         | 200 Meter Delphin   |                    |
| Sun Yang     | 2012 London         | 400 Meter Freistil  |                    |
| Sun Yang     | 2012 London         | 1500 Meter Freistil |                    |
| Jiao Liuyang | 2012 London         | 200 Meter Delphin   |                    |
| Ye Shiwen    | 2012 London         | 200 Meter Lagen     |                    |
| Ye Shiwen    | 2012 London         | 400 Meter Lagen     |                    |
| Sun Yang     | 2016 Rio de Janeiro | 200 Meter Freistil  |                    |

| Name                                                   | Spiele              | Disziplin                 | Anmerkung              |
| ------------------------------------------------------ | ------------------- | ------------------------- | ---------------------- |
| Zhuang Yong                                            | 1988 Seoul          | 100 Meter Freistil        | erster Medaillengewinn |
| Zhuang Yong                                            | 1988 Seoul          | 50 Meter Freistil         |                        |
| Huang Xiaomin                                          | 1988 Seoul          | 200 Meter Brust           |                        |
| Zhuang Yong                                            | 1992 Barcelona      | 50 Meter Freistil         |                        |
| Lin Li                                                 | 1992 Barcelona      | 200 Meter Brust           |                        |
| Lin Li                                                 | 1992 Barcelona      | 400 Meter Lagen           |                        |
| Wang Xiaohong                                          | 1992 Barcelona      | 200 Meter Delphin         |                        |
| Zhuang Yong Lu Bin Yang Wengyi Le Jingyi Zhao Kun      | 1992 Barcelona      | 100-Meter-Freistilstaffel |                        |
| Le Jingyi                                              | 1996 Atlanta        | 50 Meter Freistil         |                        |
| Liu Limin                                              | 1996 Atlanta        | 100 Meter Delphin         |                        |
| Le Jingyi Chao Na Nian Yun Shan Ying                   | 1996 Atlanta        | 100-Meter-Freistilstaffel |                        |
| Pang Jiaying Xu Yanwei Yang Yu Zhu Yingwen Li Ji       | 2004 Athen          | 200-Meter-Freistilstaffel |                        |
| Zhang Lin                                              | 2008 Peking         | 400 Meter Freistil        |                        |
| Jiao Liuyang                                           | 2008 Peking         | 200 Meter Delphin         |                        |
| Yang Yu Zhu Qianwei Tan Miao Pang Jiaying Tang Jingzhi | 2008 Peking         | 200-Meter-Freistilstaffel |                        |
| Sun Yang                                               | 2012 London         | 200 Meter Freistil        |                        |
| Lu Ying                                                | 2012 London         | 100 Meter Delphin         |                        |
| Synchronschwimm-Nationalmannschaft                     | 2012 London         | Teamwertung               |                        |
| Sun Yang                                               | 2016 Rio de Janeiro | 400 Meter Delphin         |                        |
| Xu Jiayu                                               | 2016 Rio de Janeiro | 100 Meter Rücken          |                        |
| Huang Xuechen Sun Wenyan                               | 2016 Rio de Janeiro | Synchronschwimmen Duett   |                        |
| Synchronschwimm-Nationalmannschaft                     | 2016 Rio de Janeiro | Teamwertung               |                        |

| Name                                                   | Spiele              | Disziplin                 | Anmerkung |
| ------------------------------------------------------ | ------------------- | ------------------------- | --------- |
| Qian Hong                                              | 1988 Seoul          | 100 Meter Delphin         |           |
| Lin Li                                                 | 1996 Atlanta        | 200 Meter Lagen           |           |
| Chen Yan Han Xue Cai Huijue Shan Ying                  | 1996 Atlanta        | 100-Meter-Lagenstaffel    |           |
| Pang Jiaying                                           | 2008 Peking         | 200 Meter Freistil        |           |
| Zhao Ying Sun Ye Zhou Yafei Pang Jiaying Xu Tianlongzi | 2008 Peking         | 100-Meter-Lagenstaffel    |           |
| Synchronschwimm-Nationalmannschaft                     | 2008 Peking         | Teamwertung               |           |
| Hao Yun Li Yunqi Jiang Haiqi Sun Yang Lu Zhiwu Dai Jun | 2012 London         | 200-Meter-Freistilstaffel |           |
| Tang Yi                                                | 2012 London         | 100 Meter Freistil        |           |
| Li Xuanxu                                              | 2012 London         | 400 Meter Lagen           |           |
| Huang Xuechen Liu Qu                                   | 2012 London         | Synchronschwimmen Duett   |           |
| Wang Shun                                              | 2016 Rio de Janeiro | 200 Meter Lagen           |           |
| Fu Yuanhui                                             | 2016 Rio de Janeiro | 100 Meter Rücken          |           |
| Shi Jinglin                                            | 2016 Rio de Janeiro | 200 Meter Brust           |           |

#### Segeln
| Gelbes Symbol für Goldmedaillen mit stilisierten Olympischen Ringen | Graues Symbol für Silbermedaillen mit stilisierten Olympischen Ringen | Braundes Symbol für Bronzemedaillen mit stilisierten Olympischen Ringen |
| ------------------------------------------------------------------- | --------------------------------------------------------------------- | ----------------------------------------------------------------------- |
| 2                                                                   | 3                                                                     | 1                                                                       |

Schon 1984 waren chinesische Segler am Start. Den ersten Erfolg konnte 1992 Zhang Xiaodong feiern. Er gewann Silber im Windsurfen der Männer. Bei den Frauen erreichte Li Ke 1996 Platz 4. 2000 kam Zhou Yuanguo bei den Männern auf Platz 5, Zhang Chujun bei den Frauen auf Platz 7.
2004 gewann Yin Jian Silber im Windsurfen der Frauen. Bei den Männern erreichte Zhou Yuanguo Platz 7. In der Europe-Klasse der Frauen erreichte Shen Xiaoying ebenfalls Platz 7. Yin Jian wurde 2008 im Windsurfen die erste Segelolympiasiegerin der Volksrepublik China. Xu Lijia gewann im Laser Radial Bronze. 2012 wurde Xu Lijia Olympiasiegerin im Laser Radial. Chen Peina gewann 2016 Silber im Windsurfen.
| Name     | Spiele        | Disziplin    | Anmerkung          |
| -------- | ------------- | ------------ | ------------------ |
| Yin Jian | 2008 Qingdao  | Windsurfing  | erster Olympiasieg |
| Xu Lijia | 2012 Weymouth | Laser Radial |                    |

| Name           | Spiele              | Disziplin   | Anmerkung              |
| -------------- | ------------------- | ----------- | ---------------------- |
| Zhang Xiaodong | 1992 Barcelona      | Windsurfing | erster Medaillengewinn |
| Yin Jian       | 2004 Athen          | Windsurfing |                        |
| Chen Peina     | 2016 Rio de Janeiro | Windsurfing |                        |

| Name     | Spiele       | Disziplin    | Anmerkung |
| -------- | ------------ | ------------ | --------- |
| Xu Lijia | 2008 Qingdao | Laser Radial |           |

#### Softball
| Gelbes Symbol für Goldmedaillen mit stilisierten Olympischen Ringen | Graues Symbol für Silbermedaillen mit stilisierten Olympischen Ringen | Braundes Symbol für Bronzemedaillen mit stilisierten Olympischen Ringen |
| ------------------------------------------------------------------- | --------------------------------------------------------------------- | ----------------------------------------------------------------------- |
| —                                                                   | 1                                                                     | —                                                                       |

1996 in Atlanta gehörte Softball erstmals zu den olympischen Sportarten. Die chinesische Mannschaft konnte gleich im ersten olympischen Turnier die Silbermedaille gewinnen. In der Vorrunde konnten die Chinesinnen fünf ihrer sieben Spiele gewinnen und Platz 2 der Gruppe erreichen. In den Halbfinal-Play-offs unterlag China den USA mit 0:1. Das Finalplayoff gegen Australien konnte mit 4:2 gewonnen werden. Im Finale traf man wieder auf die USA und verlor mit 1:3.
Beim Turnier 2000 in Sydney gab es wieder fünf Siege in sieben Vorrundenspielen. Diesmal lag die Mannschaft jedoch auf Platz 3 der Gruppe. Das Halbfinal-Play-off gegen die USA ging mit 0:3 verloren. 2004 in Athen erreichte die Mannschaft drei Siege in sieben Vorrundenspielen und lag damit auf Platz 4. Im Halbfinal-Play-off unterlag man Japan mit 0:1 und blieb damit auf Platz 4.
Beim bislang letzten olympischen Turnier 2008 in Peking schied das Team nach zwei Siegen in sieben Vorrundenspielen auf Platz 6 liegend aus.
| Name                        | Spiele       | Disziplin     | Anmerkung              |
| --------------------------- | ------------ | ------------- | ---------------------- |
| Softball-Nationalmannschaft | 1996 Atlanta | Frauenturnier | erster Medaillengewinn |

#### Taekwondo
| Gelbes Symbol für Goldmedaillen mit stilisierten Olympischen Ringen | Graues Symbol für Silbermedaillen mit stilisierten Olympischen Ringen | Braundes Symbol für Bronzemedaillen mit stilisierten Olympischen Ringen |
| ------------------------------------------------------------------- | --------------------------------------------------------------------- | ----------------------------------------------------------------------- |
| 7                                                                   | 1                                                                     | 2                                                                       |

Taekwondo wurde 2000 in Sydney erstmals bei Olympischen Spielen durchgeführt. Chen Zhong gewann Gold im Schwergewicht und wurde somit erste chinesische Medaillengewinnerin und Olympiasiegerin im Taekwondo. 2004 in Athen traten nur zwei Chinesinnen an, beide wurden Olympiasiegerinnen. Chen Zhong konnte ihren Olympiasieg von Sydney wiederholen, Luo Wei gewann im Weltergewicht.

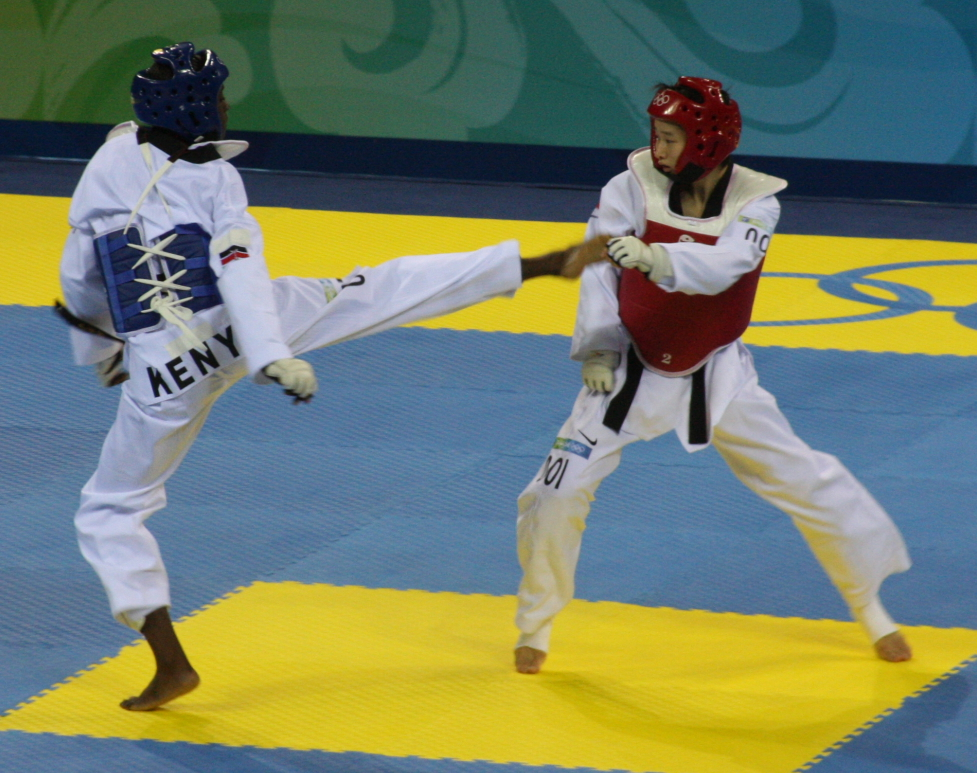
Wu Jingyu (rot) 2008 in ihrem Erstrundenkampf gegen die Kenianerin Milka Akinyi

2008 in Peking wurde Wu Jingyu Olympiasiegerin im Fliegengewicht. Zhu Guo gewann Bronze im Weltergewicht. 2012 in London waren drei Taekwondoin am Start, alle konnten Medaillen gewinnen. Wu Jingyu gelang es, ihren Olympiasieg von Peking zu verteidigen. Hou Yuzhuo gewann Silber im Federgewicht, Liu Xiaobo Bronze im Schwergewicht.
2016 in Rio de Janeiro erkämpften sich die chinesischen Taekwondoin zwei Olympiasiege. Zhao Shuai gewann im Fliegengewicht, Zheng Shuyin im Schwergewicht.
| Name       | Spiele              | Disziplin      | Anmerkung                              |
| ---------- | ------------------- | -------------- | -------------------------------------- |
| Chen Zhong | 2000 Sydney         | Schwergewicht  | erster Medaillengewinn und Olympiasieg |
| Luo Wei    | 2004 Athen          | Weltergewicht  |                                        |
| Chen Zhong | 2004 Athen          | Schwergewicht  |                                        |
| Wu Jingyu  | 2008 Peking         | Fliegengewicht |                                        |
| Wu Jingyu  | 2012 London         | Fliegengewicht |                                        |
| Zhao Shuai | 2016 Rio de Janeiro | Fliegengewicht |                                        |
| Zhao Shuai | 2016 Rio de Janeiro | Schwergewicht  |                                        |

| Name       | Spiele      | Disziplin    | Anmerkung |
| ---------- | ----------- | ------------ | --------- |
| Hou Yuzhuo | 2012 London | Federgewicht |           |

| Name       | Spiele      | Disziplin     | Anmerkung |
| ---------- | ----------- | ------------- | --------- |
| Zhu Guo    | 2008 Peking | Weltergewicht |           |
| Liu Xiaobo | 2012 London | Schwergewicht |           |

#### Tennis
| Gelbes Symbol für Goldmedaillen mit stilisierten Olympischen Ringen | Graues Symbol für Silbermedaillen mit stilisierten Olympischen Ringen | Braundes Symbol für Bronzemedaillen mit stilisierten Olympischen Ringen |
| ------------------------------------------------------------------- | --------------------------------------------------------------------- | ----------------------------------------------------------------------- |
| 1                                                                   | —                                                                     | 1                                                                       |

China nahm 1988 zum ersten Mal an einem olympischen Tennisturnier teil. In Barcelona schied das Männerdoppel Meng Qianghua und Xia Jiaping in der ersten Runde gegen die Schweizer Jakob Hlasek und Marc Rosset aus.
2004 in Athen schafften Li Ting und Sun Tiantian den Olympiasieg im Damendoppel mit einem Finalsieg gegen Conchita Martínez und Virginia Ruano Pascual aus Spanien. Ihre Teamkameradinnen Yan Zi und Zheng Jie scheiterten schon im Viertelfinale an dem spanischen Duo, im Achtelfinale hatten sie das Schweizer Doppel Myriam Casanova und Patty Schnyder besiegen können.
Bei den heimischen Sommerspielen 2008 in Peking verloren Yan Zi und Zheng Jie im Damendoppel ihr Halbfinale, konnten danach dann das Spiel um Bronze gegen das ukrainische Schwesterpaar Alyona und Kateryna Bondarenko gewinnen. Im Achtelfinale hatten Yan und Zheng das Schweizer Duo Emmanuelle Gagliardi und Patty Schnyder ausschalten können. Im Dameneinzel erreichte Li Na das Halbfinale. Sie verlor gegen die Russin Dinara Safina, auch das Spiel um Bronze gegen die Russin Wera Swonarjowa ging verloren.
In Rio de Janeiro 2016 gewann Zhang Shuai ihr Erstrundenspiel im Dameneinzel gegen die Schweizerin Timea Bacsinszky, scheiterte in der zweiten Runde jedoch an der Deutschen Laura Siegemund.
| Name                 | Spiele     | Disziplin   | Anmerkung                              |
| -------------------- | ---------- | ----------- | -------------------------------------- |
| Li Ting Sun Tiantian | 2004 Athen | Damendoppel | erster Olympiasieg und Medaillengewinn |

| Name             | Spiele      | Disziplin   | Anmerkung |
| ---------------- | ----------- | ----------- | --------- |
| Yan Zi Zheng Jie | 2008 Peking | Damendoppel |           |

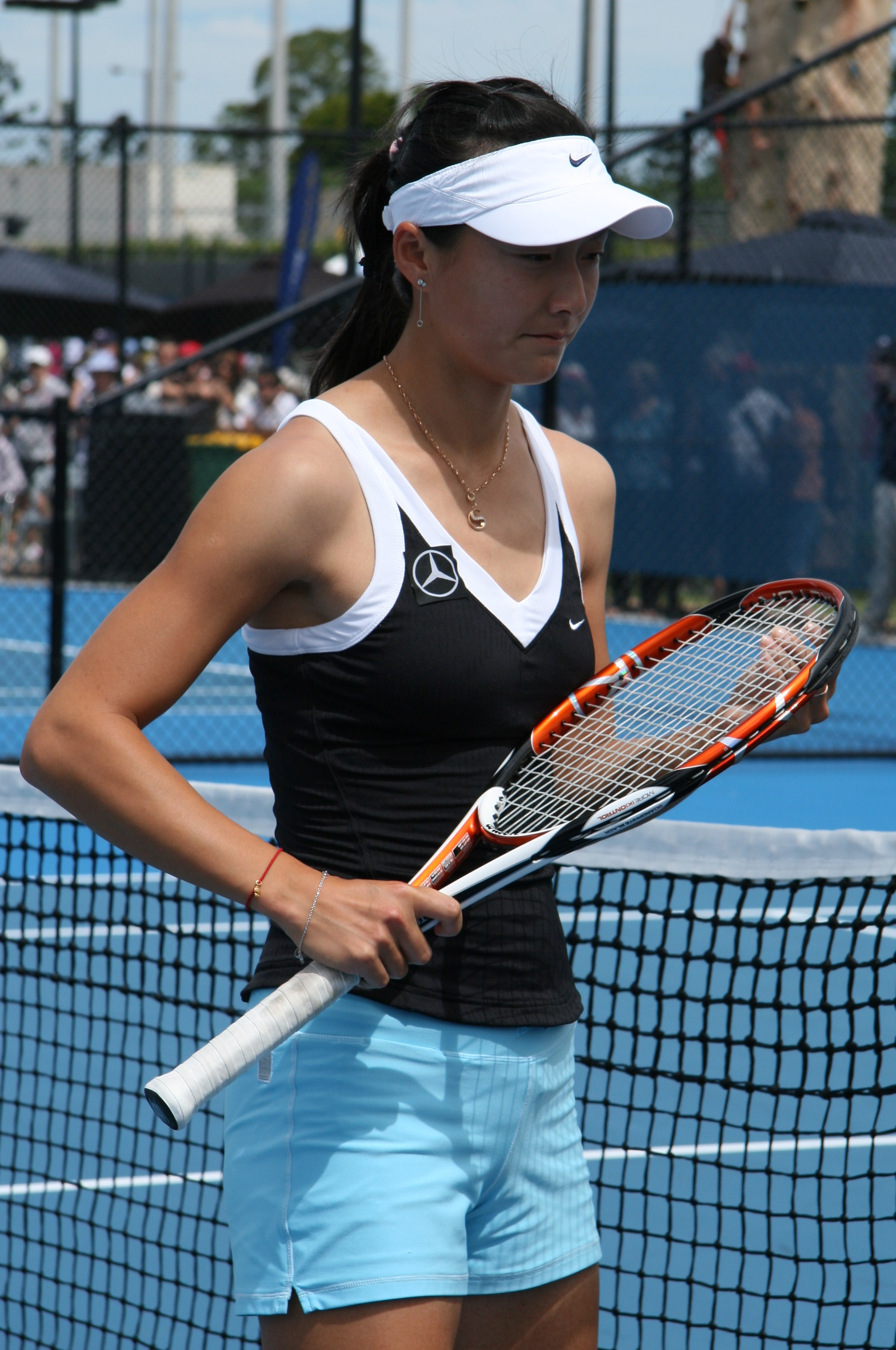
Yan Zi, Bronze 2008
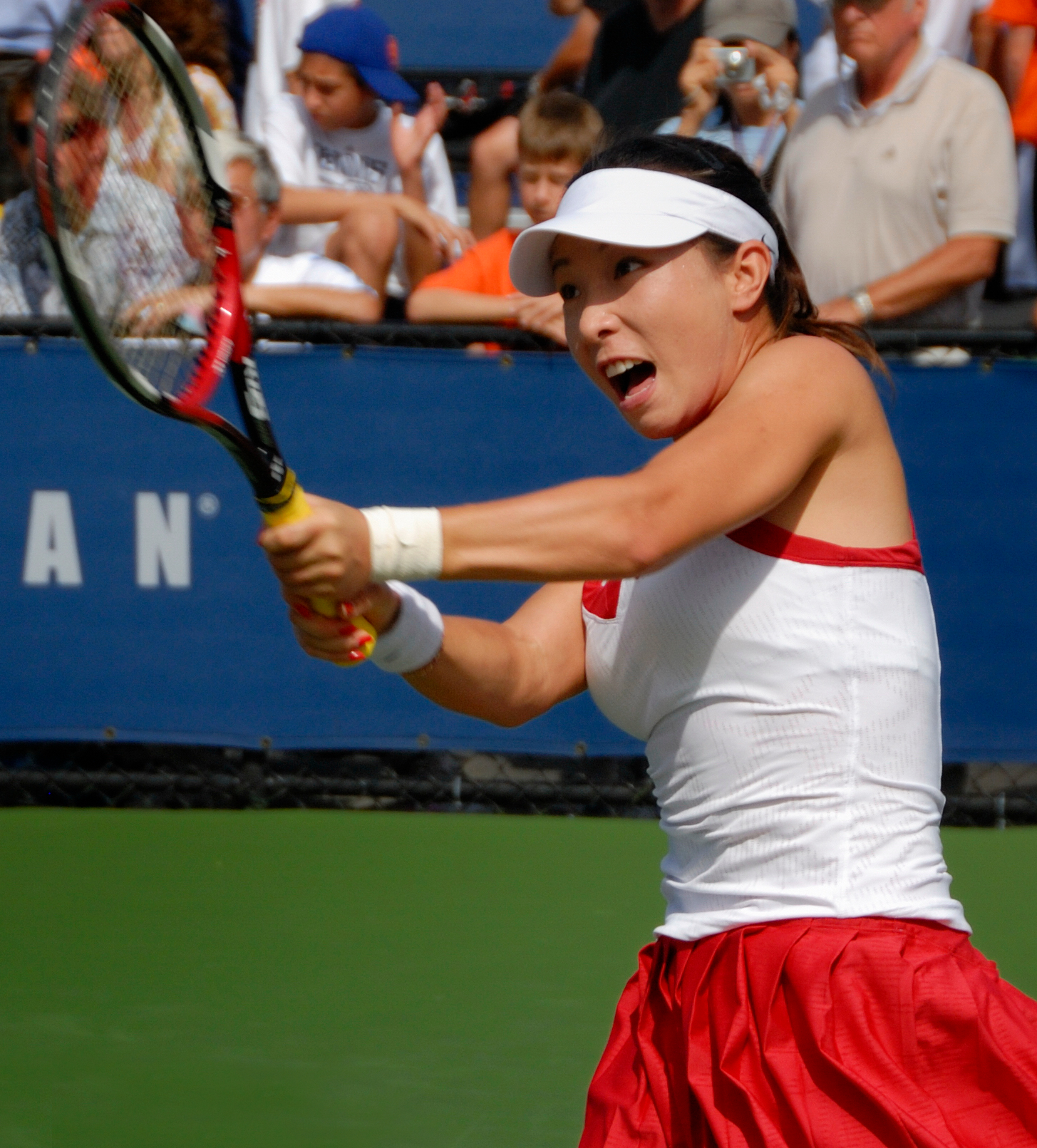
Zheng Jie, Bronze 2008
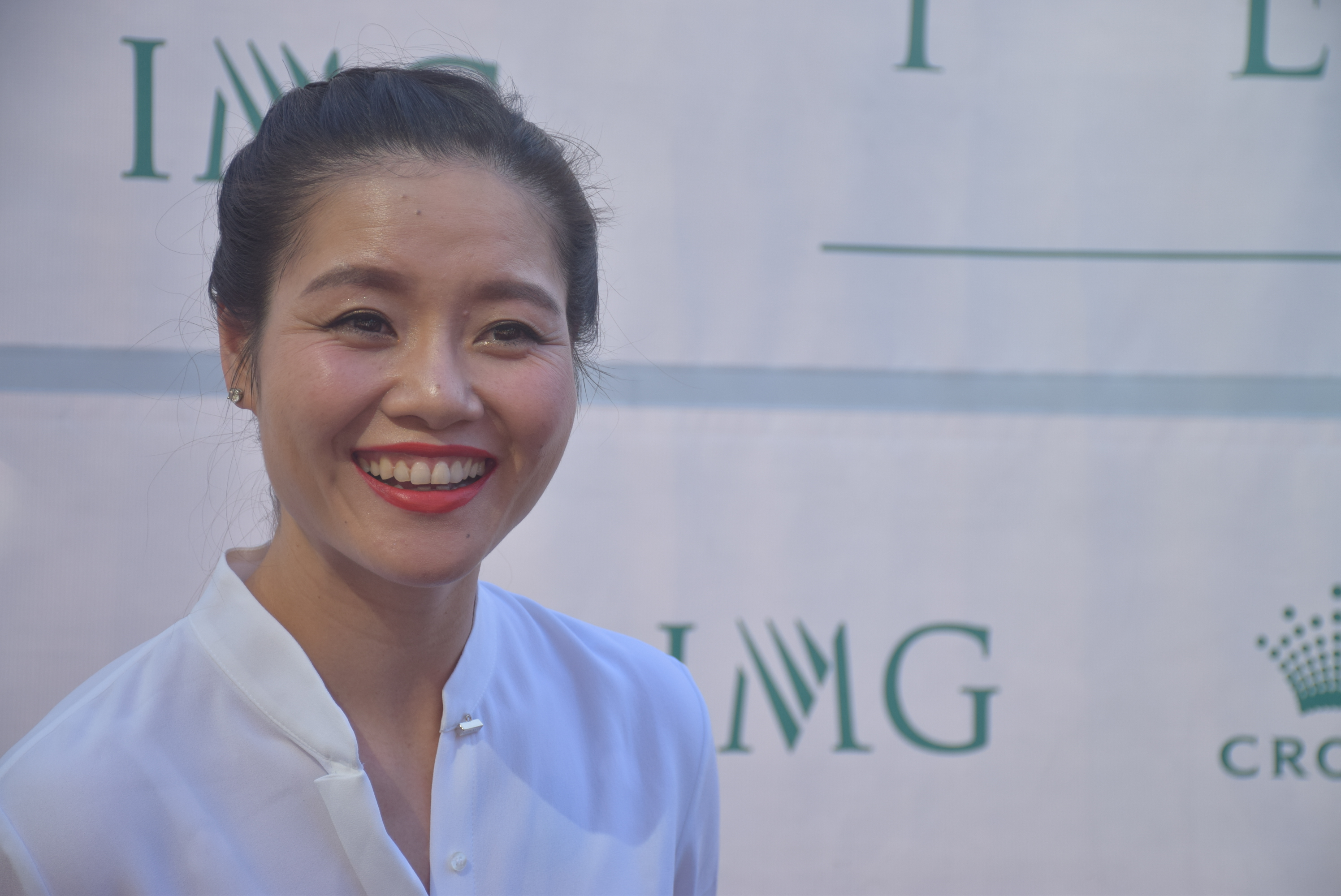
Li Na (2016)
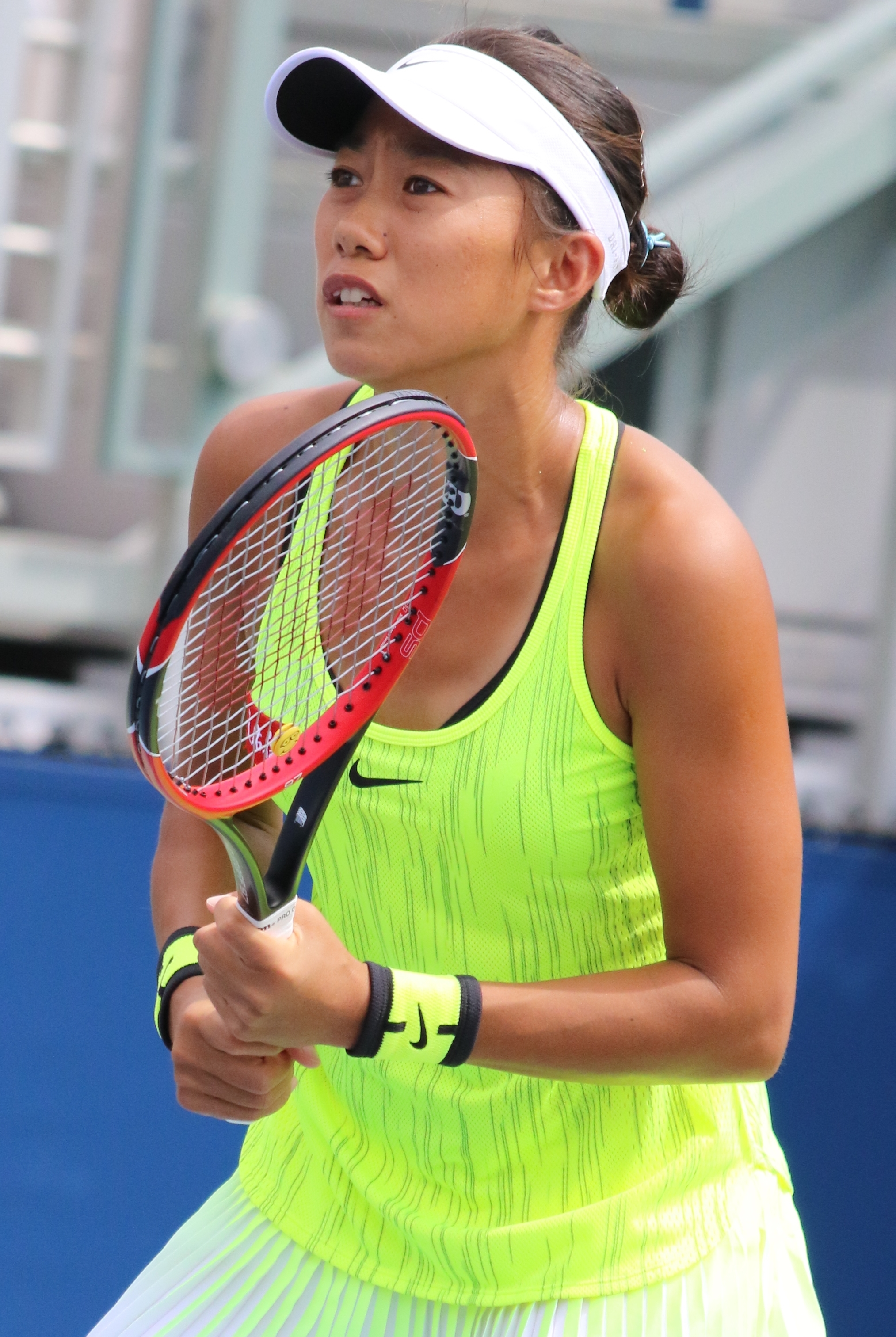
Zhang Shuai (2016)

#### Tischtennis
| Gelbes Symbol für Goldmedaillen mit stilisierten Olympischen Ringen | Graues Symbol für Silbermedaillen mit stilisierten Olympischen Ringen | Braundes Symbol für Bronzemedaillen mit stilisierten Olympischen Ringen |
| ------------------------------------------------------------------- | --------------------------------------------------------------------- | ----------------------------------------------------------------------- |
| 28                                                                  | 17                                                                    | 8                                                                       |

Im Tischtennis, seit 1988 olympische Sportart, ist die Volksrepublik China die führende Nation. Von 32 möglichen Olympiasiegen schafften chinesische Athleten 28. Nur im Herreneinzel (1988, 1992 und 2004) und im Damendoppel (1988) konnten sich Athleten anderer Nationen durchsetzen.
Zwei Gold-, zwei Silber- und eine Bronzemedaille waren die Ausbeute Chinas beim ersten Turnier 1988 in Seoul. Im Herrendoppel gewannen Chen Longcan und Wei Qingguang die Goldmedaille. Sie waren damit die ersten chinesischen Olympiasieger im Tischtennis. Im Dameneinzel gingen alle drei Medaillen nach China. Chen Jing gewann vor Li Huifen und Jiao Zhimin. Li hatte im Achtelfinale die Deutsche Olga Nemes ausschalten können. Chen Jing und Jiao Zhimin holten im Damendoppel Silber.
1992 in Barcelona folgten drei Gold-, zwei Silber- und eine Bronzemedaille. Bei den Männern gewann das Doppel Lü Lin und Wang Tao das Finale gegen das deutsche Doppel Jörg Roßkopf und Steffen Fetzner. Im Einzel gewann Ma Wenge Bronze. Bei den Frauen gab es zwei Doppelsiege. Im Einzel gewann Deng Yaping vor Qiao Hong. Qiao hatte in der Gruppenphase die Deutsche Elke Schall besiegt. Im Doppel gewannen Deng Yaping und Qiao Hong vor Chen Zihe und Gao Jun. Chen und Gao besiegten in der Gruppenphase das deutsche Doppel Elke Schall und Nicole Struse.
1996 in Atlanta waren alle Tischtennisolympiasieger Chinesen. Von den zwölf Medaillen gingen acht nach China. Zwei Doppelsiege konnten die Männer feiern. Im Einzel gewann Liu Guoliang vor Wang Tao, dem Olympiasieger von 1992 im Doppel. Liu konnte im Halbfinale den Deutschen Jörg Roßkopf bezwingen. Im Doppel gewannen Liu Guoliang und Kong Linghui Gold vor Lü Lin und Wang Tao. In der Gruppenphase gewannen Lü und Wang ihr Spiel gegen das aus gebürtigen Chinesen bestehende österreichische Doppel Ding Yi und Qian Qianli. Im Halbfinale trafen sie dann auf das deutsche Doppel Jörg Roßkopf und Steffen Fetzner und konnten sie schlagen. Bei den Frauen konnte Deng Yaping ihren Olympiasieg im Einzel von 1992 wiederholen. Qiao Hong gewann dazu Bronze. Im Viertelfinale schaltete Deng dabei die Deutsche Nicole Struse aus, im Halbfinale die dritte Chinesin Liu Wei, die das Spiel um Bronze gegen Qiao verlor. Im Finale traf sie auf Chen Jing, die Olympiasiegerin von 1988, die nun für Chinesisch Taipeh startete. Während des Finales kam es zu einem Zwischenfall. Zwei taiwanesische Anhänger hatten die Flagge der Republik China ausgerollt und damit geweht. Diese Flagge wurde vom IOC für die Olympischen Spiele nicht anerkannt, die beiden Zuschauer von der Polizei festgenommen. Deng Yaping und Qiao Hong wiederholten im Doppel ihren Olympiasieg von Barcelona. Damit gewann Deng ihre vierte Goldmedaille und war damit die erfolgreichste chinesische Tischtennisspielerin bei Olympischen Spielen. Liu Wei und Qiao Yunping gewannen Silber.
Auch 2000 in Sydney wurden alle Disziplinen von Chinesen gewonnen. Wieder gewann China acht von zwölf Medaillen. Bei den Männern wurde Kong Linghui Olympiasieger im Einzel, Liu Guoliang gewann Bronze. Im Viertelfinale konnten Kong den Österreicher Werner Schlager und Liu den Deutschen Jörg Roßkopf besiegen. Im Doppel gewannen Wang Liqin und Yan Sen vor Kong und Liu. Bei den Frauen wurde Wang Nan Olympiasiegerin im Einzel vor Li Ju. Da es mittlerweile zur Normalität geworden war, dass Chinesen und Chinesinnen auch für andere Nationen starten konnten, kam es in der Gruppenphase und auch in den weiteren Runden zu rein chinesischen Duellen. So traf Wang Nan im Halbfinale auf Chen Jing, die dritte Chinesin scheiterte in der ersten Hauptrunde an der für Singapur startenden Jing Junhong. Im Doppel gewannen Li Ju und Wang Nan vor Sun Jin und Yang Ying. Li und Wang konnten im Achtelfinale das deutsche Duo Elke Schall und Nicole Struse besiegen.
In Athen 2004 erzielte die chinesische Mannschaft frei von vier möglichen Olympiasiegen. Gold gewann das Männerduo Chen Qi und Ma Lin. Im Finale besiegten sie dabei ihre für Hongkong startenden Landsleute Ko Lai Chak und Li Ching. Im Einzel gewannen Wang Hao Silber und Wang Liqin Bronze. Bei den Frauen wurde Zhang Yining Olympiasiegerin im Einzel. Im Doppel gewannen Wang Nan und Zhang Yining Gold, Guo Yue und Niu Jianfeng holten Bronze.
Bei den heimischen Sommerspielen 2008 in Peking wurden die Doppel bei den Damen und Herren gestrichen, dafür wurde eine Mannschaftswertung, bestehend aus zwei Einzeln und einem Doppel, eingeführt. China stellte alle Olympiasieger, in beiden Einzelwettbewerben gingen alle Medaillen an chinesische Athleten. Bei den Männern wurde Ma Lin Olympiasieger, im Finale schlug er Wang Hao. Wang Liqin holte Bronze. Wang Liqin konnte im Achtelfinale den Österreicher Werner Schlager besiegen. Die Mannschaft siegte im Finale nach einem 3:0 über Deutschland. In der Vorrunde hatte China Österreich mit 3:0 geschlagen. Bei den Frauen wurde Zhang Yining Olympiasiegerin und wiederholte damit ihren Sieg von 2004. Sie hatte im Finale Wang Nan besiegt. Bronze holte Guo Yue. Das Frauenteam gewann das Finale mit 3:0 gegen Singapur. In der Vorrunde wurde die Mannschaft Österreichs mit 3:0 geschlagen. Wang Nan und Zhang Yining waren Mannschaftsmitglieder und gewannen beide ihre vierte Goldmedaille. Zhang Yining schloss damit zu der bislang erfolgreichsten Tischtennisspielerin Chinas bei Olympischen Spielen, Deng Yaping, aufschließen. Wang Nan überholte die beiden durch ihre zusätzliche Silbermedaille.
Ein ähnliches Bild bot sich 2012 in London. Wieder stellte China alle Olympiasieger. In den Einzeln gab es diesmal jeweils Doppelsiege. Bei den Männern siegte Zhang Jike, der im Finale Wang Hao besiegte. Wang hatte in der dritten Runde den Österreicher Werner Schlager ausgeschaltet. Zhang traf im Halbfinale auf den Deutschen Dimitrij Ovtcharov und besiegte ihn. Die Mannschaft besiegte im Halbfinale Deutschland mit 3:1 und wurde nach einem 3:0 im Finale über Südkorea Olympiasieger. Bei den Frauen gewann Li Xiaoxia die Goldmedaille. Im Finale schlug sie Ding Ning. Die Mannschaft erreichte das Finale und schlug Japan mit 3:0.
Ebenso erfolgreich gestalteten sich die Spiele von Rio de Janeiro 2016. Ma Long wurde Olympiasieger bei den Männern. Im Finale besiegte er den Titelverteidiger Zhang Jike. Die Mannschaft erreichte ohne Spielverlust das Finale gegen Japan und gewann 3:1. Bei den Frauen siegte diesmal Ding Ning vor Li Xiaoxia. Ding hatte im Viertelfinale die Deutsch-Chinesin Han Ying geschlagen. Die Frauenmannschaft kam genau wie die Männer ohne Spielverlust ins Finale. Gegner Deutschland wurde 3:0 besiegt.
| Name                       | Spiele              | Disziplin                 | Anmerkung                              |
| -------------------------- | ------------------- | ------------------------- | -------------------------------------- |
| Chen Longcan Wei Qingguang | 1988 Seoul          | Herrendoppel              | erster Olympiasieg und Medaillengewinn |
| Chen Jing                  | 1988 Seoul          | Dameneinzel               |                                        |
| Lü Lin Wang Tao            | 1992 Barcelona      | Herrendoppel              |                                        |
| Deng Yaping                | 1992 Barcelona      | Dameneinzel               |                                        |
| Deng Yaping Qiao Hong      | 1992 Barcelona      | Damendoppel               |                                        |
| Liu Guoliang               | 1996 Atlanta        | Herreneinzel              |                                        |
| Liu Guoliang Kong Linghui  | 1996 Atlanta        | Herrendoppel              |                                        |
| Deng Yaping                | 1996 Atlanta        | Dameneinzel               |                                        |
| Deng Yaping Qiao Hong      | 1996 Atlanta        | Damendoppel               |                                        |
| Kong Linghui               | 2000 Sydney         | Herreneinzel              |                                        |
| Wang Liqin Yan Sen         | 2000 Sydney         | Herrendoppel              |                                        |
| Wang Nan                   | 2000 Sydney         | Dameneinzel               |                                        |
| Wang Nan Li Ju             | 2000 Sydney         | Damendoppel               |                                        |
| Chen Qi Ma Lin             | 2004 Athen          | Herrendoppel              |                                        |
| Zhang Yining               | 2004 Athen          | Dameneinzel               |                                        |
| Wang Nan Zhang Yining      | 2004 Athen          | Damendoppel               |                                        |
| Ma Lin                     | 2008 Peking         | Herreneinzel              |                                        |
| Zhang Yining               | 2008 Peking         | Dameneinzel               |                                        |
| Herrennationalmannschaft   | 2008 Peking         | Mannschaftsturnier Herren |                                        |
| Damennationalmannschaft    | 2008 Peking         | Mannschaftsturnier Damen  |                                        |
| Zhang Jike                 | 2012 London         | Herreneinzel              |                                        |
| Li Xiaoxia                 | 2012 London         | Dameneinzel               |                                        |
| Herrennationalmannschaft   | 2012 London         | Mannschaftsturnier Herren |                                        |
| Damennationalmannschaft    | 2012 London         | Mannschaftsturnier Damen  |                                        |
| Ma Long                    | 2016 Rio de Janeiro | Herreneinzel              |                                        |
| Ding Ning                  | 2016 Rio de Janeiro | Dameneinzel               |                                        |
| Herrennationalmannschaft   | 2016 Rio de Janeiro | Mannschaftsturnier Herren |                                        |
| Damennationalmannschaft    | 2016 Rio de Janeiro | Mannschaftsturnier Damen  |                                        |

| Name                      | Spiele              | Disziplin    | Anmerkung |
| ------------------------- | ------------------- | ------------ | --------- |
| Li Huifen                 | 1988 Seoul          | Dameneinzel  |           |
| Chen Jing Jiao Zhimin     | 1988 Seoul          | Damendoppel  |           |
| Qiao Hong                 | 1992 Barcelona      | Dameneinzel  |           |
| Chen Zihe Gao Jun         | 1992 Barcelona      | Damendoppel  |           |
| Wang Tao                  | 1996 Atlanta        | Herreneinzel |           |
| Lü Lin Wang Tao           | 1996 Atlanta        | Herrendoppel |           |
| Liu Wei Qiao Yunping      | 1996 Atlanta        | Damendoppel  |           |
| Liu Guoliang Kong Linghui | 2000 Sydney         | Herrendoppel |           |
| Li Ju                     | 2000 Sydney         | Dameneinzel  |           |
| Sun Jin Yang Ying         | 2000 Sydney         | Damendoppel  |           |
| Wang Hao                  | 2004 Athen          | Herreneinzel |           |
| Wang Hao                  | 2008 Peking         | Herreneinzel |           |
| Wang Nan                  | 2008 Peking         | Dameneinzel  |           |
| Wang Hao                  | 2012 London         | Herreneinzel |           |
| Ding Ning                 | 2012 London         | Dameneinzel  |           |
| Zhang Jike                | 2016 Rio de Janeiro | Herreneinzel |           |
| Li Xiaoxia                | 2016 Rio de Janeiro | Dameneinzel  |           |

| Name                 | Spiele         | Disziplin    | Anmerkung |
| -------------------- | -------------- | ------------ | --------- |
| Jiao Zhimin          | 1988 Seoul     | Dameneinzel  |           |
| Ma Wenge             | 1992 Barcelona | Herreneinzel |           |
| Qiao Hong            | 1996 Atlanta   | Dameneinzel  |           |
| Liu Guoliang         | 2000 Sydney    | Herreneinzel |           |
| Wang Liqin           | 2004 Athen     | Herreneinzel |           |
| Guo Yue Niu Jianfeng | 2004 Athen     | Damendoppel  |           |
| Wang Liqin           | 2008 Peking    | Herreneinzel |           |
| Guo Yue              | 2008 Peking    | Dameneinzel  |           |

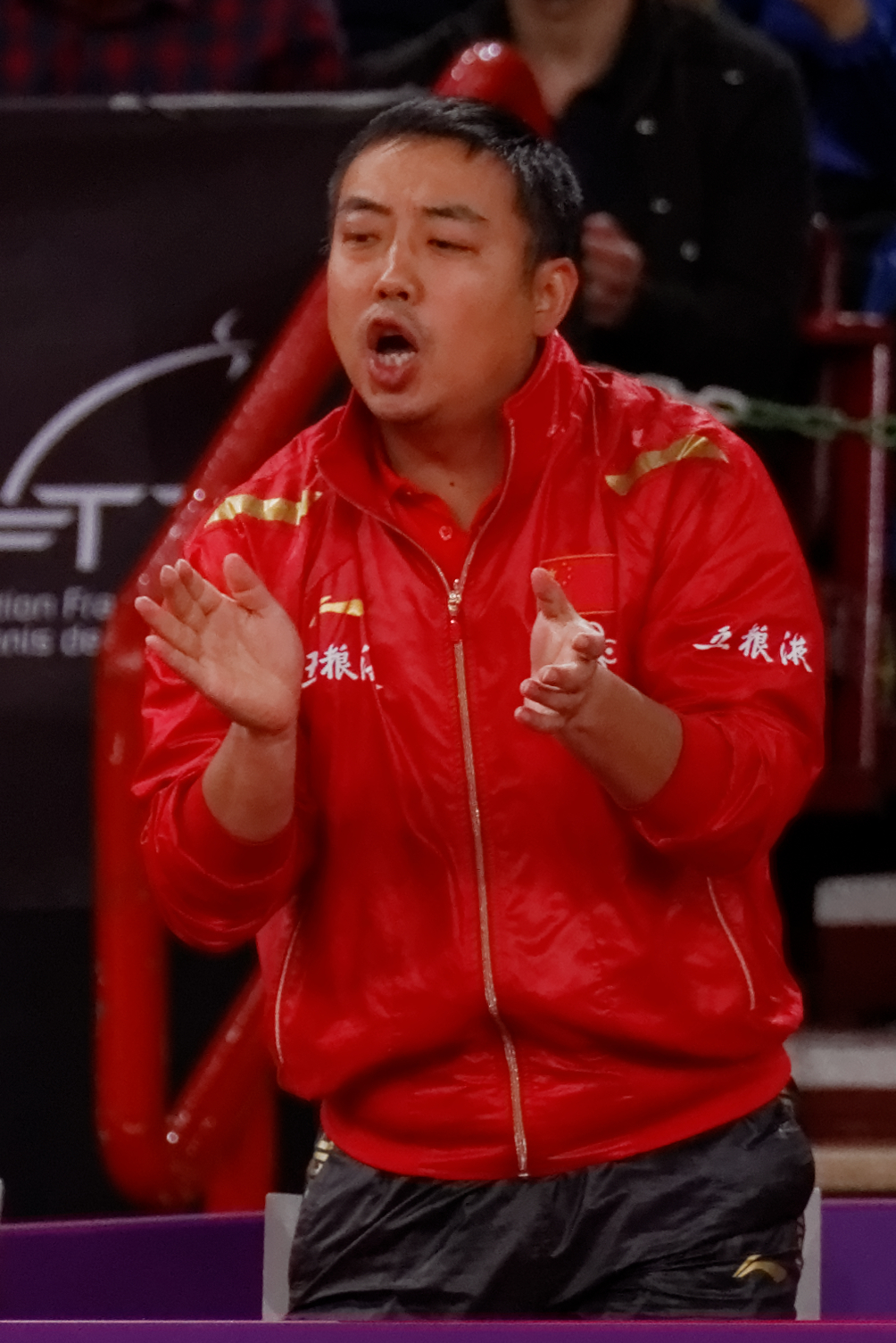
Liu Guoliang, Olympiasieger 1996, Silber und Bronze 2000
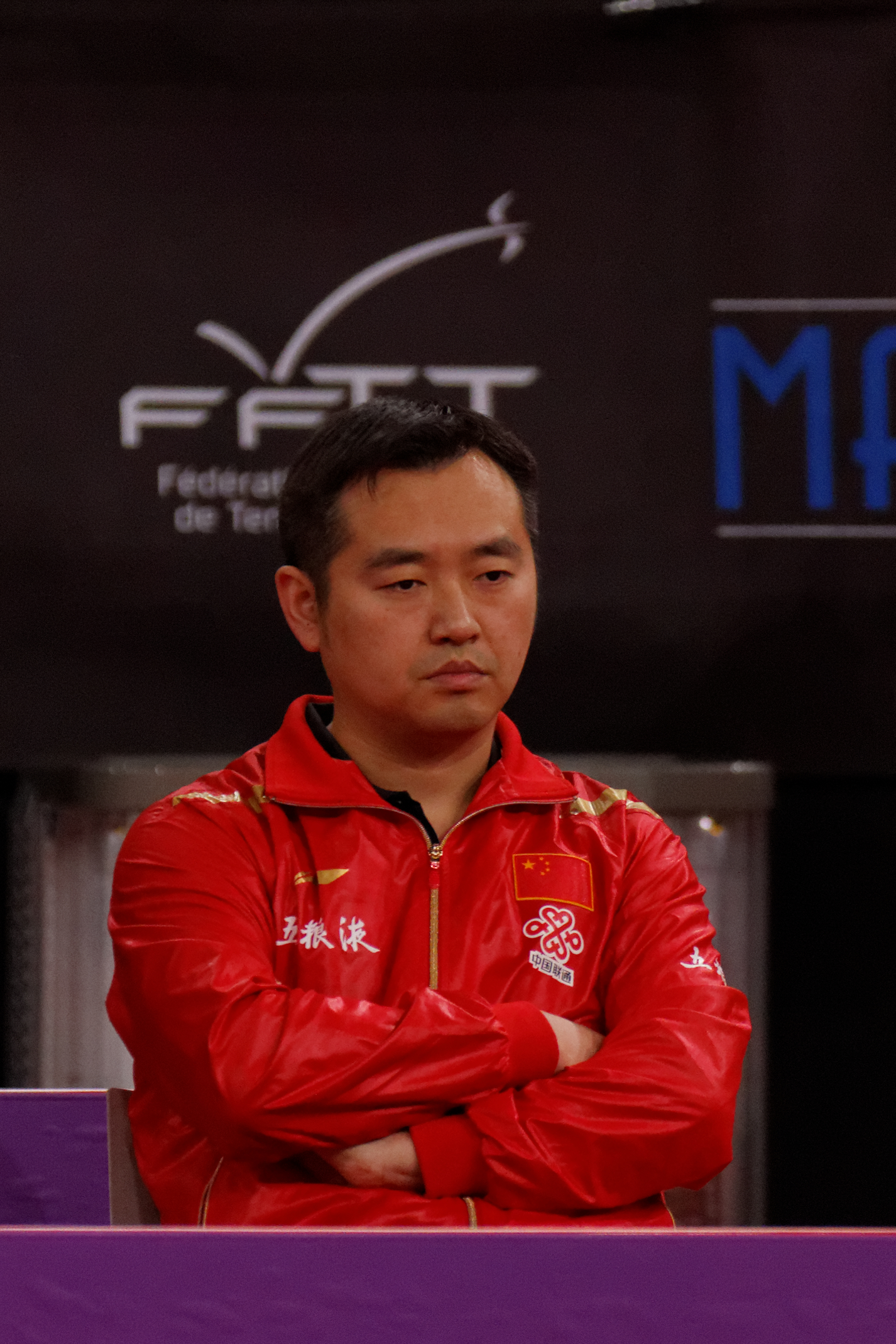
Kong Linghui, Olympiasieger 1996 und 2000, Silber 2000
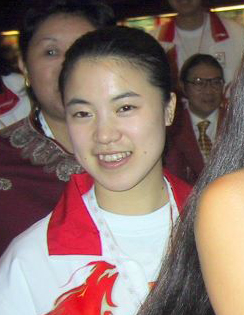
Wang Nan, Olympiasiegerin 2000, 2004 und 2008, Silber 2008, erfolgreichste Tischtennisspielerin Chinas bei Olympia
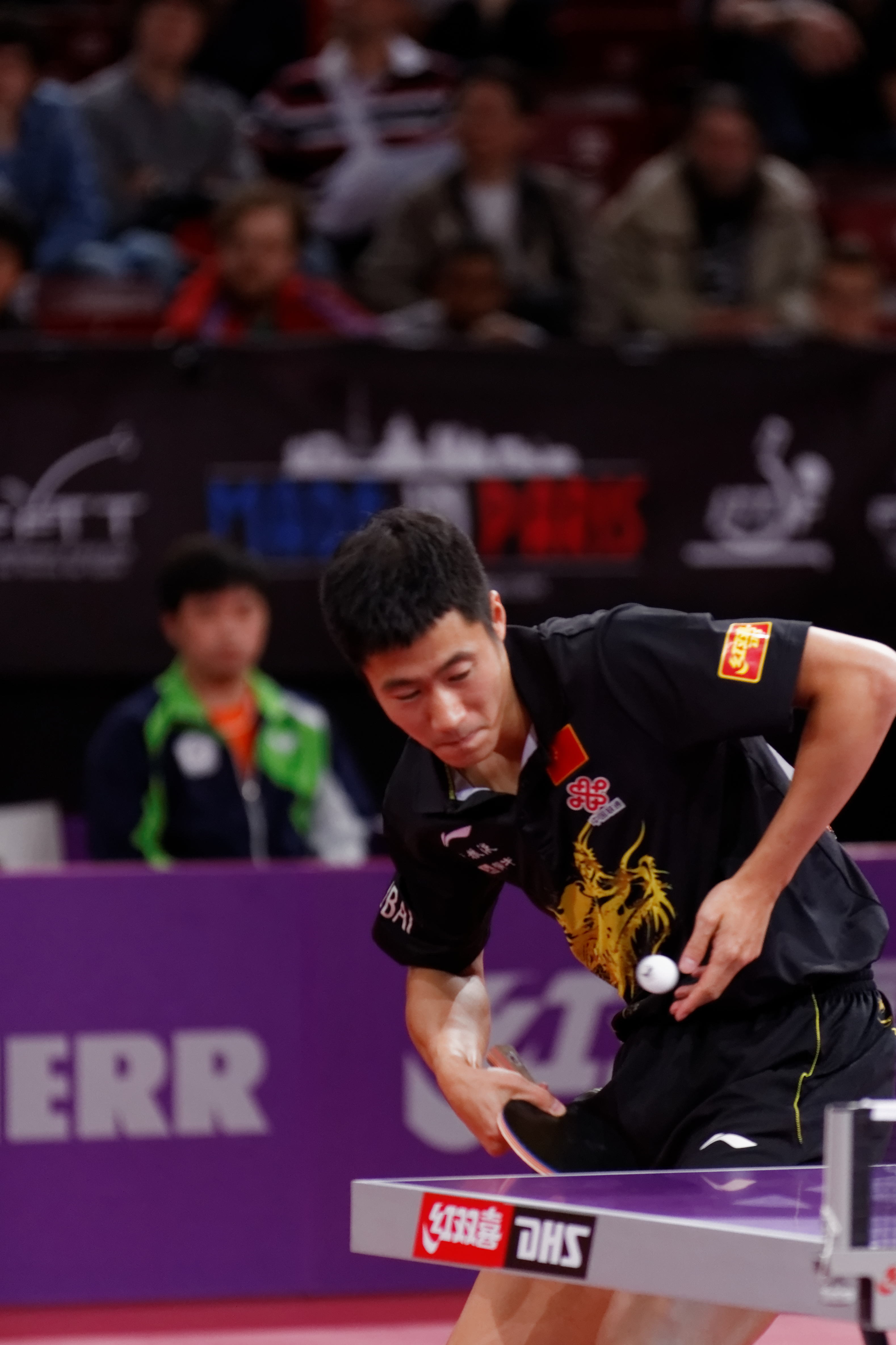
Wang Liqin, Olympiasieger 2000 und 2008, Bronze 2004 und 2008
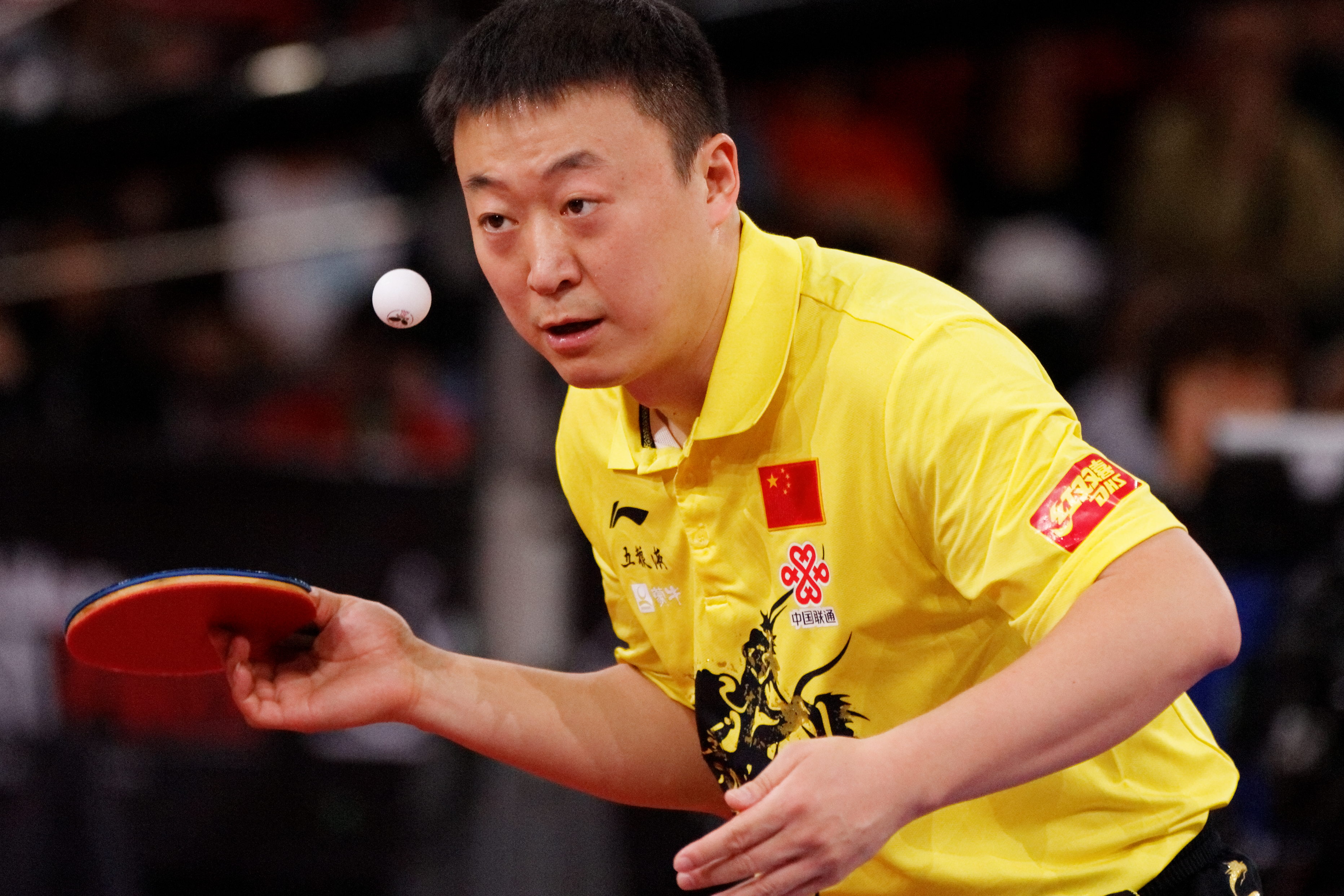
Ma Lin, Olympiasieger 2004 und 2008
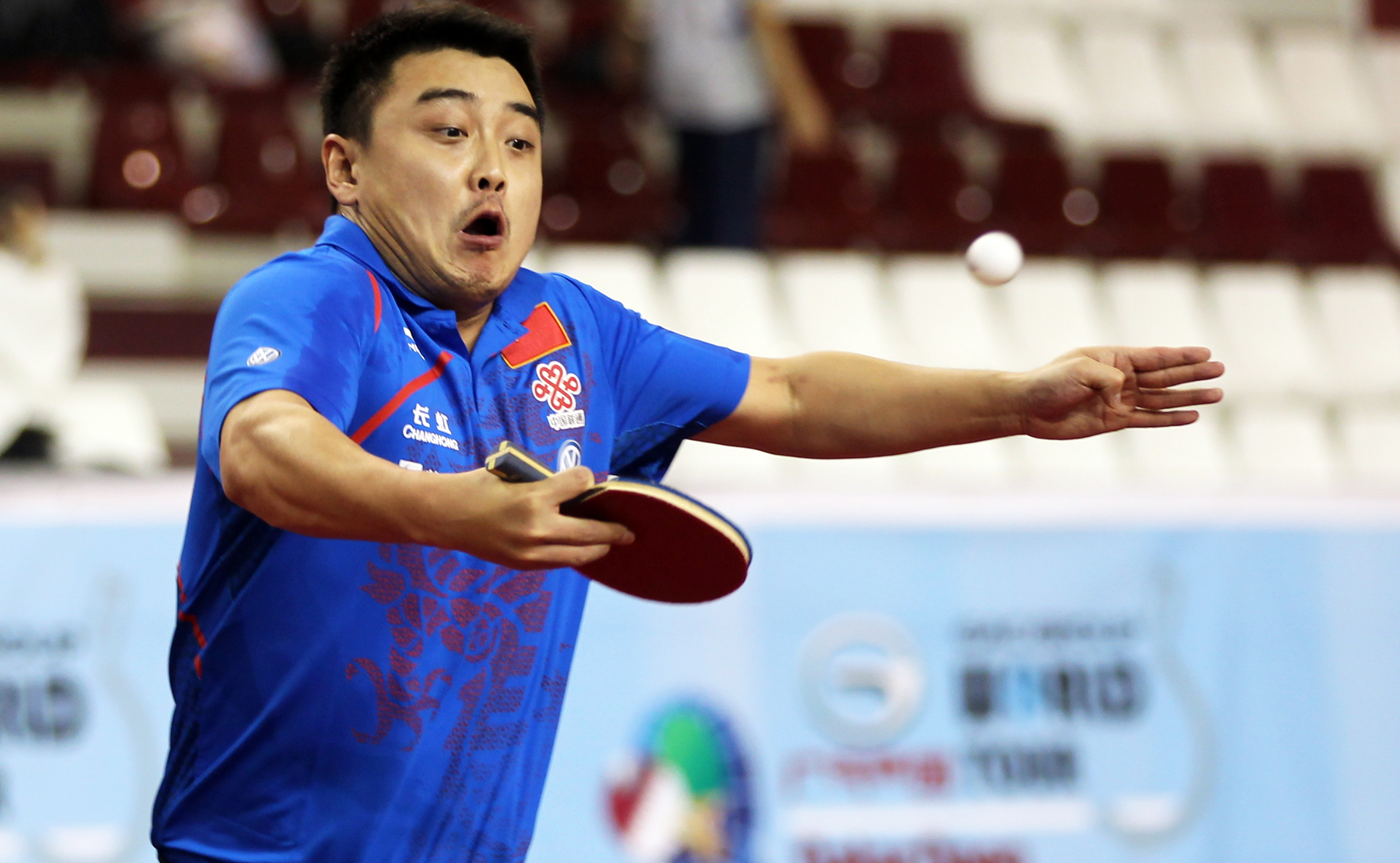
Wang Hao, Olympiasieger 2008 und 2012, Silber 2004, 2008 und 2012
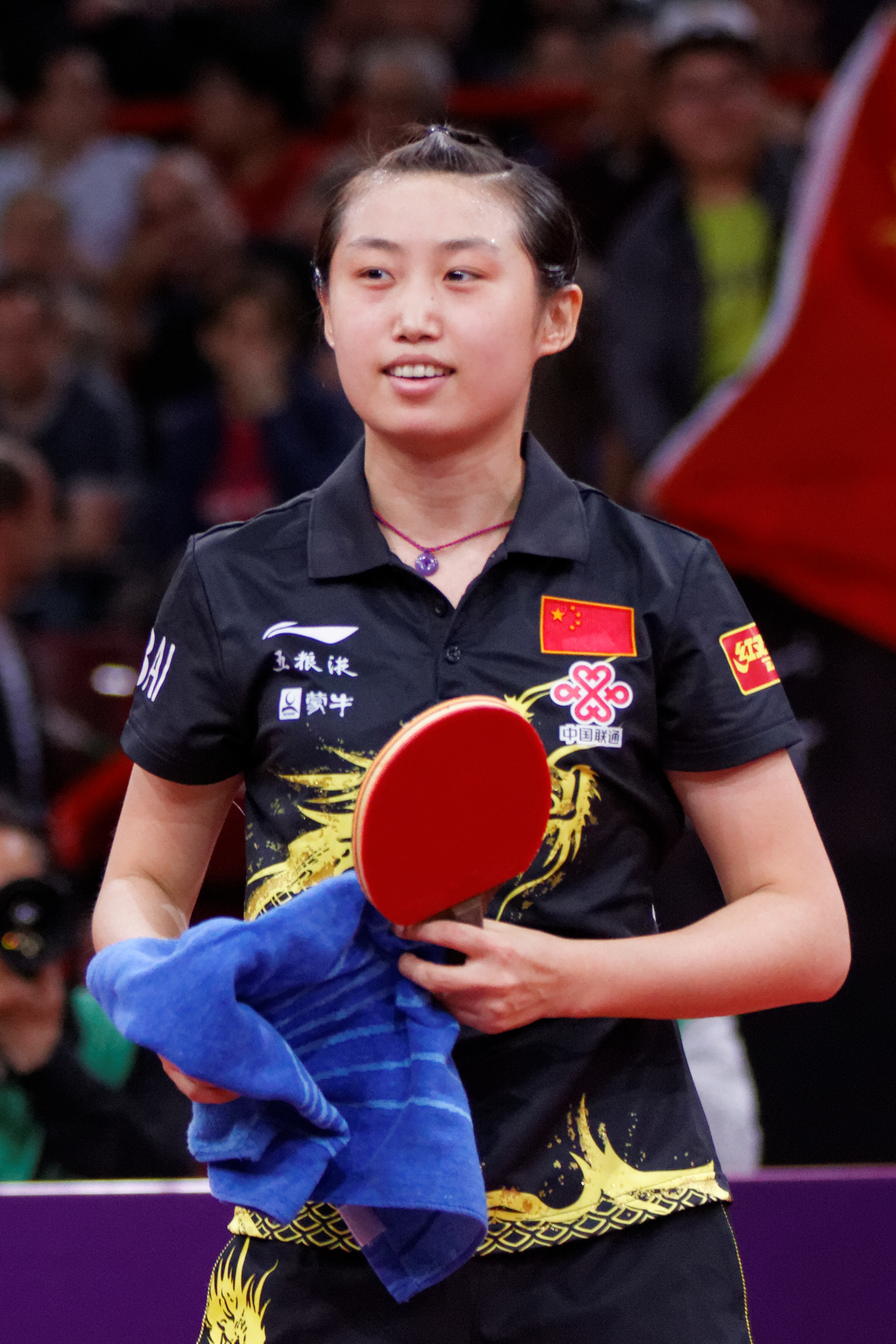
Guo Yue, Olympiasiegerin 2008 und 2012, Bronze 2004 und 2008
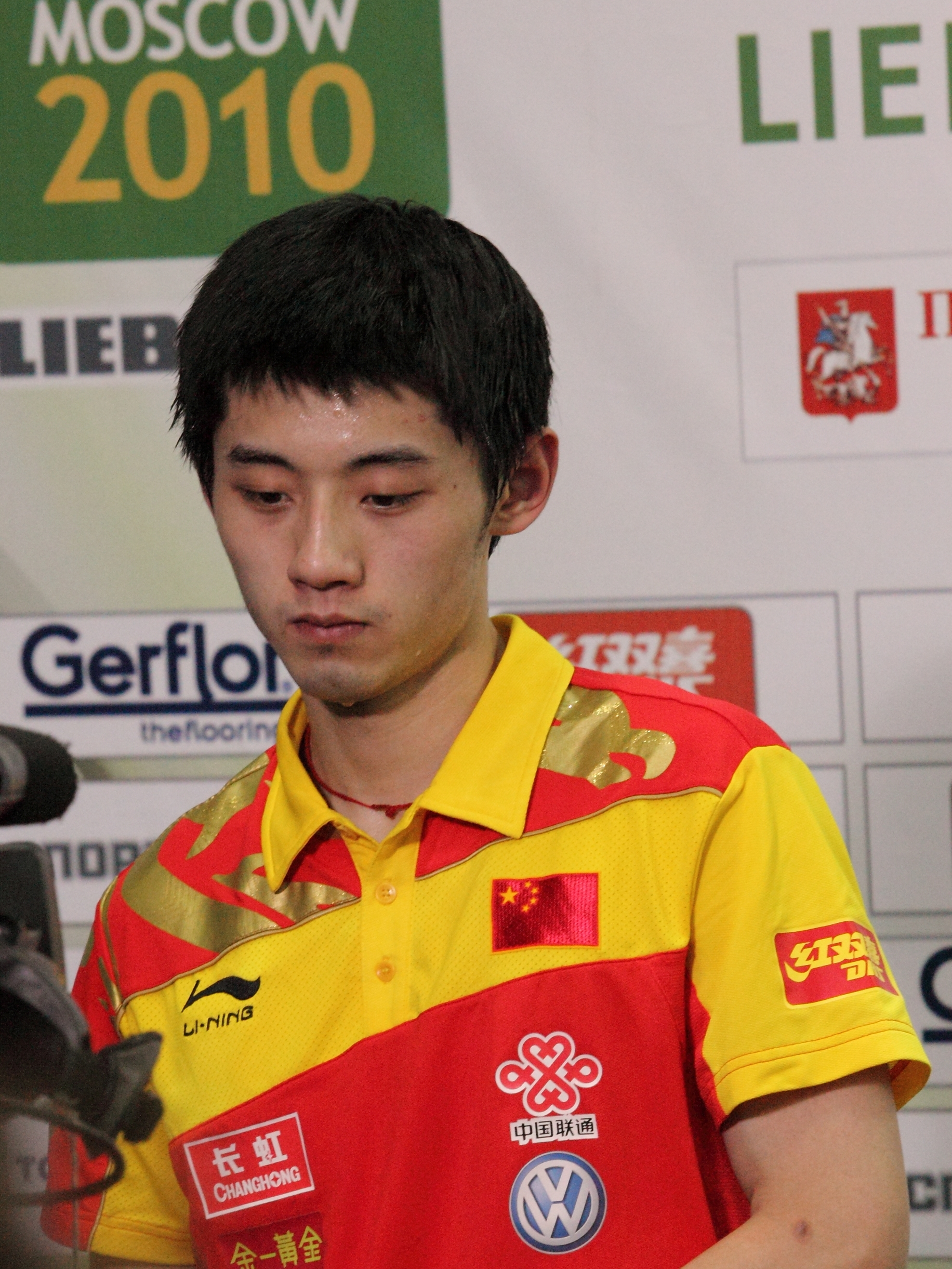
Zhang Jike, Olympiasieger 2012 und 2016, Silber 2016
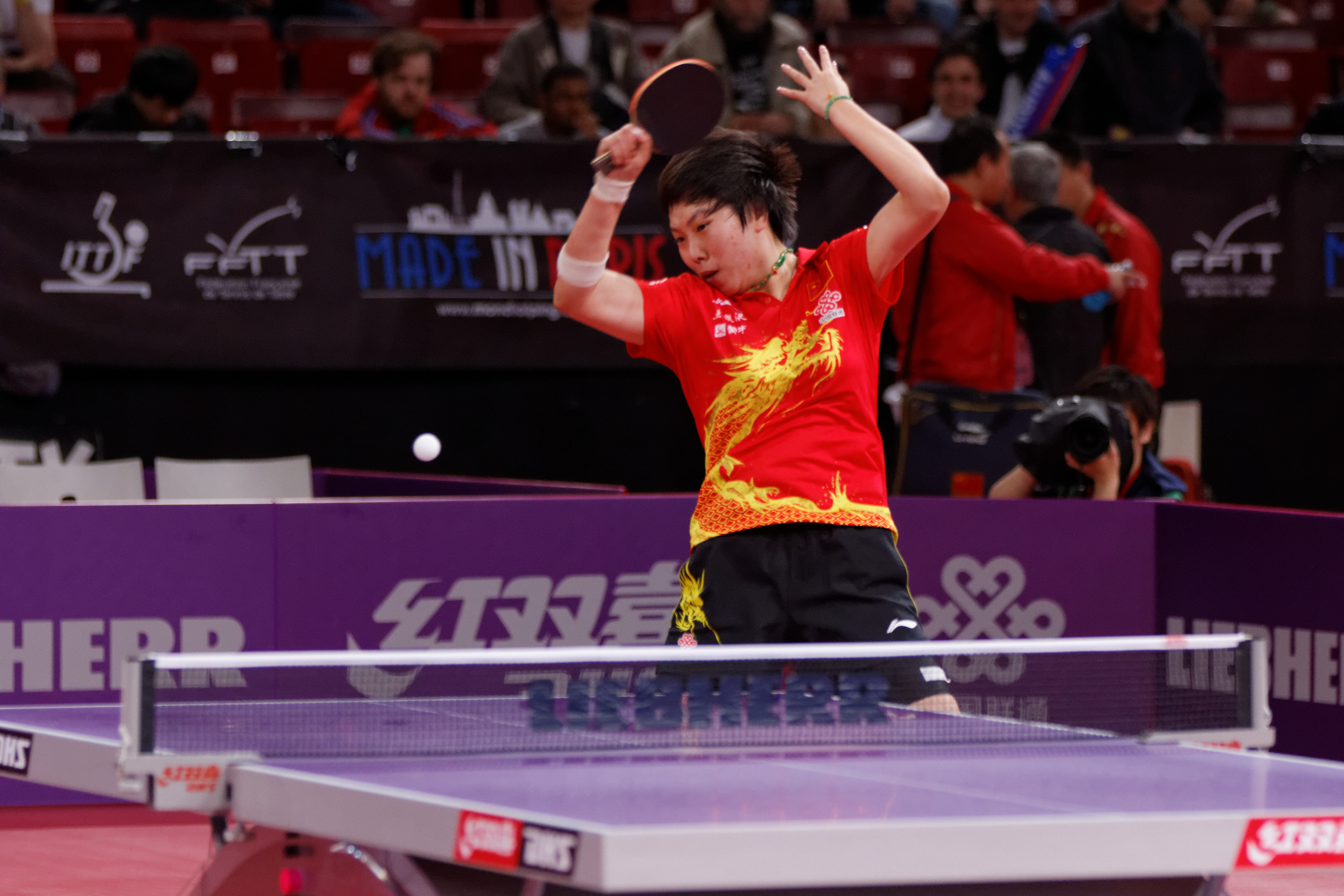
Li Xiaoxia, Olympiasiegerin 2012 und 2016, Silber 2016
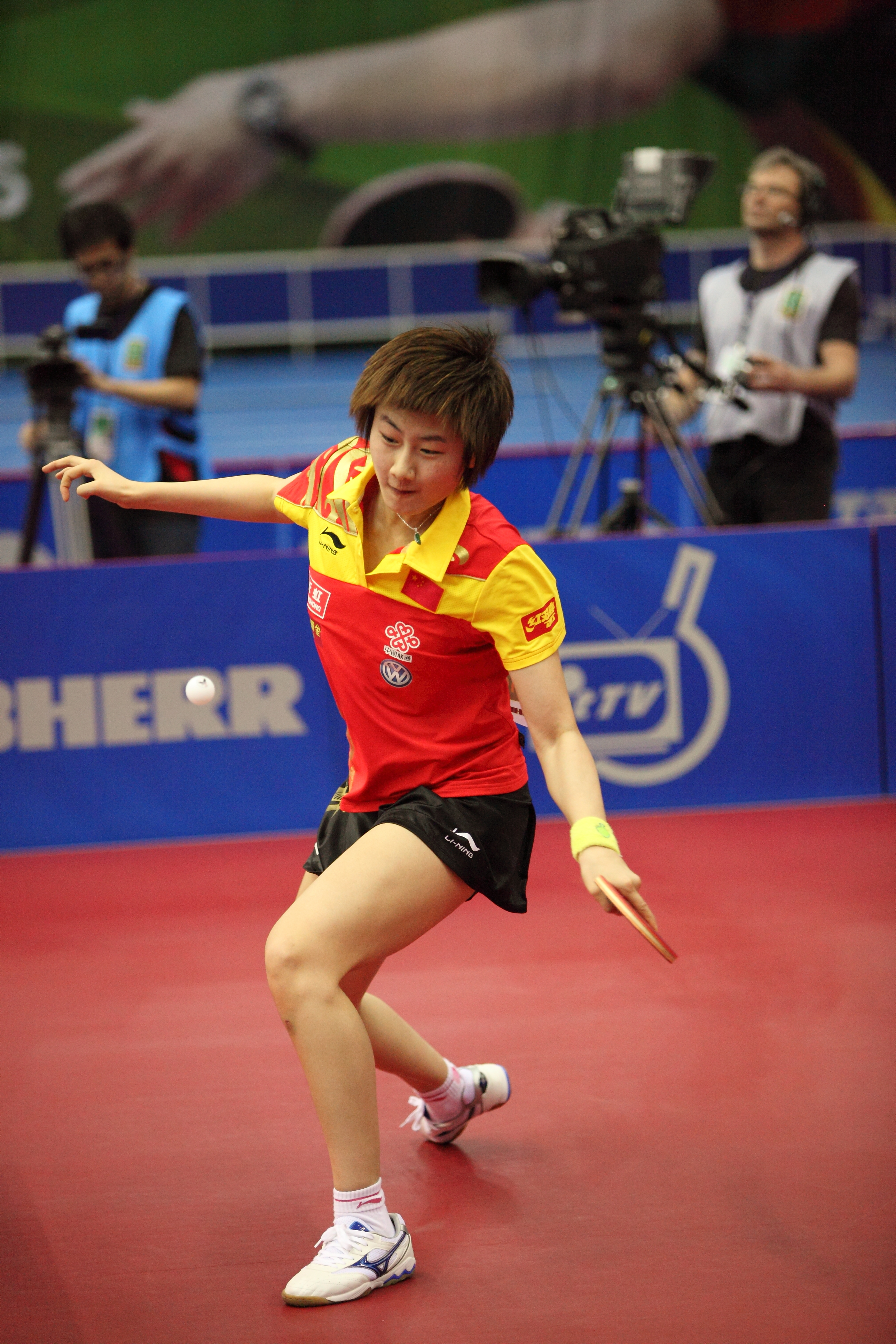
Ding Ning, Olympiasiegerin 2012 und 2016, Silber 2012
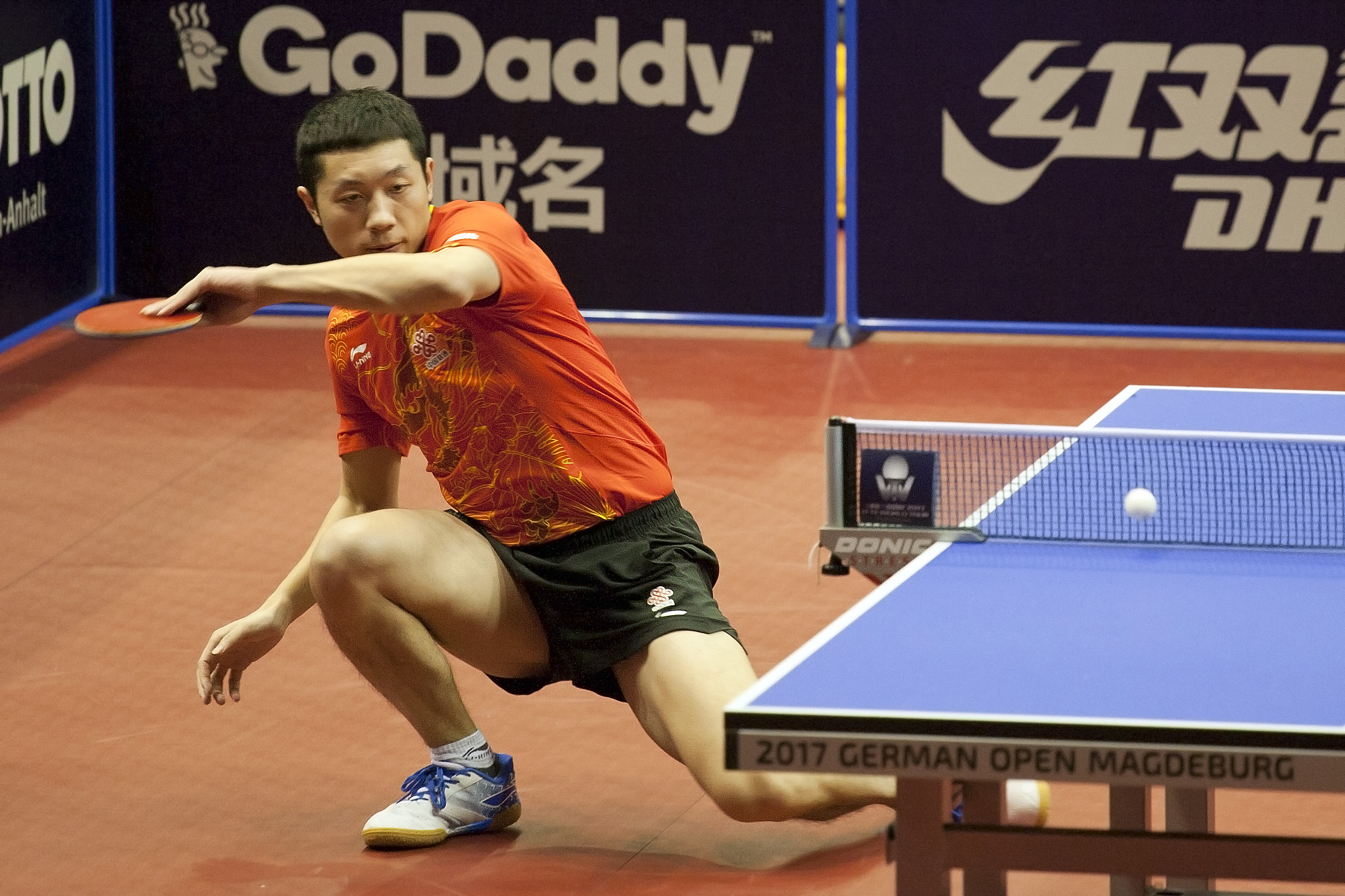
Xu Xin, Mannschaftsolympiasieger 2016
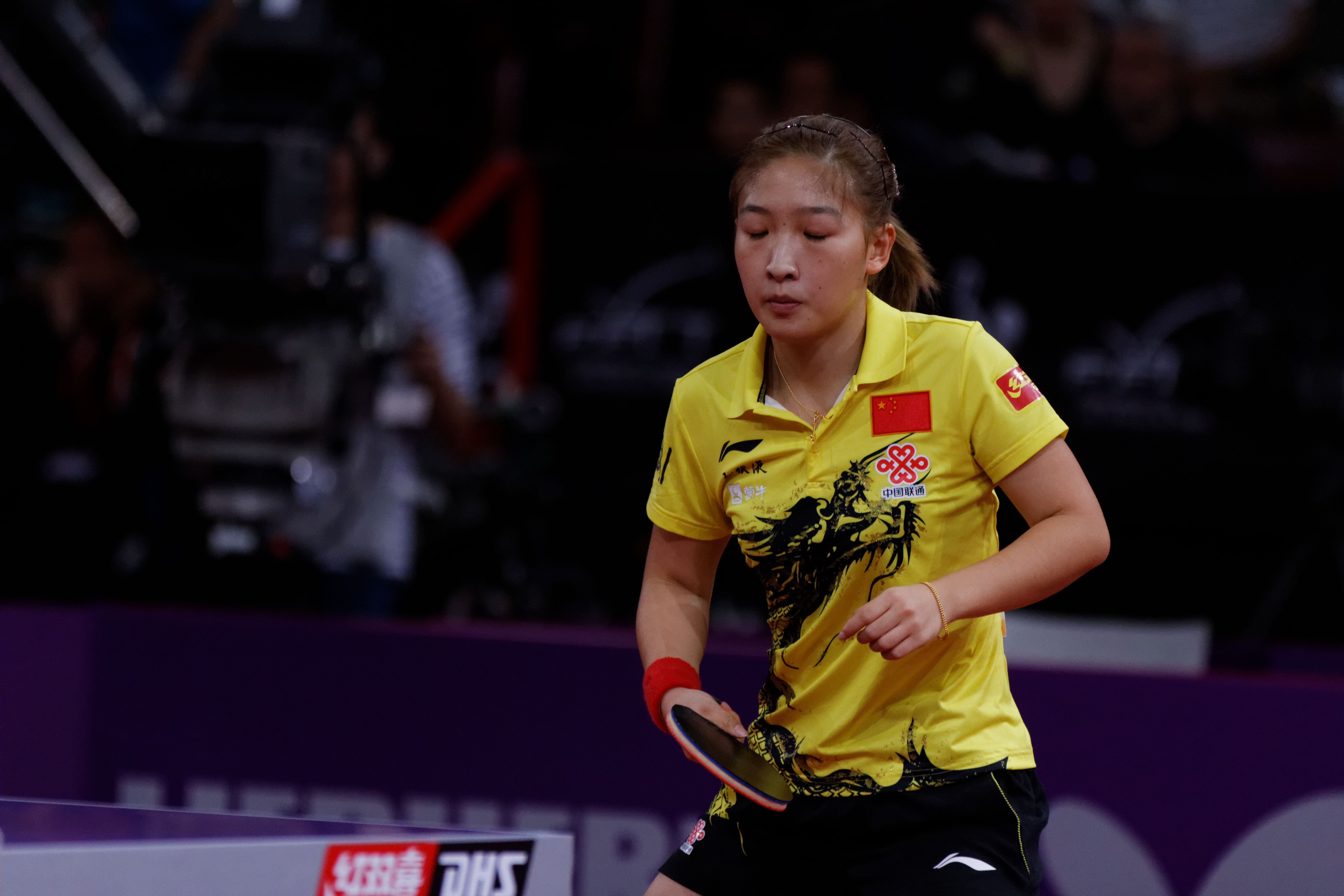
Liu Shiwen, Mannschaftsolympiasiegerin 2016

#### Triathlon
| Gelbes Symbol für Goldmedaillen mit stilisierten Olympischen Ringen | Graues Symbol für Silbermedaillen mit stilisierten Olympischen Ringen | Braundes Symbol für Bronzemedaillen mit stilisierten Olympischen Ringen |
| ------------------------------------------------------------------- | --------------------------------------------------------------------- | ----------------------------------------------------------------------- |
| —                                                                   | —                                                                     | —                                                                       |

Triathlon wurde 2000 in Sydney ins olympische Programm aufgenommen. Chinesische Triathleten nehmen seit dem Debüt der Sportart teil. Die beste Platzierung erreichte 2000 die Triathletin Wang Dan mit Platz 32.

#### Turnen
| Gelbes Symbol für Goldmedaillen mit stilisierten Olympischen Ringen | Graues Symbol für Silbermedaillen mit stilisierten Olympischen Ringen | Braundes Symbol für Bronzemedaillen mit stilisierten Olympischen Ringen |
| ------------------------------------------------------------------- | --------------------------------------------------------------------- | ----------------------------------------------------------------------- |
| 29                                                                  | 21                                                                    | 23                                                                      |

Die erste chinesische Teilnahme am olympischen Turnen 1984 war sehr erfolgreich. Fünf Olympiasieger kamen aus der Volksrepublik China. Drei Olympiasiege konnte Li Ning verbuchen. Er gewann Gold am Boden, am Seitpferd und an den Ringen. Beim Pferdsprung gewann er Silber, im Einzelmehrkampf Bronze. Lou Yun wurde Olympiasieger im Pferdsprung, am Boden gewann er Silber. Tong Fei gewann Silber am Reck. Die Mehrkampfmannschaft gewann Silber. Das Team gewann die erste Turnmedaille Chinas bei Olympischen Spielen überhaupt. Bei den Frauen wurde Ma Yanhong Olympiasiegerin am Stufenbarren, die Mehrkampfmannschaft gewann Bronze.
Weniger erfolgreich waren die Chinesen 1988 in Seoul. Lou Yun verteidigte seinen Olympiasieg im Pferdsprung, am Boden gewann er Bronze. Die Teilnahme 1992 gestaltete sich wieder etwas freundlicher. Bei den Männern gewann Li Xiaoshuang die Konkurrenz am Boden, an den Ringen gewann er Bronze. Hier holte Li Jing Silber, ebenso am Barren. Dort gewann Guo Linyao Bronze. Die Mannschaft gewann Silber im Mehrkampf. Bei den Frauen wurde Lu Li Olympiasiegerin am Stufenbarren. Auf dem Schwebebalken turnte sie zu Silber.
1996 in Atlanta wurde Li Xiaoshuang Olympiasieger im Mehrkampf, zudem gewann er Silber am Boden. Ebenfalls Silber gewann die Mannschaft im Mehrkampf. Fan Bin holte Bronze am Reck. Bei den Frauen gab es zwei Silbermedaillen zu feiern durch Bi Wenjing am Stufenbarren und Mo Huilan beim Pferdsprung.
2000 in Sydney kam es zu drei Olympiasiegen chinesischer Turner. Die Mehrkampfmannschaft der Männer siegte, ebenso Li Xiaopeng am Barren. Yang Wei gewann Silber im Einzelmehrkampf. Bei den Frauen wurde Liu Xuan Olympiasiegerin am Schwebebalken. Hinzu kam eine Bronzemedaille im Einzelmehrkampf. Am Stufenbarren gewannen Ling Jie Silber und Yang Yun Bronze.
In Athen 2004 wurde Teng Haibin Olympiasieger am Seitpferd. Li Xiaopeng gewann Bronze am Barren. Bei den Frauen gewann Zhang Nan Bronze im Einzelmehrkampf. Ebenfalls Bronze gewann Huang Shanshan auf dem Trampolin.
Die heimischen Sommerspiele 2008 in Peking wurden zu den erfolgreichsten Spielen der chinesischen Turner. Die Männer gewannen sieben von acht Disziplinen. Die Mehrkampfmannschaft wurde Olympiasieger. Goldmedaillen gewannen Yang Wei im Einzelmehrkampf, Zou Kai am Boden und am Reck, Li Xiaopeng am Barren, Xiao Qin am Seitpferd und Chen Yibing an den Ringen. Yang Wei gewann zudem Silber an den Ringen. Auch bei den Frauen wurde die Mehrkampfmannschaft Olympiasieger. He Kexin gewann zudem am Stufenbarren. Bronze holten Yang Yilin im Einzelmehrkampf und am Stufenbarren sowie Cheng Fei am Schwebebalken und beim Pferdsprung. In der Rhythmischen Sportgymnastik gewann China Silber in der Teamwertung. Auf dem Trampolin wurden He Wenna Olympiasiegerin bei den Frauen und Lu Chunlong bei den Männern. Dong Dong gewann zudem Bronze.
Auch 2012 in London konnte die Männermannschaft den Mehrkampf gewinnen. Zou Kai verteidigte seinen Olympiasieg am Boden und gewann Bronze am Reck. Feng Zhe siegte am Barren, Chen Yibing holte Silber an den Ringen. Deng Linlin gewann die Konkurrenz am Schwebebalken vor ihrer Mannschaftskameradin Sui Lu. He Kexin gewann Silber am Stufenbarren. Im Trampolinturnen gab es diesmal die entgegengesetzte Reihenfolge bei den Männern. Diesmal wurde Dong Dong Olympiasieger, Lu Chunlong holte Bronze. Bei den Frauen gewann Huang Shanshan Silber, He Wenna Bronze.
2016 in Rio de Janeiro gelang kein Olympiasieg. Beide Mehrkampfmannschaften gewannen Bronze. Im Trampolinturnen gewann Dong Dong Silber bei den Männern, Gao Lei gewann Bronze. Ebenfalls Bronze gewann bei den Frauen Li Dan.
| Name                          | Spiele           | Disziplin                    | Anmerkung          |
| ----------------------------- | ---------------- | ---------------------------- | ------------------ |
| Li Ning                       | 1984 Los Angeles | Boden                        | erster Olympiasieg |
| Li Ning                       | 1984 Los Angeles | Seitpferd                    |                    |
| Li Ning                       | 1984 Los Angeles | Ringe                        |                    |
| Lou Yun                       | 1984 Los Angeles | Pferdsprung                  |                    |
| Ma Yanhong                    | 1984 Los Angeles | Stufenbarren                 |                    |
| Lou Yun                       | 1988 Seoul       | Pferdsprung                  |                    |
| Li Xiaoshuang                 | 1992 Barcelona   | Boden                        |                    |
| Lu Li                         | 1992 Barcelona   | Stufenbarren                 |                    |
| Li Xiaoshuang                 | 1996 Atlanta     | Mehrkampf Einzel             |                    |
| Li Xiaopeng                   | 2000 Sydney      | Barren                       |                    |
| Nationalmannschaft der Männer | 2000 Sydney      | Mehrkampf Mannschaftswertung |                    |
| Liu Xuan                      | 2000 Sydney      | Schwebebalken                |                    |
| Teng Haibin                   | 2004 Athen       | Seitpferd                    |                    |
| Nationalmannschaft der Männer | 2008 Peking      | Mehrkampf Mannschaftswertung |                    |
| Yang Wei                      | 2008 Peking      | Mehrkampf Einzel             |                    |
| Zou Kai                       | 2008 Peking      | Boden                        |                    |
| Zou Kai                       | 2008 Peking      | Reck                         |                    |
| Li Xiaopeng                   | 2008 Peking      | Barren                       |                    |
| Xiao Qin                      | 2008 Peking      | Seitpferd                    |                    |
| Chen Yibing                   | 2008 Peking      | Ringe                        |                    |
| Nationalmannschaft der Frauen | 2008 Peking      | Mehrkampf Mannschaftswertung |                    |
| He Kexin                      | 2008 Peking      | Stufenbarren                 |                    |
| Lu Chunlong                   | 2008 Peking      | Trampolin                    |                    |
| He Wenna                      | 2008 Peking      | Trampolin                    |                    |
| Nationalmannschaft der Männer | 2012 London      | Mehrkampf Mannschaftswertung |                    |
| Zou Kai                       | 2012 London      | Boden                        |                    |
| Feng Zhe                      | 2012 London      | Barren                       |                    |
| Deng Linlin                   | 2012 London      | Schwebebalken                |                    |
| Dong Dong                     | 2012 London      | Trampolin                    |                    |

| Name                                    | Spiele              | Disziplin                         | Anmerkung              |
| --------------------------------------- | ------------------- | --------------------------------- | ---------------------- |
| Nationalmannschaft der Männer           | 1984 Los Angeles    | Mehrkampf Mannschaftswertung      | erster Medaillengewinn |
| Li Ning                                 | 1984 Los Angeles    | Pferdsprung                       |                        |
| Lou Yun                                 | 1984 Los Angeles    | Boden                             |                        |
| Tong Fei                                | 1984 Los Angeles    | Reck                              |                        |
| Nationalmannschaft der Männer           | 1992 Barcelona      | Mehrkampf Mannschaftswertung      |                        |
| Li Jing                                 | 1992 Barcelona      | Barren                            |                        |
| Li Jing                                 | 1992 Barcelona      | Ringe                             |                        |
| Lu Li                                   | 1992 Barcelona      | Schwebebalken                     |                        |
| Nationalmannschaft der Männer           | 1996 Atlanta        | Mehrkampf Mannschaftswertung      |                        |
| Li Xiaoshuang                           | 1996 Atlanta        | Boden                             |                        |
| Bi Wenjing                              | 1996 Atlanta        | Stufenbarren                      |                        |
| Mo Huilan                               | 1996 Atlanta        | Pferdsprung                       |                        |
| Yang Wei                                | 2000 Sydney         | Mehrkampf Einzel                  |                        |
| Ling Jie                                | 2000 Sydney         | Stufenbarren                      |                        |
| Yang Wei                                | 2008 Peking         | Ringe                             |                        |
| Gymnastik-Nationalmannschaft der Frauen | 2008 Peking         | Rhythmische Sportgymnastik Gruppe |                        |
| Chen Yibing                             | 2012 London         | Ringe                             |                        |
| Sui Lu                                  | 2012 London         | Schwebebalken                     |                        |
| He Kexin                                | 2012 London         | Stufenbarren                      |                        |
| Huang Shanshan                          | 2012 London         | Trampolin                         |                        |
| Dong Dong                               | 2016 Rio de Janeiro | Trampolin                         |                        |

| Name                          | Spiele              | Disziplin            | Anmerkung |
| ----------------------------- | ------------------- | -------------------- | --------- |
| Li Ning                       | 1984 Los Angeles    | Mehrkampf Einzel     |           |
| Nationalmannschaft der Frauen | 1984 Los Angeles    | Mehrkampf Mannschaft |           |
| Lou Yun                       | 1988 Seoul          | Boden                |           |
| Guo Linyao                    | 1992 Barcelona      | Barren               |           |
| Li Xiaoshuang                 | 1992 Barcelona      | Ringe                |           |
| Fan Bin                       | 1996 Atlanta        | Reck                 |           |
| Liu Xuan                      | 2000 Sydney         | Mehrkampf Einzel     |           |
| Yang Yun                      | 2000 Sydney         | Stufenbarren         |           |
| Li Xiaopeng                   | 2004 Athen          | Barren               |           |
| Zhang Nan                     | 2004 Athen          | Mehrkampf Einzel     |           |
| Huang Shanshan                | 2004 Athen          | Trampolin            |           |
| Yang Yilin                    | 2008 Peking         | Mehrkampf Einzel     |           |
| Yang Yilin                    | 2008 Peking         | Stufenbarren         |           |
| Cheng Fei                     | 2008 Peking         | Schwebebalken        |           |
| Cheng Fei                     | 2008 Peking         | Pferdsprung          |           |
| Dong Dong                     | 2008 Peking         | Trampolin            |           |
| Zou Kai                       | 2012 London         | Reck                 |           |
| Lu Chunlong                   | 2012 London         | Trampolin            |           |
| He Wenna                      | 2012 London         | Trampolin            |           |
| Nationalmannschaft der Männer | 2016 Rio de Janeiro | Mehrkampf Mannschaft |           |
| Nationalmannschaft der Frauen | 2016 Rio de Janeiro | Mehrkampf Mannschaft |           |
| Gao Lei                       | 2016 Rio de Janeiro | Trampolin            |           |
| Li Dan                        | 2016 Rio de Janeiro | Trampolin            |           |

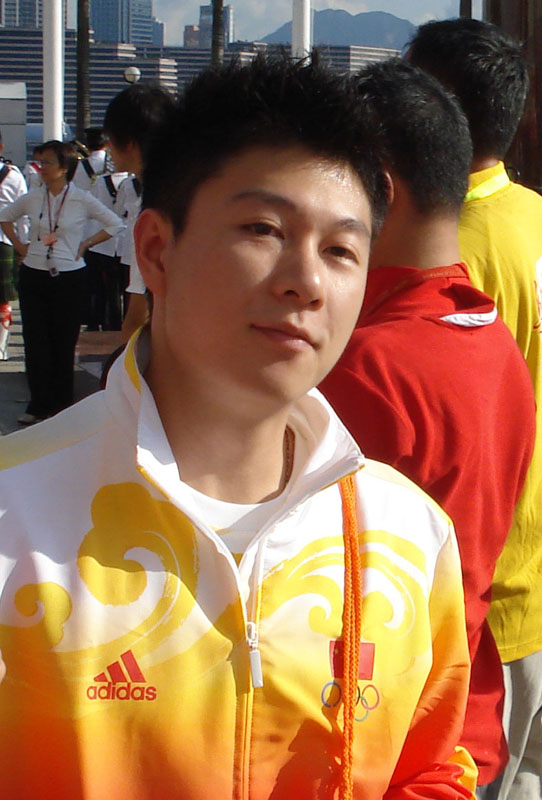
Li Xiaopeng, Olympiasieger 2000 und 2008, Bronze 2004
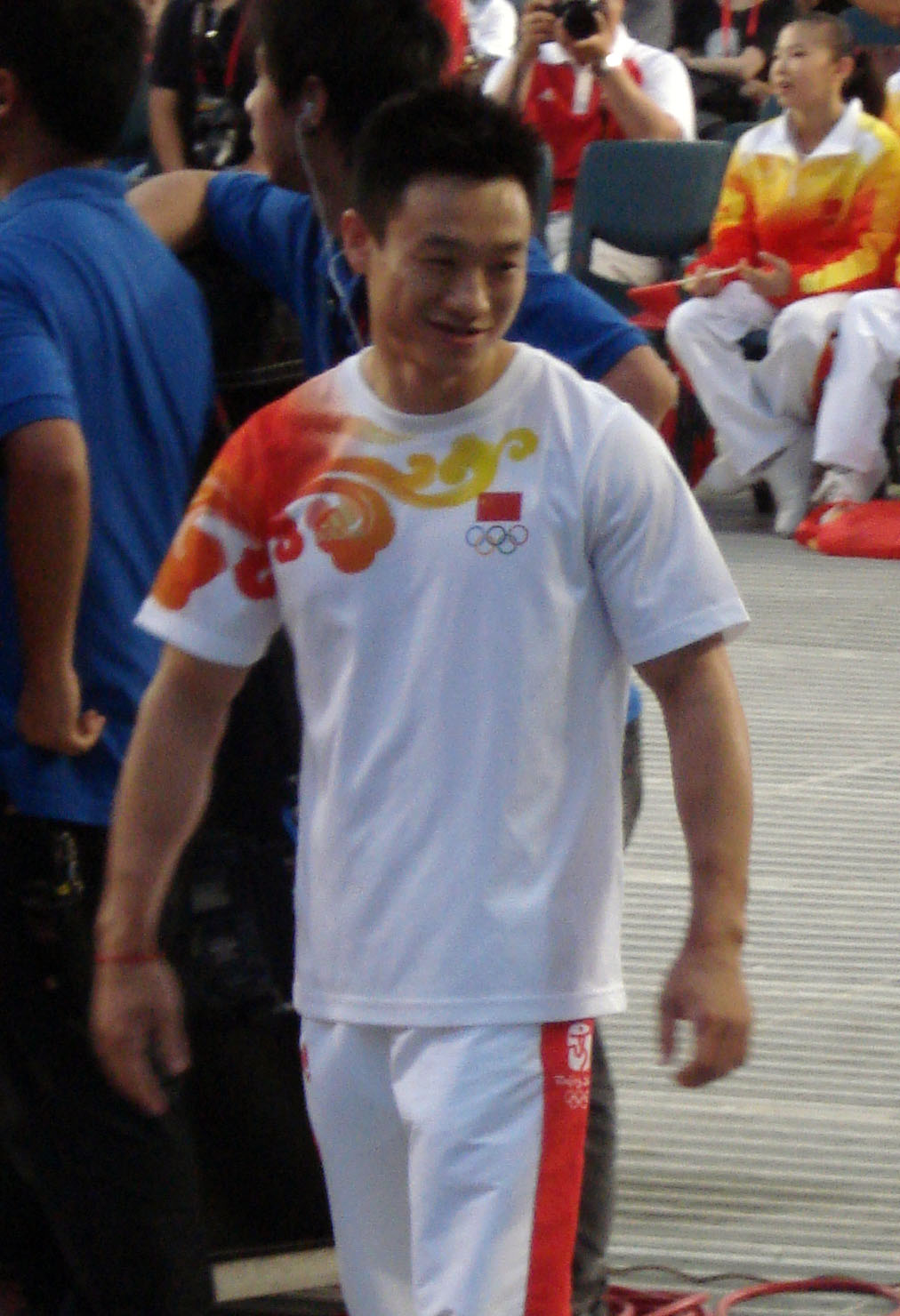
Yang Wei, Gold und Silber 2000 und 2008
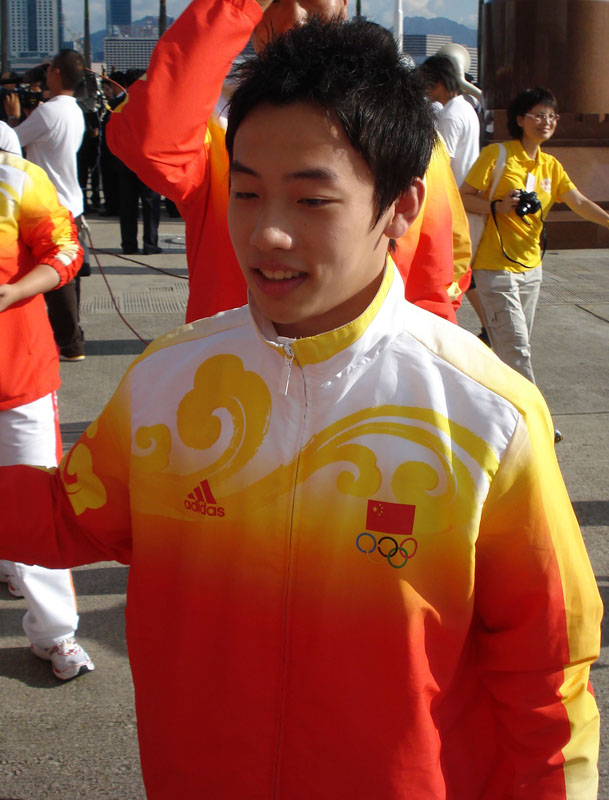
Zou Kai, Olympiasieg 2008 und 2012, Bronze 2012
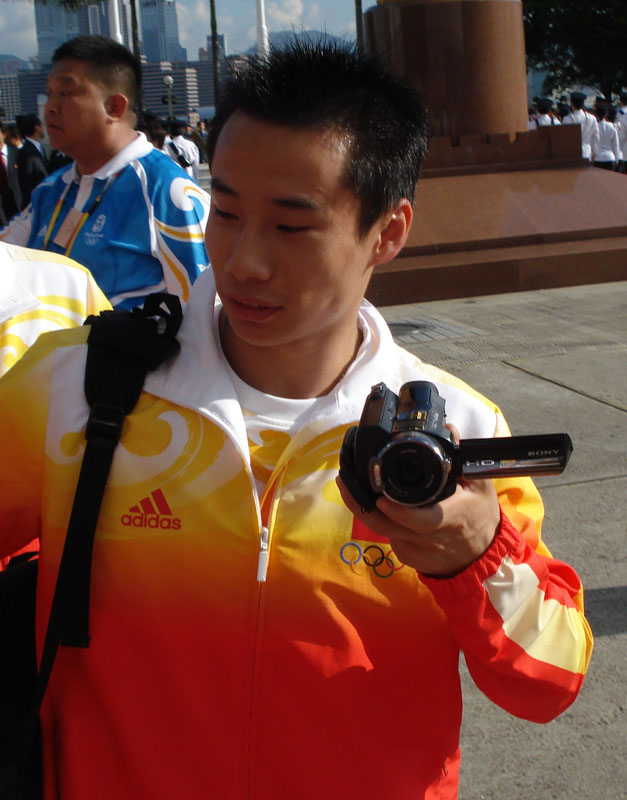
Xiao Qin, Olympiasieg 2008
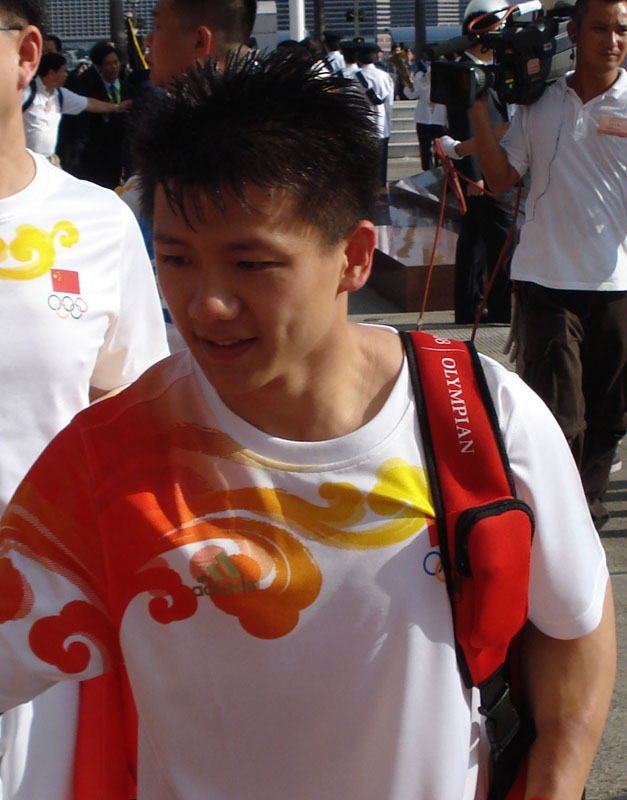
Chen Yibing, Olympiasieg 2008 und 2012, Silber 2012
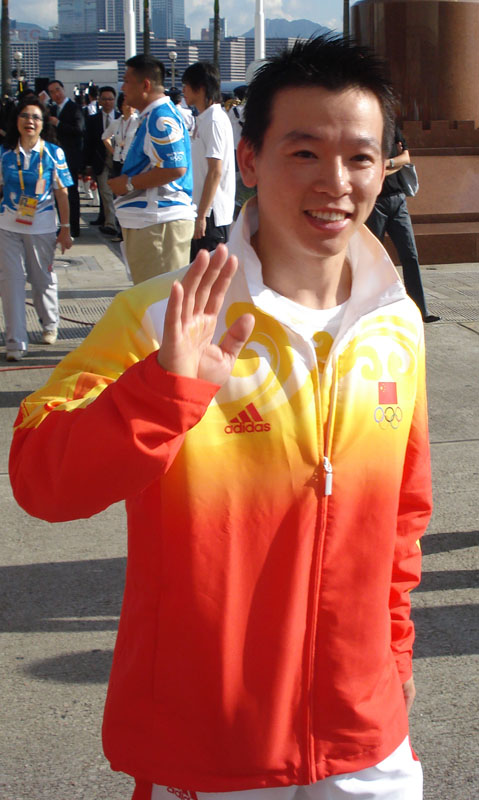
Huang Xu, Mannschaftsolympiasieger 2008
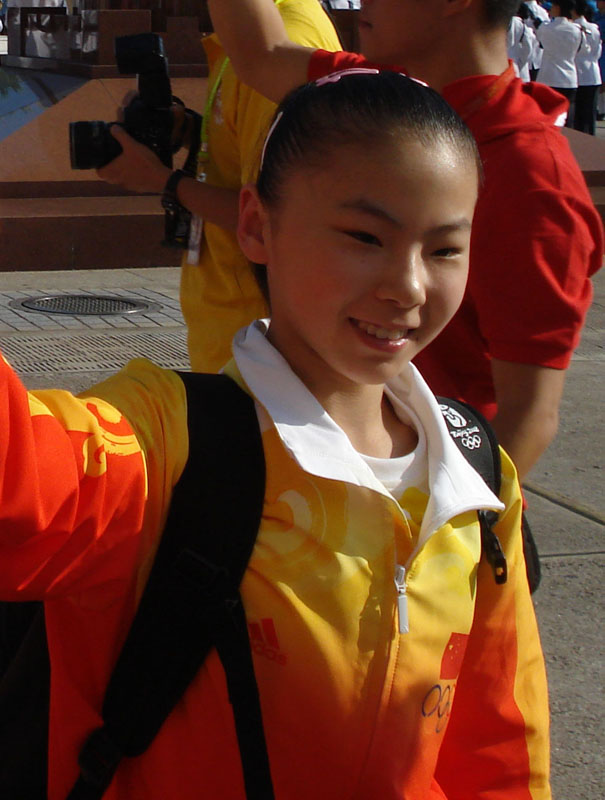
He Kexin, Olympiasieg 2008, Silber 2012
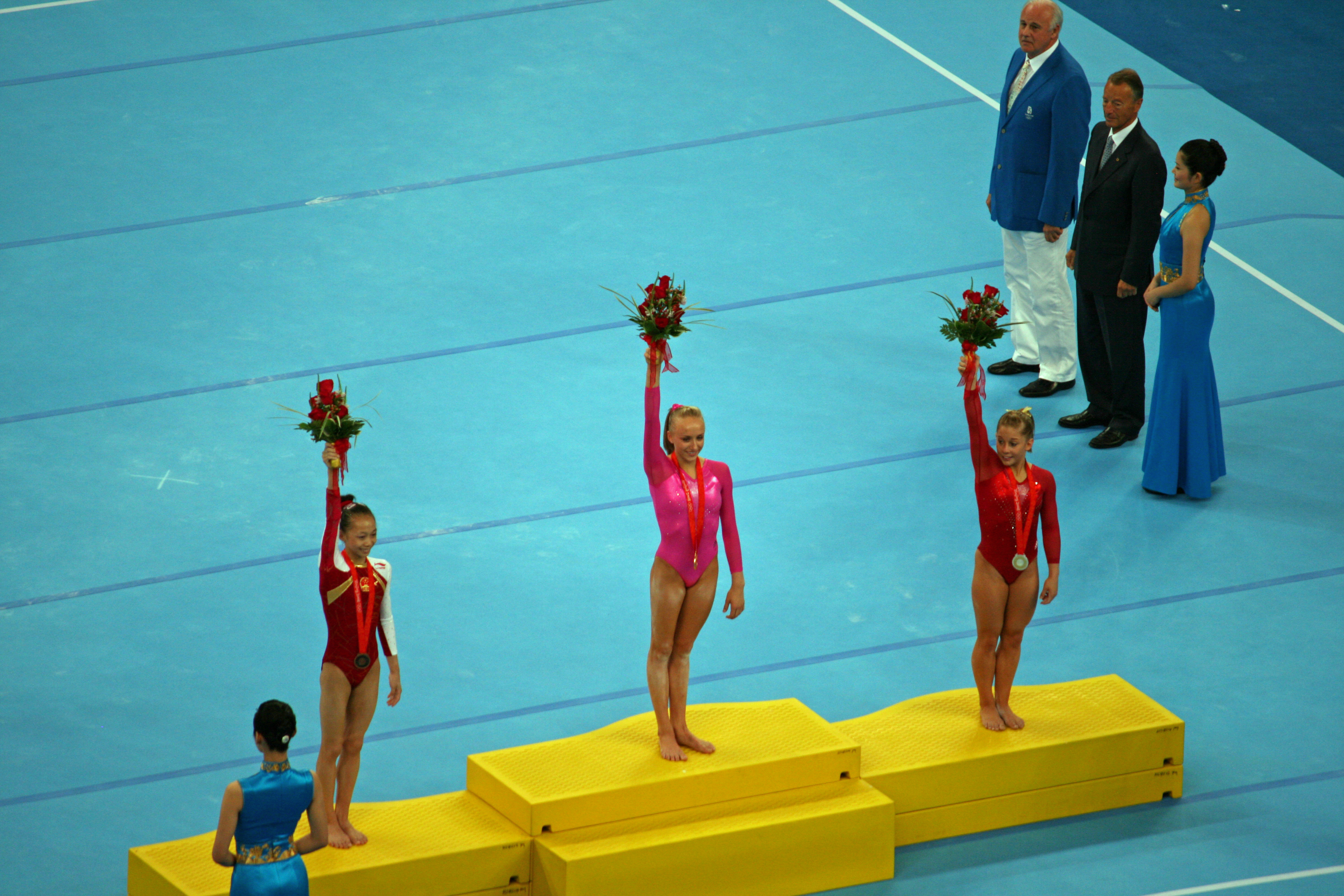
Siegerehrung 2008 im Einzelmehrkampf. Ganz links mit Bronze Yang Yilin
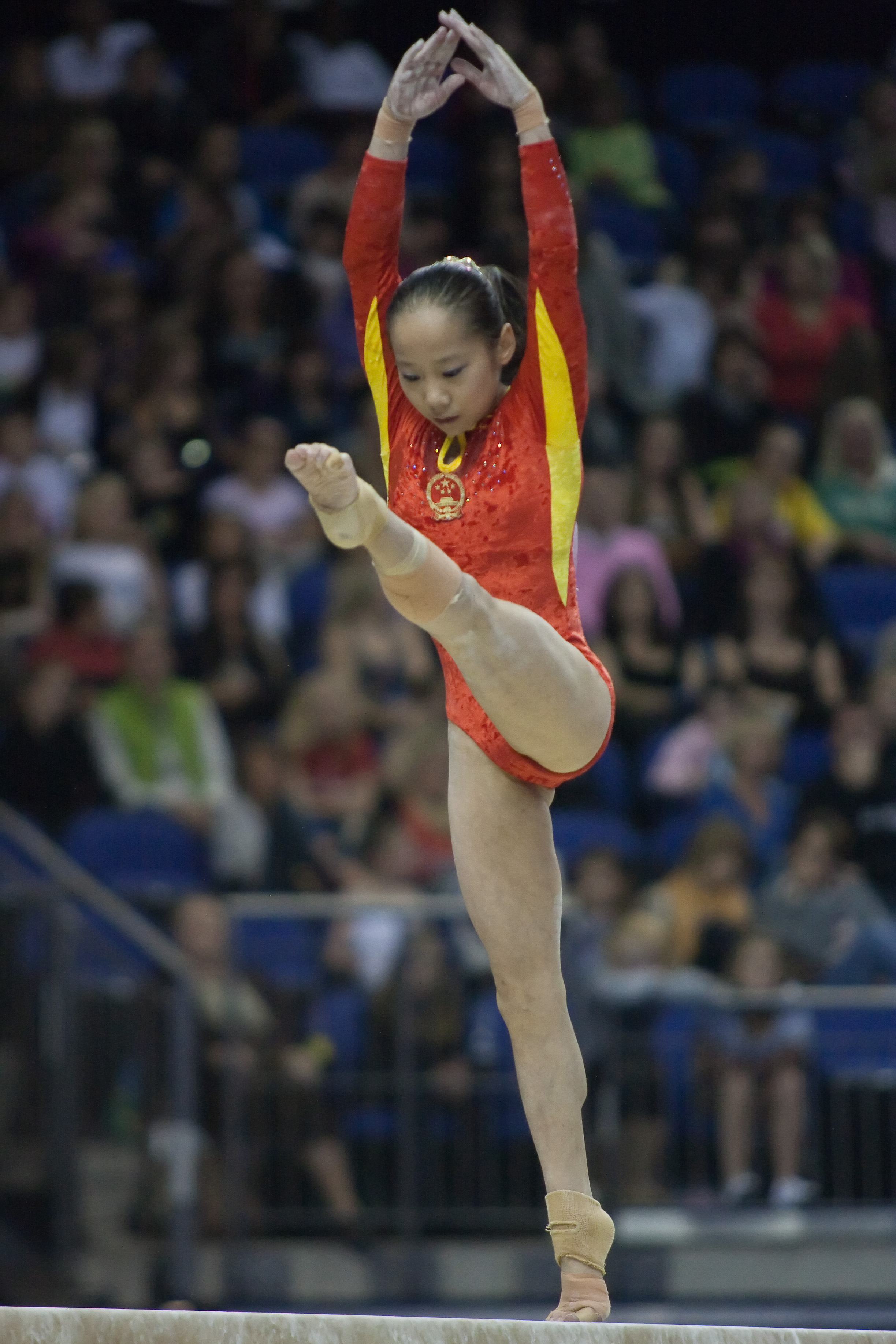
Deng Linlin, Olympiasieg 2008 und 2012
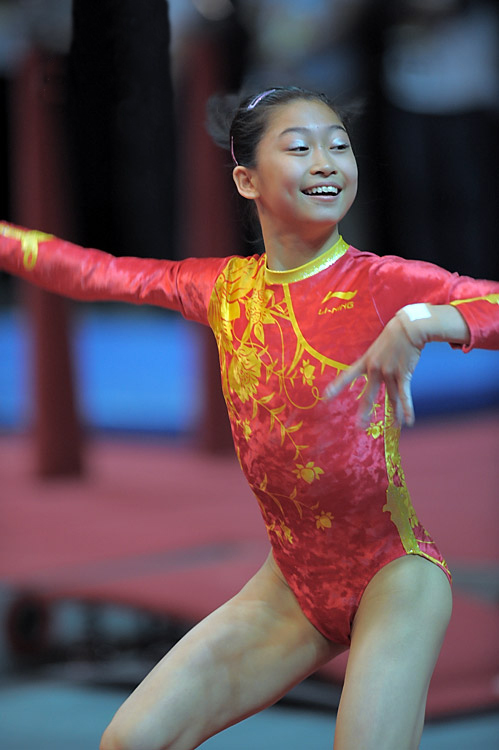
Jiang Yuyuan, Mannschaftsolympiasiegerin 2008
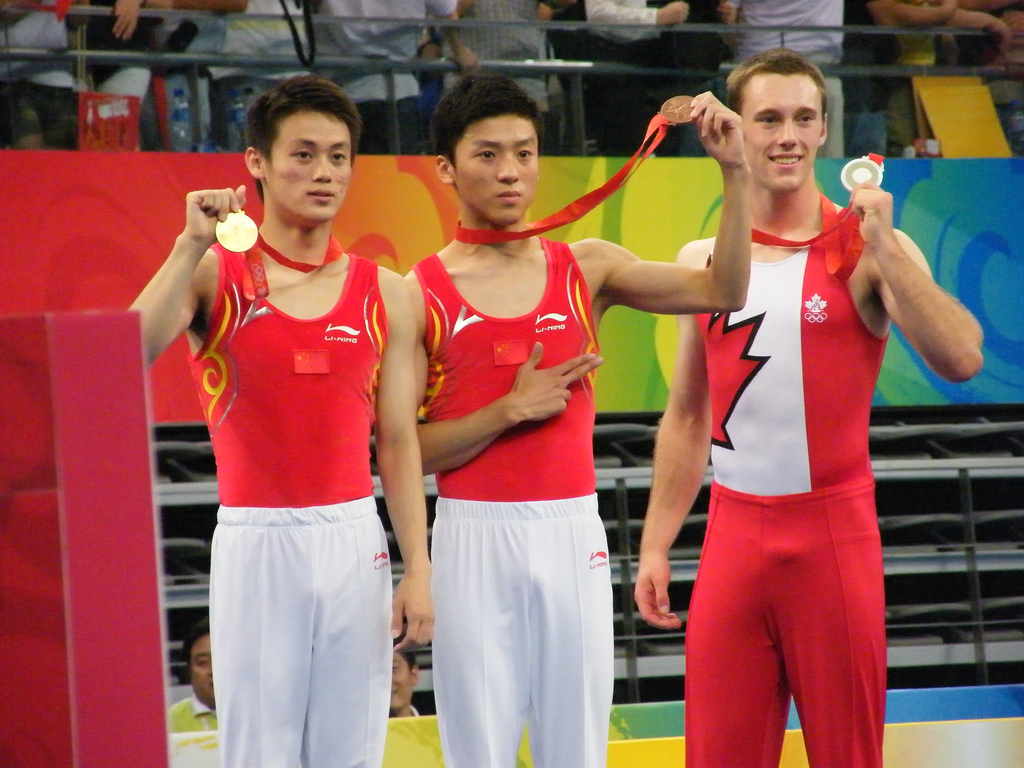
Nach der Siegerehrung im Trampolin 2008: links Olympia Lu Chunlong, in der Mitte Dong Dong mit Bronze
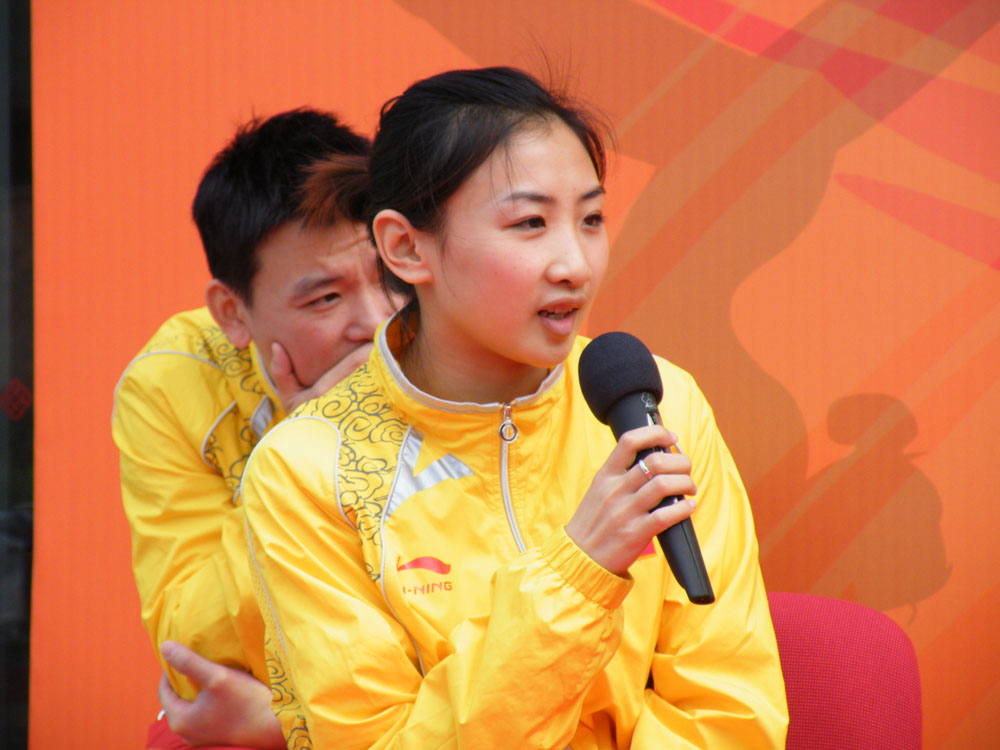
He Wenna, Olympiasieg 2008, Bronze 2012
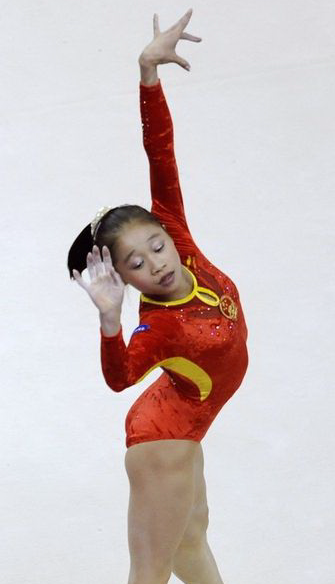
Sui Lu, Silber 2012

#### Volleyball
| Gelbes Symbol für Goldmedaillen mit stilisierten Olympischen Ringen | Graues Symbol für Silbermedaillen mit stilisierten Olympischen Ringen | Braundes Symbol für Bronzemedaillen mit stilisierten Olympischen Ringen |
| ------------------------------------------------------------------- | --------------------------------------------------------------------- | ----------------------------------------------------------------------- |
| 3                                                                   | 1                                                                     | 2                                                                       |

Chinas Volleyballmannschaften nahmen erstmals 1984 teil. Die Männer konnten nach der Vorrunde nur die Platzierungsspiele um die Plätze 5 bis 8 absolvieren und belegten schließlich Rang 8. Die Frauen qualifizierten sich, u. a. mit einem 3:0 über die Bundesrepublik Deutschland, für das Halbfinale. Hier wurde Japan mit 3:0 besiegt. Auch das Finale gegen die USA konnte mit 3:0 gewonnen werden. Damit gewann die Frauenmannschaft die erste olympische Medaille und den ersten Olympiasieg Chinas im Volleyball.
1988 in Seoul waren nur die Frauen qualifiziert. Sie erreichten das Halbfinale und unterlagen dort der Sowjetunion mit 0:3. Das Spiel um Bronze gegen Japan wurde mit 3:0 gewonnen. 1992 verloren die Frauen alle Vorrundenspiele und konnten nur das abschließende Spiel um Platz 7 gegen Gastgeber Spanien gewinnen.
Ganz im Gegensatz zu 1992 gewannen die Frauen 1996 alle fünf Vorrundenspiele. Im Viertelfinale wurde Deutschland mit 3:0, im Halbfinale Russland mit 3:1 geschlagen. Im Finale unterlag das Team Kuba mit 1:3. 2000 in Sydney qualifizierten sich die Frauen wieder für das Viertelfinale, nachdem sie zwei ihrer fünf Vorrundenspiele hatten gewinnen können. Durch die Niederlage gegen Russland reichte es nur für die Platzierungsrunde. Siege gegen Südkorea und Deutschland, beide jeweils mit 3:1, bedeuteten am Ende Rang 5 für China.
2004 in Athen erreichten Chinas Frauen nach vier Vorrundensiegen, u. a. mit 3:0 über Deutschland, das Viertelfinale. Im Viertelfinale wurde Japan mit 3:0 geschlagen, im Halbfinale Kuba mit 3:2. Das Finale gegen Russland konnte mit 3:2 gewonnen werden.
Bei den heimischen Sommerspielen 2008 in Peking waren als Gastgeber auch die Männer wieder mit dabei. Die Männer qualifizierten sich als Gruppenvierter für das Viertelfinale. Hier unterlag man Brasilien mit 0:3 und schied aus. Die Frauen wurden Dritte ihrer Vorrundengruppe und trafen im Viertelfinale auf Russland. Mit einem 3:0-Sieg ging es ins Halbfinale, das gegen Brasilien mit 0:3 verloren ging. Das Spiel um Bronze gegen Kuba gewann China mit 3:1.
In London 2012 war wieder nur die Frauenmannschaft dabei. Als Gruppenzweiter erreichte man das Viertelfinale. Gegner Japan siegte mit 3:2, China schied damit aus. 2016 in Rio de Janeiro wurden die Chinesinnen Vierter ihrer Vorrundengruppe. Sie gewannen zwei ihrer fünf Vorrundenspiele und trafen im Viertelfinale auf Gastgeber Brasilien. Mit einem 3:2-Sieg kam China ins Halbfinale gegen die Niederlande, gegen die sie in der Vorrunde 2:3 verloren hatten. Diesmal siegte China mit 3:1 und qualifizierte sich für das Finale. Finalgegner war Serbien, auch gegen diese Mannschaft hatte China in der Vorrunde verloren (0:3). Im Finale siegten die Chinesinnen mit 3:1 und wurden damit zum dritten Mal Olympiasieger.
| Name                      | Spiele              | Disziplin     | Anmerkung                              |
| ------------------------- | ------------------- | ------------- | -------------------------------------- |
| Frauen-Nationalmannschaft | 1984 Los Angeles    | Frauenturnier | erster Medaillengewinn und Olympiasieg |
| Frauen-Nationalmannschaft | 2004 Athen          | Frauenturnier |                                        |
| Frauen-Nationalmannschaft | 2016 Rio de Janeiro | Frauenturnier |                                        |

| Name                      | Spiele       | Disziplin     | Anmerkung |
| ------------------------- | ------------ | ------------- | --------- |
| Frauen-Nationalmannschaft | 1996 Atlanta | Frauenturnier |           |

| Name                      | Spiele      | Disziplin     | Anmerkung |
| ------------------------- | ----------- | ------------- | --------- |
| Frauen-Nationalmannschaft | 1988 Seoul  | Frauenturnier |           |
| Frauen-Nationalmannschaft | 2008 Peking | Frauenturnier |           |

#### Wasserball
| Gelbes Symbol für Goldmedaillen mit stilisierten Olympischen Ringen | Graues Symbol für Silbermedaillen mit stilisierten Olympischen Ringen | Braundes Symbol für Bronzemedaillen mit stilisierten Olympischen Ringen |
| ------------------------------------------------------------------- | --------------------------------------------------------------------- | ----------------------------------------------------------------------- |
| —                                                                   | —                                                                     | —                                                                       |

Chinas erste Teilnahme bei einem olympischen Wasserballturnier fand 1984 statt. Die Männermannschaft schaffte nur einen Sieg in der Vorrunde und kam damit in die Platzierungsgruppe. Zwei weitere Siege bedeuteten schließlich Platz 9. 1988 wurde das Team punktlos Letzter der Vorrundengruppe. In der Platzierungsgruppe um die Plätze 9 bis 12 gewann man gegen Gastgeber Südkorea und belegte Platz 11.
Erst nach 20 Jahren, bei den heimischen Sommerspielen 2008 in Peking, waren wieder chinesische Mannschaften dabei. Die Männermannschaft wurde wieder punktlos Letzter der Vorrunde. Gegen Deutschland gab es eine 5:6-Niederlage. Auch die Spiele der Platzierungsrunde gingen verloren, damit belegte das Team den zwölften und letzten Platz. Die Frauen gestalteten ihr Turnier erfolgreicher. Mit einem Sieg in der Vorrunde qualifizierten sie sich für das Viertelfinale. Hier verloren sie mit 11:12 gegen Australien, gewannen jedoch das Spiel um Platz 5 gegen Italien mit 10:7.
Auch 2012 in London war die Frauenmannschaft wieder dabei. In der Vorrunde blieb das Team punktlos, kam aber, da das Turnier nur mit acht Mannschaften durchgeführt wurde, ins Viertelfinale. Hier unterlag man Australien mit 2:4 im Fünf-Meter-Schießen, nachdem die reguläre Spielzeit mit 16:16 nach Verlängerung geendet hatte. Die Platzierungsspiele gegen Italien und Russland gewann China, das somit Platz 5 belegte.
2016 in Rio de Janeiro bestand das Turnier wiederum nur aus acht Mannschaften. Wieder verlor China alle Vorrundenspiele. Im Viertelfinale unterlag man Italien mit 7:12, in der Platzierungsrunde im ersten Spiel Spanien mit 6:11. Das Spiel um Platz 7 gegen Gastgeber Brasilien wurde mit 10:5 gewonnen.

#### Wasserspringen
| Gelbes Symbol für Goldmedaillen mit stilisierten Olympischen Ringen | Graues Symbol für Silbermedaillen mit stilisierten Olympischen Ringen | Braundes Symbol für Bronzemedaillen mit stilisierten Olympischen Ringen |
| ------------------------------------------------------------------- | --------------------------------------------------------------------- | ----------------------------------------------------------------------- |
| 40                                                                  | 19                                                                    | 10                                                                      |

Das Wasserspringen entwickelte sich zu Chinas stärkster olympischer Sportart. Hier konnte China die meisten Olympiasiege aller Sportarten feiern. Den ersten Olympiasieg schaffte Zhou Jihong bei der ersten Teilnahme Chinas 1984 in Los Angeles. Sie gewann die Konkurrenz im Turmspringen der Frauen. Die erste Wassersprungmedaille Chinas gewann mit Silber Tan Liangde im Kunstspringen der Männer. Li Kongzheng gewann zudem Bronze im Turmspringen der Männer.
1988 in Seoul konnten die Frauen beide Konkurrenzen gewinnen. Gao Min siegte im Kunstspringen, Li Qing gewann Silber. Im Turmspringen wurde Xu Yanmei Olympiasiegerin. Bei den Männern holten Tan Liangde Silber und Li Deliang Bronze im Kunstspringen sowie Xiong Ni Silber im Turmspringen. 1992 in Barcelona gewannen bei den Frauen Gao Min das Kunstspringen und Fu Mingxia das Turmspringen. Bei den Männern gewann Tang Liangde im Kunstspringen die dritte Silbermedaille in Folge. Das Turmspringen gewann Sun Shuwei, Xiong Ni gewann Bronze. 1996 in Atlanta wurde Fu Mingxia Doppelolympiasiegerin. Sie gewann sowohl das Kunst- als auch das Turmspringen. Bei den Männern siegte Xiong Ni im Kunstspringen, Yu Zhuocheng gewann Silber. Im Turmspringen gewann Xiao Hailiang Bronze.
Ab 2000 in Sydney wurden sowohl im Kunst- als auch im Turmspringen zusätzlich Synchron-Wettbewerbe durchgeführt. Bei den Männern gewannen Xiong Ni das Kunstspringen und Tian Liang das Turmspringen, Hu Jia gewann hier Silber. In den Synchron-Wettbewerben siegten Xiao Hailiang und Xiong Ni im Kunstspringen. Tian Liang und Hu Jia holten Silber im Turmspringen. Bei den Frauen gewann Fu Mingxia mit ihrem Sieg im Kunstspringen ihre vierte Goldmedaille. Guo Jingjing gewann hier Silber. Eine weitere Silbermedaille gewann Li Na im Turmspringen. In den Synchron-Wettbewerben wurde Li Na mit ihrer Partnerin Sang Xue das Turmspringen. Fu Mingxia und Guo Jingjing holten Silber im Kunstspringen. Mit vier Gold- und einer Silbermedaille war Fu Mingxia damit die bislang erfolgreichste Chinesin im Wasserspringen.
In sechs von acht Disziplinen stellte China 2004 in Athen die Olympiasieger, Medaillen wurden in sieben Disziplinen gewonnen. Nur im Synchron-Kunstspringen der Männer gingen die Chinesen leer aus. Olympiasieger wurden bei den Männern Peng Bo im Kunstspringen und Hu Jia im Turmspringen, hier gewann Tian Liang Bronze. Tian wurde mit Yang Jinghui Olympiasieger im Synchronspringen vom Turm. Bei den Frauen siegte Guo Jingjing im Kunstspringen, Wu Minxia gewann Silber. Im Turmspringen holte Lao Lishi Silber. In beiden Synchronwettbewerben triumphierten die Chinesinnen. Wu Minxia und Guo Jingjing gewannen im Kunstspringen, Lao Lishi und Li Ting im Turmspringen.
Das Ergebnis von Athen konnte bei den heimischen Sommerspielen 2008 in Peking noch getoppt werden. In sieben von acht Disziplinen stellte China den Olympiasieger, nur im Turmspringen der Männer wurde die Goldmedaille verpasst. Olympiasieger wurde bei den Männern He Chong im Kunstspringen, Qin Kai gewann Bronze. Qin wurde zusammen mit Wang Feng Olympiasieger im Synchron-Kunstspringen. Vom Turm gewannen Lin Yue und Huo Liang. Im Einzelwettbewerb vom Turm gewann Zhou Lüxin Silber. Bei den Frauen gewann Guo Jingjing das Kunstspringen mit Wu Minxia auf dem Bronzerang. Zusammen wurden sie Olympiasieger im Synchron-Wettbewerb. Das Turmspringen gewann Chen Ruolin mit Wang Xin auf dem Bronzerang. Zusammen gewannen sie den Synchron-Wettbewerb. Guo Jingjing gewann in Peking ihre vierte Goldmedaille. Mit ihren weiteren zwei Silbermedaillen löste sie Fu Mingxia als erfolgreichste chinesische Athletin bei Olympischen Spielen ab.
2012 in London dominierten die Frauen die Wettbewerbe, während die Männer nur in den Synchron-Wettbewerben durch Luo Yutong und Qin Kai im Kunstspringen sowie durch Cao Yuan und Zhang Yanquan im Turmspringen siegten. In den Einzelwettbewerben gewannen Qin Kai Silber und He Chong Bronze im Kunstspringen und Qiu Bo Silber im Turmspringen. Bei den Frauen stellten die Chinesinnen alle Olympiasieger. Wu Minxia siegte im Kunstspringen mit He Zi auf dem Silberrang. Chen Ruolin gewann das Turmspringen. In den Synchron-Wettbewerben siegten He Zi und Wu Minxia im Kunstspringen sowie Chen Ruolin und Wang Hao im Turmspringen.
In Rio de Janeiro 2016 waren die Chinesen wieder so erfolgreich wie 2008. In sieben von acht Disziplinen stellten sie die Olympiasieger, nur im Synchron-Kunstspringen der Männer reichte es nur zu Bronze durch Cao Yuan und Qin Kai. Im Einzelkunstspringen siegte Cao Yuan, im Turmspringen Chen Aisen. Zusammen mit Lin Yue gewann Chen das Synchron-Turmspringen. Bei den Frauen siegte Shi Tingmao im Kunstspringen, He Zi gewann Silber. Das Turmspringen gewann Ren Qian, Si Yajie gewann Silber. Im Synchron-Kunstspringen siegten Shi Tingmao zusammen mit Wu Minxia, Chen Ruolin und Liu Huixia gewannen das Synchron-Turmspringen. Sowohl Chen Ruolin als auch Wu Minxia gewannen hier ihre jeweils fünfte Goldmedaille. Zusammen mit dem Turner Zou Kai sind sie damit die erfolgreichsten Chinesen bei Olympischen Spielen. In der Anzahl der Medaillen liegt Wu mit sieben Medaillen alleine an der Spitze.
| Name                    | Spiele              | Disziplin              | Anmerkung          |
| ----------------------- | ------------------- | ---------------------- | ------------------ |
| Zhou Jihong             | 1984 Los Angeles    | Turmspringen           | erster Olympiasieg |
| Gao Min                 | 1988 Seoul          | Kunstspringen          |                    |
| Xu Yanmei               | 1988 Seoul          | Turmspringen           |                    |
| Sun Shuwei              | 1992 Barcelona      | Turmspringen           |                    |
| Gao Min                 | 1992 Barcelona      | Kunstspringen          |                    |
| Fu Mingxia              | 1992 Barcelona      | Turmspringen           |                    |
| Xiong Ni                | 1996 Atlanta        | Kunstspringen          |                    |
| Fu Mingxia              | 1996 Atlanta        | Kunstspringen          |                    |
| Fu Mingxia              | 1996 Atlanta        | Turmspringen           |                    |
| Xiong Ni                | 2000 Sydney         | Kunstspringen          |                    |
| Tian Liang              | 2000 Sydney         | Turmspringen           |                    |
| Xiao Hailiang Xiong Ni  | 2000 Sydney         | Kunstspringen Synchron |                    |
| Fu Mingxia              | 2000 Sydney         | Kunstspringen          |                    |
| Li Na Sang Xue          | 2000 Sydney         | Turmspringen Synchron  |                    |
| Peng Bo                 | 2004 Athen          | Kunstspringen          |                    |
| Hu Jia                  | 2004 Athen          | Turmspringen           |                    |
| Tian Liang Yang Jinghui | 2004 Athen          | Turmspringen Synchron  |                    |
| Guo Jingjing            | 2004 Athen          | Kunstspringen          |                    |
| Wu Minxia Guo Jingjing  | 2004 Athen          | Kunstspringen Synchron |                    |
| Lao Lishi Li Ting       | 2004 Athen          | Turmspringen Synchron  |                    |
| He Chong                | 2008 Peking         | Kunstspringen          |                    |
| Wang Feng Qin Kai       | 2008 Peking         | Kunstspringen Synchron |                    |
| Lin Yue Huo Liang       | 2008 Peking         | Turmspringen Synchron  |                    |
| Guo Jingjing            | 2008 Peking         | Kunstspringen          |                    |
| Chen Ruolin             | 2008 Peking         | Turmspringen           |                    |
| Guo Jingjing Wu Minxia  | 2008 Peking         | Kunstspringen Synchron |                    |
| Wang Xin Chen Ruolin    | 2008 Peking         | Turmspringen Synchron  |                    |
| Luo Yutong Qin Kai      | 2012 London         | Kunstspringen Synchron |                    |
| Cao Yuan Zhang Yanquan  | 2012 London         | Turmspringen Synchron  |                    |
| Wu Minxia               | 2012 London         | Kunstspringen          |                    |
| Chen Ruolin             | 2012 London         | Turmspringen           |                    |
| He Zi Wu Minxia         | 2012 London         | Kunstspringen Synchron |                    |
| Chen Ruolin Wang Hao    | 2012 London         | Turmspringen Synchron  |                    |
| Cao Yuan                | 2016 Rio de Janeiro | Kunstspringen          |                    |
| Chen Aisen              | 2016 Rio de Janeiro | Turmspringen           |                    |
| Chen Aisen Lin Yue      | 2016 Rio de Janeiro | Turmspringen Synchron  |                    |
| Shi Tingmao             | 2016 Rio de Janeiro | Kunstspringen          |                    |
| Ren Qian                | 2016 Rio de Janeiro | Turmspringen           |                    |
| Shi Tingmao Wu Minxia   | 2016 Rio de Janeiro | Kunstspringen Synchron |                    |
| Chen Ruolin Liu Huixia  | 2016 Rio de Janeiro | Turmspringen Synchron  |                    |

| Name                    | Spiele              | Disziplin              | Anmerkung              |
| ----------------------- | ------------------- | ---------------------- | ---------------------- |
| Tan Liangde             | 1984 Los Angeles    | Kunstspringen          | erster Medaillengewinn |
| Tan Liangde             | 1988 Seoul          | Kunstspringen          |                        |
| Xiong Ni                | 1988 Seoul          | Turmspringen           |                        |
| Li Qing                 | 1988 Seoul          | Kunstspringen          |                        |
| Tan Liangde             | 1992 Barcelona      | Kunstspringen          |                        |
| Yu Zhuocheng            | 1996 Atlanta        | Kunstspringen          |                        |
| Hu Jie                  | 2000 Sydney         | Turmspringen           |                        |
| Tian Liang Hu Jie       | 2000 Sydney         | Turmspringen Synchron  |                        |
| Guo Jingjing            | 2000 Sydney         | Kunstspringen          |                        |
| Li Na                   | 2000 Sydney         | Turmspringen           |                        |
| Guo Jingjing Fu Mingxia | 2000 Sydney         | Kunstspringen Synchron |                        |
| Wu Minxia               | 2004 Athen          | Kunstspringen          |                        |
| Lao Lishi               | 2004 Athen          | Turmspringen           |                        |
| Zhou Lüxin              | 2008 Peking         | Turmspringen           |                        |
| Qin Kai                 | 2012 London         | Kunstspringen          |                        |
| Qiu Bo                  | 2012 London         | Turmspringen           |                        |
| He Zi                   | 2012 London         | Kunstspringen          |                        |
| He Zi                   | 2016 Rio de Janeiro | Kunstspringen          |                        |
| Si Yajie                | 2016 Rio de Janeiro | Turmspringen           |                        |

| Name             | Spiele              | Disziplin             | Anmerkung |
| ---------------- | ------------------- | --------------------- | --------- |
| Li Kongzheng     | 1984 Los Angeles    | Turmspringen          |           |
| Li Deliang       | 1988 Seoul          | Kunstspringen         |           |
| Xiong Ni         | 1992 Barcelona      | Turmspringen          |           |
| Xiao Hailiang    | 1996 Atlanta        | Turmspringen          |           |
| Tian Liang       | 2004 Athen          | Turmspringen          |           |
| Qin Kai          | 2008 Peking         | Kunstspringen         |           |
| Wu Minxia        | 2008 Peking         | Kunstspringen         |           |
| Wang Xin         | 2008 Peking         | Turmspringen          |           |
| He Chong         | 2012 London         | Kunstspringen         |           |
| Cao Yuan Qin Kai | 2016 Rio de Janeiro | Turmspringen Synchron |           |

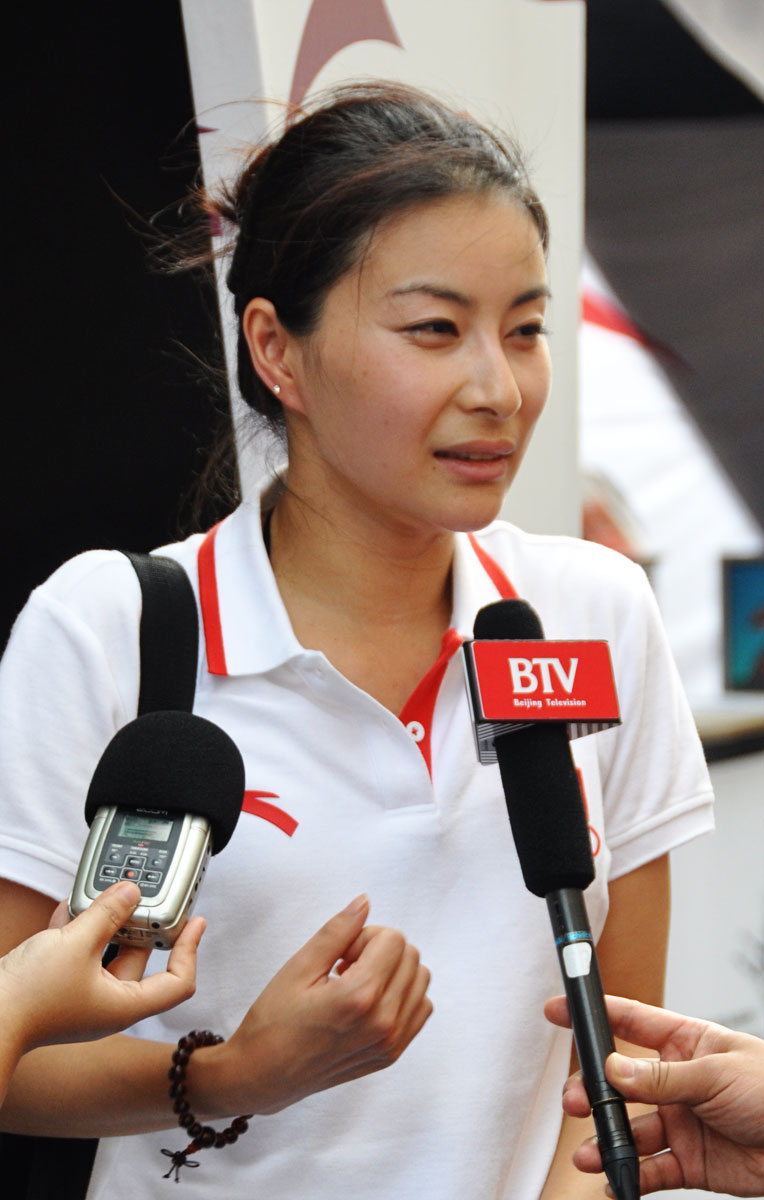
Guo Jingjing, Olympiasiege 2004 und 2008, Silber 2000
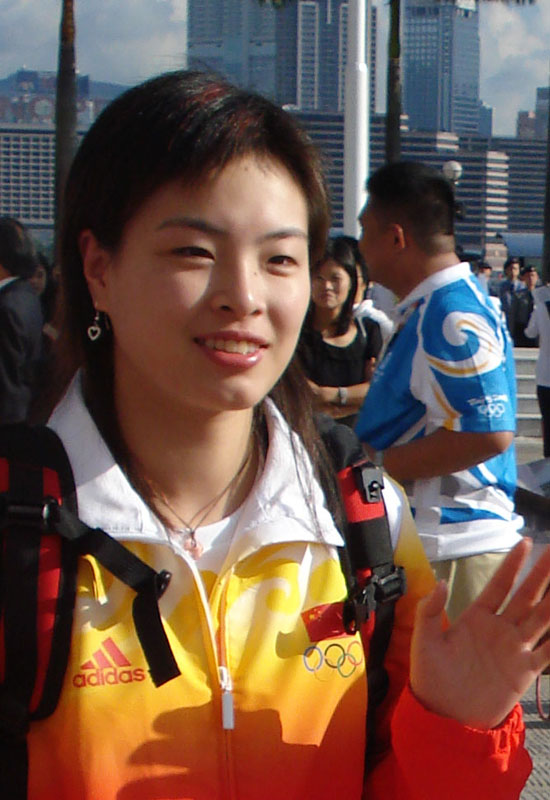
Wu Minxia, erfolgreichste chinesische Olympionikin überhaupt mit fünf Gold-, einer Silber- und einer Bronzemedaille
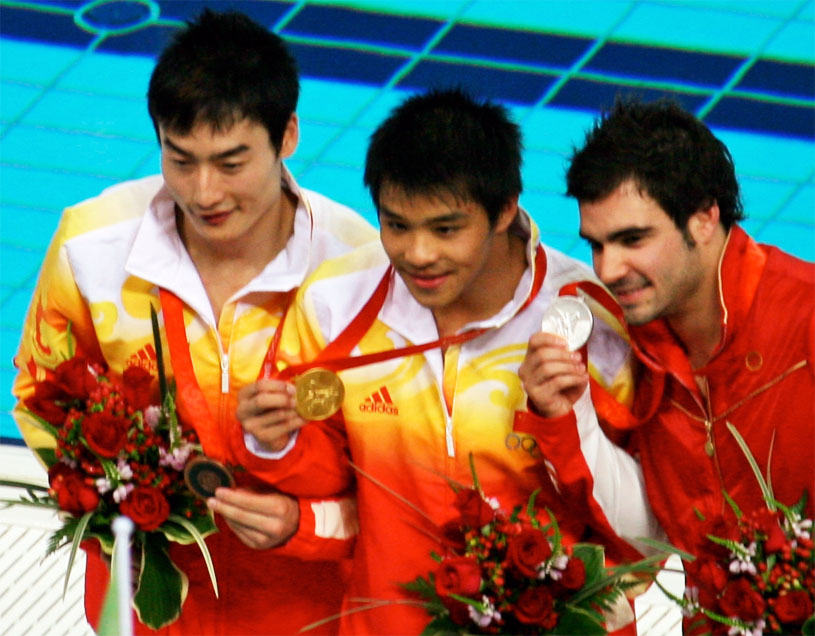
Siegerehrung im Kunstspringen der Männer 2008: links Qin Kai (Bronze), Mitte He Chong (Gold)
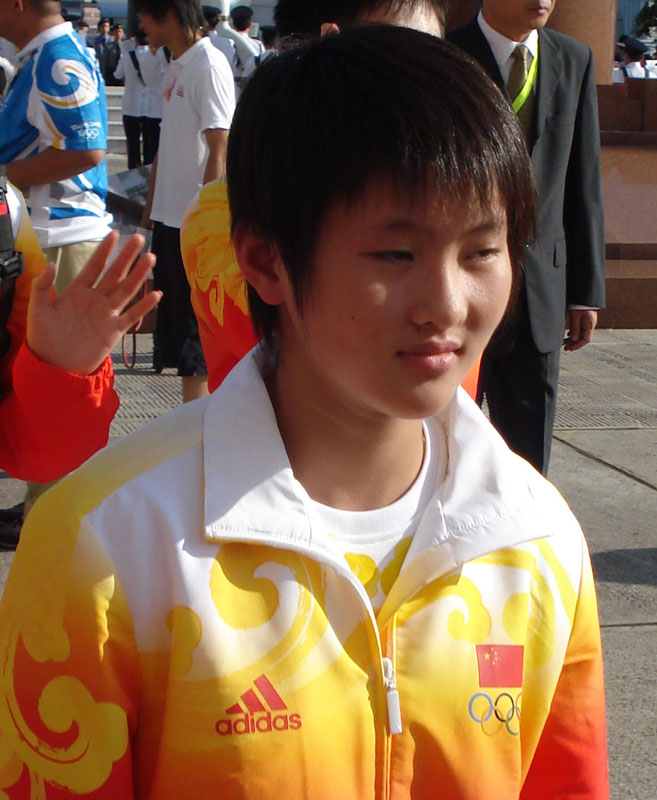
Chen Ruolin, fünf Olympiasiege 2008, 2012 und 2016
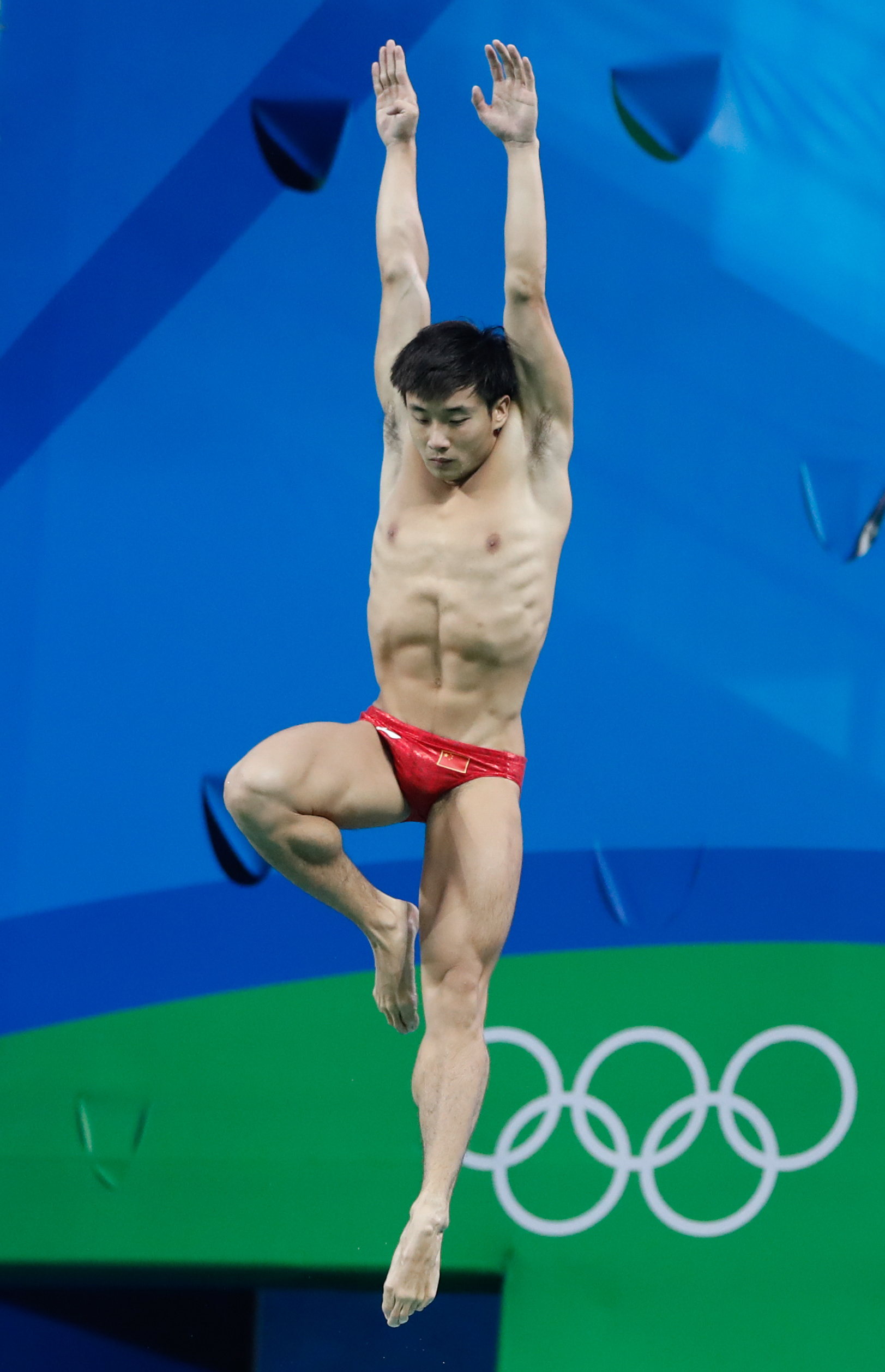
Cao Yuan, Olympiasieg 2012 und 2016, Bronze 2016
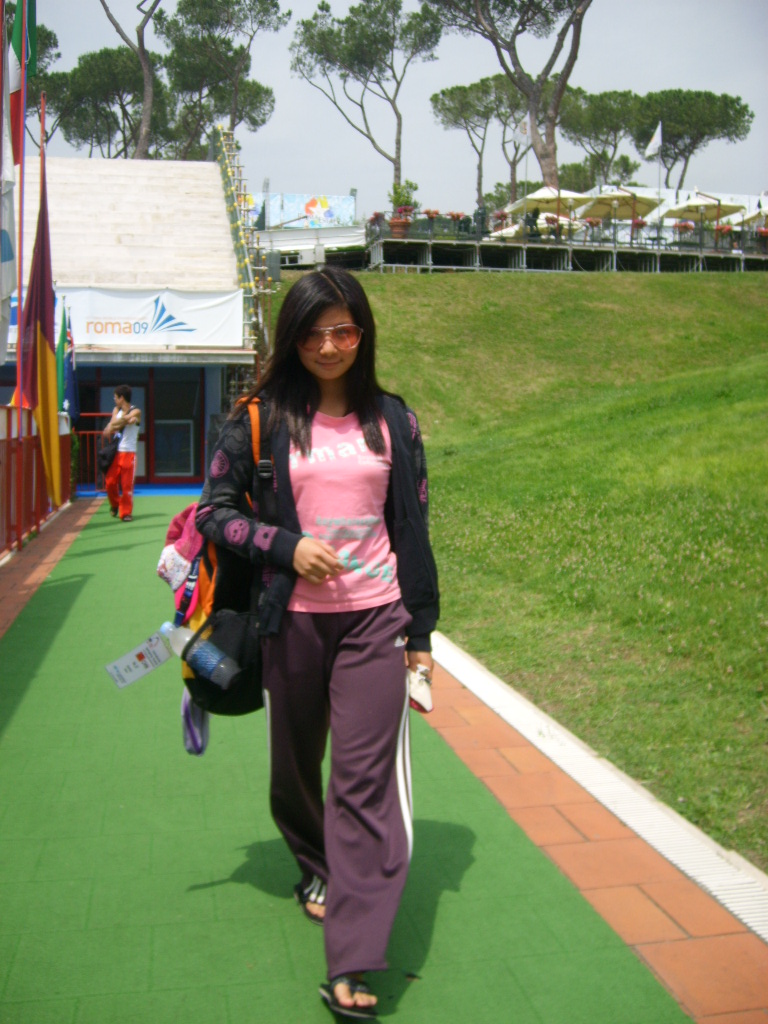
He Zi, Gold und Silber 2012, Silber 2016
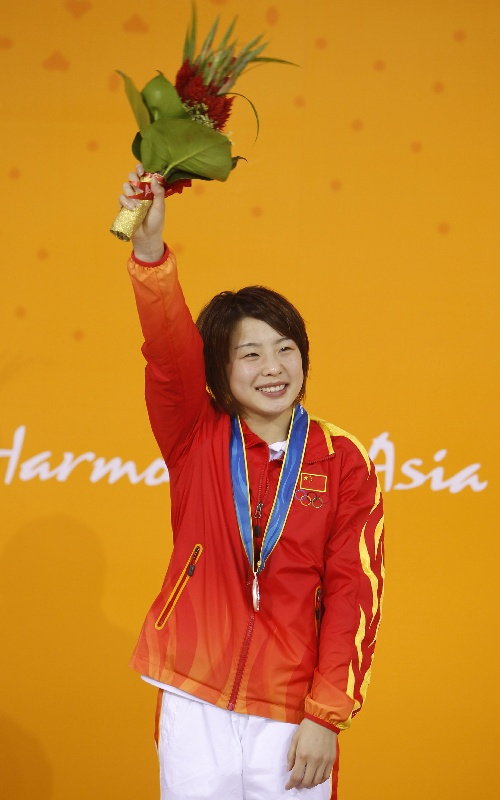
Wang Hao, Olympiasieg 2012

### Winterspiele

#### Biathlon
| Gelbes Symbol für Goldmedaillen mit stilisierten Olympischen Ringen | Graues Symbol für Silbermedaillen mit stilisierten Olympischen Ringen | Braundes Symbol für Bronzemedaillen mit stilisierten Olympischen Ringen |
| ------------------------------------------------------------------- | --------------------------------------------------------------------- | ----------------------------------------------------------------------- |
| —                                                                   | —                                                                     | —                                                                       |

Seit der ersten Teilnahme an Winterspielen gehen chinesische Biathleten an den Start. Die besten Platzierungen erzielten 1998 in Nagano Yu Shuwei mit Platz 5 im Sprint und Platz 9 über 15 Kilometer. Als Mitglied der Frauenstaffel erreichte sie Platz 7. Staffelmitglied war auch Liu Xianying, die 2006 Neunte in der Verfolgung, Siebte im Massenstart und Neunte mit der Staffel wurde.

#### Bobsport
| Gelbes Symbol für Goldmedaillen mit stilisierten Olympischen Ringen | Graues Symbol für Silbermedaillen mit stilisierten Olympischen Ringen | Braundes Symbol für Bronzemedaillen mit stilisierten Olympischen Ringen |
| ------------------------------------------------------------------- | --------------------------------------------------------------------- | ----------------------------------------------------------------------- |
| —                                                                   | —                                                                     | —                                                                       |

2018 in Pyeongchang nahmen erstmals chinesische Bobfahrer teil. Die zwei Zweierbobs und der Viererbob blieben erfolglos.

#### Curling
| Gelbes Symbol für Goldmedaillen mit stilisierten Olympischen Ringen | Graues Symbol für Silbermedaillen mit stilisierten Olympischen Ringen | Braundes Symbol für Bronzemedaillen mit stilisierten Olympischen Ringen |
| ------------------------------------------------------------------- | --------------------------------------------------------------------- | ----------------------------------------------------------------------- |
| —                                                                   | —                                                                     | 1                                                                       |

2010 in Vancouver fand die erste Teilnahme von chinesischen Curlingmannschaften statt. Die Männer vom Harbin CC um Skip Wang Fengchun erreichten nach zwei Siegen in neun Gruppenspielen Rang 8. Gegen die Schweiz verlor das Team mit 5:9, gegen Deutschland mit 6:7. Die Frauen, ebenfalls vom Harbin CC mit Skip Wang Bingyu belegten nach der Vorrunde Platz 3. Sie konnten sechs ihrer neun Spiele gewinnen, darunter ein 8:6 über die Schweiz und ein 9:7 gegen Deutschland. Im Halbfinale unterlag man Schweden mit 4:9. Das Match um die Bronzemedaille, wieder gegen die Schweiz, wurde mit 12:6 gewonnen.
2014 in Sotschi waren beide Mannschaften wieder vom Harbin CC dabei. Die Männer um Skip Liu Rui lagen nach der Vorrunde auf Platz 3. Sie hatten sieben ihrer neun Vorrundenspiele gewinnen können. Gegen die Schweiz gewannen sie mit 5:4, gegen Deutschland mit 11:7. Das Halbfinale gegen Kanada ging mit 6:10 verloren. Auch das Match um Bronze gegen Schweden wurde mit 4:6 verloren. Die Frauen, wieder mit Skip Wang Bingyu, belegten nach der Vorrunde Platz 7. Es gelangen nur vier Siege in neun Spielen. Gegen die Schweiz verlor man mit 6:10.
2018 in Pyeongchang schied die Frauenmannschaft als Gruppenfünfte aus. Die Schweizer Mannschaft wurde mit 7:2 besiegt. In der gemischten Staffel, seit 2018 neu im olympischen Programm, lag das chinesische Duo punktgleich mit Norwegen auf dem vierten Platz. Das Schweizer Duo wurde mit 7:5 besiegt. Den Tiebreak zur Halbfinalqualifikation verloren die Chinesen gegen Norwegen mit 7:9.
| Name                          | Spiele         | Disziplin     | Anmerkung              |
| ----------------------------- | -------------- | ------------- | ---------------------- |
| Nationalmannschaft der Frauen | 2010 Vancouver | Frauenturnier | erster Medaillengewinn |

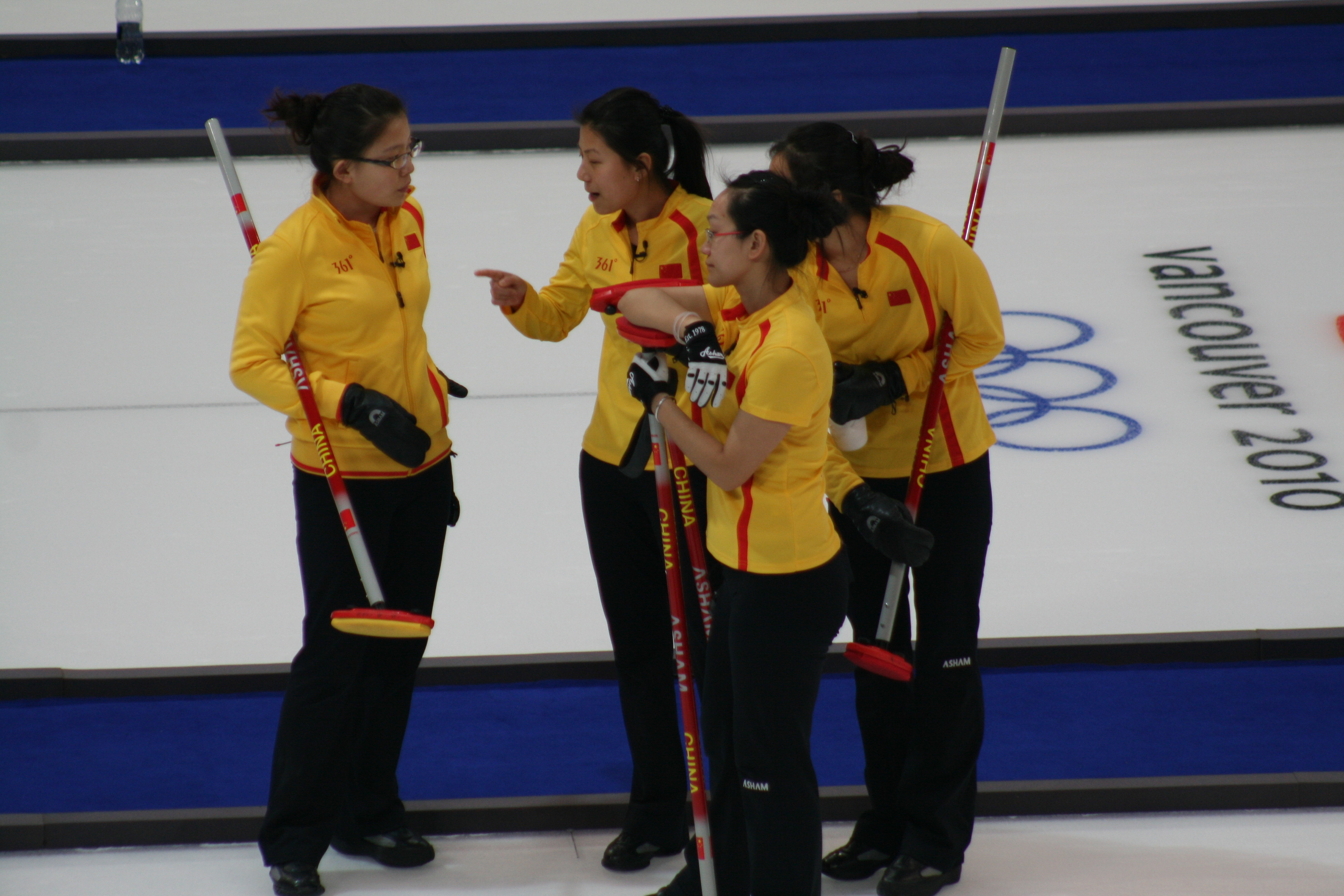
Die Frauenmannschaft 2010 im Vorrundenspiel gegen Dänemark (v. l. n. r.): Skip Wang Bingyu, Third Liu Yin, Lead Zhou Yan und Second Yue Qingshuang

#### Eishockey
| Gelbes Symbol für Goldmedaillen mit stilisierten Olympischen Ringen | Graues Symbol für Silbermedaillen mit stilisierten Olympischen Ringen | Braundes Symbol für Bronzemedaillen mit stilisierten Olympischen Ringen |
| ------------------------------------------------------------------- | --------------------------------------------------------------------- | ----------------------------------------------------------------------- |
| —                                                                   | —                                                                     | —                                                                       |

Im olympischen Eishockey war China bislang dreimal durch Frauenteams vertreten. Gleich die erste Teilnahme 1998 in Nagano war die erfolgreichste. Mit zwei Siegen in fünf Vorrundenspielen belegte das Team Platz 4 und war damit für das Spiel um Bronze qualifiziert. Gegen Finnland verlor man 1:4. 2002 in Salt Lake City erreichte man in der Vorrunde nur ein Unentschieden, ein 5:5 gegen Deutschland. Damit war man Letzter der Gruppe. In den Platzierungsspielen verlor man zuerst gegen Russland mit 1:4. Im Spiel um Platz 7 konnte Kasachstan mit 2:1 nach Verlängerung geschlagen werden.
Die dritte Teilnahme fand 2010 in Vancouver statt. Alle drei Vorrundenspiele gingen verloren. Auch das Spiel in der Platzierungsrunde gegen die Schweiz wurde mit 0:6 verloren. Erst im Spiel um Platz 7 gegen die Slowakei gelang der einzige Turniersieg mit 3:1.

#### Eiskunstlauf
| Gelbes Symbol für Goldmedaillen mit stilisierten Olympischen Ringen | Graues Symbol für Silbermedaillen mit stilisierten Olympischen Ringen | Braundes Symbol für Bronzemedaillen mit stilisierten Olympischen Ringen |
| ------------------------------------------------------------------- | --------------------------------------------------------------------- | ----------------------------------------------------------------------- |
| 1                                                                   | 3                                                                     | 4                                                                       |

1980 in Lake Placid nahmen die ersten chinesischen Eiskunstläufer teil. Erste Erfolge stellten sich 1992 ein, als Chen Lu im Dameneinzel Platz 6 belegte. 1994 in Lillehammer gewann sie Bronze und konnte diesen Erfolg 1998 in Nagano wiederholen. Im Paarlauf erreichten Shen Xue und Zhao Hongbo Platz 5. Das Paar gewann 2002 in Salt Lake City Bronze.
2006 in Turin gab es zwei Medaillen im Paarlauf. Zhang Dan und Zhan Dao gewannen Silber vor ihren Landsleuten Shen Xue und Zhao Hongbo. 2010 in Vancouver dominierten chinesische Paare den Paarlauf. Shen Xue und Zhao Hongbo wurden die ersten chinesischen Olympiasieger im Eiskunstlauf. Pang Qing und Tong Jian gewannen Silber, Zhang Dan und Zhang Hao erreichten Platz 5. 2014 in Sotschi erreichte das Paar Pang Qing und Tong Jian Platz 4. In Pyeongchang 2018 gewannen Sui Wenjing und Han Cong Silber im Paarlauf. Jin Boyang wurde im Einzel der Männer Vierter.
| Name                 | Spiele         | Disziplin | Anmerkung          |
| -------------------- | -------------- | --------- | ------------------ |
| Shen Xue Zhao Hongbo | 2010 Vancouver | Paarlauf  | erster Olympiasieg |

| Name                 | Spiele           | Disziplin | Anmerkung |
| -------------------- | ---------------- | --------- | --------- |
| Shen Xue Zhao Hongbo | 2006 Turin       | Paarlauf  |           |
| Pang Qing Tong Jian  | 2010 Vancouver   | Paarlauf  |           |
| Sui Wenjing Han Cong | 2018 Pyeongchang | Paarlauf  |           |

| Name                 | Spiele              | Disziplin | Anmerkung              |
| -------------------- | ------------------- | --------- | ---------------------- |
| Chen Lu              | 1994 Lillehammer    | Einzel    | erster Medaillengewinn |
| Chen Lu              | 1998 Nagano         | Einzel    |                        |
| Shen Xue Zhao Hongbo | 2002 Salt Lake City | Paarlauf  |                        |
| Shen Xue Zhao Hongbo | 2006 Turin          | Paarlauf  |                        |

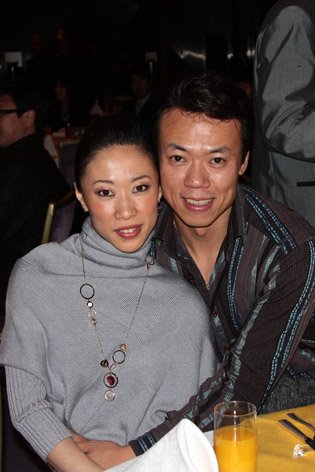
Shen Xue (l.) und Zhao Hongbo, Bronze 2002 und 2006, Olympiasieg 2010
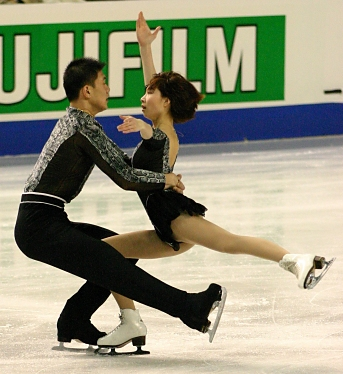
Zhang Dan (r.) und Zhang Hao, Silber 2006
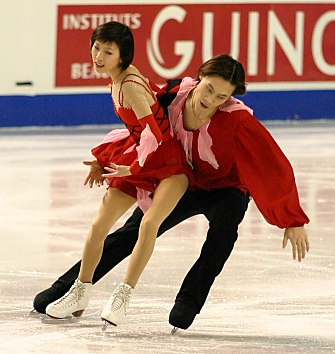
Pang Qing (l.) und Tong Jian, Silber 2010
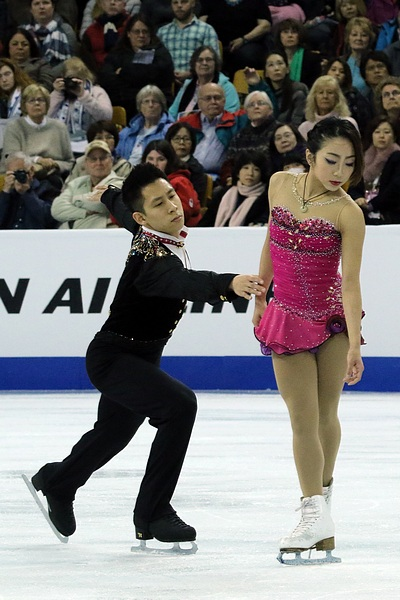
Sui Wenjing und Han Cong, Silber 2018

#### Eisschnelllauf
| Gelbes Symbol für Goldmedaillen mit stilisierten Olympischen Ringen | Graues Symbol für Silbermedaillen mit stilisierten Olympischen Ringen | Braundes Symbol für Bronzemedaillen mit stilisierten Olympischen Ringen |
| ------------------------------------------------------------------- | --------------------------------------------------------------------- | ----------------------------------------------------------------------- |
| 1                                                                   | 3                                                                     | 4                                                                       |

Die ersten chinesischen Eisschnellläufer gingen 1980 in Lake Placid an den Start. 1992 gewann Ye Qiaobo die ersten Medaillen für China im Eisschnelllauf. Über 500 und 1000 Meter gewann sie jeweils Silber. 1994 in Lillehammer kam eine Bronzemedaille über 1000 Meter hinzu. Xue Ruihong lief über 500 Meter auf Platz 4, ebenso wie bei den Männern Liu Hongbo über 500 und 1000 Meter.
Erst 2006 in Turin waren chinesische Eisschnellläufer wieder erfolgreich. Im 500-Meter-Wettbewerb der Frauen gewann Wang Manli Silber, ihre Teamkameradin Ren Hui gewann Bronze. Bei den Männern lief Yu Fengtong über 500 Meter auf Platz 5. In Vancouver 2010 erreichte Yu Platz 7. Bei den Frauen gewann über die gleiche Distanz Wang Beixing Bronze. Zhang Shuang wurde Siebte, Jin Peiyu Achte. Zhang Hong wurde 2014 in Sotschi die erste chinesische Olympiasiegerin im Eisschnelllauf. Sie siegte im Wettbewerb über 1000 Meter. Über 500 Meter wurde sie Vierte, Wang Beixin Siebte. 2018 in Pyeongchang gewann Gao Tingyu Bronze über 500 Meter. im Massenstartrennen der Frauen erreichte Li Dan Platz 5.
| Name       | Spiele       | Disziplin  | Anmerkung          |
| ---------- | ------------ | ---------- | ------------------ |
| Zhang Hong | 2014 Sotschi | 1000 Meter | erster Olympiasieg |

| Name       | Spiele           | Disziplin  | Anmerkung              |
| ---------- | ---------------- | ---------- | ---------------------- |
| Ye Qiaobo  | 1992 Albertville | 500 Meter  | erster Medaillengewinn |
| Ye Qiaobo  | 1992 Albertville | 1000 Meter |                        |
| Wang Manli | 2006 Turin       | 500 Meter  |                        |

| Name        | Spiele           | Disziplin  | Anmerkung |
| ----------- | ---------------- | ---------- | --------- |
| Ye Qiaobo   | 1994 Lillehammer | 1000 Meter |           |
| Ren Hui     | 2006 Turin       | 1000 Meter |           |
| Wang Beixin | 2010 Vancouver   | 500 Meter  |           |
| Gao Tingyu  | 2018 Pyeongchang | 500 Meter  |           |

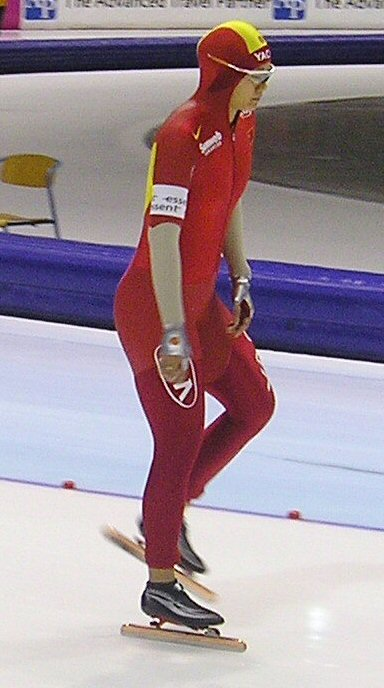
Ren Hui, Bronze 2006
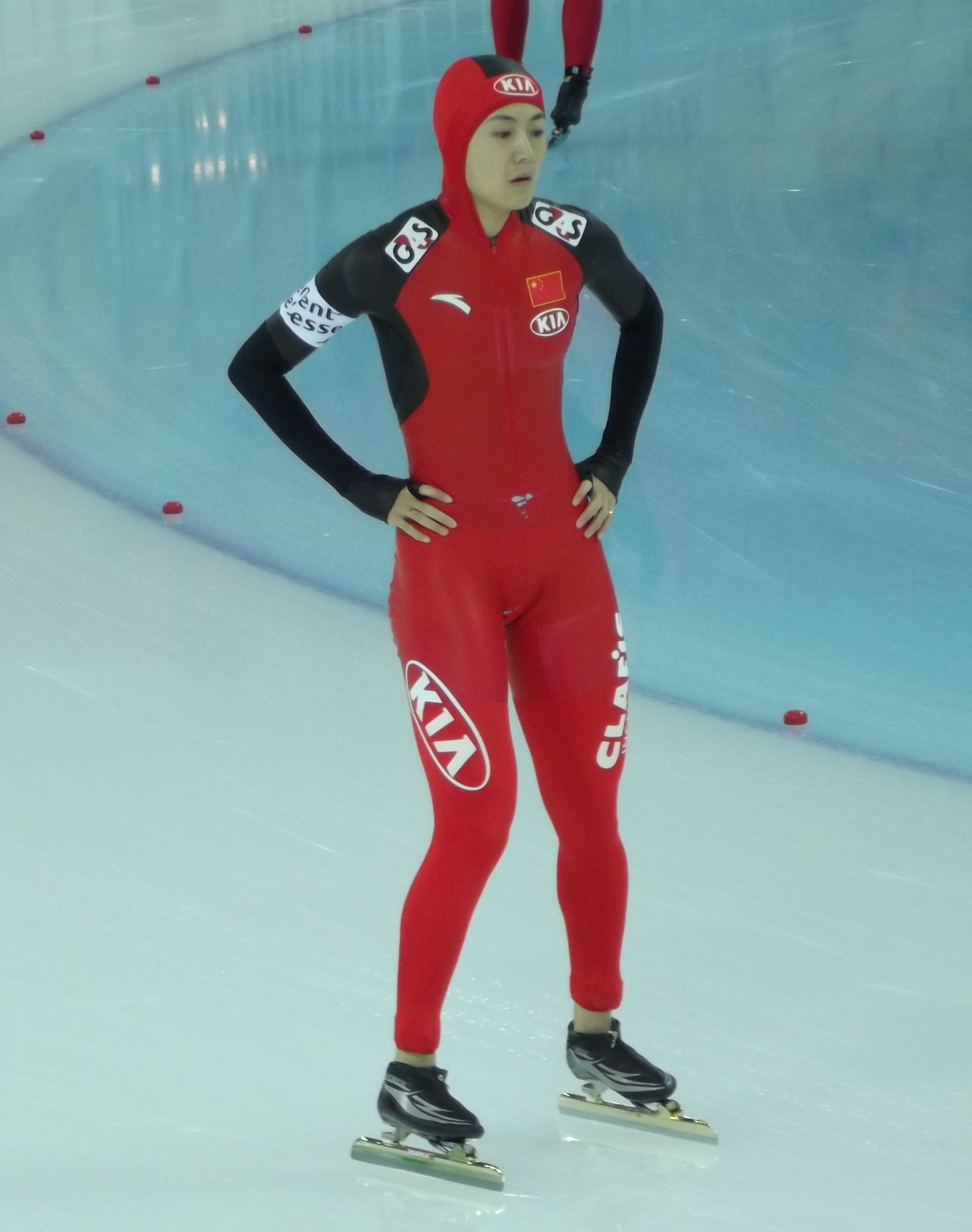
Wang Beixin, Bronze 2010
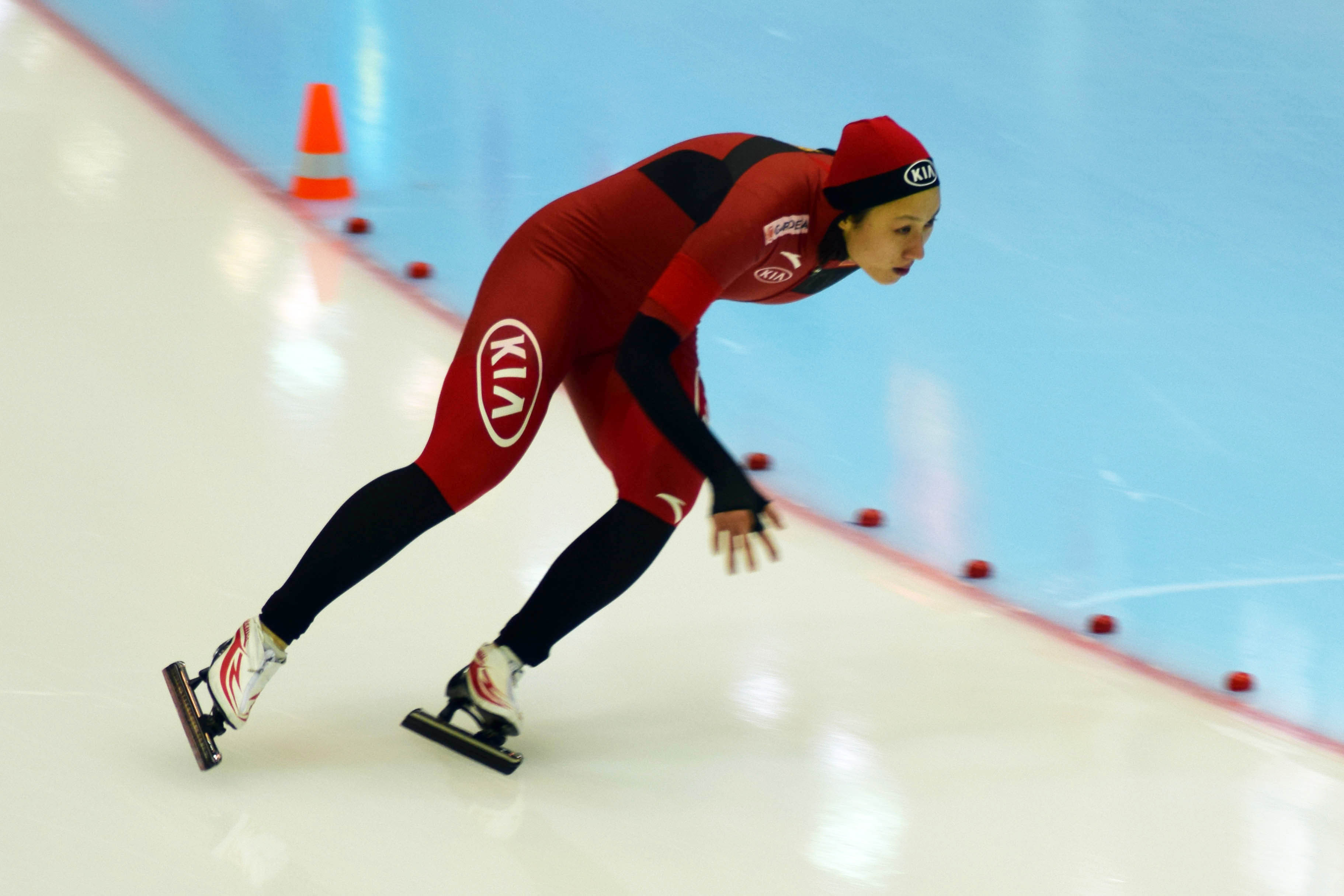
Zhang Hong, Olympiasiegerin 2014

#### Freestyle Ski
| Gelbes Symbol für Goldmedaillen mit stilisierten Olympischen Ringen | Graues Symbol für Silbermedaillen mit stilisierten Olympischen Ringen | Braundes Symbol für Bronzemedaillen mit stilisierten Olympischen Ringen |
| ------------------------------------------------------------------- | --------------------------------------------------------------------- | ----------------------------------------------------------------------- |
| 1                                                                   | 6                                                                     | 4                                                                       |

Die ersten chinesischen Freestyle-Skifahrer gingen 1994 in Lillehammer an den Start. Die erste Medaille gewann 1998 in Nagano Xu Nannan mit Silber im Springen. Guo Dandan wurde Siebte. 2002 in Salt Lake City erreichte Li Nina Platz 5. Vier Jahre später in Turin gewann sie Silber. Xu Nannan wurde Vierte, Guo Xinxin Sechste. Bei den Männern sprang Han Xiaopeng zur ersten chinesischen Goldmedaille im Freestyle Ski.
2010 in Vancouver wiederholte Li Nina ihre Silbermedaille. Guo Xinxin gewann Bronze, Xu Mengtao wurde Sechste, Cheng Shuang Siebte. Bei den Männern gewann Liu Zhongqing Bronze. Die Erfolgsserie im Springen ging 2014 in Sotschi weiter. Bei den Männern gewann Jia Zongyang Bronze, Qi Guangpu wurde Vierter. Bei den Frauen gewann Xu Mengtao Silber, Li Nina wurde Vierte, Cheng Shuang Fünfte.
Auch in Pyeongchang waren die Springer die erfolgreichsten chinesischen Freestylefahrer. Jia Zongyang gewann Silber bei den Männern. Bei den Frauen gewannen Zhang Xin Silber und Kong Fanyu Bronze.
| Name         | Spiele     | Disziplin | Anmerkung          |
| ------------ | ---------- | --------- | ------------------ |
| Han Xiaopeng | 2006 Turin | Springen  | erster Olympiasieg |

| Name         | Spiele           | Disziplin | Anmerkung              |
| ------------ | ---------------- | --------- | ---------------------- |
| Xu Nannan    | 1998 Nagano      | Springen  | erster Medaillengewinn |
| Li Nina      | 2006 Turin       | Springen  |                        |
| Li Nina      | 2010 Vancouver   | Springen  |                        |
| Xu Mengtao   | 2014 Sotschi     | Springen  |                        |
| Jia Zongyang | 2018 Pyeongchang | Springen  |                        |
| Zhang Xin    | 2018 Pyeongchang | Springen  |                        |

| Name          | Spiele           | Disziplin | Anmerkung |
| ------------- | ---------------- | --------- | --------- |
| Liu Zhongqing | 2010 Vancouver   | Springen  |           |
| Guo Xinxin    | 2010 Vancouver   | Springen  |           |
| Jia Zongyang  | 2014 Sotschi     | Springen  |           |
| Kong Fanyu    | 2018 Pyeongchang | Springen  |           |

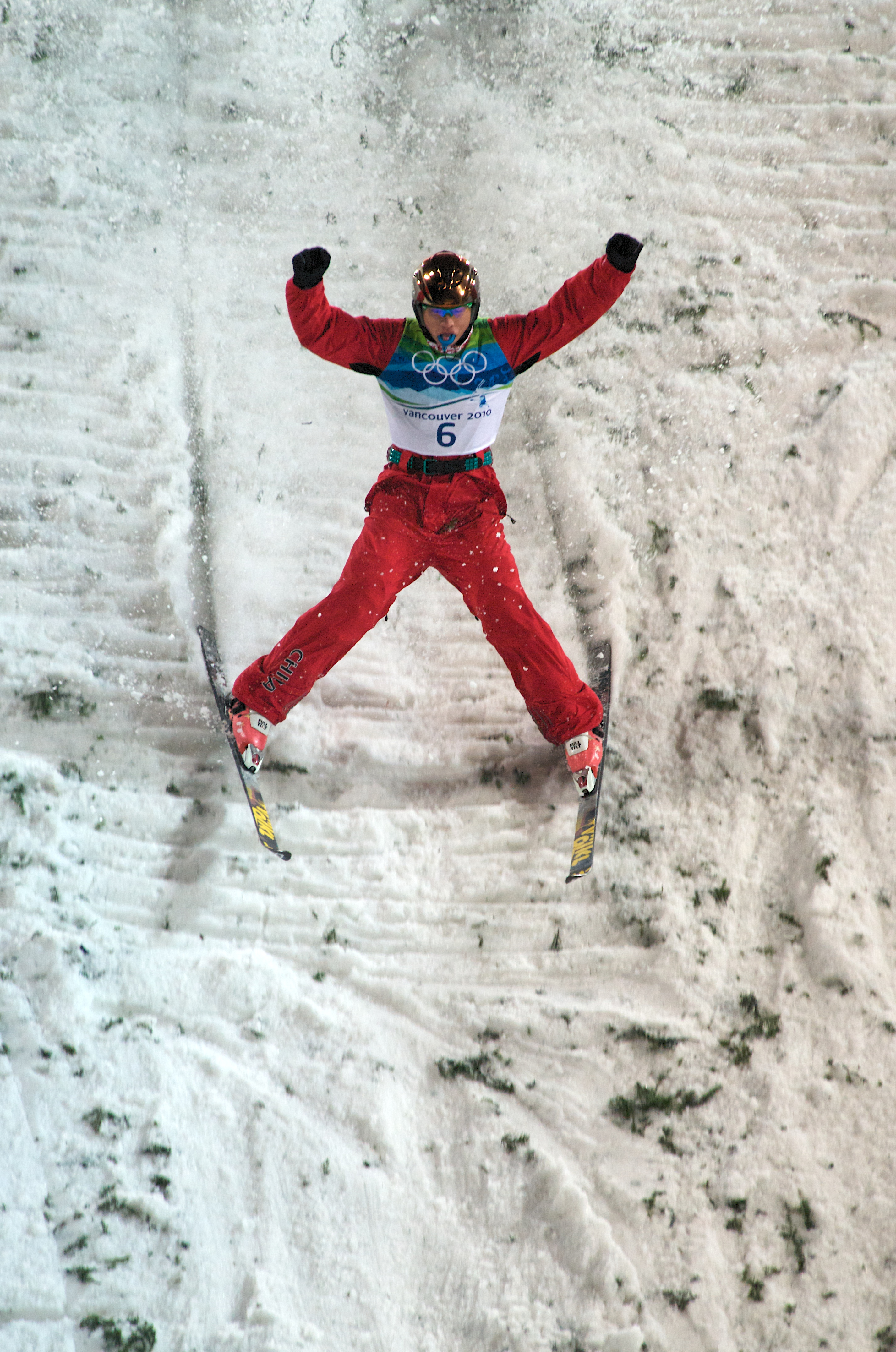
Liu Zhongqing, Bronze 2010
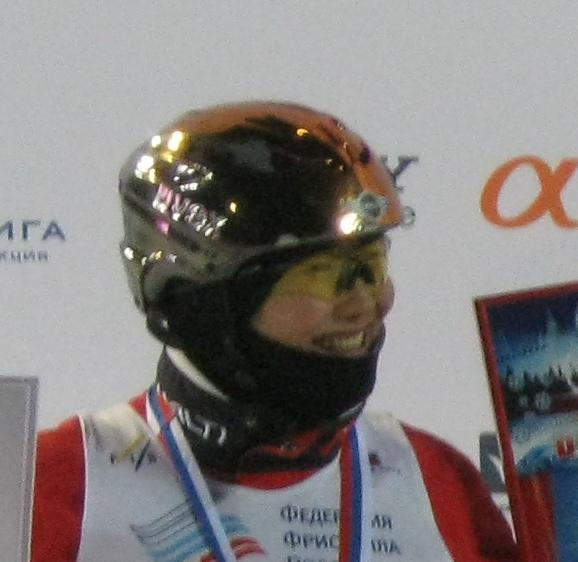
Xu Mengtao, Silber 2014
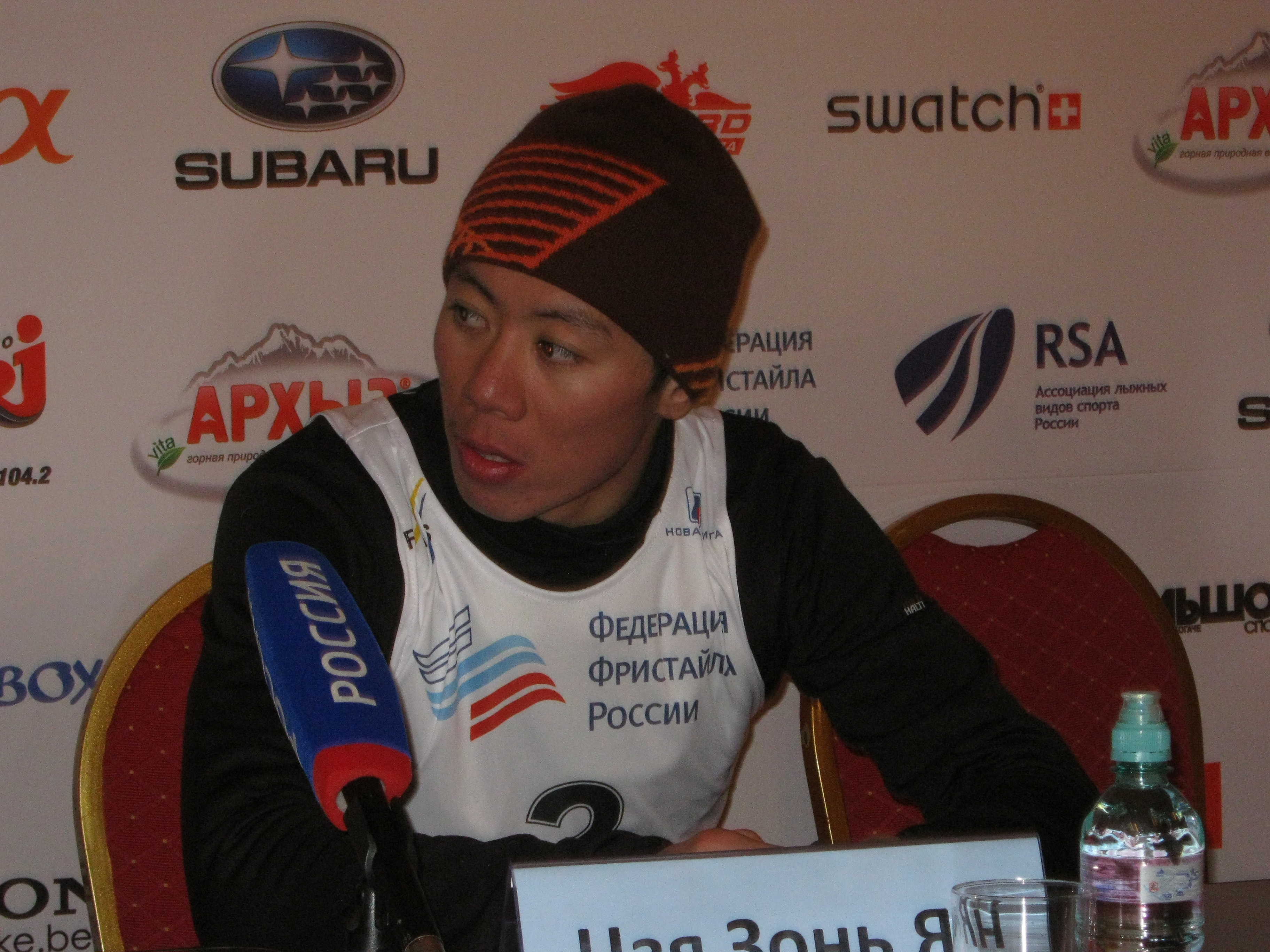
Jia Zongyang, Bronze 2014, Silber 2018

#### Short Track
| Gelbes Symbol für Goldmedaillen mit stilisierten Olympischen Ringen | Graues Symbol für Silbermedaillen mit stilisierten Olympischen Ringen | Braundes Symbol für Bronzemedaillen mit stilisierten Olympischen Ringen |
| ------------------------------------------------------------------- | --------------------------------------------------------------------- | ----------------------------------------------------------------------- |
| 10                                                                  | 15                                                                    | 8                                                                       |

Das seit 1992 im olympischen Programm stehende Short Track ist Chinas erfolgreichste Wintersportart. Schon bei der ersten Teilnahme gab es den ersten Medaillengewinn durch Li Yan mit Silber über 500 Meter. 1994 in Lillehammer gewann Zhang Yanwei Silber über 500 Meter, über 1000 Meter wurde sie Vierte, Yang Yang (S) Fünfte.
1998 in Nagano konnten Medaillen in allen Disziplinen, in denen chinesische Shorttracker antraten, gewonnen werden. Bei den Männern gewann An Yulong Silber über 500 Meter, Li Jiajun über 1000 Meter. Beide waren Mitglied der Staffel, die Bronze gewann. Bei den Frauen gewann Yang Yang (S) Silber über 500 Meter und 1000 Meter. Sie war auch Mitglied der Staffel, die ebenfalls Silber gewann.
2002 in Salt Lake City wurden die ersten Olympiasiege im Short Track eingefahren. Yang Yang (A) siegte über 500 und 1000 Meter. Über 1500 Meter fuhr sie auf Platz 4. Wang Chunlu gewann über 500 Meter und Yang Yang (S) über 1000 Meter Bronze. Alle drei waren Mitglied der Staffel, die die Silbermedaille gewann. Bei den Männern gewann Li Jiajun Silber über 1500 Meter. Über 500 Meter erreichte Feng Kai Platz 4. Beide liefen in der Staffel zur Bronzemedaille.
2006 in Turin gewann Li Jiajun Bronze über 1500 Meter. Über 1000 Meter erreichte er Platz 5, direkt hinter seinem Teamkameraden Li Ye auf Platz 5. Die Staffel belegte Platz 5. Bei den Frauen wurde Wang Meng Olympiasiegerin über 500 Meter. Über 1000 Meter gewann sie Silber, über 1500 Meter Bronze. Yang Yang (A) gewann Bronze über 1000 Meter.
Die Chinesinnen stellten 2010 in Vancouver alle vier Olympiasiegerinnen. Wang Meng siegte über 500 und 1000 Meter, Zhou Yang über 1500 Meter, über 500 Meter belegte sie Rang 5. Beide liefen in der Frauenstaffel zur vierten Goldmedaille. Die Männer gingen leer aus. Die Staffel belegte Platz 4. Sechste Plätze erreichten Han Jialiang über 1000 Meter und Liang Wenhao über 1500 Meter.
In Sotschi 2014 gewannen bei den Männern Wu Dajing Silber über 500 Meter und Han Tianyu Silber über 1500 Meter. Über 500 Meter erreichten Liang Wenhao Platz 4 und Han Platz 5, über 1000 Meter wurden Wu Vierter und Han Fünfter, über 1500 belegte Chen Dequan Platz 6. Chen Wu und Han liefen auch in der Staffel, die Bronze gewann. Bei den Frauen wurden Li Jianrou über 500 Meter und Zhou Yang über 1500 Meter Olympiasiegerinnen. Fan Kexin gewann über 1000 Meter Silber. Über 500 Meter erreichten Liu Qiuhong Platz 4 und Fan Platz 5. Li wurde über 1000 Meter Achte. Die Frauenstaffel mit Fan, Li, Liu und Zhou wurde Siebte.
In Pyeongchang 2018 wurde Wu Dajing Olympiasieger über 500 Meter. Mit der Staffel gewann er außerdem die Silbermedaille. Ebenfalls Silber gewann bei den Frauen Li Jinyu über 1500 Meter.
| Name                                     | Spiele              | Disziplin     | Anmerkung          |
| ---------------------------------------- | ------------------- | ------------- | ------------------ |
| Yang Yang (A)                            | 2002 Salt Lake City | 500 Meter     | erster Olympiasieg |
| Yang Yang (A)                            | 2002 Salt Lake City | 1000 Meter    |                    |
| Wang Meng                                | 2006 Turin          | 500 Meter     |                    |
| Wang Meng                                | 2010 Vancouver      | 500 Meter     |                    |
| Wang Meng                                | 2010 Vancouver      | 1000 Meter    |                    |
| Zhou Yang                                | 2010 Vancouver      | 1500 Meter    |                    |
| Sun Linlin Wang Meng Zhang Hui Zhou Yang | 2010 Vancouver      | Frauenstaffel |                    |
| Li Jianrou                               | 2014 Sotschi        | 500 Meter     |                    |
| Zhou Yang                                | 2014 Sotschi        | 1500 Meter    |                    |
| Wu Dajing                                | 2018 Pyeongchang    | 500 Meter     |                    |

| Name                                                  | Spiele              | Disziplin     | Anmerkung              |
| ----------------------------------------------------- | ------------------- | ------------- | ---------------------- |
| Li Yan                                                | 1992 Albertville    | 500 Meter     | erster Medaillengewinn |
| Zhang Yanmei                                          | 1994 Lillehammer    | 500 Meter     |                        |
| An Yulong                                             | 1998 Nagano         | 500 Meter     |                        |
| Li Jiajun                                             | 1998 Nagano         | 1000 Meter    |                        |
| Yang Yang (S)                                         | 1998 Nagano         | 500 Meter     |                        |
| Yang Yang (S)                                         | 1998 Nagano         | 1000 Meter    |                        |
| Yang Yang (A) Yang Yang (S) Wang Chunlu Sun Dandan    | 1998 Nagano         | Frauenstaffel |                        |
| Li Jiajun                                             | 2002 Salt Lake City | 1500 Meter    |                        |
| Yang Yang (A) Yang Yang (S) Wang Chunlu Sun Dandan    | 2002 Salt Lake City | Frauenstaffel |                        |
| Wang Meng                                             | 2006 Turin          | 1000 Meter    |                        |
| Wu Dajing                                             | 2014 Sotschi        | 500 Meter     |                        |
| Han Tianyu                                            | 2014 Sotschi        | 1500 Meter    |                        |
| Fan Kexin                                             | 2014 Sotschi        | 1000 Meter    |                        |
| Chen Dequan Han Tianyu Ren Ziwei Wu Dajing Xu Hongzhi | 2018 Pyeongchang    | Männerstaffel |                        |
| Wang Meng                                             | 2018 Pyeongchang    | 1000 Meter    |                        |

| Name                                         | Spiele              | Disziplin     | Anmerkung |
| -------------------------------------------- | ------------------- | ------------- | --------- |
| Li Jiajun Feng Kai Yuan Ye An Yulong         | 1998 Nagano         | Männerstaffel |           |
| Li Jiajun Feng Kai Guo Wei Li Ye An Yulong   | 2002 Salt Lake City | Männerstaffel |           |
| Wang Chunlu                                  | 2002 Salt Lake City | 500 Meter     |           |
| Yang Yang (S)                                | 2002 Salt Lake City | 1000 Meter    |           |
| Li Jiajun                                    | 2006 Turin          | 1500 Meter    |           |
| Yang Yang (A)                                | 2006 Turin          | 1000 Meter    |           |
| Wang Meng                                    | 2006 Turin          | 1500 Meter    |           |
| Chen Dequan Han Tianyu Shi Jingnan Wu Dajing | 2014 Sotschi        | Männerstaffel |           |

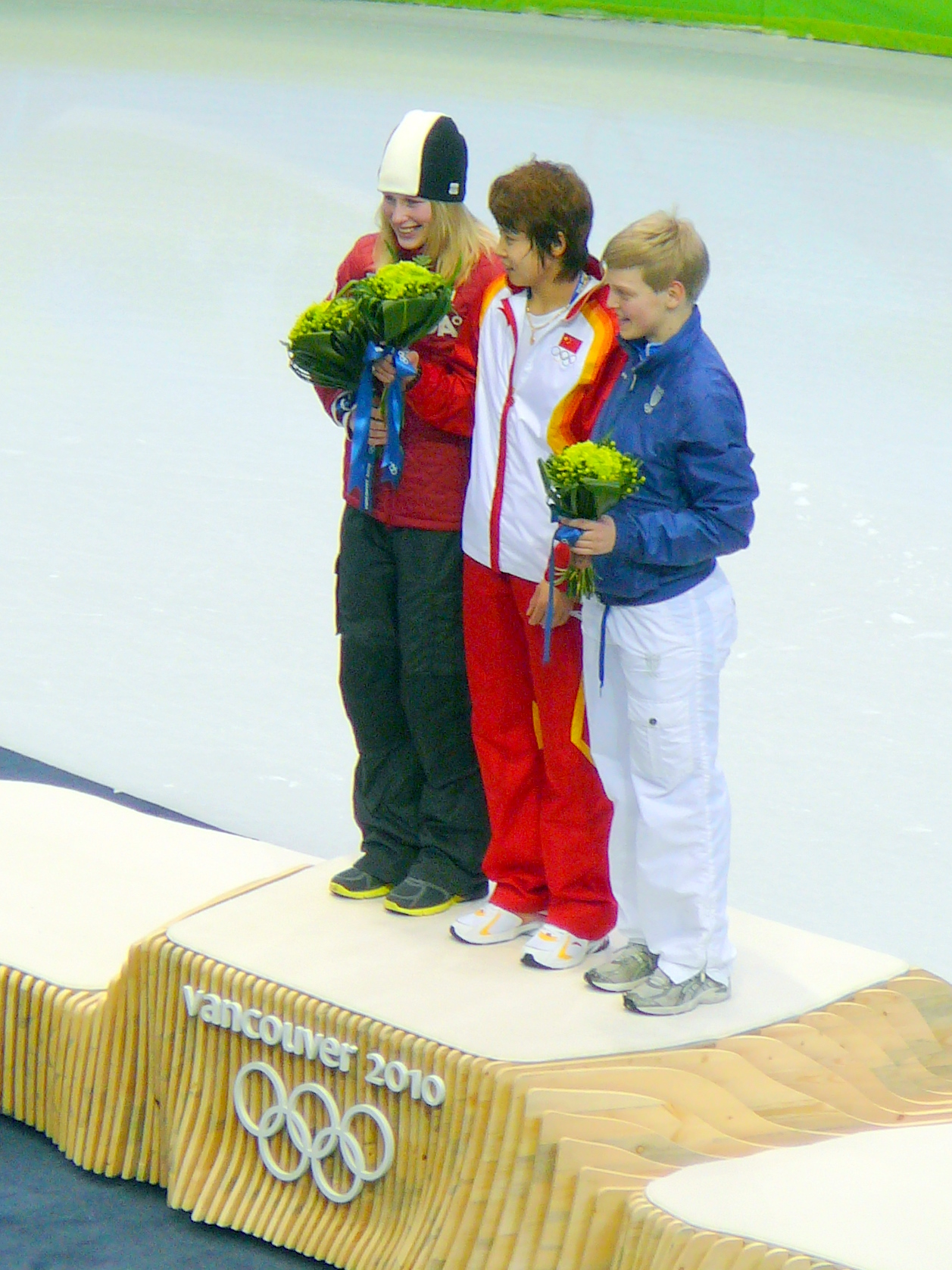
Siegerehrung 500 Meter der Frauen 2010: in der Mitte Olympiasiegerin Wang Meng
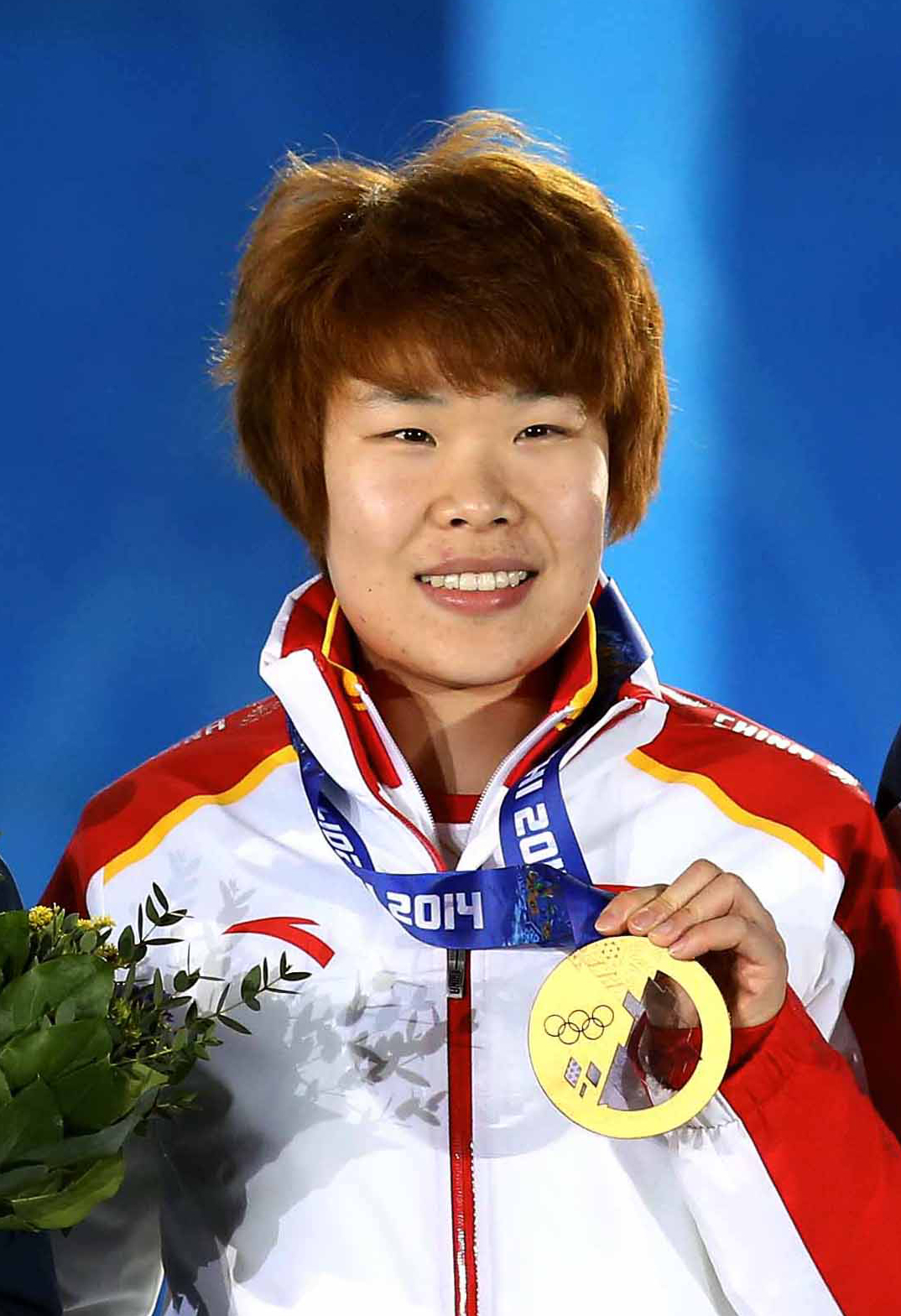
Zhou Yang, Olympiasiegerin 2010 und 2014
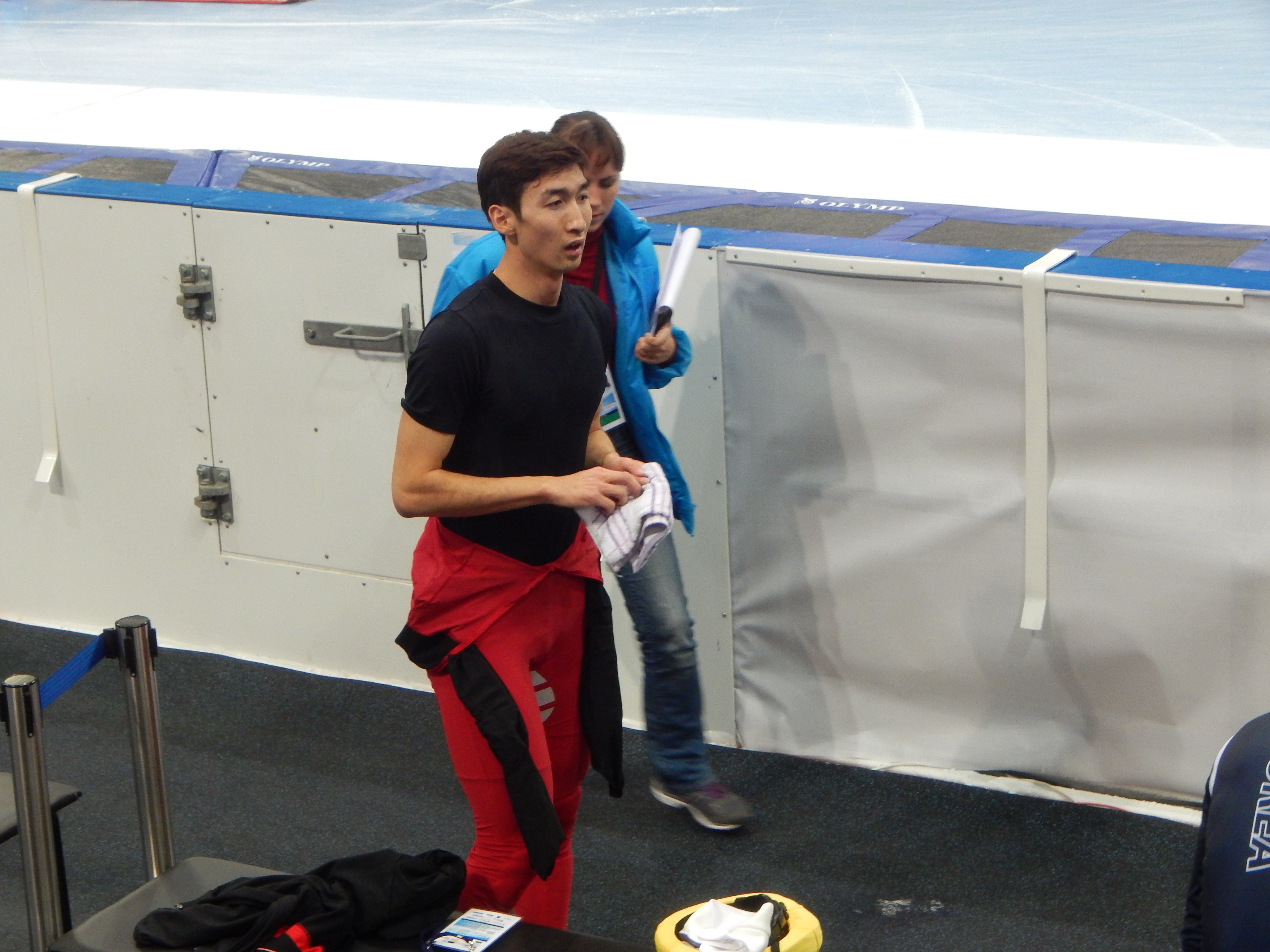
Wu Dajing, Silber 2014

#### Skeleton
| Gelbes Symbol für Goldmedaillen mit stilisierten Olympischen Ringen | Graues Symbol für Silbermedaillen mit stilisierten Olympischen Ringen | Braundes Symbol für Bronzemedaillen mit stilisierten Olympischen Ringen |
| ------------------------------------------------------------------- | --------------------------------------------------------------------- | ----------------------------------------------------------------------- |
| —                                                                   | —                                                                     | —                                                                       |

Im Skeleton gaben chinesische Athleten 2018 ihr Olympiadebüt. Gang Wenqiang wurde 13. bei den Männern.

#### Ski Alpin
| Gelbes Symbol für Goldmedaillen mit stilisierten Olympischen Ringen | Graues Symbol für Silbermedaillen mit stilisierten Olympischen Ringen | Braundes Symbol für Bronzemedaillen mit stilisierten Olympischen Ringen |
| ------------------------------------------------------------------- | --------------------------------------------------------------------- | ----------------------------------------------------------------------- |
| —                                                                   | —                                                                     | —                                                                       |

Seit 1980 nehmen Chinesen an alpinen Skirennen bei Olympischen Winterspielen teil. Die besten Ergebnisse erzielten 1980 Wang Guizhen mit Platz 18 und 1984 Jin Xuefei mit Platz 19, beide im Slalom der Frauen.

#### Skilanglauf
| Gelbes Symbol für Goldmedaillen mit stilisierten Olympischen Ringen | Graues Symbol für Silbermedaillen mit stilisierten Olympischen Ringen | Braundes Symbol für Bronzemedaillen mit stilisierten Olympischen Ringen |
| ------------------------------------------------------------------- | --------------------------------------------------------------------- | ----------------------------------------------------------------------- |
| —                                                                   | —                                                                     | —                                                                       |

Chinesische Skilangläufer gehen seit 1980 an den Start. Das beste Ergebnis erzielte 2006 in Turin Wang Chunli mit Platz 18 über 10 Kilometer.

#### Skispringen
| Gelbes Symbol für Goldmedaillen mit stilisierten Olympischen Ringen | Graues Symbol für Silbermedaillen mit stilisierten Olympischen Ringen | Braundes Symbol für Bronzemedaillen mit stilisierten Olympischen Ringen |
| ------------------------------------------------------------------- | --------------------------------------------------------------------- | ----------------------------------------------------------------------- |
| —                                                                   | —                                                                     | —                                                                       |

Im Skispringen nahm die Volksrepublik China erst einmal, 2006 in Turin, teil.

#### Snowboard
| Gelbes Symbol für Goldmedaillen mit stilisierten Olympischen Ringen | Graues Symbol für Silbermedaillen mit stilisierten Olympischen Ringen | Braundes Symbol für Bronzemedaillen mit stilisierten Olympischen Ringen |
| ------------------------------------------------------------------- | --------------------------------------------------------------------- | ----------------------------------------------------------------------- |
| —                                                                   | 1                                                                     | —                                                                       |

Chinesische Snowboarder sind seit 2006 bei Olympischen Winterspielen vertreten. 2010 wurde bei den Frauen Liu Jiayu Vierte in der Halfpipe, Sun Zhifeng belegte Platz 7. 2014 wurde bei den Frauen Cai Xuetong Sechste, Li Shuang Achte und Liu Jiayu Neunte in der Halfpipe. Bei den Männern erreichten Zhang Yiwei Platz 6 und Shi Wancheng Platz 7.
2018 in Pyeongchang wurde die erste Medaille in dieser Sportart gewonnen. In der Halfpipe gewann Liu Jiayu Silber. Ihre Teamkameradin Cai Xuetong wurde Fünfte.
| Name      | Spiele           | Disziplin | Anmerkung              |
| --------- | ---------------- | --------- | ---------------------- |
| Liu Jiayu | 2018 Pyeongchang | Halfpipe  | erster Medaillengewinn |

### Jugendspiele

#### Jugend-Sommerspiele
Bei der ersten Austragung der Olympischen Jugend-Sommerspiele 2010 in Singapur gingen 68 Jugendliche, Jungen und Mädchen, an den Start. Mit 51 Medaillen, davon 30 Olympiasiegen war die Volksrepublik China die stärkste Teilnehmernation.
Vier Jahre später fanden die Jugend-Sommerspiele in Nanjing statt. Auch diesmal belegte China als Gastgebernation Platz 1 im Medaillenspiegel. 123 jugendliche Athleten gewannen 65 Medaillen, davon 38 goldene.

#### Jugend-Winterspiele
In Innsbruck fanden 2012 die ersten Jugend-Winterspiele statt. 23 Jugendliche aus China konnten 15 Medaillen gewinnen und sieben Olympiasiege feiern. Damit lagen sie im Medaillenspiegel auf Platz 2 hinter Deutschland.
2016 wurden die zweiten Jugend-Winterspiele in Lillehammer durchgeführt. Wieder gingen 23 Jugendliche an den Start. Diesmal konnten zehn Medaillen, davon drei goldene, gewonnen werden. Im Medaillenspiegel lag China auf Platz 7.

## Teilnehmer nach Sportart

### Sommerspiele
| Sportart           | Jahr | Jahr | Jahr | Jahr | Jahr | Jahr | Jahr | Jahr | Jahr | Jahr |
| Sportart           | 1952 | 1984 | 1988 | 1992 | 1996 | 2000 | 2004 | 2008 | 2012 | 2016 |
| ------------------ | ---- | ---- | ---- | ---- | ---- | ---- | ---- | ---- | ---- | ---- |
| Badminton          |      |      |      | 13   | 20   | 17   | 18   | 19   | 17   | 15   |
| Baseball           |      |      |      |      |      |      |      | 24   |      |      |
| Basketball         |      | 23   | 22   | 23   | 24   | 12   | 24   | 24   | 24   | 24   |
| Beach-Volleyball   |      |      |      |      |      | 4    | 4    | 6    | 4    | 2    |
| Bogenschießen      |      | 6    | 6    | 6    | 6    | 6    | 5    | 6    | 6    | 6    |
| Boxen              |      |      | 2    | 4    | 3    | 3    | 6    | 10   | 9    | 11   |
| Fechten            |      | 18   | 15   | 15   | 9    | 13   | 19   | 20   | 16   | 13   |
| Fußball            |      |      | 14   |      | 15   | 13   | 15   | 35   |      | 15   |
| Gewichtheben       |      | 10   | 10   | 10   | 10   | 10   | 10   | 10   | 10   | 10   |
| Golf               |      |      |      |      |      |      |      |      |      | 4    |
| Handball           |      | 13   | 12   |      | 12   |      | 14   | 30   |      |      |
| Hockey             |      |      |      |      |      | 15   | 16   | 33   | 16   | 17   |
| Judo               |      | 5    | 5    | 10   | 11   | 12   | 9    | 14   | 8    | 8    |
| Kanusport          |      | 4    | 4    | 4    | 8    |      | 15   | 23   | 18   | 9    |
| Leichtathletik     |      | 22   | 44   | 33   | 31   | 26   | 52   | 66   | 51   | 52   |
| Moderner Fünfkampf |      |      | 1    | 1    |      | 2    | 3    | 4    | 4    | 4    |
| Radsport           |      | 7    | 9    | 6    | 5    | 3    | 6    | 12   | 12   | 14   |
| Reiten             |      |      |      |      |      |      |      | 6    |      | 1    |
| Ringen             |      | 7    | 11   | 8    | 5    | 5    | 9    | 16   | 7    | 13   |
| Rudern             |      | 9    | 11   | 22   | 13   | 10   | 17   | 31   | 18   | 17   |
| Schießen           |      | 17   | 20   | 20   | 24   | 21   | 26   | 24   | 23   | 22   |
| Schwimmen          | 1    | 14   | 27   | 19   | 29   | 30   | 36   | 51   | 56   | 52   |
| Segeln             |      | 4    | 5    | 3    | 5    | 4    | 4    | 18   | 9    | 8    |
| Softball           |      |      |      |      | 15   | 15   | 15   | 15   |      |      |
| Taekwondo          |      |      |      |      |      | 3    | 2    | 4    | 3    | 4    |
| Tennis             |      |      | 2    | 5    | 4    | 3    | 4    | 8    | 4    | 5    |
| Tischtennis        |      |      | 7    | 8    | 8    | 9    | 9    | 6    | 6    | 6    |
| Triathlon          |      |      |      |      |      | 2    | 2    | 3    | 2    | 2    |
| Turnen             |      | 14   | 14   | 14   | 21   | 13   | 21   | 23   | 15   | 20   |
| Volleyball         |      | 22   | 11   | 12   | 9    | 12   | 12   | 24   | 12   | 12   |
| Wasserball         |      | 12   | 13   |      |      |      |      | 25   | 13   | 13   |
| Wasserspringen     |      | 8    | 8    | 7    | 8    | 10   | 10   | 10   | 12   | 13   |

### Winterspiele
| Sportart       | Jahr | Jahr | Jahr | Jahr | Jahr | Jahr | Jahr | Jahr | Jahr | Jahr | Jahr |
| Sportart       | 1980 | 1984 | 1988 | 1992 | 1994 | 1998 | 2002 | 2006 | 2010 | 2014 | 2018 |
| -------------- | ---- | ---- | ---- | ---- | ---- | ---- | ---- | ---- | ---- | ---- | ---- |
| Biathlon       | 5    | 5    |      | 8    | 4    | 4    | 5    | 8    | 5    | 5    | 2    |
| Bobsport       |      |      |      |      |      |      |      |      |      |      | 5    |
| Curling        |      |      |      |      |      |      |      |      | 9    | 8    | 5    |
| Eishockey      |      |      |      |      |      | 20   | 19   |      | 19   |      |      |
| Eiskunstlauf   | 2    | 6    | 6    | 4    | 4    | 4    | 11   | 9    | 9    | 9    | 11   |
| Eisschnelllauf | 13   | 12   | 4    | 10   | 6    | 12   | 12   | 15   | 14   | 10   | 13   |
| Freestyle Ski  |      |      |      |      | 2    | 5    | 7    | 8    | 8    | 9    | 15   |
| Shorttrack     |      |      |      | 5    | 8    | 8    | 9    | 8    | 10   | 14   | 10   |
| Skeleton       |      |      |      |      |      |      |      |      |      |      | 1    |
| Ski Alpin      | 2    | 5    |      | 2    |      |      |      | 2    | 2    | 2    | 2    |
| Skilanglauf    | 2    | 9    | 3    | 3    |      | 4    | 3    | 20   | 5    | 4    | 4    |
| Skispringen    |      |      |      |      |      |      |      | 4    |      | 1    |      |
| Snowboard      |      |      |      |      |      |      |      | 2    | 5    | 6    | 9    |

## Medaillen nach Sportart

### Sommerspiele
| Sportart           | Gold | Silber | Bronze | Gesamt |
| Wasserspringen     | 40   | 19     | 10     | 69     |
| Gewichtheben       | 31   | 15     | 8      | 54     |
| Turnen             | 29   | 21     | 23     | 73     |
| Tischtennis        | 28   | 17     | 8      | 53     |
| Schießen           | 22   | 15     | 19     | 56     |
| Badminton          | 18   | 8      | 15     | 41     |
| Schwimmen          | 13   | 22     | 13     | 48     |
| Leichtathletik     | 8    | 10     | 14     | 32     |
| Judo               | 8    | 3      | 11     | 22     |
| Taekwondo          | 7    | 1      | 2      | 10     |
| Fechten            | 4    | 7      | 3      | 14     |
| Boxen              | 3    | 3      | 6      | 12     |
| Volleyball         | 3    | 1      | 2      | 6      |
| Ringen             | 2    | 3      | 6      | 11     |
| Segeln             | 2    | 3      | 1      | 6      |
| Kanusport          | 2    | 0      | 0      | 2      |
| Bogenschießen      | 1    | 6      | 2      | 9      |
| Rudern             | 1    | 4      | 4      | 9      |
| Radsport           | 1    | 3      | 3      | 7      |
| Tennis             | 1    | 0      | 1      | 2      |
| Basketball         | 0    | 1      | 1      | 2      |
| Beach-Volleyball   | 0    | 1      | 1      | 2      |
| Hockey             | 0    | 1      | 0      | 1      |
| Fußball            | 0    | 1      | 0      | 1      |
| Moderner Fünfkampf | 0    | 1      | 0      | 1      |
| Softball           | 0    | 1      | 0      | 1      |
| Golf               | 0    | 0      | 1      | 1      |
| Handball           | 0    | 0      | 1      | 1      |
| Gesamt             | 224  | 167    | 155    | 546    |

### Winterspiele
| Sportart       | Gold | Silber | Bronze | Gesamt |
| Short Track    | 10   | 15     | 8      | 33     |
| Freestyle Ski  | 1    | 6      | 4      | 11     |
| Eisschnelllauf | 1    | 3      | 4      | 8      |
| Eiskunstlauf   | 1    | 3      | 4      | 8      |
| Snowboard      | 0    | 1      | 0      | 1      |
| Curling        | 0    | 0      | 1      | 1      |
| Gesamt         | 13   | 28     | 21     | 62     |

## Medaillenspiegel
|                         |     |     |     | Gesamt | Rang |
| ----------------------- | --- | --- | --- | ------ | ---- |
| Olympische Sommerspiele | 224 | 167 | 155 | 546    | 5    |
| Olympische Winterspiele | 13  | 28  | 21  | 62     | 17   |
| Gesamt                  | 237 | 195 | 176 | 608    | 7    |